# Campionat del món d'escacs de 2016
El Campionat del món d'escacs de 2016 fou un matx entre el campió regnant Magnus Carlsen i l'aspirant al títol Serguei Kariakin, que determinà el Campió del món d'escacs de 2016. Es dugué a terme sota els auspicis de la FIDE, la Federació Internacional d'Escacs. El matx va tenir lloc al Districte de Seaport, a Manhattan, Nova York (Estats Units) entre l'11 i el 30 de novembre de 2016. Els dos jugadors es repartiren una bossa d'un milió d'euros, 600 mil euros pel campió i 400 mil euros pel perdedor. Després que les dotze partides a ritme clàssic acabessin en empat a 6 punts, Magnus Carlsen revalidà el títol de campió del món en guanyar per 3 a 1 a Serguei Kariakin en les quatre partides de desempat a ritme semiràpid, el mateix dia del seu aniversari.

## Torneig de candidats
El torneig de candidats havia tingut lloc entre el 10 i 30 de març del 2016 a Moscou. El reptador va ser el guanyador del Torneig de Candidats amb vuit jugadors:
| Via de classificació | Jugador                        |
| --- | ------------------------------ |
| El perdedor de l'encontre del Campionat del món de 2014 | Viswanathan Anand (Índia)      |
| Dos classificats de la Copa del Món d'escacs de 2015 | Serguei Kariakin (Rússia)      |
| Dos classificats de la Copa del Món d'escacs de 2015 | Piotr Svídler (Rússia)         |
| Dos classificats del Grand Prix de la FIDE 2014-2015 | Fabiano Caruana (Estats Units) |
| Dos classificats del Grand Prix de la FIDE 2014-2015 | Hikaru Nakamura (Estats Units) |
| Dos jugadors amb millor Elo que no s'hagin classificat d'acord amb els criteris anteriors i que hagin participat a la Copa del món o el Grand Prix de la FIDE. | Vesselín Topàlov (Bulgària)    |
| Dos jugadors amb millor Elo que no s'hagin classificat d'acord amb els criteris anteriors i que hagin participat a la Copa del món o el Grand Prix de la FIDE. | Anish Giri (Països Baixos)     |
| Un nominat per l'organització. El jugador havia de tenir un Elo mínim de 2725 a l'1 de juliol de 2015.                                                         | Levon Aronian (Armènia)        |

### Resultats
| Posició | Jugador           | ELO  | 1 | 1 | 2 | 2 | 3 | 3 | 4 | 4 | 5 | 5 | 6 | 6 | 7 | 7 | 8 | 8 | Punts | Desempat | Desempat  | Desempat |
| Posició | Jugador           | ELO  | 1 | 1 | 2 | 2 | 3 | 3 | 4 | 4 | 5 | 5 | 6 | 6 | 7 | 7 | 8 | 8 | Punts | 1a1      | Victòries | SB       |
|         |                   |      | B | N | B | N | B | N | B | N | B | N | B | N | B | N | B | N |       |          |           |          |
| ------- | ----------------- | ---- | - | - | - | - | - | - | - | - | - | - | - | - | - | - | - | - | ----- | -------- | --------- | -------- |
| 1       | Serguei Kariakin  | 2757 |   |   | 1 | ½ | 1 | 0 | ½ | ½ | ½ | ½ | ½ | ½ | 1 | ½ | 1 | ½ | 8,5   |          |           |          |
| 2       | Fabiano Caruana   | 2802 | ½ | 0 |   |   | 1 | ½ | ½ | ½ | ½ | ½ | ½ | ½ | 1 | ½ | ½ | ½ | 7,5   | 1,5      |           |          |
| 3       | Viswanathan Anand | 2791 | 1 | ½ | ½ | 0 |   |   | 1 | ½ | 1 | ½ | ½ | ½ | ½ | 0 | 1 | ½ | 7,5   | 0,5      |           |          |
| 4       | Piotr Svídler     | 2729 | ½ | ½ | ½ | ½ | ½ | 0 |   |   | ½ | 1 | ½ | ½ | ½ | ½ | ½ | ½ | 7     | 3,5      |           |          |
| 5       | Levon Aronian     | 2770 | ½ | ½ | ½ | ½ | ½ | 0 | 0 | ½ |   |   | ½ | ½ | 1 | ½ | ½ | 1 | 7     | 3        | 2         |          |
| 6       | Anish Giri        | 2790 | ½ | ½ | ½ | ½ | ½ | ½ | ½ | ½ | ½ | ½ |   |   | ½ | ½ | ½ | ½ | 7     | 3        | 0         |          |
| 7       | Hikaru Nakamura   | 2798 | ½ | 0 | ½ | 0 | 1 | ½ | ½ | ½ | ½ | 0 | ½ | ½ |   |   | 1 | 1 | 7     | 2,5      |           |          |
| 8       | Vesselín Topàlov  | 2798 | ½ | 0 | ½ | ½ | ½ | 0 | ½ | ½ | 0 | ½ | ½ | ½ | 0 | 0 |   |   | 4,5   |          |           |          |

## Campionat del món d'escacs
El matx entre Magnus Carlsen i Serguei Kariakin va tenir lloc a Nova York, Estats Units, de l'11 al 30 de novembre de 2016, sota els auspicis de la FIDE.

### Enfrontaments individuals previs
Abans del matx, del 2005 al 28 de març de 2016, Carlsen i Kariakin havien jugat 19 partides l'un contra l'altre amb control de temps clàssic, de les quals Carlsen n'havia guanyat tres, Kariakin una, i quinze varen ser taules.
| Enfrontaments directes | Enfrontaments directes | Enfrontaments directes | Enfrontaments directes | Enfrontaments directes | Enfrontaments directes |
|                        |                        | Victòries de Carlsen   | Taules                 | Victòries de Kariakin  | Total                  |
| ---------------------- | ---------------------- | ---------------------- | ---------------------- | ---------------------- | ---------------------- |
| Clàssic                | Carlsen (blanques)     | 1                      | 8                      | 1                      | 21                     |
| Clàssic                | Kariakin (blanques)    | 2                      | 7                      | 0                      | 19                     |
| Clàssic                | Total                  | 3                      | 15                     | 1                      | 19                     |
| Blitz/rapid/exhibition | Blitz/rapid/exhibition | 14                     | 5                      | 7                      | 26                     |
| Total                  | Total                  | 17                     | 20                     | 8                      | 45                     |

### Programació i Resultats
El matx va tenir lloc a Fulton Market localitzat a Manhattan, Nova York, a cinc minuts de Wall Street. El matx pel títol va constar de 12 partides i si calgués, s'haguessin fet més partides de desempat. El control de temps per a la part "clàssica" del matx va ser de 100 minuts per a les primeres 40 jugades, 50 minuts per als següents 20 moviments i 15 minuts després per a la resta de la partida amb un increment de 30 segons per jugada a partir del moviment 1.
|                  | Elo  | Partida 1 11 Nov. | Partida 2 12 Nov. | Partida 3 14 Nov. | Partida 4 15 Nov. | Partida 5 17 Nov. | Partida 6 18 Nov. | Partida 7 20 Nov. | Partida 8 21 Nov. | Partida 9 23 Nov. | Partida 10 24 Nov. | Partida 11 26 Nov. | Partida 12 28 Nov. | Punts |
| ---------------- | ---- | ----------------- | ----------------- | ----------------- | ----------------- | ----------------- | ----------------- | ----------------- | ----------------- | ----------------- | ------------------ | ------------------ | ------------------ | ----- |
| Serguei Kariakin | 2772 | ½                 | ½                 | ½                 | ½                 | ½                 | ½                 | ½                 | 1                 | ½                 | 0                  | ½                  | ½                  | 6     |
| Magnus Carlsen   | 2853 | ½                 | ½                 | ½                 | ½                 | ½                 | ½                 | ½                 | 0                 | ½                 | 1                  | ½                  | ½                  | 6     |

Després de les dotze partides amb empat a 6, tingué lloc el desempat el dimecres 30 de novembre amb quatre partides de semi-ràpides (25 minuts més 10 segons per moviment). Si hagués continuat l'empat, s'haguessin fet cinc enfrontaments de dues partides a ritme ràpid (5 minuts més 3 segons per moviment). I si encara hagués persistit l'empat, hagués tingut lloc una partida armageddon.
|                  | Elo  | Partida 1 30 Nov. | Partida 2 30 Nov. | Partida 3 30 Nov. | Partida 4 30 Nov. | Punts |
| ---------------- | ---- | ----------------- | ----------------- | ----------------- | ----------------- | ----- |
| Serguei Kariakin | 2772 | ½                 | ½                 | 0                 | 0                 | 1     |
| Magnus Carlsen   | 2853 | ½                 | ½                 | 1                 | 1                 | 3     |

### Partides

#### Partida 1, Carlsen-Kariakin, ½–½
|   | a | b | c | d | e | f | g | h |   |
| 8 | a8 negres torre · g8 negres rei · a7 negres peó · b7 negres peó · e7 negres alfil · f7 negres peó · h7 negres peó · e6 negres peó · f6 negres peó · c4 blanques torre · e3 blanques peó · f3 blanques cavall · a2 blanques peó · b2 blanques peó · f2 blanques peó · g2 blanques peó · h2 blanques peó · g1 blanques rei | a8 negres torre · g8 negres rei · a7 negres peó · b7 negres peó · e7 negres alfil · f7 negres peó · h7 negres peó · e6 negres peó · f6 negres peó · c4 blanques torre · e3 blanques peó · f3 blanques cavall · a2 blanques peó · b2 blanques peó · f2 blanques peó · g2 blanques peó · h2 blanques peó · g1 blanques rei | a8 negres torre · g8 negres rei · a7 negres peó · b7 negres peó · e7 negres alfil · f7 negres peó · h7 negres peó · e6 negres peó · f6 negres peó · c4 blanques torre · e3 blanques peó · f3 blanques cavall · a2 blanques peó · b2 blanques peó · f2 blanques peó · g2 blanques peó · h2 blanques peó · g1 blanques rei | a8 negres torre · g8 negres rei · a7 negres peó · b7 negres peó · e7 negres alfil · f7 negres peó · h7 negres peó · e6 negres peó · f6 negres peó · c4 blanques torre · e3 blanques peó · f3 blanques cavall · a2 blanques peó · b2 blanques peó · f2 blanques peó · g2 blanques peó · h2 blanques peó · g1 blanques rei | a8 negres torre · g8 negres rei · a7 negres peó · b7 negres peó · e7 negres alfil · f7 negres peó · h7 negres peó · e6 negres peó · f6 negres peó · c4 blanques torre · e3 blanques peó · f3 blanques cavall · a2 blanques peó · b2 blanques peó · f2 blanques peó · g2 blanques peó · h2 blanques peó · g1 blanques rei | a8 negres torre · g8 negres rei · a7 negres peó · b7 negres peó · e7 negres alfil · f7 negres peó · h7 negres peó · e6 negres peó · f6 negres peó · c4 blanques torre · e3 blanques peó · f3 blanques cavall · a2 blanques peó · b2 blanques peó · f2 blanques peó · g2 blanques peó · h2 blanques peó · g1 blanques rei | a8 negres torre · g8 negres rei · a7 negres peó · b7 negres peó · e7 negres alfil · f7 negres peó · h7 negres peó · e6 negres peó · f6 negres peó · c4 blanques torre · e3 blanques peó · f3 blanques cavall · a2 blanques peó · b2 blanques peó · f2 blanques peó · g2 blanques peó · h2 blanques peó · g1 blanques rei | a8 negres torre · g8 negres rei · a7 negres peó · b7 negres peó · e7 negres alfil · f7 negres peó · h7 negres peó · e6 negres peó · f6 negres peó · c4 blanques torre · e3 blanques peó · f3 blanques cavall · a2 blanques peó · b2 blanques peó · f2 blanques peó · g2 blanques peó · h2 blanques peó · g1 blanques rei | 8 |
| 7 | a8 negres torre · g8 negres rei · a7 negres peó · b7 negres peó · e7 negres alfil · f7 negres peó · h7 negres peó · e6 negres peó · f6 negres peó · c4 blanques torre · e3 blanques peó · f3 blanques cavall · a2 blanques peó · b2 blanques peó · f2 blanques peó · g2 blanques peó · h2 blanques peó · g1 blanques rei | a8 negres torre · g8 negres rei · a7 negres peó · b7 negres peó · e7 negres alfil · f7 negres peó · h7 negres peó · e6 negres peó · f6 negres peó · c4 blanques torre · e3 blanques peó · f3 blanques cavall · a2 blanques peó · b2 blanques peó · f2 blanques peó · g2 blanques peó · h2 blanques peó · g1 blanques rei | a8 negres torre · g8 negres rei · a7 negres peó · b7 negres peó · e7 negres alfil · f7 negres peó · h7 negres peó · e6 negres peó · f6 negres peó · c4 blanques torre · e3 blanques peó · f3 blanques cavall · a2 blanques peó · b2 blanques peó · f2 blanques peó · g2 blanques peó · h2 blanques peó · g1 blanques rei | a8 negres torre · g8 negres rei · a7 negres peó · b7 negres peó · e7 negres alfil · f7 negres peó · h7 negres peó · e6 negres peó · f6 negres peó · c4 blanques torre · e3 blanques peó · f3 blanques cavall · a2 blanques peó · b2 blanques peó · f2 blanques peó · g2 blanques peó · h2 blanques peó · g1 blanques rei | a8 negres torre · g8 negres rei · a7 negres peó · b7 negres peó · e7 negres alfil · f7 negres peó · h7 negres peó · e6 negres peó · f6 negres peó · c4 blanques torre · e3 blanques peó · f3 blanques cavall · a2 blanques peó · b2 blanques peó · f2 blanques peó · g2 blanques peó · h2 blanques peó · g1 blanques rei | a8 negres torre · g8 negres rei · a7 negres peó · b7 negres peó · e7 negres alfil · f7 negres peó · h7 negres peó · e6 negres peó · f6 negres peó · c4 blanques torre · e3 blanques peó · f3 blanques cavall · a2 blanques peó · b2 blanques peó · f2 blanques peó · g2 blanques peó · h2 blanques peó · g1 blanques rei | a8 negres torre · g8 negres rei · a7 negres peó · b7 negres peó · e7 negres alfil · f7 negres peó · h7 negres peó · e6 negres peó · f6 negres peó · c4 blanques torre · e3 blanques peó · f3 blanques cavall · a2 blanques peó · b2 blanques peó · f2 blanques peó · g2 blanques peó · h2 blanques peó · g1 blanques rei | a8 negres torre · g8 negres rei · a7 negres peó · b7 negres peó · e7 negres alfil · f7 negres peó · h7 negres peó · e6 negres peó · f6 negres peó · c4 blanques torre · e3 blanques peó · f3 blanques cavall · a2 blanques peó · b2 blanques peó · f2 blanques peó · g2 blanques peó · h2 blanques peó · g1 blanques rei | 7 |
| 6 | a8 negres torre · g8 negres rei · a7 negres peó · b7 negres peó · e7 negres alfil · f7 negres peó · h7 negres peó · e6 negres peó · f6 negres peó · c4 blanques torre · e3 blanques peó · f3 blanques cavall · a2 blanques peó · b2 blanques peó · f2 blanques peó · g2 blanques peó · h2 blanques peó · g1 blanques rei | a8 negres torre · g8 negres rei · a7 negres peó · b7 negres peó · e7 negres alfil · f7 negres peó · h7 negres peó · e6 negres peó · f6 negres peó · c4 blanques torre · e3 blanques peó · f3 blanques cavall · a2 blanques peó · b2 blanques peó · f2 blanques peó · g2 blanques peó · h2 blanques peó · g1 blanques rei | a8 negres torre · g8 negres rei · a7 negres peó · b7 negres peó · e7 negres alfil · f7 negres peó · h7 negres peó · e6 negres peó · f6 negres peó · c4 blanques torre · e3 blanques peó · f3 blanques cavall · a2 blanques peó · b2 blanques peó · f2 blanques peó · g2 blanques peó · h2 blanques peó · g1 blanques rei | a8 negres torre · g8 negres rei · a7 negres peó · b7 negres peó · e7 negres alfil · f7 negres peó · h7 negres peó · e6 negres peó · f6 negres peó · c4 blanques torre · e3 blanques peó · f3 blanques cavall · a2 blanques peó · b2 blanques peó · f2 blanques peó · g2 blanques peó · h2 blanques peó · g1 blanques rei | a8 negres torre · g8 negres rei · a7 negres peó · b7 negres peó · e7 negres alfil · f7 negres peó · h7 negres peó · e6 negres peó · f6 negres peó · c4 blanques torre · e3 blanques peó · f3 blanques cavall · a2 blanques peó · b2 blanques peó · f2 blanques peó · g2 blanques peó · h2 blanques peó · g1 blanques rei | a8 negres torre · g8 negres rei · a7 negres peó · b7 negres peó · e7 negres alfil · f7 negres peó · h7 negres peó · e6 negres peó · f6 negres peó · c4 blanques torre · e3 blanques peó · f3 blanques cavall · a2 blanques peó · b2 blanques peó · f2 blanques peó · g2 blanques peó · h2 blanques peó · g1 blanques rei | a8 negres torre · g8 negres rei · a7 negres peó · b7 negres peó · e7 negres alfil · f7 negres peó · h7 negres peó · e6 negres peó · f6 negres peó · c4 blanques torre · e3 blanques peó · f3 blanques cavall · a2 blanques peó · b2 blanques peó · f2 blanques peó · g2 blanques peó · h2 blanques peó · g1 blanques rei | a8 negres torre · g8 negres rei · a7 negres peó · b7 negres peó · e7 negres alfil · f7 negres peó · h7 negres peó · e6 negres peó · f6 negres peó · c4 blanques torre · e3 blanques peó · f3 blanques cavall · a2 blanques peó · b2 blanques peó · f2 blanques peó · g2 blanques peó · h2 blanques peó · g1 blanques rei | 6 |
| 5 | a8 negres torre · g8 negres rei · a7 negres peó · b7 negres peó · e7 negres alfil · f7 negres peó · h7 negres peó · e6 negres peó · f6 negres peó · c4 blanques torre · e3 blanques peó · f3 blanques cavall · a2 blanques peó · b2 blanques peó · f2 blanques peó · g2 blanques peó · h2 blanques peó · g1 blanques rei | a8 negres torre · g8 negres rei · a7 negres peó · b7 negres peó · e7 negres alfil · f7 negres peó · h7 negres peó · e6 negres peó · f6 negres peó · c4 blanques torre · e3 blanques peó · f3 blanques cavall · a2 blanques peó · b2 blanques peó · f2 blanques peó · g2 blanques peó · h2 blanques peó · g1 blanques rei | a8 negres torre · g8 negres rei · a7 negres peó · b7 negres peó · e7 negres alfil · f7 negres peó · h7 negres peó · e6 negres peó · f6 negres peó · c4 blanques torre · e3 blanques peó · f3 blanques cavall · a2 blanques peó · b2 blanques peó · f2 blanques peó · g2 blanques peó · h2 blanques peó · g1 blanques rei | a8 negres torre · g8 negres rei · a7 negres peó · b7 negres peó · e7 negres alfil · f7 negres peó · h7 negres peó · e6 negres peó · f6 negres peó · c4 blanques torre · e3 blanques peó · f3 blanques cavall · a2 blanques peó · b2 blanques peó · f2 blanques peó · g2 blanques peó · h2 blanques peó · g1 blanques rei | a8 negres torre · g8 negres rei · a7 negres peó · b7 negres peó · e7 negres alfil · f7 negres peó · h7 negres peó · e6 negres peó · f6 negres peó · c4 blanques torre · e3 blanques peó · f3 blanques cavall · a2 blanques peó · b2 blanques peó · f2 blanques peó · g2 blanques peó · h2 blanques peó · g1 blanques rei | a8 negres torre · g8 negres rei · a7 negres peó · b7 negres peó · e7 negres alfil · f7 negres peó · h7 negres peó · e6 negres peó · f6 negres peó · c4 blanques torre · e3 blanques peó · f3 blanques cavall · a2 blanques peó · b2 blanques peó · f2 blanques peó · g2 blanques peó · h2 blanques peó · g1 blanques rei | a8 negres torre · g8 negres rei · a7 negres peó · b7 negres peó · e7 negres alfil · f7 negres peó · h7 negres peó · e6 negres peó · f6 negres peó · c4 blanques torre · e3 blanques peó · f3 blanques cavall · a2 blanques peó · b2 blanques peó · f2 blanques peó · g2 blanques peó · h2 blanques peó · g1 blanques rei | a8 negres torre · g8 negres rei · a7 negres peó · b7 negres peó · e7 negres alfil · f7 negres peó · h7 negres peó · e6 negres peó · f6 negres peó · c4 blanques torre · e3 blanques peó · f3 blanques cavall · a2 blanques peó · b2 blanques peó · f2 blanques peó · g2 blanques peó · h2 blanques peó · g1 blanques rei | 5 |
| 4 | a8 negres torre · g8 negres rei · a7 negres peó · b7 negres peó · e7 negres alfil · f7 negres peó · h7 negres peó · e6 negres peó · f6 negres peó · c4 blanques torre · e3 blanques peó · f3 blanques cavall · a2 blanques peó · b2 blanques peó · f2 blanques peó · g2 blanques peó · h2 blanques peó · g1 blanques rei | a8 negres torre · g8 negres rei · a7 negres peó · b7 negres peó · e7 negres alfil · f7 negres peó · h7 negres peó · e6 negres peó · f6 negres peó · c4 blanques torre · e3 blanques peó · f3 blanques cavall · a2 blanques peó · b2 blanques peó · f2 blanques peó · g2 blanques peó · h2 blanques peó · g1 blanques rei | a8 negres torre · g8 negres rei · a7 negres peó · b7 negres peó · e7 negres alfil · f7 negres peó · h7 negres peó · e6 negres peó · f6 negres peó · c4 blanques torre · e3 blanques peó · f3 blanques cavall · a2 blanques peó · b2 blanques peó · f2 blanques peó · g2 blanques peó · h2 blanques peó · g1 blanques rei | a8 negres torre · g8 negres rei · a7 negres peó · b7 negres peó · e7 negres alfil · f7 negres peó · h7 negres peó · e6 negres peó · f6 negres peó · c4 blanques torre · e3 blanques peó · f3 blanques cavall · a2 blanques peó · b2 blanques peó · f2 blanques peó · g2 blanques peó · h2 blanques peó · g1 blanques rei | a8 negres torre · g8 negres rei · a7 negres peó · b7 negres peó · e7 negres alfil · f7 negres peó · h7 negres peó · e6 negres peó · f6 negres peó · c4 blanques torre · e3 blanques peó · f3 blanques cavall · a2 blanques peó · b2 blanques peó · f2 blanques peó · g2 blanques peó · h2 blanques peó · g1 blanques rei | a8 negres torre · g8 negres rei · a7 negres peó · b7 negres peó · e7 negres alfil · f7 negres peó · h7 negres peó · e6 negres peó · f6 negres peó · c4 blanques torre · e3 blanques peó · f3 blanques cavall · a2 blanques peó · b2 blanques peó · f2 blanques peó · g2 blanques peó · h2 blanques peó · g1 blanques rei | a8 negres torre · g8 negres rei · a7 negres peó · b7 negres peó · e7 negres alfil · f7 negres peó · h7 negres peó · e6 negres peó · f6 negres peó · c4 blanques torre · e3 blanques peó · f3 blanques cavall · a2 blanques peó · b2 blanques peó · f2 blanques peó · g2 blanques peó · h2 blanques peó · g1 blanques rei | a8 negres torre · g8 negres rei · a7 negres peó · b7 negres peó · e7 negres alfil · f7 negres peó · h7 negres peó · e6 negres peó · f6 negres peó · c4 blanques torre · e3 blanques peó · f3 blanques cavall · a2 blanques peó · b2 blanques peó · f2 blanques peó · g2 blanques peó · h2 blanques peó · g1 blanques rei | 4 |
| 3 | a8 negres torre · g8 negres rei · a7 negres peó · b7 negres peó · e7 negres alfil · f7 negres peó · h7 negres peó · e6 negres peó · f6 negres peó · c4 blanques torre · e3 blanques peó · f3 blanques cavall · a2 blanques peó · b2 blanques peó · f2 blanques peó · g2 blanques peó · h2 blanques peó · g1 blanques rei | a8 negres torre · g8 negres rei · a7 negres peó · b7 negres peó · e7 negres alfil · f7 negres peó · h7 negres peó · e6 negres peó · f6 negres peó · c4 blanques torre · e3 blanques peó · f3 blanques cavall · a2 blanques peó · b2 blanques peó · f2 blanques peó · g2 blanques peó · h2 blanques peó · g1 blanques rei | a8 negres torre · g8 negres rei · a7 negres peó · b7 negres peó · e7 negres alfil · f7 negres peó · h7 negres peó · e6 negres peó · f6 negres peó · c4 blanques torre · e3 blanques peó · f3 blanques cavall · a2 blanques peó · b2 blanques peó · f2 blanques peó · g2 blanques peó · h2 blanques peó · g1 blanques rei | a8 negres torre · g8 negres rei · a7 negres peó · b7 negres peó · e7 negres alfil · f7 negres peó · h7 negres peó · e6 negres peó · f6 negres peó · c4 blanques torre · e3 blanques peó · f3 blanques cavall · a2 blanques peó · b2 blanques peó · f2 blanques peó · g2 blanques peó · h2 blanques peó · g1 blanques rei | a8 negres torre · g8 negres rei · a7 negres peó · b7 negres peó · e7 negres alfil · f7 negres peó · h7 negres peó · e6 negres peó · f6 negres peó · c4 blanques torre · e3 blanques peó · f3 blanques cavall · a2 blanques peó · b2 blanques peó · f2 blanques peó · g2 blanques peó · h2 blanques peó · g1 blanques rei | a8 negres torre · g8 negres rei · a7 negres peó · b7 negres peó · e7 negres alfil · f7 negres peó · h7 negres peó · e6 negres peó · f6 negres peó · c4 blanques torre · e3 blanques peó · f3 blanques cavall · a2 blanques peó · b2 blanques peó · f2 blanques peó · g2 blanques peó · h2 blanques peó · g1 blanques rei | a8 negres torre · g8 negres rei · a7 negres peó · b7 negres peó · e7 negres alfil · f7 negres peó · h7 negres peó · e6 negres peó · f6 negres peó · c4 blanques torre · e3 blanques peó · f3 blanques cavall · a2 blanques peó · b2 blanques peó · f2 blanques peó · g2 blanques peó · h2 blanques peó · g1 blanques rei | a8 negres torre · g8 negres rei · a7 negres peó · b7 negres peó · e7 negres alfil · f7 negres peó · h7 negres peó · e6 negres peó · f6 negres peó · c4 blanques torre · e3 blanques peó · f3 blanques cavall · a2 blanques peó · b2 blanques peó · f2 blanques peó · g2 blanques peó · h2 blanques peó · g1 blanques rei | 3 |
| 2 | a8 negres torre · g8 negres rei · a7 negres peó · b7 negres peó · e7 negres alfil · f7 negres peó · h7 negres peó · e6 negres peó · f6 negres peó · c4 blanques torre · e3 blanques peó · f3 blanques cavall · a2 blanques peó · b2 blanques peó · f2 blanques peó · g2 blanques peó · h2 blanques peó · g1 blanques rei | a8 negres torre · g8 negres rei · a7 negres peó · b7 negres peó · e7 negres alfil · f7 negres peó · h7 negres peó · e6 negres peó · f6 negres peó · c4 blanques torre · e3 blanques peó · f3 blanques cavall · a2 blanques peó · b2 blanques peó · f2 blanques peó · g2 blanques peó · h2 blanques peó · g1 blanques rei | a8 negres torre · g8 negres rei · a7 negres peó · b7 negres peó · e7 negres alfil · f7 negres peó · h7 negres peó · e6 negres peó · f6 negres peó · c4 blanques torre · e3 blanques peó · f3 blanques cavall · a2 blanques peó · b2 blanques peó · f2 blanques peó · g2 blanques peó · h2 blanques peó · g1 blanques rei | a8 negres torre · g8 negres rei · a7 negres peó · b7 negres peó · e7 negres alfil · f7 negres peó · h7 negres peó · e6 negres peó · f6 negres peó · c4 blanques torre · e3 blanques peó · f3 blanques cavall · a2 blanques peó · b2 blanques peó · f2 blanques peó · g2 blanques peó · h2 blanques peó · g1 blanques rei | a8 negres torre · g8 negres rei · a7 negres peó · b7 negres peó · e7 negres alfil · f7 negres peó · h7 negres peó · e6 negres peó · f6 negres peó · c4 blanques torre · e3 blanques peó · f3 blanques cavall · a2 blanques peó · b2 blanques peó · f2 blanques peó · g2 blanques peó · h2 blanques peó · g1 blanques rei | a8 negres torre · g8 negres rei · a7 negres peó · b7 negres peó · e7 negres alfil · f7 negres peó · h7 negres peó · e6 negres peó · f6 negres peó · c4 blanques torre · e3 blanques peó · f3 blanques cavall · a2 blanques peó · b2 blanques peó · f2 blanques peó · g2 blanques peó · h2 blanques peó · g1 blanques rei | a8 negres torre · g8 negres rei · a7 negres peó · b7 negres peó · e7 negres alfil · f7 negres peó · h7 negres peó · e6 negres peó · f6 negres peó · c4 blanques torre · e3 blanques peó · f3 blanques cavall · a2 blanques peó · b2 blanques peó · f2 blanques peó · g2 blanques peó · h2 blanques peó · g1 blanques rei | a8 negres torre · g8 negres rei · a7 negres peó · b7 negres peó · e7 negres alfil · f7 negres peó · h7 negres peó · e6 negres peó · f6 negres peó · c4 blanques torre · e3 blanques peó · f3 blanques cavall · a2 blanques peó · b2 blanques peó · f2 blanques peó · g2 blanques peó · h2 blanques peó · g1 blanques rei | 2 |
| 1 | a8 negres torre · g8 negres rei · a7 negres peó · b7 negres peó · e7 negres alfil · f7 negres peó · h7 negres peó · e6 negres peó · f6 negres peó · c4 blanques torre · e3 blanques peó · f3 blanques cavall · a2 blanques peó · b2 blanques peó · f2 blanques peó · g2 blanques peó · h2 blanques peó · g1 blanques rei | a8 negres torre · g8 negres rei · a7 negres peó · b7 negres peó · e7 negres alfil · f7 negres peó · h7 negres peó · e6 negres peó · f6 negres peó · c4 blanques torre · e3 blanques peó · f3 blanques cavall · a2 blanques peó · b2 blanques peó · f2 blanques peó · g2 blanques peó · h2 blanques peó · g1 blanques rei | a8 negres torre · g8 negres rei · a7 negres peó · b7 negres peó · e7 negres alfil · f7 negres peó · h7 negres peó · e6 negres peó · f6 negres peó · c4 blanques torre · e3 blanques peó · f3 blanques cavall · a2 blanques peó · b2 blanques peó · f2 blanques peó · g2 blanques peó · h2 blanques peó · g1 blanques rei | a8 negres torre · g8 negres rei · a7 negres peó · b7 negres peó · e7 negres alfil · f7 negres peó · h7 negres peó · e6 negres peó · f6 negres peó · c4 blanques torre · e3 blanques peó · f3 blanques cavall · a2 blanques peó · b2 blanques peó · f2 blanques peó · g2 blanques peó · h2 blanques peó · g1 blanques rei | a8 negres torre · g8 negres rei · a7 negres peó · b7 negres peó · e7 negres alfil · f7 negres peó · h7 negres peó · e6 negres peó · f6 negres peó · c4 blanques torre · e3 blanques peó · f3 blanques cavall · a2 blanques peó · b2 blanques peó · f2 blanques peó · g2 blanques peó · h2 blanques peó · g1 blanques rei | a8 negres torre · g8 negres rei · a7 negres peó · b7 negres peó · e7 negres alfil · f7 negres peó · h7 negres peó · e6 negres peó · f6 negres peó · c4 blanques torre · e3 blanques peó · f3 blanques cavall · a2 blanques peó · b2 blanques peó · f2 blanques peó · g2 blanques peó · h2 blanques peó · g1 blanques rei | a8 negres torre · g8 negres rei · a7 negres peó · b7 negres peó · e7 negres alfil · f7 negres peó · h7 negres peó · e6 negres peó · f6 negres peó · c4 blanques torre · e3 blanques peó · f3 blanques cavall · a2 blanques peó · b2 blanques peó · f2 blanques peó · g2 blanques peó · h2 blanques peó · g1 blanques rei | a8 negres torre · g8 negres rei · a7 negres peó · b7 negres peó · e7 negres alfil · f7 negres peó · h7 negres peó · e6 negres peó · f6 negres peó · c4 blanques torre · e3 blanques peó · f3 blanques cavall · a2 blanques peó · b2 blanques peó · f2 blanques peó · g2 blanques peó · h2 blanques peó · g1 blanques rei | 1 |
|   | a | b | c | d | e | f | g | h |   |

Carlsen obtingué les peces blanques a la primera partida i, per tant, jugarà amb blanques també a les partides 3, 5, 8, 10 i 12. Obtà per iniciar amb 1. d4, i llavors fugí de la preferida defensa índia de dama de Kariakin (vist 4 cops al Torneig de Candidats) en jugar l'Atac Trompowsky (1. d4 Cf6 2. Ag5), una obertura inusual a alt nivell. S'especulà si la decisió per part de Carlsen en escollir aquesta obertura tenia res a veure amb el recent elegit president dels Estats Units Donald Trump, i ell mateix afimrà que "una mica si".
Atac Trompowsky (ECO A45) 
1.d4 Cf6 2. Ag5 d5 3. e3 c5 4. Axf6 gxf6 5. dxc5 Cc6 6. Ab5 e6 7. c4 dxc4 8. Cd2 Axc5 9. Cgf3 O-O 10. O-O Ca5 11. Tc1 Ae7 12. Dc2 Ad7 13. Axd7 Dxd7 14. Dc3 Dd5 15. Cxc4 Cxc4 16. Dxc4 Dxc4 17. Txc4 Tfc8 18. Tfc1 Txc4 19. Txc4 (diagrama) Td8 20. g3 Td7 21. Rf1 f5 22. Re2 Af6 23. b3 Rf8 24. h3 h6 25. Ce1 Re7 26. Cd3 Rd8 27. f4 h5 28. a4 Td5 29. Cc5 b6 30. Ca6 Ae7 31. Cb8 a5 32. Cc6+ Re8 33. Ce5 Ac5 34. Tc3 Re7 35. Td3 Txd3 36. Rxd3 f6 37. Cc6+ Rd6 38. Cd4 Rd5 39. Cb5 Rc6 40. Cd4+ Rd6 41. Cb5+ Rd7 42. Cd4 Rd6 ½–½

#### Partida 2, Kariakin-Carlsen, ½–½
|   | a | b | c | d | e | f | g | h |   |
| 8 | g8 negres rei · d7 negres cavall · g7 negres peó · d6 blanques cavall · e6 negres peó · f6 negres cavall · h6 negres peó · e5 negres peó · b4 blanques torre · e4 blanques peó · f3 blanques cavall · h3 blanques peó · c2 negres torre · f2 blanques peó · g2 blanques peó · g1 blanques rei | g8 negres rei · d7 negres cavall · g7 negres peó · d6 blanques cavall · e6 negres peó · f6 negres cavall · h6 negres peó · e5 negres peó · b4 blanques torre · e4 blanques peó · f3 blanques cavall · h3 blanques peó · c2 negres torre · f2 blanques peó · g2 blanques peó · g1 blanques rei | g8 negres rei · d7 negres cavall · g7 negres peó · d6 blanques cavall · e6 negres peó · f6 negres cavall · h6 negres peó · e5 negres peó · b4 blanques torre · e4 blanques peó · f3 blanques cavall · h3 blanques peó · c2 negres torre · f2 blanques peó · g2 blanques peó · g1 blanques rei | g8 negres rei · d7 negres cavall · g7 negres peó · d6 blanques cavall · e6 negres peó · f6 negres cavall · h6 negres peó · e5 negres peó · b4 blanques torre · e4 blanques peó · f3 blanques cavall · h3 blanques peó · c2 negres torre · f2 blanques peó · g2 blanques peó · g1 blanques rei | g8 negres rei · d7 negres cavall · g7 negres peó · d6 blanques cavall · e6 negres peó · f6 negres cavall · h6 negres peó · e5 negres peó · b4 blanques torre · e4 blanques peó · f3 blanques cavall · h3 blanques peó · c2 negres torre · f2 blanques peó · g2 blanques peó · g1 blanques rei | g8 negres rei · d7 negres cavall · g7 negres peó · d6 blanques cavall · e6 negres peó · f6 negres cavall · h6 negres peó · e5 negres peó · b4 blanques torre · e4 blanques peó · f3 blanques cavall · h3 blanques peó · c2 negres torre · f2 blanques peó · g2 blanques peó · g1 blanques rei | g8 negres rei · d7 negres cavall · g7 negres peó · d6 blanques cavall · e6 negres peó · f6 negres cavall · h6 negres peó · e5 negres peó · b4 blanques torre · e4 blanques peó · f3 blanques cavall · h3 blanques peó · c2 negres torre · f2 blanques peó · g2 blanques peó · g1 blanques rei | g8 negres rei · d7 negres cavall · g7 negres peó · d6 blanques cavall · e6 negres peó · f6 negres cavall · h6 negres peó · e5 negres peó · b4 blanques torre · e4 blanques peó · f3 blanques cavall · h3 blanques peó · c2 negres torre · f2 blanques peó · g2 blanques peó · g1 blanques rei | 8 |
| 7 | g8 negres rei · d7 negres cavall · g7 negres peó · d6 blanques cavall · e6 negres peó · f6 negres cavall · h6 negres peó · e5 negres peó · b4 blanques torre · e4 blanques peó · f3 blanques cavall · h3 blanques peó · c2 negres torre · f2 blanques peó · g2 blanques peó · g1 blanques rei | g8 negres rei · d7 negres cavall · g7 negres peó · d6 blanques cavall · e6 negres peó · f6 negres cavall · h6 negres peó · e5 negres peó · b4 blanques torre · e4 blanques peó · f3 blanques cavall · h3 blanques peó · c2 negres torre · f2 blanques peó · g2 blanques peó · g1 blanques rei | g8 negres rei · d7 negres cavall · g7 negres peó · d6 blanques cavall · e6 negres peó · f6 negres cavall · h6 negres peó · e5 negres peó · b4 blanques torre · e4 blanques peó · f3 blanques cavall · h3 blanques peó · c2 negres torre · f2 blanques peó · g2 blanques peó · g1 blanques rei | g8 negres rei · d7 negres cavall · g7 negres peó · d6 blanques cavall · e6 negres peó · f6 negres cavall · h6 negres peó · e5 negres peó · b4 blanques torre · e4 blanques peó · f3 blanques cavall · h3 blanques peó · c2 negres torre · f2 blanques peó · g2 blanques peó · g1 blanques rei | g8 negres rei · d7 negres cavall · g7 negres peó · d6 blanques cavall · e6 negres peó · f6 negres cavall · h6 negres peó · e5 negres peó · b4 blanques torre · e4 blanques peó · f3 blanques cavall · h3 blanques peó · c2 negres torre · f2 blanques peó · g2 blanques peó · g1 blanques rei | g8 negres rei · d7 negres cavall · g7 negres peó · d6 blanques cavall · e6 negres peó · f6 negres cavall · h6 negres peó · e5 negres peó · b4 blanques torre · e4 blanques peó · f3 blanques cavall · h3 blanques peó · c2 negres torre · f2 blanques peó · g2 blanques peó · g1 blanques rei | g8 negres rei · d7 negres cavall · g7 negres peó · d6 blanques cavall · e6 negres peó · f6 negres cavall · h6 negres peó · e5 negres peó · b4 blanques torre · e4 blanques peó · f3 blanques cavall · h3 blanques peó · c2 negres torre · f2 blanques peó · g2 blanques peó · g1 blanques rei | g8 negres rei · d7 negres cavall · g7 negres peó · d6 blanques cavall · e6 negres peó · f6 negres cavall · h6 negres peó · e5 negres peó · b4 blanques torre · e4 blanques peó · f3 blanques cavall · h3 blanques peó · c2 negres torre · f2 blanques peó · g2 blanques peó · g1 blanques rei | 7 |
| 6 | g8 negres rei · d7 negres cavall · g7 negres peó · d6 blanques cavall · e6 negres peó · f6 negres cavall · h6 negres peó · e5 negres peó · b4 blanques torre · e4 blanques peó · f3 blanques cavall · h3 blanques peó · c2 negres torre · f2 blanques peó · g2 blanques peó · g1 blanques rei | g8 negres rei · d7 negres cavall · g7 negres peó · d6 blanques cavall · e6 negres peó · f6 negres cavall · h6 negres peó · e5 negres peó · b4 blanques torre · e4 blanques peó · f3 blanques cavall · h3 blanques peó · c2 negres torre · f2 blanques peó · g2 blanques peó · g1 blanques rei | g8 negres rei · d7 negres cavall · g7 negres peó · d6 blanques cavall · e6 negres peó · f6 negres cavall · h6 negres peó · e5 negres peó · b4 blanques torre · e4 blanques peó · f3 blanques cavall · h3 blanques peó · c2 negres torre · f2 blanques peó · g2 blanques peó · g1 blanques rei | g8 negres rei · d7 negres cavall · g7 negres peó · d6 blanques cavall · e6 negres peó · f6 negres cavall · h6 negres peó · e5 negres peó · b4 blanques torre · e4 blanques peó · f3 blanques cavall · h3 blanques peó · c2 negres torre · f2 blanques peó · g2 blanques peó · g1 blanques rei | g8 negres rei · d7 negres cavall · g7 negres peó · d6 blanques cavall · e6 negres peó · f6 negres cavall · h6 negres peó · e5 negres peó · b4 blanques torre · e4 blanques peó · f3 blanques cavall · h3 blanques peó · c2 negres torre · f2 blanques peó · g2 blanques peó · g1 blanques rei | g8 negres rei · d7 negres cavall · g7 negres peó · d6 blanques cavall · e6 negres peó · f6 negres cavall · h6 negres peó · e5 negres peó · b4 blanques torre · e4 blanques peó · f3 blanques cavall · h3 blanques peó · c2 negres torre · f2 blanques peó · g2 blanques peó · g1 blanques rei | g8 negres rei · d7 negres cavall · g7 negres peó · d6 blanques cavall · e6 negres peó · f6 negres cavall · h6 negres peó · e5 negres peó · b4 blanques torre · e4 blanques peó · f3 blanques cavall · h3 blanques peó · c2 negres torre · f2 blanques peó · g2 blanques peó · g1 blanques rei | g8 negres rei · d7 negres cavall · g7 negres peó · d6 blanques cavall · e6 negres peó · f6 negres cavall · h6 negres peó · e5 negres peó · b4 blanques torre · e4 blanques peó · f3 blanques cavall · h3 blanques peó · c2 negres torre · f2 blanques peó · g2 blanques peó · g1 blanques rei | 6 |
| 5 | g8 negres rei · d7 negres cavall · g7 negres peó · d6 blanques cavall · e6 negres peó · f6 negres cavall · h6 negres peó · e5 negres peó · b4 blanques torre · e4 blanques peó · f3 blanques cavall · h3 blanques peó · c2 negres torre · f2 blanques peó · g2 blanques peó · g1 blanques rei | g8 negres rei · d7 negres cavall · g7 negres peó · d6 blanques cavall · e6 negres peó · f6 negres cavall · h6 negres peó · e5 negres peó · b4 blanques torre · e4 blanques peó · f3 blanques cavall · h3 blanques peó · c2 negres torre · f2 blanques peó · g2 blanques peó · g1 blanques rei | g8 negres rei · d7 negres cavall · g7 negres peó · d6 blanques cavall · e6 negres peó · f6 negres cavall · h6 negres peó · e5 negres peó · b4 blanques torre · e4 blanques peó · f3 blanques cavall · h3 blanques peó · c2 negres torre · f2 blanques peó · g2 blanques peó · g1 blanques rei | g8 negres rei · d7 negres cavall · g7 negres peó · d6 blanques cavall · e6 negres peó · f6 negres cavall · h6 negres peó · e5 negres peó · b4 blanques torre · e4 blanques peó · f3 blanques cavall · h3 blanques peó · c2 negres torre · f2 blanques peó · g2 blanques peó · g1 blanques rei | g8 negres rei · d7 negres cavall · g7 negres peó · d6 blanques cavall · e6 negres peó · f6 negres cavall · h6 negres peó · e5 negres peó · b4 blanques torre · e4 blanques peó · f3 blanques cavall · h3 blanques peó · c2 negres torre · f2 blanques peó · g2 blanques peó · g1 blanques rei | g8 negres rei · d7 negres cavall · g7 negres peó · d6 blanques cavall · e6 negres peó · f6 negres cavall · h6 negres peó · e5 negres peó · b4 blanques torre · e4 blanques peó · f3 blanques cavall · h3 blanques peó · c2 negres torre · f2 blanques peó · g2 blanques peó · g1 blanques rei | g8 negres rei · d7 negres cavall · g7 negres peó · d6 blanques cavall · e6 negres peó · f6 negres cavall · h6 negres peó · e5 negres peó · b4 blanques torre · e4 blanques peó · f3 blanques cavall · h3 blanques peó · c2 negres torre · f2 blanques peó · g2 blanques peó · g1 blanques rei | g8 negres rei · d7 negres cavall · g7 negres peó · d6 blanques cavall · e6 negres peó · f6 negres cavall · h6 negres peó · e5 negres peó · b4 blanques torre · e4 blanques peó · f3 blanques cavall · h3 blanques peó · c2 negres torre · f2 blanques peó · g2 blanques peó · g1 blanques rei | 5 |
| 4 | g8 negres rei · d7 negres cavall · g7 negres peó · d6 blanques cavall · e6 negres peó · f6 negres cavall · h6 negres peó · e5 negres peó · b4 blanques torre · e4 blanques peó · f3 blanques cavall · h3 blanques peó · c2 negres torre · f2 blanques peó · g2 blanques peó · g1 blanques rei | g8 negres rei · d7 negres cavall · g7 negres peó · d6 blanques cavall · e6 negres peó · f6 negres cavall · h6 negres peó · e5 negres peó · b4 blanques torre · e4 blanques peó · f3 blanques cavall · h3 blanques peó · c2 negres torre · f2 blanques peó · g2 blanques peó · g1 blanques rei | g8 negres rei · d7 negres cavall · g7 negres peó · d6 blanques cavall · e6 negres peó · f6 negres cavall · h6 negres peó · e5 negres peó · b4 blanques torre · e4 blanques peó · f3 blanques cavall · h3 blanques peó · c2 negres torre · f2 blanques peó · g2 blanques peó · g1 blanques rei | g8 negres rei · d7 negres cavall · g7 negres peó · d6 blanques cavall · e6 negres peó · f6 negres cavall · h6 negres peó · e5 negres peó · b4 blanques torre · e4 blanques peó · f3 blanques cavall · h3 blanques peó · c2 negres torre · f2 blanques peó · g2 blanques peó · g1 blanques rei | g8 negres rei · d7 negres cavall · g7 negres peó · d6 blanques cavall · e6 negres peó · f6 negres cavall · h6 negres peó · e5 negres peó · b4 blanques torre · e4 blanques peó · f3 blanques cavall · h3 blanques peó · c2 negres torre · f2 blanques peó · g2 blanques peó · g1 blanques rei | g8 negres rei · d7 negres cavall · g7 negres peó · d6 blanques cavall · e6 negres peó · f6 negres cavall · h6 negres peó · e5 negres peó · b4 blanques torre · e4 blanques peó · f3 blanques cavall · h3 blanques peó · c2 negres torre · f2 blanques peó · g2 blanques peó · g1 blanques rei | g8 negres rei · d7 negres cavall · g7 negres peó · d6 blanques cavall · e6 negres peó · f6 negres cavall · h6 negres peó · e5 negres peó · b4 blanques torre · e4 blanques peó · f3 blanques cavall · h3 blanques peó · c2 negres torre · f2 blanques peó · g2 blanques peó · g1 blanques rei | g8 negres rei · d7 negres cavall · g7 negres peó · d6 blanques cavall · e6 negres peó · f6 negres cavall · h6 negres peó · e5 negres peó · b4 blanques torre · e4 blanques peó · f3 blanques cavall · h3 blanques peó · c2 negres torre · f2 blanques peó · g2 blanques peó · g1 blanques rei | 4 |
| 3 | g8 negres rei · d7 negres cavall · g7 negres peó · d6 blanques cavall · e6 negres peó · f6 negres cavall · h6 negres peó · e5 negres peó · b4 blanques torre · e4 blanques peó · f3 blanques cavall · h3 blanques peó · c2 negres torre · f2 blanques peó · g2 blanques peó · g1 blanques rei | g8 negres rei · d7 negres cavall · g7 negres peó · d6 blanques cavall · e6 negres peó · f6 negres cavall · h6 negres peó · e5 negres peó · b4 blanques torre · e4 blanques peó · f3 blanques cavall · h3 blanques peó · c2 negres torre · f2 blanques peó · g2 blanques peó · g1 blanques rei | g8 negres rei · d7 negres cavall · g7 negres peó · d6 blanques cavall · e6 negres peó · f6 negres cavall · h6 negres peó · e5 negres peó · b4 blanques torre · e4 blanques peó · f3 blanques cavall · h3 blanques peó · c2 negres torre · f2 blanques peó · g2 blanques peó · g1 blanques rei | g8 negres rei · d7 negres cavall · g7 negres peó · d6 blanques cavall · e6 negres peó · f6 negres cavall · h6 negres peó · e5 negres peó · b4 blanques torre · e4 blanques peó · f3 blanques cavall · h3 blanques peó · c2 negres torre · f2 blanques peó · g2 blanques peó · g1 blanques rei | g8 negres rei · d7 negres cavall · g7 negres peó · d6 blanques cavall · e6 negres peó · f6 negres cavall · h6 negres peó · e5 negres peó · b4 blanques torre · e4 blanques peó · f3 blanques cavall · h3 blanques peó · c2 negres torre · f2 blanques peó · g2 blanques peó · g1 blanques rei | g8 negres rei · d7 negres cavall · g7 negres peó · d6 blanques cavall · e6 negres peó · f6 negres cavall · h6 negres peó · e5 negres peó · b4 blanques torre · e4 blanques peó · f3 blanques cavall · h3 blanques peó · c2 negres torre · f2 blanques peó · g2 blanques peó · g1 blanques rei | g8 negres rei · d7 negres cavall · g7 negres peó · d6 blanques cavall · e6 negres peó · f6 negres cavall · h6 negres peó · e5 negres peó · b4 blanques torre · e4 blanques peó · f3 blanques cavall · h3 blanques peó · c2 negres torre · f2 blanques peó · g2 blanques peó · g1 blanques rei | g8 negres rei · d7 negres cavall · g7 negres peó · d6 blanques cavall · e6 negres peó · f6 negres cavall · h6 negres peó · e5 negres peó · b4 blanques torre · e4 blanques peó · f3 blanques cavall · h3 blanques peó · c2 negres torre · f2 blanques peó · g2 blanques peó · g1 blanques rei | 3 |
| 2 | g8 negres rei · d7 negres cavall · g7 negres peó · d6 blanques cavall · e6 negres peó · f6 negres cavall · h6 negres peó · e5 negres peó · b4 blanques torre · e4 blanques peó · f3 blanques cavall · h3 blanques peó · c2 negres torre · f2 blanques peó · g2 blanques peó · g1 blanques rei | g8 negres rei · d7 negres cavall · g7 negres peó · d6 blanques cavall · e6 negres peó · f6 negres cavall · h6 negres peó · e5 negres peó · b4 blanques torre · e4 blanques peó · f3 blanques cavall · h3 blanques peó · c2 negres torre · f2 blanques peó · g2 blanques peó · g1 blanques rei | g8 negres rei · d7 negres cavall · g7 negres peó · d6 blanques cavall · e6 negres peó · f6 negres cavall · h6 negres peó · e5 negres peó · b4 blanques torre · e4 blanques peó · f3 blanques cavall · h3 blanques peó · c2 negres torre · f2 blanques peó · g2 blanques peó · g1 blanques rei | g8 negres rei · d7 negres cavall · g7 negres peó · d6 blanques cavall · e6 negres peó · f6 negres cavall · h6 negres peó · e5 negres peó · b4 blanques torre · e4 blanques peó · f3 blanques cavall · h3 blanques peó · c2 negres torre · f2 blanques peó · g2 blanques peó · g1 blanques rei | g8 negres rei · d7 negres cavall · g7 negres peó · d6 blanques cavall · e6 negres peó · f6 negres cavall · h6 negres peó · e5 negres peó · b4 blanques torre · e4 blanques peó · f3 blanques cavall · h3 blanques peó · c2 negres torre · f2 blanques peó · g2 blanques peó · g1 blanques rei | g8 negres rei · d7 negres cavall · g7 negres peó · d6 blanques cavall · e6 negres peó · f6 negres cavall · h6 negres peó · e5 negres peó · b4 blanques torre · e4 blanques peó · f3 blanques cavall · h3 blanques peó · c2 negres torre · f2 blanques peó · g2 blanques peó · g1 blanques rei | g8 negres rei · d7 negres cavall · g7 negres peó · d6 blanques cavall · e6 negres peó · f6 negres cavall · h6 negres peó · e5 negres peó · b4 blanques torre · e4 blanques peó · f3 blanques cavall · h3 blanques peó · c2 negres torre · f2 blanques peó · g2 blanques peó · g1 blanques rei | g8 negres rei · d7 negres cavall · g7 negres peó · d6 blanques cavall · e6 negres peó · f6 negres cavall · h6 negres peó · e5 negres peó · b4 blanques torre · e4 blanques peó · f3 blanques cavall · h3 blanques peó · c2 negres torre · f2 blanques peó · g2 blanques peó · g1 blanques rei | 2 |
| 1 | g8 negres rei · d7 negres cavall · g7 negres peó · d6 blanques cavall · e6 negres peó · f6 negres cavall · h6 negres peó · e5 negres peó · b4 blanques torre · e4 blanques peó · f3 blanques cavall · h3 blanques peó · c2 negres torre · f2 blanques peó · g2 blanques peó · g1 blanques rei | g8 negres rei · d7 negres cavall · g7 negres peó · d6 blanques cavall · e6 negres peó · f6 negres cavall · h6 negres peó · e5 negres peó · b4 blanques torre · e4 blanques peó · f3 blanques cavall · h3 blanques peó · c2 negres torre · f2 blanques peó · g2 blanques peó · g1 blanques rei | g8 negres rei · d7 negres cavall · g7 negres peó · d6 blanques cavall · e6 negres peó · f6 negres cavall · h6 negres peó · e5 negres peó · b4 blanques torre · e4 blanques peó · f3 blanques cavall · h3 blanques peó · c2 negres torre · f2 blanques peó · g2 blanques peó · g1 blanques rei | g8 negres rei · d7 negres cavall · g7 negres peó · d6 blanques cavall · e6 negres peó · f6 negres cavall · h6 negres peó · e5 negres peó · b4 blanques torre · e4 blanques peó · f3 blanques cavall · h3 blanques peó · c2 negres torre · f2 blanques peó · g2 blanques peó · g1 blanques rei | g8 negres rei · d7 negres cavall · g7 negres peó · d6 blanques cavall · e6 negres peó · f6 negres cavall · h6 negres peó · e5 negres peó · b4 blanques torre · e4 blanques peó · f3 blanques cavall · h3 blanques peó · c2 negres torre · f2 blanques peó · g2 blanques peó · g1 blanques rei | g8 negres rei · d7 negres cavall · g7 negres peó · d6 blanques cavall · e6 negres peó · f6 negres cavall · h6 negres peó · e5 negres peó · b4 blanques torre · e4 blanques peó · f3 blanques cavall · h3 blanques peó · c2 negres torre · f2 blanques peó · g2 blanques peó · g1 blanques rei | g8 negres rei · d7 negres cavall · g7 negres peó · d6 blanques cavall · e6 negres peó · f6 negres cavall · h6 negres peó · e5 negres peó · b4 blanques torre · e4 blanques peó · f3 blanques cavall · h3 blanques peó · c2 negres torre · f2 blanques peó · g2 blanques peó · g1 blanques rei | g8 negres rei · d7 negres cavall · g7 negres peó · d6 blanques cavall · e6 negres peó · f6 negres cavall · h6 negres peó · e5 negres peó · b4 blanques torre · e4 blanques peó · f3 blanques cavall · h3 blanques peó · c2 negres torre · f2 blanques peó · g2 blanques peó · g1 blanques rei | 1 |
|   | a | b | c | d | e | f | g | h |   |

Karjakin va escollir obrir amb 1.e4 i seguir amb la defensa Ruy López tancada amb 6.d3. Abans de la partida, Magnus Carlsen semblava estar nerviós. Els dos jugadors varen començar ràpidament els primers 12 moviments. El primer intercanvi de peons ocorregué a la jugada 18. Mig joc sense dames després del moviment 20. Després dels moviments de la jugada 23, les blanques per primer cop tenen la iniciativa atès que totes les peces negres eren passives.
Obertura Ruy López (ECO C84) 
1.e4 e5 2.Cf3 Cc6 3.Ab5 a6 4.Aa4 Cf6 5.O-O Ae7 6.d3 b5 7.Ab3 d6 8.a3 O-O 9.Cc3 Ca5 10.Aa2 Ae6 11.d4 Axa2 12.Txa2 Te8 13.Ta1 Cc4 14.Te1 Tc8 15.h3 h6 16.b3 Cb6 17.Ab2 Af8 18.dxe5 dxe5 19.a4 c6 20.Dxd8 Tcxd8 21.axb5 axb5 22.Ce2 Ab4 23.Ac3 Axc3 24.Cxc3 Cbd7 25.Ta6 Tc8 26.b4 Te6 27.Tb1 c5 28.Txe6 fxe6 29.Cxb5 cxb4 30.Txb4 Txc2 31.Cd6 Tc1+ 32.Rh2 Tc2 33.Rg1 (diagrama) ½–½

#### Partida 3, Carlsen-Kariakin, ½–½
|   | a | b | c | d | e | f | g | h |   |
| 8 | e7 blanques torre · f6 negres rei · e5 blanques cavall · f5 blanques peó · h5 blanques rei · b4 negres peó · h4 negres peó · b3 blanques peó · h3 negres torre | e7 blanques torre · f6 negres rei · e5 blanques cavall · f5 blanques peó · h5 blanques rei · b4 negres peó · h4 negres peó · b3 blanques peó · h3 negres torre | e7 blanques torre · f6 negres rei · e5 blanques cavall · f5 blanques peó · h5 blanques rei · b4 negres peó · h4 negres peó · b3 blanques peó · h3 negres torre | e7 blanques torre · f6 negres rei · e5 blanques cavall · f5 blanques peó · h5 blanques rei · b4 negres peó · h4 negres peó · b3 blanques peó · h3 negres torre | e7 blanques torre · f6 negres rei · e5 blanques cavall · f5 blanques peó · h5 blanques rei · b4 negres peó · h4 negres peó · b3 blanques peó · h3 negres torre | e7 blanques torre · f6 negres rei · e5 blanques cavall · f5 blanques peó · h5 blanques rei · b4 negres peó · h4 negres peó · b3 blanques peó · h3 negres torre | e7 blanques torre · f6 negres rei · e5 blanques cavall · f5 blanques peó · h5 blanques rei · b4 negres peó · h4 negres peó · b3 blanques peó · h3 negres torre | e7 blanques torre · f6 negres rei · e5 blanques cavall · f5 blanques peó · h5 blanques rei · b4 negres peó · h4 negres peó · b3 blanques peó · h3 negres torre | 8 |
| 7 | e7 blanques torre · f6 negres rei · e5 blanques cavall · f5 blanques peó · h5 blanques rei · b4 negres peó · h4 negres peó · b3 blanques peó · h3 negres torre | e7 blanques torre · f6 negres rei · e5 blanques cavall · f5 blanques peó · h5 blanques rei · b4 negres peó · h4 negres peó · b3 blanques peó · h3 negres torre | e7 blanques torre · f6 negres rei · e5 blanques cavall · f5 blanques peó · h5 blanques rei · b4 negres peó · h4 negres peó · b3 blanques peó · h3 negres torre | e7 blanques torre · f6 negres rei · e5 blanques cavall · f5 blanques peó · h5 blanques rei · b4 negres peó · h4 negres peó · b3 blanques peó · h3 negres torre | e7 blanques torre · f6 negres rei · e5 blanques cavall · f5 blanques peó · h5 blanques rei · b4 negres peó · h4 negres peó · b3 blanques peó · h3 negres torre | e7 blanques torre · f6 negres rei · e5 blanques cavall · f5 blanques peó · h5 blanques rei · b4 negres peó · h4 negres peó · b3 blanques peó · h3 negres torre | e7 blanques torre · f6 negres rei · e5 blanques cavall · f5 blanques peó · h5 blanques rei · b4 negres peó · h4 negres peó · b3 blanques peó · h3 negres torre | e7 blanques torre · f6 negres rei · e5 blanques cavall · f5 blanques peó · h5 blanques rei · b4 negres peó · h4 negres peó · b3 blanques peó · h3 negres torre | 7 |
| 6 | e7 blanques torre · f6 negres rei · e5 blanques cavall · f5 blanques peó · h5 blanques rei · b4 negres peó · h4 negres peó · b3 blanques peó · h3 negres torre | e7 blanques torre · f6 negres rei · e5 blanques cavall · f5 blanques peó · h5 blanques rei · b4 negres peó · h4 negres peó · b3 blanques peó · h3 negres torre | e7 blanques torre · f6 negres rei · e5 blanques cavall · f5 blanques peó · h5 blanques rei · b4 negres peó · h4 negres peó · b3 blanques peó · h3 negres torre | e7 blanques torre · f6 negres rei · e5 blanques cavall · f5 blanques peó · h5 blanques rei · b4 negres peó · h4 negres peó · b3 blanques peó · h3 negres torre | e7 blanques torre · f6 negres rei · e5 blanques cavall · f5 blanques peó · h5 blanques rei · b4 negres peó · h4 negres peó · b3 blanques peó · h3 negres torre | e7 blanques torre · f6 negres rei · e5 blanques cavall · f5 blanques peó · h5 blanques rei · b4 negres peó · h4 negres peó · b3 blanques peó · h3 negres torre | e7 blanques torre · f6 negres rei · e5 blanques cavall · f5 blanques peó · h5 blanques rei · b4 negres peó · h4 negres peó · b3 blanques peó · h3 negres torre | e7 blanques torre · f6 negres rei · e5 blanques cavall · f5 blanques peó · h5 blanques rei · b4 negres peó · h4 negres peó · b3 blanques peó · h3 negres torre | 6 |
| 5 | e7 blanques torre · f6 negres rei · e5 blanques cavall · f5 blanques peó · h5 blanques rei · b4 negres peó · h4 negres peó · b3 blanques peó · h3 negres torre | e7 blanques torre · f6 negres rei · e5 blanques cavall · f5 blanques peó · h5 blanques rei · b4 negres peó · h4 negres peó · b3 blanques peó · h3 negres torre | e7 blanques torre · f6 negres rei · e5 blanques cavall · f5 blanques peó · h5 blanques rei · b4 negres peó · h4 negres peó · b3 blanques peó · h3 negres torre | e7 blanques torre · f6 negres rei · e5 blanques cavall · f5 blanques peó · h5 blanques rei · b4 negres peó · h4 negres peó · b3 blanques peó · h3 negres torre | e7 blanques torre · f6 negres rei · e5 blanques cavall · f5 blanques peó · h5 blanques rei · b4 negres peó · h4 negres peó · b3 blanques peó · h3 negres torre | e7 blanques torre · f6 negres rei · e5 blanques cavall · f5 blanques peó · h5 blanques rei · b4 negres peó · h4 negres peó · b3 blanques peó · h3 negres torre | e7 blanques torre · f6 negres rei · e5 blanques cavall · f5 blanques peó · h5 blanques rei · b4 negres peó · h4 negres peó · b3 blanques peó · h3 negres torre | e7 blanques torre · f6 negres rei · e5 blanques cavall · f5 blanques peó · h5 blanques rei · b4 negres peó · h4 negres peó · b3 blanques peó · h3 negres torre | 5 |
| 4 | e7 blanques torre · f6 negres rei · e5 blanques cavall · f5 blanques peó · h5 blanques rei · b4 negres peó · h4 negres peó · b3 blanques peó · h3 negres torre | e7 blanques torre · f6 negres rei · e5 blanques cavall · f5 blanques peó · h5 blanques rei · b4 negres peó · h4 negres peó · b3 blanques peó · h3 negres torre | e7 blanques torre · f6 negres rei · e5 blanques cavall · f5 blanques peó · h5 blanques rei · b4 negres peó · h4 negres peó · b3 blanques peó · h3 negres torre | e7 blanques torre · f6 negres rei · e5 blanques cavall · f5 blanques peó · h5 blanques rei · b4 negres peó · h4 negres peó · b3 blanques peó · h3 negres torre | e7 blanques torre · f6 negres rei · e5 blanques cavall · f5 blanques peó · h5 blanques rei · b4 negres peó · h4 negres peó · b3 blanques peó · h3 negres torre | e7 blanques torre · f6 negres rei · e5 blanques cavall · f5 blanques peó · h5 blanques rei · b4 negres peó · h4 negres peó · b3 blanques peó · h3 negres torre | e7 blanques torre · f6 negres rei · e5 blanques cavall · f5 blanques peó · h5 blanques rei · b4 negres peó · h4 negres peó · b3 blanques peó · h3 negres torre | e7 blanques torre · f6 negres rei · e5 blanques cavall · f5 blanques peó · h5 blanques rei · b4 negres peó · h4 negres peó · b3 blanques peó · h3 negres torre | 4 |
| 3 | e7 blanques torre · f6 negres rei · e5 blanques cavall · f5 blanques peó · h5 blanques rei · b4 negres peó · h4 negres peó · b3 blanques peó · h3 negres torre | e7 blanques torre · f6 negres rei · e5 blanques cavall · f5 blanques peó · h5 blanques rei · b4 negres peó · h4 negres peó · b3 blanques peó · h3 negres torre | e7 blanques torre · f6 negres rei · e5 blanques cavall · f5 blanques peó · h5 blanques rei · b4 negres peó · h4 negres peó · b3 blanques peó · h3 negres torre | e7 blanques torre · f6 negres rei · e5 blanques cavall · f5 blanques peó · h5 blanques rei · b4 negres peó · h4 negres peó · b3 blanques peó · h3 negres torre | e7 blanques torre · f6 negres rei · e5 blanques cavall · f5 blanques peó · h5 blanques rei · b4 negres peó · h4 negres peó · b3 blanques peó · h3 negres torre | e7 blanques torre · f6 negres rei · e5 blanques cavall · f5 blanques peó · h5 blanques rei · b4 negres peó · h4 negres peó · b3 blanques peó · h3 negres torre | e7 blanques torre · f6 negres rei · e5 blanques cavall · f5 blanques peó · h5 blanques rei · b4 negres peó · h4 negres peó · b3 blanques peó · h3 negres torre | e7 blanques torre · f6 negres rei · e5 blanques cavall · f5 blanques peó · h5 blanques rei · b4 negres peó · h4 negres peó · b3 blanques peó · h3 negres torre | 3 |
| 2 | e7 blanques torre · f6 negres rei · e5 blanques cavall · f5 blanques peó · h5 blanques rei · b4 negres peó · h4 negres peó · b3 blanques peó · h3 negres torre | e7 blanques torre · f6 negres rei · e5 blanques cavall · f5 blanques peó · h5 blanques rei · b4 negres peó · h4 negres peó · b3 blanques peó · h3 negres torre | e7 blanques torre · f6 negres rei · e5 blanques cavall · f5 blanques peó · h5 blanques rei · b4 negres peó · h4 negres peó · b3 blanques peó · h3 negres torre | e7 blanques torre · f6 negres rei · e5 blanques cavall · f5 blanques peó · h5 blanques rei · b4 negres peó · h4 negres peó · b3 blanques peó · h3 negres torre | e7 blanques torre · f6 negres rei · e5 blanques cavall · f5 blanques peó · h5 blanques rei · b4 negres peó · h4 negres peó · b3 blanques peó · h3 negres torre | e7 blanques torre · f6 negres rei · e5 blanques cavall · f5 blanques peó · h5 blanques rei · b4 negres peó · h4 negres peó · b3 blanques peó · h3 negres torre | e7 blanques torre · f6 negres rei · e5 blanques cavall · f5 blanques peó · h5 blanques rei · b4 negres peó · h4 negres peó · b3 blanques peó · h3 negres torre | e7 blanques torre · f6 negres rei · e5 blanques cavall · f5 blanques peó · h5 blanques rei · b4 negres peó · h4 negres peó · b3 blanques peó · h3 negres torre | 2 |
| 1 | e7 blanques torre · f6 negres rei · e5 blanques cavall · f5 blanques peó · h5 blanques rei · b4 negres peó · h4 negres peó · b3 blanques peó · h3 negres torre | e7 blanques torre · f6 negres rei · e5 blanques cavall · f5 blanques peó · h5 blanques rei · b4 negres peó · h4 negres peó · b3 blanques peó · h3 negres torre | e7 blanques torre · f6 negres rei · e5 blanques cavall · f5 blanques peó · h5 blanques rei · b4 negres peó · h4 negres peó · b3 blanques peó · h3 negres torre | e7 blanques torre · f6 negres rei · e5 blanques cavall · f5 blanques peó · h5 blanques rei · b4 negres peó · h4 negres peó · b3 blanques peó · h3 negres torre | e7 blanques torre · f6 negres rei · e5 blanques cavall · f5 blanques peó · h5 blanques rei · b4 negres peó · h4 negres peó · b3 blanques peó · h3 negres torre | e7 blanques torre · f6 negres rei · e5 blanques cavall · f5 blanques peó · h5 blanques rei · b4 negres peó · h4 negres peó · b3 blanques peó · h3 negres torre | e7 blanques torre · f6 negres rei · e5 blanques cavall · f5 blanques peó · h5 blanques rei · b4 negres peó · h4 negres peó · b3 blanques peó · h3 negres torre | e7 blanques torre · f6 negres rei · e5 blanques cavall · f5 blanques peó · h5 blanques rei · b4 negres peó · h4 negres peó · b3 blanques peó · h3 negres torre | 1 |
|   | a | b | c | d | e | f | g | h |   |

La tercera partida del matx acabà amb el mateix resultat que les anteriors però després d'una llarga (més de sis hores de joc), intensa i lluitada partida. Carlsen començà amb el peó e4 i després d'un inici tranquil i una lleugera avantatge, començà a pressionar. Després del primer control de temps, Carlsen va estar apunt de guanyar, però la tranquil·litat de Kariakin aguantà molt bé. A Carlsen li va passar per alt alguna jugada avantatjosa com ara la darrera a la jugada 70 on amb Te8 assolia una avantatge clara. Finalment taules, un resultat curt per Carlsen que jugà magníficament on aconseguí avantatge en una posició igualada.
Obertura Ruy López, Defensa Berlinesa (ECO C67) 
1. e4 e5 2. Cf3 Cc6 3. Ab5 Cf6 4. O-O Cxe4 5. Te1 Cd6 6. Cxe5 Ae7 7. Af1 Cxe5 8. Txe5 O-O 9. d4 Af6 10. Te2 b6 11. Te1 Te8 12. Af4 Txe1 13. Dxe1 De7 14. Cc3 Ab7 15. Dxe7 Axe7 16. a4 a6 17. g3 g5 18. Axd6 Axd6 19. Ag2 Axg2 20. Rxg2 f5 21. Cd5 Rf7 22. Ce3 Rf6 23. Cc4 Af8 24. Te1 Td8 25. f4 gxf4 26. gxf4 b5 27. axb5 axb5 28. Ce3 c6 29. Rf3 Ta8 30. Tg1 Ta2 31. b3 c5 32. Tg8 Rf7 33. Tg2 cxd4 34. Cxf5 d3 35. cxd3 Ta1 36. Cd4 b4 37. Tg5 Tb1 38. Tf5+ Re8 39. Tb5 Tf1+ 40. Re4 Te1+ 41. Rf5 Td1 42. Te5+ Rf7 43. Td5 Txd3 44. Txd7+ Re8 45. Td5 Th3 46. Te5+ Rf7 47. Te2 Ag7 48. Cc6 Th5+ 49. Rg4 Tc5 50. Cd8+ Rg6 51. Ce6 h5+ 52. Rf3 Tc3+ 53. Re4 Af6 54. Te3 h4 55. h3 Tc1 56. Cf8+ Rf7 57. Cd7 Re6 58. Cb6 Td1 59. f5+ Rf7 60. Cc4 Td4+ 61. Rf3 Ag5 62. Te4 Td3+ 63. Rg4 Tg3+ 64. Rh5 Ae7 65. Ce5+ Rf6 66. Cg4+ Rf7 67. Te6 Txh3 68. Ce5+ Rg7 69. Txe7+ Rf6 70. Cc6 (vegeu el diagrama) Rxf5 71. Ca5 Th1 72. Tb7 Ta1 73. Tb5+ Rf4 74. Txb4+ Rg3 75. Tg4+ Rf2 76. Cc4 h3 77. Th4 Rg3 78. Tg4+ Rf2 ½-½

#### Partida 4, Kariakin-Carlsen, ½–½
|   | a | b | c | d | e | f | g | h |   |
| 8 | a8 negres torre · e8 negres torre · f8 negres alfil · g8 negres rei · b7 negres alfil · c7 negres peó · d7 negres dama · f7 negres peó · g7 negres peó · a6 negres peó · f6 negres cavall · h6 negres peó · b5 negres peó · e5 negres peó · c4 negres cavall · e4 blanques peó · a3 blanques peó · c3 blanques peó · f3 blanques dama · h3 blanques peó · a2 blanques alfil · b2 blanques peó · f2 blanques peó · g2 blanques peó · h2 blanques cavall · a1 blanques torre · c1 blanques alfil · e1 blanques torre · f1 blanques cavall · g1 blanques rei | a8 negres torre · e8 negres torre · f8 negres alfil · g8 negres rei · b7 negres alfil · c7 negres peó · d7 negres dama · f7 negres peó · g7 negres peó · a6 negres peó · f6 negres cavall · h6 negres peó · b5 negres peó · e5 negres peó · c4 negres cavall · e4 blanques peó · a3 blanques peó · c3 blanques peó · f3 blanques dama · h3 blanques peó · a2 blanques alfil · b2 blanques peó · f2 blanques peó · g2 blanques peó · h2 blanques cavall · a1 blanques torre · c1 blanques alfil · e1 blanques torre · f1 blanques cavall · g1 blanques rei | a8 negres torre · e8 negres torre · f8 negres alfil · g8 negres rei · b7 negres alfil · c7 negres peó · d7 negres dama · f7 negres peó · g7 negres peó · a6 negres peó · f6 negres cavall · h6 negres peó · b5 negres peó · e5 negres peó · c4 negres cavall · e4 blanques peó · a3 blanques peó · c3 blanques peó · f3 blanques dama · h3 blanques peó · a2 blanques alfil · b2 blanques peó · f2 blanques peó · g2 blanques peó · h2 blanques cavall · a1 blanques torre · c1 blanques alfil · e1 blanques torre · f1 blanques cavall · g1 blanques rei | a8 negres torre · e8 negres torre · f8 negres alfil · g8 negres rei · b7 negres alfil · c7 negres peó · d7 negres dama · f7 negres peó · g7 negres peó · a6 negres peó · f6 negres cavall · h6 negres peó · b5 negres peó · e5 negres peó · c4 negres cavall · e4 blanques peó · a3 blanques peó · c3 blanques peó · f3 blanques dama · h3 blanques peó · a2 blanques alfil · b2 blanques peó · f2 blanques peó · g2 blanques peó · h2 blanques cavall · a1 blanques torre · c1 blanques alfil · e1 blanques torre · f1 blanques cavall · g1 blanques rei | a8 negres torre · e8 negres torre · f8 negres alfil · g8 negres rei · b7 negres alfil · c7 negres peó · d7 negres dama · f7 negres peó · g7 negres peó · a6 negres peó · f6 negres cavall · h6 negres peó · b5 negres peó · e5 negres peó · c4 negres cavall · e4 blanques peó · a3 blanques peó · c3 blanques peó · f3 blanques dama · h3 blanques peó · a2 blanques alfil · b2 blanques peó · f2 blanques peó · g2 blanques peó · h2 blanques cavall · a1 blanques torre · c1 blanques alfil · e1 blanques torre · f1 blanques cavall · g1 blanques rei | a8 negres torre · e8 negres torre · f8 negres alfil · g8 negres rei · b7 negres alfil · c7 negres peó · d7 negres dama · f7 negres peó · g7 negres peó · a6 negres peó · f6 negres cavall · h6 negres peó · b5 negres peó · e5 negres peó · c4 negres cavall · e4 blanques peó · a3 blanques peó · c3 blanques peó · f3 blanques dama · h3 blanques peó · a2 blanques alfil · b2 blanques peó · f2 blanques peó · g2 blanques peó · h2 blanques cavall · a1 blanques torre · c1 blanques alfil · e1 blanques torre · f1 blanques cavall · g1 blanques rei | a8 negres torre · e8 negres torre · f8 negres alfil · g8 negres rei · b7 negres alfil · c7 negres peó · d7 negres dama · f7 negres peó · g7 negres peó · a6 negres peó · f6 negres cavall · h6 negres peó · b5 negres peó · e5 negres peó · c4 negres cavall · e4 blanques peó · a3 blanques peó · c3 blanques peó · f3 blanques dama · h3 blanques peó · a2 blanques alfil · b2 blanques peó · f2 blanques peó · g2 blanques peó · h2 blanques cavall · a1 blanques torre · c1 blanques alfil · e1 blanques torre · f1 blanques cavall · g1 blanques rei | a8 negres torre · e8 negres torre · f8 negres alfil · g8 negres rei · b7 negres alfil · c7 negres peó · d7 negres dama · f7 negres peó · g7 negres peó · a6 negres peó · f6 negres cavall · h6 negres peó · b5 negres peó · e5 negres peó · c4 negres cavall · e4 blanques peó · a3 blanques peó · c3 blanques peó · f3 blanques dama · h3 blanques peó · a2 blanques alfil · b2 blanques peó · f2 blanques peó · g2 blanques peó · h2 blanques cavall · a1 blanques torre · c1 blanques alfil · e1 blanques torre · f1 blanques cavall · g1 blanques rei | 8 |
| 7 | a8 negres torre · e8 negres torre · f8 negres alfil · g8 negres rei · b7 negres alfil · c7 negres peó · d7 negres dama · f7 negres peó · g7 negres peó · a6 negres peó · f6 negres cavall · h6 negres peó · b5 negres peó · e5 negres peó · c4 negres cavall · e4 blanques peó · a3 blanques peó · c3 blanques peó · f3 blanques dama · h3 blanques peó · a2 blanques alfil · b2 blanques peó · f2 blanques peó · g2 blanques peó · h2 blanques cavall · a1 blanques torre · c1 blanques alfil · e1 blanques torre · f1 blanques cavall · g1 blanques rei | a8 negres torre · e8 negres torre · f8 negres alfil · g8 negres rei · b7 negres alfil · c7 negres peó · d7 negres dama · f7 negres peó · g7 negres peó · a6 negres peó · f6 negres cavall · h6 negres peó · b5 negres peó · e5 negres peó · c4 negres cavall · e4 blanques peó · a3 blanques peó · c3 blanques peó · f3 blanques dama · h3 blanques peó · a2 blanques alfil · b2 blanques peó · f2 blanques peó · g2 blanques peó · h2 blanques cavall · a1 blanques torre · c1 blanques alfil · e1 blanques torre · f1 blanques cavall · g1 blanques rei | a8 negres torre · e8 negres torre · f8 negres alfil · g8 negres rei · b7 negres alfil · c7 negres peó · d7 negres dama · f7 negres peó · g7 negres peó · a6 negres peó · f6 negres cavall · h6 negres peó · b5 negres peó · e5 negres peó · c4 negres cavall · e4 blanques peó · a3 blanques peó · c3 blanques peó · f3 blanques dama · h3 blanques peó · a2 blanques alfil · b2 blanques peó · f2 blanques peó · g2 blanques peó · h2 blanques cavall · a1 blanques torre · c1 blanques alfil · e1 blanques torre · f1 blanques cavall · g1 blanques rei | a8 negres torre · e8 negres torre · f8 negres alfil · g8 negres rei · b7 negres alfil · c7 negres peó · d7 negres dama · f7 negres peó · g7 negres peó · a6 negres peó · f6 negres cavall · h6 negres peó · b5 negres peó · e5 negres peó · c4 negres cavall · e4 blanques peó · a3 blanques peó · c3 blanques peó · f3 blanques dama · h3 blanques peó · a2 blanques alfil · b2 blanques peó · f2 blanques peó · g2 blanques peó · h2 blanques cavall · a1 blanques torre · c1 blanques alfil · e1 blanques torre · f1 blanques cavall · g1 blanques rei | a8 negres torre · e8 negres torre · f8 negres alfil · g8 negres rei · b7 negres alfil · c7 negres peó · d7 negres dama · f7 negres peó · g7 negres peó · a6 negres peó · f6 negres cavall · h6 negres peó · b5 negres peó · e5 negres peó · c4 negres cavall · e4 blanques peó · a3 blanques peó · c3 blanques peó · f3 blanques dama · h3 blanques peó · a2 blanques alfil · b2 blanques peó · f2 blanques peó · g2 blanques peó · h2 blanques cavall · a1 blanques torre · c1 blanques alfil · e1 blanques torre · f1 blanques cavall · g1 blanques rei | a8 negres torre · e8 negres torre · f8 negres alfil · g8 negres rei · b7 negres alfil · c7 negres peó · d7 negres dama · f7 negres peó · g7 negres peó · a6 negres peó · f6 negres cavall · h6 negres peó · b5 negres peó · e5 negres peó · c4 negres cavall · e4 blanques peó · a3 blanques peó · c3 blanques peó · f3 blanques dama · h3 blanques peó · a2 blanques alfil · b2 blanques peó · f2 blanques peó · g2 blanques peó · h2 blanques cavall · a1 blanques torre · c1 blanques alfil · e1 blanques torre · f1 blanques cavall · g1 blanques rei | a8 negres torre · e8 negres torre · f8 negres alfil · g8 negres rei · b7 negres alfil · c7 negres peó · d7 negres dama · f7 negres peó · g7 negres peó · a6 negres peó · f6 negres cavall · h6 negres peó · b5 negres peó · e5 negres peó · c4 negres cavall · e4 blanques peó · a3 blanques peó · c3 blanques peó · f3 blanques dama · h3 blanques peó · a2 blanques alfil · b2 blanques peó · f2 blanques peó · g2 blanques peó · h2 blanques cavall · a1 blanques torre · c1 blanques alfil · e1 blanques torre · f1 blanques cavall · g1 blanques rei | a8 negres torre · e8 negres torre · f8 negres alfil · g8 negres rei · b7 negres alfil · c7 negres peó · d7 negres dama · f7 negres peó · g7 negres peó · a6 negres peó · f6 negres cavall · h6 negres peó · b5 negres peó · e5 negres peó · c4 negres cavall · e4 blanques peó · a3 blanques peó · c3 blanques peó · f3 blanques dama · h3 blanques peó · a2 blanques alfil · b2 blanques peó · f2 blanques peó · g2 blanques peó · h2 blanques cavall · a1 blanques torre · c1 blanques alfil · e1 blanques torre · f1 blanques cavall · g1 blanques rei | 7 |
| 6 | a8 negres torre · e8 negres torre · f8 negres alfil · g8 negres rei · b7 negres alfil · c7 negres peó · d7 negres dama · f7 negres peó · g7 negres peó · a6 negres peó · f6 negres cavall · h6 negres peó · b5 negres peó · e5 negres peó · c4 negres cavall · e4 blanques peó · a3 blanques peó · c3 blanques peó · f3 blanques dama · h3 blanques peó · a2 blanques alfil · b2 blanques peó · f2 blanques peó · g2 blanques peó · h2 blanques cavall · a1 blanques torre · c1 blanques alfil · e1 blanques torre · f1 blanques cavall · g1 blanques rei | a8 negres torre · e8 negres torre · f8 negres alfil · g8 negres rei · b7 negres alfil · c7 negres peó · d7 negres dama · f7 negres peó · g7 negres peó · a6 negres peó · f6 negres cavall · h6 negres peó · b5 negres peó · e5 negres peó · c4 negres cavall · e4 blanques peó · a3 blanques peó · c3 blanques peó · f3 blanques dama · h3 blanques peó · a2 blanques alfil · b2 blanques peó · f2 blanques peó · g2 blanques peó · h2 blanques cavall · a1 blanques torre · c1 blanques alfil · e1 blanques torre · f1 blanques cavall · g1 blanques rei | a8 negres torre · e8 negres torre · f8 negres alfil · g8 negres rei · b7 negres alfil · c7 negres peó · d7 negres dama · f7 negres peó · g7 negres peó · a6 negres peó · f6 negres cavall · h6 negres peó · b5 negres peó · e5 negres peó · c4 negres cavall · e4 blanques peó · a3 blanques peó · c3 blanques peó · f3 blanques dama · h3 blanques peó · a2 blanques alfil · b2 blanques peó · f2 blanques peó · g2 blanques peó · h2 blanques cavall · a1 blanques torre · c1 blanques alfil · e1 blanques torre · f1 blanques cavall · g1 blanques rei | a8 negres torre · e8 negres torre · f8 negres alfil · g8 negres rei · b7 negres alfil · c7 negres peó · d7 negres dama · f7 negres peó · g7 negres peó · a6 negres peó · f6 negres cavall · h6 negres peó · b5 negres peó · e5 negres peó · c4 negres cavall · e4 blanques peó · a3 blanques peó · c3 blanques peó · f3 blanques dama · h3 blanques peó · a2 blanques alfil · b2 blanques peó · f2 blanques peó · g2 blanques peó · h2 blanques cavall · a1 blanques torre · c1 blanques alfil · e1 blanques torre · f1 blanques cavall · g1 blanques rei | a8 negres torre · e8 negres torre · f8 negres alfil · g8 negres rei · b7 negres alfil · c7 negres peó · d7 negres dama · f7 negres peó · g7 negres peó · a6 negres peó · f6 negres cavall · h6 negres peó · b5 negres peó · e5 negres peó · c4 negres cavall · e4 blanques peó · a3 blanques peó · c3 blanques peó · f3 blanques dama · h3 blanques peó · a2 blanques alfil · b2 blanques peó · f2 blanques peó · g2 blanques peó · h2 blanques cavall · a1 blanques torre · c1 blanques alfil · e1 blanques torre · f1 blanques cavall · g1 blanques rei | a8 negres torre · e8 negres torre · f8 negres alfil · g8 negres rei · b7 negres alfil · c7 negres peó · d7 negres dama · f7 negres peó · g7 negres peó · a6 negres peó · f6 negres cavall · h6 negres peó · b5 negres peó · e5 negres peó · c4 negres cavall · e4 blanques peó · a3 blanques peó · c3 blanques peó · f3 blanques dama · h3 blanques peó · a2 blanques alfil · b2 blanques peó · f2 blanques peó · g2 blanques peó · h2 blanques cavall · a1 blanques torre · c1 blanques alfil · e1 blanques torre · f1 blanques cavall · g1 blanques rei | a8 negres torre · e8 negres torre · f8 negres alfil · g8 negres rei · b7 negres alfil · c7 negres peó · d7 negres dama · f7 negres peó · g7 negres peó · a6 negres peó · f6 negres cavall · h6 negres peó · b5 negres peó · e5 negres peó · c4 negres cavall · e4 blanques peó · a3 blanques peó · c3 blanques peó · f3 blanques dama · h3 blanques peó · a2 blanques alfil · b2 blanques peó · f2 blanques peó · g2 blanques peó · h2 blanques cavall · a1 blanques torre · c1 blanques alfil · e1 blanques torre · f1 blanques cavall · g1 blanques rei | a8 negres torre · e8 negres torre · f8 negres alfil · g8 negres rei · b7 negres alfil · c7 negres peó · d7 negres dama · f7 negres peó · g7 negres peó · a6 negres peó · f6 negres cavall · h6 negres peó · b5 negres peó · e5 negres peó · c4 negres cavall · e4 blanques peó · a3 blanques peó · c3 blanques peó · f3 blanques dama · h3 blanques peó · a2 blanques alfil · b2 blanques peó · f2 blanques peó · g2 blanques peó · h2 blanques cavall · a1 blanques torre · c1 blanques alfil · e1 blanques torre · f1 blanques cavall · g1 blanques rei | 6 |
| 5 | a8 negres torre · e8 negres torre · f8 negres alfil · g8 negres rei · b7 negres alfil · c7 negres peó · d7 negres dama · f7 negres peó · g7 negres peó · a6 negres peó · f6 negres cavall · h6 negres peó · b5 negres peó · e5 negres peó · c4 negres cavall · e4 blanques peó · a3 blanques peó · c3 blanques peó · f3 blanques dama · h3 blanques peó · a2 blanques alfil · b2 blanques peó · f2 blanques peó · g2 blanques peó · h2 blanques cavall · a1 blanques torre · c1 blanques alfil · e1 blanques torre · f1 blanques cavall · g1 blanques rei | a8 negres torre · e8 negres torre · f8 negres alfil · g8 negres rei · b7 negres alfil · c7 negres peó · d7 negres dama · f7 negres peó · g7 negres peó · a6 negres peó · f6 negres cavall · h6 negres peó · b5 negres peó · e5 negres peó · c4 negres cavall · e4 blanques peó · a3 blanques peó · c3 blanques peó · f3 blanques dama · h3 blanques peó · a2 blanques alfil · b2 blanques peó · f2 blanques peó · g2 blanques peó · h2 blanques cavall · a1 blanques torre · c1 blanques alfil · e1 blanques torre · f1 blanques cavall · g1 blanques rei | a8 negres torre · e8 negres torre · f8 negres alfil · g8 negres rei · b7 negres alfil · c7 negres peó · d7 negres dama · f7 negres peó · g7 negres peó · a6 negres peó · f6 negres cavall · h6 negres peó · b5 negres peó · e5 negres peó · c4 negres cavall · e4 blanques peó · a3 blanques peó · c3 blanques peó · f3 blanques dama · h3 blanques peó · a2 blanques alfil · b2 blanques peó · f2 blanques peó · g2 blanques peó · h2 blanques cavall · a1 blanques torre · c1 blanques alfil · e1 blanques torre · f1 blanques cavall · g1 blanques rei | a8 negres torre · e8 negres torre · f8 negres alfil · g8 negres rei · b7 negres alfil · c7 negres peó · d7 negres dama · f7 negres peó · g7 negres peó · a6 negres peó · f6 negres cavall · h6 negres peó · b5 negres peó · e5 negres peó · c4 negres cavall · e4 blanques peó · a3 blanques peó · c3 blanques peó · f3 blanques dama · h3 blanques peó · a2 blanques alfil · b2 blanques peó · f2 blanques peó · g2 blanques peó · h2 blanques cavall · a1 blanques torre · c1 blanques alfil · e1 blanques torre · f1 blanques cavall · g1 blanques rei | a8 negres torre · e8 negres torre · f8 negres alfil · g8 negres rei · b7 negres alfil · c7 negres peó · d7 negres dama · f7 negres peó · g7 negres peó · a6 negres peó · f6 negres cavall · h6 negres peó · b5 negres peó · e5 negres peó · c4 negres cavall · e4 blanques peó · a3 blanques peó · c3 blanques peó · f3 blanques dama · h3 blanques peó · a2 blanques alfil · b2 blanques peó · f2 blanques peó · g2 blanques peó · h2 blanques cavall · a1 blanques torre · c1 blanques alfil · e1 blanques torre · f1 blanques cavall · g1 blanques rei | a8 negres torre · e8 negres torre · f8 negres alfil · g8 negres rei · b7 negres alfil · c7 negres peó · d7 negres dama · f7 negres peó · g7 negres peó · a6 negres peó · f6 negres cavall · h6 negres peó · b5 negres peó · e5 negres peó · c4 negres cavall · e4 blanques peó · a3 blanques peó · c3 blanques peó · f3 blanques dama · h3 blanques peó · a2 blanques alfil · b2 blanques peó · f2 blanques peó · g2 blanques peó · h2 blanques cavall · a1 blanques torre · c1 blanques alfil · e1 blanques torre · f1 blanques cavall · g1 blanques rei | a8 negres torre · e8 negres torre · f8 negres alfil · g8 negres rei · b7 negres alfil · c7 negres peó · d7 negres dama · f7 negres peó · g7 negres peó · a6 negres peó · f6 negres cavall · h6 negres peó · b5 negres peó · e5 negres peó · c4 negres cavall · e4 blanques peó · a3 blanques peó · c3 blanques peó · f3 blanques dama · h3 blanques peó · a2 blanques alfil · b2 blanques peó · f2 blanques peó · g2 blanques peó · h2 blanques cavall · a1 blanques torre · c1 blanques alfil · e1 blanques torre · f1 blanques cavall · g1 blanques rei | a8 negres torre · e8 negres torre · f8 negres alfil · g8 negres rei · b7 negres alfil · c7 negres peó · d7 negres dama · f7 negres peó · g7 negres peó · a6 negres peó · f6 negres cavall · h6 negres peó · b5 negres peó · e5 negres peó · c4 negres cavall · e4 blanques peó · a3 blanques peó · c3 blanques peó · f3 blanques dama · h3 blanques peó · a2 blanques alfil · b2 blanques peó · f2 blanques peó · g2 blanques peó · h2 blanques cavall · a1 blanques torre · c1 blanques alfil · e1 blanques torre · f1 blanques cavall · g1 blanques rei | 5 |
| 4 | a8 negres torre · e8 negres torre · f8 negres alfil · g8 negres rei · b7 negres alfil · c7 negres peó · d7 negres dama · f7 negres peó · g7 negres peó · a6 negres peó · f6 negres cavall · h6 negres peó · b5 negres peó · e5 negres peó · c4 negres cavall · e4 blanques peó · a3 blanques peó · c3 blanques peó · f3 blanques dama · h3 blanques peó · a2 blanques alfil · b2 blanques peó · f2 blanques peó · g2 blanques peó · h2 blanques cavall · a1 blanques torre · c1 blanques alfil · e1 blanques torre · f1 blanques cavall · g1 blanques rei | a8 negres torre · e8 negres torre · f8 negres alfil · g8 negres rei · b7 negres alfil · c7 negres peó · d7 negres dama · f7 negres peó · g7 negres peó · a6 negres peó · f6 negres cavall · h6 negres peó · b5 negres peó · e5 negres peó · c4 negres cavall · e4 blanques peó · a3 blanques peó · c3 blanques peó · f3 blanques dama · h3 blanques peó · a2 blanques alfil · b2 blanques peó · f2 blanques peó · g2 blanques peó · h2 blanques cavall · a1 blanques torre · c1 blanques alfil · e1 blanques torre · f1 blanques cavall · g1 blanques rei | a8 negres torre · e8 negres torre · f8 negres alfil · g8 negres rei · b7 negres alfil · c7 negres peó · d7 negres dama · f7 negres peó · g7 negres peó · a6 negres peó · f6 negres cavall · h6 negres peó · b5 negres peó · e5 negres peó · c4 negres cavall · e4 blanques peó · a3 blanques peó · c3 blanques peó · f3 blanques dama · h3 blanques peó · a2 blanques alfil · b2 blanques peó · f2 blanques peó · g2 blanques peó · h2 blanques cavall · a1 blanques torre · c1 blanques alfil · e1 blanques torre · f1 blanques cavall · g1 blanques rei | a8 negres torre · e8 negres torre · f8 negres alfil · g8 negres rei · b7 negres alfil · c7 negres peó · d7 negres dama · f7 negres peó · g7 negres peó · a6 negres peó · f6 negres cavall · h6 negres peó · b5 negres peó · e5 negres peó · c4 negres cavall · e4 blanques peó · a3 blanques peó · c3 blanques peó · f3 blanques dama · h3 blanques peó · a2 blanques alfil · b2 blanques peó · f2 blanques peó · g2 blanques peó · h2 blanques cavall · a1 blanques torre · c1 blanques alfil · e1 blanques torre · f1 blanques cavall · g1 blanques rei | a8 negres torre · e8 negres torre · f8 negres alfil · g8 negres rei · b7 negres alfil · c7 negres peó · d7 negres dama · f7 negres peó · g7 negres peó · a6 negres peó · f6 negres cavall · h6 negres peó · b5 negres peó · e5 negres peó · c4 negres cavall · e4 blanques peó · a3 blanques peó · c3 blanques peó · f3 blanques dama · h3 blanques peó · a2 blanques alfil · b2 blanques peó · f2 blanques peó · g2 blanques peó · h2 blanques cavall · a1 blanques torre · c1 blanques alfil · e1 blanques torre · f1 blanques cavall · g1 blanques rei | a8 negres torre · e8 negres torre · f8 negres alfil · g8 negres rei · b7 negres alfil · c7 negres peó · d7 negres dama · f7 negres peó · g7 negres peó · a6 negres peó · f6 negres cavall · h6 negres peó · b5 negres peó · e5 negres peó · c4 negres cavall · e4 blanques peó · a3 blanques peó · c3 blanques peó · f3 blanques dama · h3 blanques peó · a2 blanques alfil · b2 blanques peó · f2 blanques peó · g2 blanques peó · h2 blanques cavall · a1 blanques torre · c1 blanques alfil · e1 blanques torre · f1 blanques cavall · g1 blanques rei | a8 negres torre · e8 negres torre · f8 negres alfil · g8 negres rei · b7 negres alfil · c7 negres peó · d7 negres dama · f7 negres peó · g7 negres peó · a6 negres peó · f6 negres cavall · h6 negres peó · b5 negres peó · e5 negres peó · c4 negres cavall · e4 blanques peó · a3 blanques peó · c3 blanques peó · f3 blanques dama · h3 blanques peó · a2 blanques alfil · b2 blanques peó · f2 blanques peó · g2 blanques peó · h2 blanques cavall · a1 blanques torre · c1 blanques alfil · e1 blanques torre · f1 blanques cavall · g1 blanques rei | a8 negres torre · e8 negres torre · f8 negres alfil · g8 negres rei · b7 negres alfil · c7 negres peó · d7 negres dama · f7 negres peó · g7 negres peó · a6 negres peó · f6 negres cavall · h6 negres peó · b5 negres peó · e5 negres peó · c4 negres cavall · e4 blanques peó · a3 blanques peó · c3 blanques peó · f3 blanques dama · h3 blanques peó · a2 blanques alfil · b2 blanques peó · f2 blanques peó · g2 blanques peó · h2 blanques cavall · a1 blanques torre · c1 blanques alfil · e1 blanques torre · f1 blanques cavall · g1 blanques rei | 4 |
| 3 | a8 negres torre · e8 negres torre · f8 negres alfil · g8 negres rei · b7 negres alfil · c7 negres peó · d7 negres dama · f7 negres peó · g7 negres peó · a6 negres peó · f6 negres cavall · h6 negres peó · b5 negres peó · e5 negres peó · c4 negres cavall · e4 blanques peó · a3 blanques peó · c3 blanques peó · f3 blanques dama · h3 blanques peó · a2 blanques alfil · b2 blanques peó · f2 blanques peó · g2 blanques peó · h2 blanques cavall · a1 blanques torre · c1 blanques alfil · e1 blanques torre · f1 blanques cavall · g1 blanques rei | a8 negres torre · e8 negres torre · f8 negres alfil · g8 negres rei · b7 negres alfil · c7 negres peó · d7 negres dama · f7 negres peó · g7 negres peó · a6 negres peó · f6 negres cavall · h6 negres peó · b5 negres peó · e5 negres peó · c4 negres cavall · e4 blanques peó · a3 blanques peó · c3 blanques peó · f3 blanques dama · h3 blanques peó · a2 blanques alfil · b2 blanques peó · f2 blanques peó · g2 blanques peó · h2 blanques cavall · a1 blanques torre · c1 blanques alfil · e1 blanques torre · f1 blanques cavall · g1 blanques rei | a8 negres torre · e8 negres torre · f8 negres alfil · g8 negres rei · b7 negres alfil · c7 negres peó · d7 negres dama · f7 negres peó · g7 negres peó · a6 negres peó · f6 negres cavall · h6 negres peó · b5 negres peó · e5 negres peó · c4 negres cavall · e4 blanques peó · a3 blanques peó · c3 blanques peó · f3 blanques dama · h3 blanques peó · a2 blanques alfil · b2 blanques peó · f2 blanques peó · g2 blanques peó · h2 blanques cavall · a1 blanques torre · c1 blanques alfil · e1 blanques torre · f1 blanques cavall · g1 blanques rei | a8 negres torre · e8 negres torre · f8 negres alfil · g8 negres rei · b7 negres alfil · c7 negres peó · d7 negres dama · f7 negres peó · g7 negres peó · a6 negres peó · f6 negres cavall · h6 negres peó · b5 negres peó · e5 negres peó · c4 negres cavall · e4 blanques peó · a3 blanques peó · c3 blanques peó · f3 blanques dama · h3 blanques peó · a2 blanques alfil · b2 blanques peó · f2 blanques peó · g2 blanques peó · h2 blanques cavall · a1 blanques torre · c1 blanques alfil · e1 blanques torre · f1 blanques cavall · g1 blanques rei | a8 negres torre · e8 negres torre · f8 negres alfil · g8 negres rei · b7 negres alfil · c7 negres peó · d7 negres dama · f7 negres peó · g7 negres peó · a6 negres peó · f6 negres cavall · h6 negres peó · b5 negres peó · e5 negres peó · c4 negres cavall · e4 blanques peó · a3 blanques peó · c3 blanques peó · f3 blanques dama · h3 blanques peó · a2 blanques alfil · b2 blanques peó · f2 blanques peó · g2 blanques peó · h2 blanques cavall · a1 blanques torre · c1 blanques alfil · e1 blanques torre · f1 blanques cavall · g1 blanques rei | a8 negres torre · e8 negres torre · f8 negres alfil · g8 negres rei · b7 negres alfil · c7 negres peó · d7 negres dama · f7 negres peó · g7 negres peó · a6 negres peó · f6 negres cavall · h6 negres peó · b5 negres peó · e5 negres peó · c4 negres cavall · e4 blanques peó · a3 blanques peó · c3 blanques peó · f3 blanques dama · h3 blanques peó · a2 blanques alfil · b2 blanques peó · f2 blanques peó · g2 blanques peó · h2 blanques cavall · a1 blanques torre · c1 blanques alfil · e1 blanques torre · f1 blanques cavall · g1 blanques rei | a8 negres torre · e8 negres torre · f8 negres alfil · g8 negres rei · b7 negres alfil · c7 negres peó · d7 negres dama · f7 negres peó · g7 negres peó · a6 negres peó · f6 negres cavall · h6 negres peó · b5 negres peó · e5 negres peó · c4 negres cavall · e4 blanques peó · a3 blanques peó · c3 blanques peó · f3 blanques dama · h3 blanques peó · a2 blanques alfil · b2 blanques peó · f2 blanques peó · g2 blanques peó · h2 blanques cavall · a1 blanques torre · c1 blanques alfil · e1 blanques torre · f1 blanques cavall · g1 blanques rei | a8 negres torre · e8 negres torre · f8 negres alfil · g8 negres rei · b7 negres alfil · c7 negres peó · d7 negres dama · f7 negres peó · g7 negres peó · a6 negres peó · f6 negres cavall · h6 negres peó · b5 negres peó · e5 negres peó · c4 negres cavall · e4 blanques peó · a3 blanques peó · c3 blanques peó · f3 blanques dama · h3 blanques peó · a2 blanques alfil · b2 blanques peó · f2 blanques peó · g2 blanques peó · h2 blanques cavall · a1 blanques torre · c1 blanques alfil · e1 blanques torre · f1 blanques cavall · g1 blanques rei | 3 |
| 2 | a8 negres torre · e8 negres torre · f8 negres alfil · g8 negres rei · b7 negres alfil · c7 negres peó · d7 negres dama · f7 negres peó · g7 negres peó · a6 negres peó · f6 negres cavall · h6 negres peó · b5 negres peó · e5 negres peó · c4 negres cavall · e4 blanques peó · a3 blanques peó · c3 blanques peó · f3 blanques dama · h3 blanques peó · a2 blanques alfil · b2 blanques peó · f2 blanques peó · g2 blanques peó · h2 blanques cavall · a1 blanques torre · c1 blanques alfil · e1 blanques torre · f1 blanques cavall · g1 blanques rei | a8 negres torre · e8 negres torre · f8 negres alfil · g8 negres rei · b7 negres alfil · c7 negres peó · d7 negres dama · f7 negres peó · g7 negres peó · a6 negres peó · f6 negres cavall · h6 negres peó · b5 negres peó · e5 negres peó · c4 negres cavall · e4 blanques peó · a3 blanques peó · c3 blanques peó · f3 blanques dama · h3 blanques peó · a2 blanques alfil · b2 blanques peó · f2 blanques peó · g2 blanques peó · h2 blanques cavall · a1 blanques torre · c1 blanques alfil · e1 blanques torre · f1 blanques cavall · g1 blanques rei | a8 negres torre · e8 negres torre · f8 negres alfil · g8 negres rei · b7 negres alfil · c7 negres peó · d7 negres dama · f7 negres peó · g7 negres peó · a6 negres peó · f6 negres cavall · h6 negres peó · b5 negres peó · e5 negres peó · c4 negres cavall · e4 blanques peó · a3 blanques peó · c3 blanques peó · f3 blanques dama · h3 blanques peó · a2 blanques alfil · b2 blanques peó · f2 blanques peó · g2 blanques peó · h2 blanques cavall · a1 blanques torre · c1 blanques alfil · e1 blanques torre · f1 blanques cavall · g1 blanques rei | a8 negres torre · e8 negres torre · f8 negres alfil · g8 negres rei · b7 negres alfil · c7 negres peó · d7 negres dama · f7 negres peó · g7 negres peó · a6 negres peó · f6 negres cavall · h6 negres peó · b5 negres peó · e5 negres peó · c4 negres cavall · e4 blanques peó · a3 blanques peó · c3 blanques peó · f3 blanques dama · h3 blanques peó · a2 blanques alfil · b2 blanques peó · f2 blanques peó · g2 blanques peó · h2 blanques cavall · a1 blanques torre · c1 blanques alfil · e1 blanques torre · f1 blanques cavall · g1 blanques rei | a8 negres torre · e8 negres torre · f8 negres alfil · g8 negres rei · b7 negres alfil · c7 negres peó · d7 negres dama · f7 negres peó · g7 negres peó · a6 negres peó · f6 negres cavall · h6 negres peó · b5 negres peó · e5 negres peó · c4 negres cavall · e4 blanques peó · a3 blanques peó · c3 blanques peó · f3 blanques dama · h3 blanques peó · a2 blanques alfil · b2 blanques peó · f2 blanques peó · g2 blanques peó · h2 blanques cavall · a1 blanques torre · c1 blanques alfil · e1 blanques torre · f1 blanques cavall · g1 blanques rei | a8 negres torre · e8 negres torre · f8 negres alfil · g8 negres rei · b7 negres alfil · c7 negres peó · d7 negres dama · f7 negres peó · g7 negres peó · a6 negres peó · f6 negres cavall · h6 negres peó · b5 negres peó · e5 negres peó · c4 negres cavall · e4 blanques peó · a3 blanques peó · c3 blanques peó · f3 blanques dama · h3 blanques peó · a2 blanques alfil · b2 blanques peó · f2 blanques peó · g2 blanques peó · h2 blanques cavall · a1 blanques torre · c1 blanques alfil · e1 blanques torre · f1 blanques cavall · g1 blanques rei | a8 negres torre · e8 negres torre · f8 negres alfil · g8 negres rei · b7 negres alfil · c7 negres peó · d7 negres dama · f7 negres peó · g7 negres peó · a6 negres peó · f6 negres cavall · h6 negres peó · b5 negres peó · e5 negres peó · c4 negres cavall · e4 blanques peó · a3 blanques peó · c3 blanques peó · f3 blanques dama · h3 blanques peó · a2 blanques alfil · b2 blanques peó · f2 blanques peó · g2 blanques peó · h2 blanques cavall · a1 blanques torre · c1 blanques alfil · e1 blanques torre · f1 blanques cavall · g1 blanques rei | a8 negres torre · e8 negres torre · f8 negres alfil · g8 negres rei · b7 negres alfil · c7 negres peó · d7 negres dama · f7 negres peó · g7 negres peó · a6 negres peó · f6 negres cavall · h6 negres peó · b5 negres peó · e5 negres peó · c4 negres cavall · e4 blanques peó · a3 blanques peó · c3 blanques peó · f3 blanques dama · h3 blanques peó · a2 blanques alfil · b2 blanques peó · f2 blanques peó · g2 blanques peó · h2 blanques cavall · a1 blanques torre · c1 blanques alfil · e1 blanques torre · f1 blanques cavall · g1 blanques rei | 2 |
| 1 | a8 negres torre · e8 negres torre · f8 negres alfil · g8 negres rei · b7 negres alfil · c7 negres peó · d7 negres dama · f7 negres peó · g7 negres peó · a6 negres peó · f6 negres cavall · h6 negres peó · b5 negres peó · e5 negres peó · c4 negres cavall · e4 blanques peó · a3 blanques peó · c3 blanques peó · f3 blanques dama · h3 blanques peó · a2 blanques alfil · b2 blanques peó · f2 blanques peó · g2 blanques peó · h2 blanques cavall · a1 blanques torre · c1 blanques alfil · e1 blanques torre · f1 blanques cavall · g1 blanques rei | a8 negres torre · e8 negres torre · f8 negres alfil · g8 negres rei · b7 negres alfil · c7 negres peó · d7 negres dama · f7 negres peó · g7 negres peó · a6 negres peó · f6 negres cavall · h6 negres peó · b5 negres peó · e5 negres peó · c4 negres cavall · e4 blanques peó · a3 blanques peó · c3 blanques peó · f3 blanques dama · h3 blanques peó · a2 blanques alfil · b2 blanques peó · f2 blanques peó · g2 blanques peó · h2 blanques cavall · a1 blanques torre · c1 blanques alfil · e1 blanques torre · f1 blanques cavall · g1 blanques rei | a8 negres torre · e8 negres torre · f8 negres alfil · g8 negres rei · b7 negres alfil · c7 negres peó · d7 negres dama · f7 negres peó · g7 negres peó · a6 negres peó · f6 negres cavall · h6 negres peó · b5 negres peó · e5 negres peó · c4 negres cavall · e4 blanques peó · a3 blanques peó · c3 blanques peó · f3 blanques dama · h3 blanques peó · a2 blanques alfil · b2 blanques peó · f2 blanques peó · g2 blanques peó · h2 blanques cavall · a1 blanques torre · c1 blanques alfil · e1 blanques torre · f1 blanques cavall · g1 blanques rei | a8 negres torre · e8 negres torre · f8 negres alfil · g8 negres rei · b7 negres alfil · c7 negres peó · d7 negres dama · f7 negres peó · g7 negres peó · a6 negres peó · f6 negres cavall · h6 negres peó · b5 negres peó · e5 negres peó · c4 negres cavall · e4 blanques peó · a3 blanques peó · c3 blanques peó · f3 blanques dama · h3 blanques peó · a2 blanques alfil · b2 blanques peó · f2 blanques peó · g2 blanques peó · h2 blanques cavall · a1 blanques torre · c1 blanques alfil · e1 blanques torre · f1 blanques cavall · g1 blanques rei | a8 negres torre · e8 negres torre · f8 negres alfil · g8 negres rei · b7 negres alfil · c7 negres peó · d7 negres dama · f7 negres peó · g7 negres peó · a6 negres peó · f6 negres cavall · h6 negres peó · b5 negres peó · e5 negres peó · c4 negres cavall · e4 blanques peó · a3 blanques peó · c3 blanques peó · f3 blanques dama · h3 blanques peó · a2 blanques alfil · b2 blanques peó · f2 blanques peó · g2 blanques peó · h2 blanques cavall · a1 blanques torre · c1 blanques alfil · e1 blanques torre · f1 blanques cavall · g1 blanques rei | a8 negres torre · e8 negres torre · f8 negres alfil · g8 negres rei · b7 negres alfil · c7 negres peó · d7 negres dama · f7 negres peó · g7 negres peó · a6 negres peó · f6 negres cavall · h6 negres peó · b5 negres peó · e5 negres peó · c4 negres cavall · e4 blanques peó · a3 blanques peó · c3 blanques peó · f3 blanques dama · h3 blanques peó · a2 blanques alfil · b2 blanques peó · f2 blanques peó · g2 blanques peó · h2 blanques cavall · a1 blanques torre · c1 blanques alfil · e1 blanques torre · f1 blanques cavall · g1 blanques rei | a8 negres torre · e8 negres torre · f8 negres alfil · g8 negres rei · b7 negres alfil · c7 negres peó · d7 negres dama · f7 negres peó · g7 negres peó · a6 negres peó · f6 negres cavall · h6 negres peó · b5 negres peó · e5 negres peó · c4 negres cavall · e4 blanques peó · a3 blanques peó · c3 blanques peó · f3 blanques dama · h3 blanques peó · a2 blanques alfil · b2 blanques peó · f2 blanques peó · g2 blanques peó · h2 blanques cavall · a1 blanques torre · c1 blanques alfil · e1 blanques torre · f1 blanques cavall · g1 blanques rei | a8 negres torre · e8 negres torre · f8 negres alfil · g8 negres rei · b7 negres alfil · c7 negres peó · d7 negres dama · f7 negres peó · g7 negres peó · a6 negres peó · f6 negres cavall · h6 negres peó · b5 negres peó · e5 negres peó · c4 negres cavall · e4 blanques peó · a3 blanques peó · c3 blanques peó · f3 blanques dama · h3 blanques peó · a2 blanques alfil · b2 blanques peó · f2 blanques peó · g2 blanques peó · h2 blanques cavall · a1 blanques torre · c1 blanques alfil · e1 blanques torre · f1 blanques cavall · g1 blanques rei | 1 |
|   | a | b | c | d | e | f | g | h |   |

Segona partida maratoniana consecutiva en què Carlsen de nou pressionà, i de nou Kariakin es defensà amb les dents. Semblava que després del mig-joc, amb la parella d'alfils, una millor coordinació de les peces, la iniciativa i la columna b semi-oberta, Carlsen tenia prou avantatge per a guanyar. Finalment després de 94 jugades i més de 6 hores, Kariakin aconseguí defensar les taules.
Obertura Ruy López tancada (ECO C88) 
1. e4 e5 2. Cf3 Cc6 3. Ab5 a6 4. Aa4 Cf6 5. O-O Ae7 6. Te1 b5 7. Ab3 O-O 8. h3 Ab7 9. d3 d6 10. a3 Dd7 11. Cbd2 Tfe8 12. c3 Af8 13. Cf1 h6 14. C3h2 d5 15. Df3 Ca5 16. Aa2 dxe4 17. dxe4 Cc4 (vegeu el diagrama) 18. Axh6 Dc6 19. Axc4 bxc4 20. Ae3 Cxe4 21. Cg3 Cd6 22. Tad1 Tab8 23. Ac1 f6 24. Dxc6 Axc6 25. Cg4 Tb5 26. f3 f5 27. Cf2 Ae7 28. f4 Ah4 29. fxe5 Axg3 30. exd6 Txe1+ 31. Txe1 cxd6 32. Td1 Rf7 33. Td4 Te5 34. Rf1 Td5 35. Txd5 Axd5 36. Ag5 Rg6 37. h4 Rh5 38. Ch3 Af7 39. Ae7 Axh4 40. Axd6 Ad8 41. Re2 g5 42. Cf2 Rg6 43. g4 Ab6 44. Be5 a5 45. Cd1 f4 46. Ad4 Ac7 47. Cf2 Ae6 48. Rf3 Ad5+ 49. Re2 Ag2 50. Rd2 Rf7 51. Rc2 Ad5 52. Rd2 Ad8 53. Rc2 Re6 54. Rd2 Rd7 55. Rc2 Rc6 56. Rd2 Rb5 57. Rc1 Ra4 58. Rc2 Bf7 59. Rc1 Ag6 60. Rd2 Rb3 61. Rc1 Ad3 62. Ch3 Ra2 63. Ac5 Ae2 64. Cf2 Af3 65. Rc2 Ac6 66. Ad4 Ad7 67. Ac5 Ac7 68. Ad4 Ae6 69. Ac5 f3 70. Ae3 Ad7 71. Rc1 Ac8 72. Rc2 Ad7 73. Rc1 Af4 74. Axf4 gxf4 75. Rc2 Ae6 76. Rc1 Ac8 77. Rc2 Ae6 78. Rc1 Rb3 79. Rb1 Ra4 80. Rc2 Rb5 81. Rd2 Rc6 82. Re1 Rd5 83. Rf1 Re5 84. Rg1 Rf6 85. Ce4+ Rg6 86. Rf2 Axg4 87. Cd2 Ae6 88. Rxf3 Rf5 89. a4 Ad5+ 90. Rf2 Rg4 91. Cf1 Rg5 92. Cd2 Rf5 93. Re2 Rg4 94. Rf2 ½-½

#### Partida 5, Carlsen-Kariakin, ½–½
|   | a | b | c | d | e | f | g | h |   |
| 8 | c8 negres rei · g8 negres torre · b7 negres peó · a6 negres peó · c6 negres peó · e6 negres alfil · g6 negres dama · a5 blanques peó · c5 blanques peó · d5 negres peó · e5 blanques peó · g5 negres peó · h5 negres peó · g4 blanques peó · e3 blanques alfil · f3 blanques peó · h3 blanques peó · d2 blanques dama · f2 blanques torre · g2 blanques rei | c8 negres rei · g8 negres torre · b7 negres peó · a6 negres peó · c6 negres peó · e6 negres alfil · g6 negres dama · a5 blanques peó · c5 blanques peó · d5 negres peó · e5 blanques peó · g5 negres peó · h5 negres peó · g4 blanques peó · e3 blanques alfil · f3 blanques peó · h3 blanques peó · d2 blanques dama · f2 blanques torre · g2 blanques rei | c8 negres rei · g8 negres torre · b7 negres peó · a6 negres peó · c6 negres peó · e6 negres alfil · g6 negres dama · a5 blanques peó · c5 blanques peó · d5 negres peó · e5 blanques peó · g5 negres peó · h5 negres peó · g4 blanques peó · e3 blanques alfil · f3 blanques peó · h3 blanques peó · d2 blanques dama · f2 blanques torre · g2 blanques rei | c8 negres rei · g8 negres torre · b7 negres peó · a6 negres peó · c6 negres peó · e6 negres alfil · g6 negres dama · a5 blanques peó · c5 blanques peó · d5 negres peó · e5 blanques peó · g5 negres peó · h5 negres peó · g4 blanques peó · e3 blanques alfil · f3 blanques peó · h3 blanques peó · d2 blanques dama · f2 blanques torre · g2 blanques rei | c8 negres rei · g8 negres torre · b7 negres peó · a6 negres peó · c6 negres peó · e6 negres alfil · g6 negres dama · a5 blanques peó · c5 blanques peó · d5 negres peó · e5 blanques peó · g5 negres peó · h5 negres peó · g4 blanques peó · e3 blanques alfil · f3 blanques peó · h3 blanques peó · d2 blanques dama · f2 blanques torre · g2 blanques rei | c8 negres rei · g8 negres torre · b7 negres peó · a6 negres peó · c6 negres peó · e6 negres alfil · g6 negres dama · a5 blanques peó · c5 blanques peó · d5 negres peó · e5 blanques peó · g5 negres peó · h5 negres peó · g4 blanques peó · e3 blanques alfil · f3 blanques peó · h3 blanques peó · d2 blanques dama · f2 blanques torre · g2 blanques rei | c8 negres rei · g8 negres torre · b7 negres peó · a6 negres peó · c6 negres peó · e6 negres alfil · g6 negres dama · a5 blanques peó · c5 blanques peó · d5 negres peó · e5 blanques peó · g5 negres peó · h5 negres peó · g4 blanques peó · e3 blanques alfil · f3 blanques peó · h3 blanques peó · d2 blanques dama · f2 blanques torre · g2 blanques rei | c8 negres rei · g8 negres torre · b7 negres peó · a6 negres peó · c6 negres peó · e6 negres alfil · g6 negres dama · a5 blanques peó · c5 blanques peó · d5 negres peó · e5 blanques peó · g5 negres peó · h5 negres peó · g4 blanques peó · e3 blanques alfil · f3 blanques peó · h3 blanques peó · d2 blanques dama · f2 blanques torre · g2 blanques rei | 8 |
| 7 | c8 negres rei · g8 negres torre · b7 negres peó · a6 negres peó · c6 negres peó · e6 negres alfil · g6 negres dama · a5 blanques peó · c5 blanques peó · d5 negres peó · e5 blanques peó · g5 negres peó · h5 negres peó · g4 blanques peó · e3 blanques alfil · f3 blanques peó · h3 blanques peó · d2 blanques dama · f2 blanques torre · g2 blanques rei | c8 negres rei · g8 negres torre · b7 negres peó · a6 negres peó · c6 negres peó · e6 negres alfil · g6 negres dama · a5 blanques peó · c5 blanques peó · d5 negres peó · e5 blanques peó · g5 negres peó · h5 negres peó · g4 blanques peó · e3 blanques alfil · f3 blanques peó · h3 blanques peó · d2 blanques dama · f2 blanques torre · g2 blanques rei | c8 negres rei · g8 negres torre · b7 negres peó · a6 negres peó · c6 negres peó · e6 negres alfil · g6 negres dama · a5 blanques peó · c5 blanques peó · d5 negres peó · e5 blanques peó · g5 negres peó · h5 negres peó · g4 blanques peó · e3 blanques alfil · f3 blanques peó · h3 blanques peó · d2 blanques dama · f2 blanques torre · g2 blanques rei | c8 negres rei · g8 negres torre · b7 negres peó · a6 negres peó · c6 negres peó · e6 negres alfil · g6 negres dama · a5 blanques peó · c5 blanques peó · d5 negres peó · e5 blanques peó · g5 negres peó · h5 negres peó · g4 blanques peó · e3 blanques alfil · f3 blanques peó · h3 blanques peó · d2 blanques dama · f2 blanques torre · g2 blanques rei | c8 negres rei · g8 negres torre · b7 negres peó · a6 negres peó · c6 negres peó · e6 negres alfil · g6 negres dama · a5 blanques peó · c5 blanques peó · d5 negres peó · e5 blanques peó · g5 negres peó · h5 negres peó · g4 blanques peó · e3 blanques alfil · f3 blanques peó · h3 blanques peó · d2 blanques dama · f2 blanques torre · g2 blanques rei | c8 negres rei · g8 negres torre · b7 negres peó · a6 negres peó · c6 negres peó · e6 negres alfil · g6 negres dama · a5 blanques peó · c5 blanques peó · d5 negres peó · e5 blanques peó · g5 negres peó · h5 negres peó · g4 blanques peó · e3 blanques alfil · f3 blanques peó · h3 blanques peó · d2 blanques dama · f2 blanques torre · g2 blanques rei | c8 negres rei · g8 negres torre · b7 negres peó · a6 negres peó · c6 negres peó · e6 negres alfil · g6 negres dama · a5 blanques peó · c5 blanques peó · d5 negres peó · e5 blanques peó · g5 negres peó · h5 negres peó · g4 blanques peó · e3 blanques alfil · f3 blanques peó · h3 blanques peó · d2 blanques dama · f2 blanques torre · g2 blanques rei | c8 negres rei · g8 negres torre · b7 negres peó · a6 negres peó · c6 negres peó · e6 negres alfil · g6 negres dama · a5 blanques peó · c5 blanques peó · d5 negres peó · e5 blanques peó · g5 negres peó · h5 negres peó · g4 blanques peó · e3 blanques alfil · f3 blanques peó · h3 blanques peó · d2 blanques dama · f2 blanques torre · g2 blanques rei | 7 |
| 6 | c8 negres rei · g8 negres torre · b7 negres peó · a6 negres peó · c6 negres peó · e6 negres alfil · g6 negres dama · a5 blanques peó · c5 blanques peó · d5 negres peó · e5 blanques peó · g5 negres peó · h5 negres peó · g4 blanques peó · e3 blanques alfil · f3 blanques peó · h3 blanques peó · d2 blanques dama · f2 blanques torre · g2 blanques rei | c8 negres rei · g8 negres torre · b7 negres peó · a6 negres peó · c6 negres peó · e6 negres alfil · g6 negres dama · a5 blanques peó · c5 blanques peó · d5 negres peó · e5 blanques peó · g5 negres peó · h5 negres peó · g4 blanques peó · e3 blanques alfil · f3 blanques peó · h3 blanques peó · d2 blanques dama · f2 blanques torre · g2 blanques rei | c8 negres rei · g8 negres torre · b7 negres peó · a6 negres peó · c6 negres peó · e6 negres alfil · g6 negres dama · a5 blanques peó · c5 blanques peó · d5 negres peó · e5 blanques peó · g5 negres peó · h5 negres peó · g4 blanques peó · e3 blanques alfil · f3 blanques peó · h3 blanques peó · d2 blanques dama · f2 blanques torre · g2 blanques rei | c8 negres rei · g8 negres torre · b7 negres peó · a6 negres peó · c6 negres peó · e6 negres alfil · g6 negres dama · a5 blanques peó · c5 blanques peó · d5 negres peó · e5 blanques peó · g5 negres peó · h5 negres peó · g4 blanques peó · e3 blanques alfil · f3 blanques peó · h3 blanques peó · d2 blanques dama · f2 blanques torre · g2 blanques rei | c8 negres rei · g8 negres torre · b7 negres peó · a6 negres peó · c6 negres peó · e6 negres alfil · g6 negres dama · a5 blanques peó · c5 blanques peó · d5 negres peó · e5 blanques peó · g5 negres peó · h5 negres peó · g4 blanques peó · e3 blanques alfil · f3 blanques peó · h3 blanques peó · d2 blanques dama · f2 blanques torre · g2 blanques rei | c8 negres rei · g8 negres torre · b7 negres peó · a6 negres peó · c6 negres peó · e6 negres alfil · g6 negres dama · a5 blanques peó · c5 blanques peó · d5 negres peó · e5 blanques peó · g5 negres peó · h5 negres peó · g4 blanques peó · e3 blanques alfil · f3 blanques peó · h3 blanques peó · d2 blanques dama · f2 blanques torre · g2 blanques rei | c8 negres rei · g8 negres torre · b7 negres peó · a6 negres peó · c6 negres peó · e6 negres alfil · g6 negres dama · a5 blanques peó · c5 blanques peó · d5 negres peó · e5 blanques peó · g5 negres peó · h5 negres peó · g4 blanques peó · e3 blanques alfil · f3 blanques peó · h3 blanques peó · d2 blanques dama · f2 blanques torre · g2 blanques rei | c8 negres rei · g8 negres torre · b7 negres peó · a6 negres peó · c6 negres peó · e6 negres alfil · g6 negres dama · a5 blanques peó · c5 blanques peó · d5 negres peó · e5 blanques peó · g5 negres peó · h5 negres peó · g4 blanques peó · e3 blanques alfil · f3 blanques peó · h3 blanques peó · d2 blanques dama · f2 blanques torre · g2 blanques rei | 6 |
| 5 | c8 negres rei · g8 negres torre · b7 negres peó · a6 negres peó · c6 negres peó · e6 negres alfil · g6 negres dama · a5 blanques peó · c5 blanques peó · d5 negres peó · e5 blanques peó · g5 negres peó · h5 negres peó · g4 blanques peó · e3 blanques alfil · f3 blanques peó · h3 blanques peó · d2 blanques dama · f2 blanques torre · g2 blanques rei | c8 negres rei · g8 negres torre · b7 negres peó · a6 negres peó · c6 negres peó · e6 negres alfil · g6 negres dama · a5 blanques peó · c5 blanques peó · d5 negres peó · e5 blanques peó · g5 negres peó · h5 negres peó · g4 blanques peó · e3 blanques alfil · f3 blanques peó · h3 blanques peó · d2 blanques dama · f2 blanques torre · g2 blanques rei | c8 negres rei · g8 negres torre · b7 negres peó · a6 negres peó · c6 negres peó · e6 negres alfil · g6 negres dama · a5 blanques peó · c5 blanques peó · d5 negres peó · e5 blanques peó · g5 negres peó · h5 negres peó · g4 blanques peó · e3 blanques alfil · f3 blanques peó · h3 blanques peó · d2 blanques dama · f2 blanques torre · g2 blanques rei | c8 negres rei · g8 negres torre · b7 negres peó · a6 negres peó · c6 negres peó · e6 negres alfil · g6 negres dama · a5 blanques peó · c5 blanques peó · d5 negres peó · e5 blanques peó · g5 negres peó · h5 negres peó · g4 blanques peó · e3 blanques alfil · f3 blanques peó · h3 blanques peó · d2 blanques dama · f2 blanques torre · g2 blanques rei | c8 negres rei · g8 negres torre · b7 negres peó · a6 negres peó · c6 negres peó · e6 negres alfil · g6 negres dama · a5 blanques peó · c5 blanques peó · d5 negres peó · e5 blanques peó · g5 negres peó · h5 negres peó · g4 blanques peó · e3 blanques alfil · f3 blanques peó · h3 blanques peó · d2 blanques dama · f2 blanques torre · g2 blanques rei | c8 negres rei · g8 negres torre · b7 negres peó · a6 negres peó · c6 negres peó · e6 negres alfil · g6 negres dama · a5 blanques peó · c5 blanques peó · d5 negres peó · e5 blanques peó · g5 negres peó · h5 negres peó · g4 blanques peó · e3 blanques alfil · f3 blanques peó · h3 blanques peó · d2 blanques dama · f2 blanques torre · g2 blanques rei | c8 negres rei · g8 negres torre · b7 negres peó · a6 negres peó · c6 negres peó · e6 negres alfil · g6 negres dama · a5 blanques peó · c5 blanques peó · d5 negres peó · e5 blanques peó · g5 negres peó · h5 negres peó · g4 blanques peó · e3 blanques alfil · f3 blanques peó · h3 blanques peó · d2 blanques dama · f2 blanques torre · g2 blanques rei | c8 negres rei · g8 negres torre · b7 negres peó · a6 negres peó · c6 negres peó · e6 negres alfil · g6 negres dama · a5 blanques peó · c5 blanques peó · d5 negres peó · e5 blanques peó · g5 negres peó · h5 negres peó · g4 blanques peó · e3 blanques alfil · f3 blanques peó · h3 blanques peó · d2 blanques dama · f2 blanques torre · g2 blanques rei | 5 |
| 4 | c8 negres rei · g8 negres torre · b7 negres peó · a6 negres peó · c6 negres peó · e6 negres alfil · g6 negres dama · a5 blanques peó · c5 blanques peó · d5 negres peó · e5 blanques peó · g5 negres peó · h5 negres peó · g4 blanques peó · e3 blanques alfil · f3 blanques peó · h3 blanques peó · d2 blanques dama · f2 blanques torre · g2 blanques rei | c8 negres rei · g8 negres torre · b7 negres peó · a6 negres peó · c6 negres peó · e6 negres alfil · g6 negres dama · a5 blanques peó · c5 blanques peó · d5 negres peó · e5 blanques peó · g5 negres peó · h5 negres peó · g4 blanques peó · e3 blanques alfil · f3 blanques peó · h3 blanques peó · d2 blanques dama · f2 blanques torre · g2 blanques rei | c8 negres rei · g8 negres torre · b7 negres peó · a6 negres peó · c6 negres peó · e6 negres alfil · g6 negres dama · a5 blanques peó · c5 blanques peó · d5 negres peó · e5 blanques peó · g5 negres peó · h5 negres peó · g4 blanques peó · e3 blanques alfil · f3 blanques peó · h3 blanques peó · d2 blanques dama · f2 blanques torre · g2 blanques rei | c8 negres rei · g8 negres torre · b7 negres peó · a6 negres peó · c6 negres peó · e6 negres alfil · g6 negres dama · a5 blanques peó · c5 blanques peó · d5 negres peó · e5 blanques peó · g5 negres peó · h5 negres peó · g4 blanques peó · e3 blanques alfil · f3 blanques peó · h3 blanques peó · d2 blanques dama · f2 blanques torre · g2 blanques rei | c8 negres rei · g8 negres torre · b7 negres peó · a6 negres peó · c6 negres peó · e6 negres alfil · g6 negres dama · a5 blanques peó · c5 blanques peó · d5 negres peó · e5 blanques peó · g5 negres peó · h5 negres peó · g4 blanques peó · e3 blanques alfil · f3 blanques peó · h3 blanques peó · d2 blanques dama · f2 blanques torre · g2 blanques rei | c8 negres rei · g8 negres torre · b7 negres peó · a6 negres peó · c6 negres peó · e6 negres alfil · g6 negres dama · a5 blanques peó · c5 blanques peó · d5 negres peó · e5 blanques peó · g5 negres peó · h5 negres peó · g4 blanques peó · e3 blanques alfil · f3 blanques peó · h3 blanques peó · d2 blanques dama · f2 blanques torre · g2 blanques rei | c8 negres rei · g8 negres torre · b7 negres peó · a6 negres peó · c6 negres peó · e6 negres alfil · g6 negres dama · a5 blanques peó · c5 blanques peó · d5 negres peó · e5 blanques peó · g5 negres peó · h5 negres peó · g4 blanques peó · e3 blanques alfil · f3 blanques peó · h3 blanques peó · d2 blanques dama · f2 blanques torre · g2 blanques rei | c8 negres rei · g8 negres torre · b7 negres peó · a6 negres peó · c6 negres peó · e6 negres alfil · g6 negres dama · a5 blanques peó · c5 blanques peó · d5 negres peó · e5 blanques peó · g5 negres peó · h5 negres peó · g4 blanques peó · e3 blanques alfil · f3 blanques peó · h3 blanques peó · d2 blanques dama · f2 blanques torre · g2 blanques rei | 4 |
| 3 | c8 negres rei · g8 negres torre · b7 negres peó · a6 negres peó · c6 negres peó · e6 negres alfil · g6 negres dama · a5 blanques peó · c5 blanques peó · d5 negres peó · e5 blanques peó · g5 negres peó · h5 negres peó · g4 blanques peó · e3 blanques alfil · f3 blanques peó · h3 blanques peó · d2 blanques dama · f2 blanques torre · g2 blanques rei | c8 negres rei · g8 negres torre · b7 negres peó · a6 negres peó · c6 negres peó · e6 negres alfil · g6 negres dama · a5 blanques peó · c5 blanques peó · d5 negres peó · e5 blanques peó · g5 negres peó · h5 negres peó · g4 blanques peó · e3 blanques alfil · f3 blanques peó · h3 blanques peó · d2 blanques dama · f2 blanques torre · g2 blanques rei | c8 negres rei · g8 negres torre · b7 negres peó · a6 negres peó · c6 negres peó · e6 negres alfil · g6 negres dama · a5 blanques peó · c5 blanques peó · d5 negres peó · e5 blanques peó · g5 negres peó · h5 negres peó · g4 blanques peó · e3 blanques alfil · f3 blanques peó · h3 blanques peó · d2 blanques dama · f2 blanques torre · g2 blanques rei | c8 negres rei · g8 negres torre · b7 negres peó · a6 negres peó · c6 negres peó · e6 negres alfil · g6 negres dama · a5 blanques peó · c5 blanques peó · d5 negres peó · e5 blanques peó · g5 negres peó · h5 negres peó · g4 blanques peó · e3 blanques alfil · f3 blanques peó · h3 blanques peó · d2 blanques dama · f2 blanques torre · g2 blanques rei | c8 negres rei · g8 negres torre · b7 negres peó · a6 negres peó · c6 negres peó · e6 negres alfil · g6 negres dama · a5 blanques peó · c5 blanques peó · d5 negres peó · e5 blanques peó · g5 negres peó · h5 negres peó · g4 blanques peó · e3 blanques alfil · f3 blanques peó · h3 blanques peó · d2 blanques dama · f2 blanques torre · g2 blanques rei | c8 negres rei · g8 negres torre · b7 negres peó · a6 negres peó · c6 negres peó · e6 negres alfil · g6 negres dama · a5 blanques peó · c5 blanques peó · d5 negres peó · e5 blanques peó · g5 negres peó · h5 negres peó · g4 blanques peó · e3 blanques alfil · f3 blanques peó · h3 blanques peó · d2 blanques dama · f2 blanques torre · g2 blanques rei | c8 negres rei · g8 negres torre · b7 negres peó · a6 negres peó · c6 negres peó · e6 negres alfil · g6 negres dama · a5 blanques peó · c5 blanques peó · d5 negres peó · e5 blanques peó · g5 negres peó · h5 negres peó · g4 blanques peó · e3 blanques alfil · f3 blanques peó · h3 blanques peó · d2 blanques dama · f2 blanques torre · g2 blanques rei | c8 negres rei · g8 negres torre · b7 negres peó · a6 negres peó · c6 negres peó · e6 negres alfil · g6 negres dama · a5 blanques peó · c5 blanques peó · d5 negres peó · e5 blanques peó · g5 negres peó · h5 negres peó · g4 blanques peó · e3 blanques alfil · f3 blanques peó · h3 blanques peó · d2 blanques dama · f2 blanques torre · g2 blanques rei | 3 |
| 2 | c8 negres rei · g8 negres torre · b7 negres peó · a6 negres peó · c6 negres peó · e6 negres alfil · g6 negres dama · a5 blanques peó · c5 blanques peó · d5 negres peó · e5 blanques peó · g5 negres peó · h5 negres peó · g4 blanques peó · e3 blanques alfil · f3 blanques peó · h3 blanques peó · d2 blanques dama · f2 blanques torre · g2 blanques rei | c8 negres rei · g8 negres torre · b7 negres peó · a6 negres peó · c6 negres peó · e6 negres alfil · g6 negres dama · a5 blanques peó · c5 blanques peó · d5 negres peó · e5 blanques peó · g5 negres peó · h5 negres peó · g4 blanques peó · e3 blanques alfil · f3 blanques peó · h3 blanques peó · d2 blanques dama · f2 blanques torre · g2 blanques rei | c8 negres rei · g8 negres torre · b7 negres peó · a6 negres peó · c6 negres peó · e6 negres alfil · g6 negres dama · a5 blanques peó · c5 blanques peó · d5 negres peó · e5 blanques peó · g5 negres peó · h5 negres peó · g4 blanques peó · e3 blanques alfil · f3 blanques peó · h3 blanques peó · d2 blanques dama · f2 blanques torre · g2 blanques rei | c8 negres rei · g8 negres torre · b7 negres peó · a6 negres peó · c6 negres peó · e6 negres alfil · g6 negres dama · a5 blanques peó · c5 blanques peó · d5 negres peó · e5 blanques peó · g5 negres peó · h5 negres peó · g4 blanques peó · e3 blanques alfil · f3 blanques peó · h3 blanques peó · d2 blanques dama · f2 blanques torre · g2 blanques rei | c8 negres rei · g8 negres torre · b7 negres peó · a6 negres peó · c6 negres peó · e6 negres alfil · g6 negres dama · a5 blanques peó · c5 blanques peó · d5 negres peó · e5 blanques peó · g5 negres peó · h5 negres peó · g4 blanques peó · e3 blanques alfil · f3 blanques peó · h3 blanques peó · d2 blanques dama · f2 blanques torre · g2 blanques rei | c8 negres rei · g8 negres torre · b7 negres peó · a6 negres peó · c6 negres peó · e6 negres alfil · g6 negres dama · a5 blanques peó · c5 blanques peó · d5 negres peó · e5 blanques peó · g5 negres peó · h5 negres peó · g4 blanques peó · e3 blanques alfil · f3 blanques peó · h3 blanques peó · d2 blanques dama · f2 blanques torre · g2 blanques rei | c8 negres rei · g8 negres torre · b7 negres peó · a6 negres peó · c6 negres peó · e6 negres alfil · g6 negres dama · a5 blanques peó · c5 blanques peó · d5 negres peó · e5 blanques peó · g5 negres peó · h5 negres peó · g4 blanques peó · e3 blanques alfil · f3 blanques peó · h3 blanques peó · d2 blanques dama · f2 blanques torre · g2 blanques rei | c8 negres rei · g8 negres torre · b7 negres peó · a6 negres peó · c6 negres peó · e6 negres alfil · g6 negres dama · a5 blanques peó · c5 blanques peó · d5 negres peó · e5 blanques peó · g5 negres peó · h5 negres peó · g4 blanques peó · e3 blanques alfil · f3 blanques peó · h3 blanques peó · d2 blanques dama · f2 blanques torre · g2 blanques rei | 2 |
| 1 | c8 negres rei · g8 negres torre · b7 negres peó · a6 negres peó · c6 negres peó · e6 negres alfil · g6 negres dama · a5 blanques peó · c5 blanques peó · d5 negres peó · e5 blanques peó · g5 negres peó · h5 negres peó · g4 blanques peó · e3 blanques alfil · f3 blanques peó · h3 blanques peó · d2 blanques dama · f2 blanques torre · g2 blanques rei | c8 negres rei · g8 negres torre · b7 negres peó · a6 negres peó · c6 negres peó · e6 negres alfil · g6 negres dama · a5 blanques peó · c5 blanques peó · d5 negres peó · e5 blanques peó · g5 negres peó · h5 negres peó · g4 blanques peó · e3 blanques alfil · f3 blanques peó · h3 blanques peó · d2 blanques dama · f2 blanques torre · g2 blanques rei | c8 negres rei · g8 negres torre · b7 negres peó · a6 negres peó · c6 negres peó · e6 negres alfil · g6 negres dama · a5 blanques peó · c5 blanques peó · d5 negres peó · e5 blanques peó · g5 negres peó · h5 negres peó · g4 blanques peó · e3 blanques alfil · f3 blanques peó · h3 blanques peó · d2 blanques dama · f2 blanques torre · g2 blanques rei | c8 negres rei · g8 negres torre · b7 negres peó · a6 negres peó · c6 negres peó · e6 negres alfil · g6 negres dama · a5 blanques peó · c5 blanques peó · d5 negres peó · e5 blanques peó · g5 negres peó · h5 negres peó · g4 blanques peó · e3 blanques alfil · f3 blanques peó · h3 blanques peó · d2 blanques dama · f2 blanques torre · g2 blanques rei | c8 negres rei · g8 negres torre · b7 negres peó · a6 negres peó · c6 negres peó · e6 negres alfil · g6 negres dama · a5 blanques peó · c5 blanques peó · d5 negres peó · e5 blanques peó · g5 negres peó · h5 negres peó · g4 blanques peó · e3 blanques alfil · f3 blanques peó · h3 blanques peó · d2 blanques dama · f2 blanques torre · g2 blanques rei | c8 negres rei · g8 negres torre · b7 negres peó · a6 negres peó · c6 negres peó · e6 negres alfil · g6 negres dama · a5 blanques peó · c5 blanques peó · d5 negres peó · e5 blanques peó · g5 negres peó · h5 negres peó · g4 blanques peó · e3 blanques alfil · f3 blanques peó · h3 blanques peó · d2 blanques dama · f2 blanques torre · g2 blanques rei | c8 negres rei · g8 negres torre · b7 negres peó · a6 negres peó · c6 negres peó · e6 negres alfil · g6 negres dama · a5 blanques peó · c5 blanques peó · d5 negres peó · e5 blanques peó · g5 negres peó · h5 negres peó · g4 blanques peó · e3 blanques alfil · f3 blanques peó · h3 blanques peó · d2 blanques dama · f2 blanques torre · g2 blanques rei | c8 negres rei · g8 negres torre · b7 negres peó · a6 negres peó · c6 negres peó · e6 negres alfil · g6 negres dama · a5 blanques peó · c5 blanques peó · d5 negres peó · e5 blanques peó · g5 negres peó · h5 negres peó · g4 blanques peó · e3 blanques alfil · f3 blanques peó · h3 blanques peó · d2 blanques dama · f2 blanques torre · g2 blanques rei | 1 |
|   | a | b | c | d | e | f | g | h |   |

Karjakin va igualar fàcilment un cop finalitzada l'obertura (Giuoco Piano) i va prendre la iniciativa en un mig joc complicat. Carlsen va aconseguir neutralitzar la iniciativa de Karjakin per encarar un final de peces majors i amb alfils de colors oposats que va intentar de guanyar sense córrer el risc de perdre però sense èxit. Després del dubtós moviment del rei 41.Rg2? (Bloquejant les seves principals peces a la columna h) de cop i volta es va veure pressionat. Igual que Carlsen a les partides 3 i 4, Kariakin no va poder aprofitar al màxim aquestes possibilitats, i la partida va acabar en taules, tot i que fou la primera partida en què tenia serioses possibilitats en guanyar.
Giuoco piano (ECO C50) 
1.e4 e5 2. Cf3 Cc6 3. Ac4 Ac5 4. O-O Cf6 5. d3 O-O 6. a4 d6 7. c3 a6 8. b4 Aa7 9. Te1 Ce7 10. Cbd2 Cg6 11. d4 c6 12. h3 exd4 13. cxd4 Cxe4 14. Axf7+ Txf7 15. Cxe4 d5 16. Cc5 h6 17. Ta3 Af5 18. Ce5 Cxe5 19. dxe5 Dh4 20. Tf3 Axc5 21. bxc5 Te8 22. Tf4 De7 23. Dd4 Tef8 24. Tf3 Ae4 25. Txf7 Dxf7 26. f3 Af5 27. Rh2 Ae6 28. Te2 Dg6 29. Ae3 Tf7 30. Tf2 Db1 31. Tb2 Df5 32. a5 Rf8 33. Dc3 Re8 34. Tb4 g5 35. Tb2 Rd8 36. Tf2 Rc8 37. Dd4 Dg6 38. g4 h5 39. Dd2 Tg7 40. Rg3 Tg8 41. Rg2 (vegeu el diagrama) hxg4 42. hxg4 d4 43. Dxd4 Ad5 44. e6 Dxe6 45. Rg3 De7 46. Th2 Df7 47. f4 gxf4+ 48. Dxf4 De7 49. Th5 Tf8 50. Th7 Txf4 51. Txe7 Te4 ½-½

#### Partida 6, Kariakin-Carlsen, ½–½
|   | a | b | c | d | e | f | g | h |   |
| 8 | a8 negres torre · d8 negres dama · f8 negres torre · g8 negres rei · b7 negres alfil · g7 negres peó · a6 negres peó · e6 blanques cavall · h6 negres peó · b5 negres peó · c5 negres peó · f5 negres peó · b4 negres cavall · f4 blanques alfil · b3 blanques peó · d3 blanques peó · h3 blanques peó · b2 blanques peó · c2 blanques peó · f2 blanques peó · g2 blanques peó · a1 blanques torre · d1 blanques dama · e1 blanques torre · g1 blanques rei | a8 negres torre · d8 negres dama · f8 negres torre · g8 negres rei · b7 negres alfil · g7 negres peó · a6 negres peó · e6 blanques cavall · h6 negres peó · b5 negres peó · c5 negres peó · f5 negres peó · b4 negres cavall · f4 blanques alfil · b3 blanques peó · d3 blanques peó · h3 blanques peó · b2 blanques peó · c2 blanques peó · f2 blanques peó · g2 blanques peó · a1 blanques torre · d1 blanques dama · e1 blanques torre · g1 blanques rei | a8 negres torre · d8 negres dama · f8 negres torre · g8 negres rei · b7 negres alfil · g7 negres peó · a6 negres peó · e6 blanques cavall · h6 negres peó · b5 negres peó · c5 negres peó · f5 negres peó · b4 negres cavall · f4 blanques alfil · b3 blanques peó · d3 blanques peó · h3 blanques peó · b2 blanques peó · c2 blanques peó · f2 blanques peó · g2 blanques peó · a1 blanques torre · d1 blanques dama · e1 blanques torre · g1 blanques rei | a8 negres torre · d8 negres dama · f8 negres torre · g8 negres rei · b7 negres alfil · g7 negres peó · a6 negres peó · e6 blanques cavall · h6 negres peó · b5 negres peó · c5 negres peó · f5 negres peó · b4 negres cavall · f4 blanques alfil · b3 blanques peó · d3 blanques peó · h3 blanques peó · b2 blanques peó · c2 blanques peó · f2 blanques peó · g2 blanques peó · a1 blanques torre · d1 blanques dama · e1 blanques torre · g1 blanques rei | a8 negres torre · d8 negres dama · f8 negres torre · g8 negres rei · b7 negres alfil · g7 negres peó · a6 negres peó · e6 blanques cavall · h6 negres peó · b5 negres peó · c5 negres peó · f5 negres peó · b4 negres cavall · f4 blanques alfil · b3 blanques peó · d3 blanques peó · h3 blanques peó · b2 blanques peó · c2 blanques peó · f2 blanques peó · g2 blanques peó · a1 blanques torre · d1 blanques dama · e1 blanques torre · g1 blanques rei | a8 negres torre · d8 negres dama · f8 negres torre · g8 negres rei · b7 negres alfil · g7 negres peó · a6 negres peó · e6 blanques cavall · h6 negres peó · b5 negres peó · c5 negres peó · f5 negres peó · b4 negres cavall · f4 blanques alfil · b3 blanques peó · d3 blanques peó · h3 blanques peó · b2 blanques peó · c2 blanques peó · f2 blanques peó · g2 blanques peó · a1 blanques torre · d1 blanques dama · e1 blanques torre · g1 blanques rei | a8 negres torre · d8 negres dama · f8 negres torre · g8 negres rei · b7 negres alfil · g7 negres peó · a6 negres peó · e6 blanques cavall · h6 negres peó · b5 negres peó · c5 negres peó · f5 negres peó · b4 negres cavall · f4 blanques alfil · b3 blanques peó · d3 blanques peó · h3 blanques peó · b2 blanques peó · c2 blanques peó · f2 blanques peó · g2 blanques peó · a1 blanques torre · d1 blanques dama · e1 blanques torre · g1 blanques rei | a8 negres torre · d8 negres dama · f8 negres torre · g8 negres rei · b7 negres alfil · g7 negres peó · a6 negres peó · e6 blanques cavall · h6 negres peó · b5 negres peó · c5 negres peó · f5 negres peó · b4 negres cavall · f4 blanques alfil · b3 blanques peó · d3 blanques peó · h3 blanques peó · b2 blanques peó · c2 blanques peó · f2 blanques peó · g2 blanques peó · a1 blanques torre · d1 blanques dama · e1 blanques torre · g1 blanques rei | 8 |
| 7 | a8 negres torre · d8 negres dama · f8 negres torre · g8 negres rei · b7 negres alfil · g7 negres peó · a6 negres peó · e6 blanques cavall · h6 negres peó · b5 negres peó · c5 negres peó · f5 negres peó · b4 negres cavall · f4 blanques alfil · b3 blanques peó · d3 blanques peó · h3 blanques peó · b2 blanques peó · c2 blanques peó · f2 blanques peó · g2 blanques peó · a1 blanques torre · d1 blanques dama · e1 blanques torre · g1 blanques rei | a8 negres torre · d8 negres dama · f8 negres torre · g8 negres rei · b7 negres alfil · g7 negres peó · a6 negres peó · e6 blanques cavall · h6 negres peó · b5 negres peó · c5 negres peó · f5 negres peó · b4 negres cavall · f4 blanques alfil · b3 blanques peó · d3 blanques peó · h3 blanques peó · b2 blanques peó · c2 blanques peó · f2 blanques peó · g2 blanques peó · a1 blanques torre · d1 blanques dama · e1 blanques torre · g1 blanques rei | a8 negres torre · d8 negres dama · f8 negres torre · g8 negres rei · b7 negres alfil · g7 negres peó · a6 negres peó · e6 blanques cavall · h6 negres peó · b5 negres peó · c5 negres peó · f5 negres peó · b4 negres cavall · f4 blanques alfil · b3 blanques peó · d3 blanques peó · h3 blanques peó · b2 blanques peó · c2 blanques peó · f2 blanques peó · g2 blanques peó · a1 blanques torre · d1 blanques dama · e1 blanques torre · g1 blanques rei | a8 negres torre · d8 negres dama · f8 negres torre · g8 negres rei · b7 negres alfil · g7 negres peó · a6 negres peó · e6 blanques cavall · h6 negres peó · b5 negres peó · c5 negres peó · f5 negres peó · b4 negres cavall · f4 blanques alfil · b3 blanques peó · d3 blanques peó · h3 blanques peó · b2 blanques peó · c2 blanques peó · f2 blanques peó · g2 blanques peó · a1 blanques torre · d1 blanques dama · e1 blanques torre · g1 blanques rei | a8 negres torre · d8 negres dama · f8 negres torre · g8 negres rei · b7 negres alfil · g7 negres peó · a6 negres peó · e6 blanques cavall · h6 negres peó · b5 negres peó · c5 negres peó · f5 negres peó · b4 negres cavall · f4 blanques alfil · b3 blanques peó · d3 blanques peó · h3 blanques peó · b2 blanques peó · c2 blanques peó · f2 blanques peó · g2 blanques peó · a1 blanques torre · d1 blanques dama · e1 blanques torre · g1 blanques rei | a8 negres torre · d8 negres dama · f8 negres torre · g8 negres rei · b7 negres alfil · g7 negres peó · a6 negres peó · e6 blanques cavall · h6 negres peó · b5 negres peó · c5 negres peó · f5 negres peó · b4 negres cavall · f4 blanques alfil · b3 blanques peó · d3 blanques peó · h3 blanques peó · b2 blanques peó · c2 blanques peó · f2 blanques peó · g2 blanques peó · a1 blanques torre · d1 blanques dama · e1 blanques torre · g1 blanques rei | a8 negres torre · d8 negres dama · f8 negres torre · g8 negres rei · b7 negres alfil · g7 negres peó · a6 negres peó · e6 blanques cavall · h6 negres peó · b5 negres peó · c5 negres peó · f5 negres peó · b4 negres cavall · f4 blanques alfil · b3 blanques peó · d3 blanques peó · h3 blanques peó · b2 blanques peó · c2 blanques peó · f2 blanques peó · g2 blanques peó · a1 blanques torre · d1 blanques dama · e1 blanques torre · g1 blanques rei | a8 negres torre · d8 negres dama · f8 negres torre · g8 negres rei · b7 negres alfil · g7 negres peó · a6 negres peó · e6 blanques cavall · h6 negres peó · b5 negres peó · c5 negres peó · f5 negres peó · b4 negres cavall · f4 blanques alfil · b3 blanques peó · d3 blanques peó · h3 blanques peó · b2 blanques peó · c2 blanques peó · f2 blanques peó · g2 blanques peó · a1 blanques torre · d1 blanques dama · e1 blanques torre · g1 blanques rei | 7 |
| 6 | a8 negres torre · d8 negres dama · f8 negres torre · g8 negres rei · b7 negres alfil · g7 negres peó · a6 negres peó · e6 blanques cavall · h6 negres peó · b5 negres peó · c5 negres peó · f5 negres peó · b4 negres cavall · f4 blanques alfil · b3 blanques peó · d3 blanques peó · h3 blanques peó · b2 blanques peó · c2 blanques peó · f2 blanques peó · g2 blanques peó · a1 blanques torre · d1 blanques dama · e1 blanques torre · g1 blanques rei | a8 negres torre · d8 negres dama · f8 negres torre · g8 negres rei · b7 negres alfil · g7 negres peó · a6 negres peó · e6 blanques cavall · h6 negres peó · b5 negres peó · c5 negres peó · f5 negres peó · b4 negres cavall · f4 blanques alfil · b3 blanques peó · d3 blanques peó · h3 blanques peó · b2 blanques peó · c2 blanques peó · f2 blanques peó · g2 blanques peó · a1 blanques torre · d1 blanques dama · e1 blanques torre · g1 blanques rei | a8 negres torre · d8 negres dama · f8 negres torre · g8 negres rei · b7 negres alfil · g7 negres peó · a6 negres peó · e6 blanques cavall · h6 negres peó · b5 negres peó · c5 negres peó · f5 negres peó · b4 negres cavall · f4 blanques alfil · b3 blanques peó · d3 blanques peó · h3 blanques peó · b2 blanques peó · c2 blanques peó · f2 blanques peó · g2 blanques peó · a1 blanques torre · d1 blanques dama · e1 blanques torre · g1 blanques rei | a8 negres torre · d8 negres dama · f8 negres torre · g8 negres rei · b7 negres alfil · g7 negres peó · a6 negres peó · e6 blanques cavall · h6 negres peó · b5 negres peó · c5 negres peó · f5 negres peó · b4 negres cavall · f4 blanques alfil · b3 blanques peó · d3 blanques peó · h3 blanques peó · b2 blanques peó · c2 blanques peó · f2 blanques peó · g2 blanques peó · a1 blanques torre · d1 blanques dama · e1 blanques torre · g1 blanques rei | a8 negres torre · d8 negres dama · f8 negres torre · g8 negres rei · b7 negres alfil · g7 negres peó · a6 negres peó · e6 blanques cavall · h6 negres peó · b5 negres peó · c5 negres peó · f5 negres peó · b4 negres cavall · f4 blanques alfil · b3 blanques peó · d3 blanques peó · h3 blanques peó · b2 blanques peó · c2 blanques peó · f2 blanques peó · g2 blanques peó · a1 blanques torre · d1 blanques dama · e1 blanques torre · g1 blanques rei | a8 negres torre · d8 negres dama · f8 negres torre · g8 negres rei · b7 negres alfil · g7 negres peó · a6 negres peó · e6 blanques cavall · h6 negres peó · b5 negres peó · c5 negres peó · f5 negres peó · b4 negres cavall · f4 blanques alfil · b3 blanques peó · d3 blanques peó · h3 blanques peó · b2 blanques peó · c2 blanques peó · f2 blanques peó · g2 blanques peó · a1 blanques torre · d1 blanques dama · e1 blanques torre · g1 blanques rei | a8 negres torre · d8 negres dama · f8 negres torre · g8 negres rei · b7 negres alfil · g7 negres peó · a6 negres peó · e6 blanques cavall · h6 negres peó · b5 negres peó · c5 negres peó · f5 negres peó · b4 negres cavall · f4 blanques alfil · b3 blanques peó · d3 blanques peó · h3 blanques peó · b2 blanques peó · c2 blanques peó · f2 blanques peó · g2 blanques peó · a1 blanques torre · d1 blanques dama · e1 blanques torre · g1 blanques rei | a8 negres torre · d8 negres dama · f8 negres torre · g8 negres rei · b7 negres alfil · g7 negres peó · a6 negres peó · e6 blanques cavall · h6 negres peó · b5 negres peó · c5 negres peó · f5 negres peó · b4 negres cavall · f4 blanques alfil · b3 blanques peó · d3 blanques peó · h3 blanques peó · b2 blanques peó · c2 blanques peó · f2 blanques peó · g2 blanques peó · a1 blanques torre · d1 blanques dama · e1 blanques torre · g1 blanques rei | 6 |
| 5 | a8 negres torre · d8 negres dama · f8 negres torre · g8 negres rei · b7 negres alfil · g7 negres peó · a6 negres peó · e6 blanques cavall · h6 negres peó · b5 negres peó · c5 negres peó · f5 negres peó · b4 negres cavall · f4 blanques alfil · b3 blanques peó · d3 blanques peó · h3 blanques peó · b2 blanques peó · c2 blanques peó · f2 blanques peó · g2 blanques peó · a1 blanques torre · d1 blanques dama · e1 blanques torre · g1 blanques rei | a8 negres torre · d8 negres dama · f8 negres torre · g8 negres rei · b7 negres alfil · g7 negres peó · a6 negres peó · e6 blanques cavall · h6 negres peó · b5 negres peó · c5 negres peó · f5 negres peó · b4 negres cavall · f4 blanques alfil · b3 blanques peó · d3 blanques peó · h3 blanques peó · b2 blanques peó · c2 blanques peó · f2 blanques peó · g2 blanques peó · a1 blanques torre · d1 blanques dama · e1 blanques torre · g1 blanques rei | a8 negres torre · d8 negres dama · f8 negres torre · g8 negres rei · b7 negres alfil · g7 negres peó · a6 negres peó · e6 blanques cavall · h6 negres peó · b5 negres peó · c5 negres peó · f5 negres peó · b4 negres cavall · f4 blanques alfil · b3 blanques peó · d3 blanques peó · h3 blanques peó · b2 blanques peó · c2 blanques peó · f2 blanques peó · g2 blanques peó · a1 blanques torre · d1 blanques dama · e1 blanques torre · g1 blanques rei | a8 negres torre · d8 negres dama · f8 negres torre · g8 negres rei · b7 negres alfil · g7 negres peó · a6 negres peó · e6 blanques cavall · h6 negres peó · b5 negres peó · c5 negres peó · f5 negres peó · b4 negres cavall · f4 blanques alfil · b3 blanques peó · d3 blanques peó · h3 blanques peó · b2 blanques peó · c2 blanques peó · f2 blanques peó · g2 blanques peó · a1 blanques torre · d1 blanques dama · e1 blanques torre · g1 blanques rei | a8 negres torre · d8 negres dama · f8 negres torre · g8 negres rei · b7 negres alfil · g7 negres peó · a6 negres peó · e6 blanques cavall · h6 negres peó · b5 negres peó · c5 negres peó · f5 negres peó · b4 negres cavall · f4 blanques alfil · b3 blanques peó · d3 blanques peó · h3 blanques peó · b2 blanques peó · c2 blanques peó · f2 blanques peó · g2 blanques peó · a1 blanques torre · d1 blanques dama · e1 blanques torre · g1 blanques rei | a8 negres torre · d8 negres dama · f8 negres torre · g8 negres rei · b7 negres alfil · g7 negres peó · a6 negres peó · e6 blanques cavall · h6 negres peó · b5 negres peó · c5 negres peó · f5 negres peó · b4 negres cavall · f4 blanques alfil · b3 blanques peó · d3 blanques peó · h3 blanques peó · b2 blanques peó · c2 blanques peó · f2 blanques peó · g2 blanques peó · a1 blanques torre · d1 blanques dama · e1 blanques torre · g1 blanques rei | a8 negres torre · d8 negres dama · f8 negres torre · g8 negres rei · b7 negres alfil · g7 negres peó · a6 negres peó · e6 blanques cavall · h6 negres peó · b5 negres peó · c5 negres peó · f5 negres peó · b4 negres cavall · f4 blanques alfil · b3 blanques peó · d3 blanques peó · h3 blanques peó · b2 blanques peó · c2 blanques peó · f2 blanques peó · g2 blanques peó · a1 blanques torre · d1 blanques dama · e1 blanques torre · g1 blanques rei | a8 negres torre · d8 negres dama · f8 negres torre · g8 negres rei · b7 negres alfil · g7 negres peó · a6 negres peó · e6 blanques cavall · h6 negres peó · b5 negres peó · c5 negres peó · f5 negres peó · b4 negres cavall · f4 blanques alfil · b3 blanques peó · d3 blanques peó · h3 blanques peó · b2 blanques peó · c2 blanques peó · f2 blanques peó · g2 blanques peó · a1 blanques torre · d1 blanques dama · e1 blanques torre · g1 blanques rei | 5 |
| 4 | a8 negres torre · d8 negres dama · f8 negres torre · g8 negres rei · b7 negres alfil · g7 negres peó · a6 negres peó · e6 blanques cavall · h6 negres peó · b5 negres peó · c5 negres peó · f5 negres peó · b4 negres cavall · f4 blanques alfil · b3 blanques peó · d3 blanques peó · h3 blanques peó · b2 blanques peó · c2 blanques peó · f2 blanques peó · g2 blanques peó · a1 blanques torre · d1 blanques dama · e1 blanques torre · g1 blanques rei | a8 negres torre · d8 negres dama · f8 negres torre · g8 negres rei · b7 negres alfil · g7 negres peó · a6 negres peó · e6 blanques cavall · h6 negres peó · b5 negres peó · c5 negres peó · f5 negres peó · b4 negres cavall · f4 blanques alfil · b3 blanques peó · d3 blanques peó · h3 blanques peó · b2 blanques peó · c2 blanques peó · f2 blanques peó · g2 blanques peó · a1 blanques torre · d1 blanques dama · e1 blanques torre · g1 blanques rei | a8 negres torre · d8 negres dama · f8 negres torre · g8 negres rei · b7 negres alfil · g7 negres peó · a6 negres peó · e6 blanques cavall · h6 negres peó · b5 negres peó · c5 negres peó · f5 negres peó · b4 negres cavall · f4 blanques alfil · b3 blanques peó · d3 blanques peó · h3 blanques peó · b2 blanques peó · c2 blanques peó · f2 blanques peó · g2 blanques peó · a1 blanques torre · d1 blanques dama · e1 blanques torre · g1 blanques rei | a8 negres torre · d8 negres dama · f8 negres torre · g8 negres rei · b7 negres alfil · g7 negres peó · a6 negres peó · e6 blanques cavall · h6 negres peó · b5 negres peó · c5 negres peó · f5 negres peó · b4 negres cavall · f4 blanques alfil · b3 blanques peó · d3 blanques peó · h3 blanques peó · b2 blanques peó · c2 blanques peó · f2 blanques peó · g2 blanques peó · a1 blanques torre · d1 blanques dama · e1 blanques torre · g1 blanques rei | a8 negres torre · d8 negres dama · f8 negres torre · g8 negres rei · b7 negres alfil · g7 negres peó · a6 negres peó · e6 blanques cavall · h6 negres peó · b5 negres peó · c5 negres peó · f5 negres peó · b4 negres cavall · f4 blanques alfil · b3 blanques peó · d3 blanques peó · h3 blanques peó · b2 blanques peó · c2 blanques peó · f2 blanques peó · g2 blanques peó · a1 blanques torre · d1 blanques dama · e1 blanques torre · g1 blanques rei | a8 negres torre · d8 negres dama · f8 negres torre · g8 negres rei · b7 negres alfil · g7 negres peó · a6 negres peó · e6 blanques cavall · h6 negres peó · b5 negres peó · c5 negres peó · f5 negres peó · b4 negres cavall · f4 blanques alfil · b3 blanques peó · d3 blanques peó · h3 blanques peó · b2 blanques peó · c2 blanques peó · f2 blanques peó · g2 blanques peó · a1 blanques torre · d1 blanques dama · e1 blanques torre · g1 blanques rei | a8 negres torre · d8 negres dama · f8 negres torre · g8 negres rei · b7 negres alfil · g7 negres peó · a6 negres peó · e6 blanques cavall · h6 negres peó · b5 negres peó · c5 negres peó · f5 negres peó · b4 negres cavall · f4 blanques alfil · b3 blanques peó · d3 blanques peó · h3 blanques peó · b2 blanques peó · c2 blanques peó · f2 blanques peó · g2 blanques peó · a1 blanques torre · d1 blanques dama · e1 blanques torre · g1 blanques rei | a8 negres torre · d8 negres dama · f8 negres torre · g8 negres rei · b7 negres alfil · g7 negres peó · a6 negres peó · e6 blanques cavall · h6 negres peó · b5 negres peó · c5 negres peó · f5 negres peó · b4 negres cavall · f4 blanques alfil · b3 blanques peó · d3 blanques peó · h3 blanques peó · b2 blanques peó · c2 blanques peó · f2 blanques peó · g2 blanques peó · a1 blanques torre · d1 blanques dama · e1 blanques torre · g1 blanques rei | 4 |
| 3 | a8 negres torre · d8 negres dama · f8 negres torre · g8 negres rei · b7 negres alfil · g7 negres peó · a6 negres peó · e6 blanques cavall · h6 negres peó · b5 negres peó · c5 negres peó · f5 negres peó · b4 negres cavall · f4 blanques alfil · b3 blanques peó · d3 blanques peó · h3 blanques peó · b2 blanques peó · c2 blanques peó · f2 blanques peó · g2 blanques peó · a1 blanques torre · d1 blanques dama · e1 blanques torre · g1 blanques rei | a8 negres torre · d8 negres dama · f8 negres torre · g8 negres rei · b7 negres alfil · g7 negres peó · a6 negres peó · e6 blanques cavall · h6 negres peó · b5 negres peó · c5 negres peó · f5 negres peó · b4 negres cavall · f4 blanques alfil · b3 blanques peó · d3 blanques peó · h3 blanques peó · b2 blanques peó · c2 blanques peó · f2 blanques peó · g2 blanques peó · a1 blanques torre · d1 blanques dama · e1 blanques torre · g1 blanques rei | a8 negres torre · d8 negres dama · f8 negres torre · g8 negres rei · b7 negres alfil · g7 negres peó · a6 negres peó · e6 blanques cavall · h6 negres peó · b5 negres peó · c5 negres peó · f5 negres peó · b4 negres cavall · f4 blanques alfil · b3 blanques peó · d3 blanques peó · h3 blanques peó · b2 blanques peó · c2 blanques peó · f2 blanques peó · g2 blanques peó · a1 blanques torre · d1 blanques dama · e1 blanques torre · g1 blanques rei | a8 negres torre · d8 negres dama · f8 negres torre · g8 negres rei · b7 negres alfil · g7 negres peó · a6 negres peó · e6 blanques cavall · h6 negres peó · b5 negres peó · c5 negres peó · f5 negres peó · b4 negres cavall · f4 blanques alfil · b3 blanques peó · d3 blanques peó · h3 blanques peó · b2 blanques peó · c2 blanques peó · f2 blanques peó · g2 blanques peó · a1 blanques torre · d1 blanques dama · e1 blanques torre · g1 blanques rei | a8 negres torre · d8 negres dama · f8 negres torre · g8 negres rei · b7 negres alfil · g7 negres peó · a6 negres peó · e6 blanques cavall · h6 negres peó · b5 negres peó · c5 negres peó · f5 negres peó · b4 negres cavall · f4 blanques alfil · b3 blanques peó · d3 blanques peó · h3 blanques peó · b2 blanques peó · c2 blanques peó · f2 blanques peó · g2 blanques peó · a1 blanques torre · d1 blanques dama · e1 blanques torre · g1 blanques rei | a8 negres torre · d8 negres dama · f8 negres torre · g8 negres rei · b7 negres alfil · g7 negres peó · a6 negres peó · e6 blanques cavall · h6 negres peó · b5 negres peó · c5 negres peó · f5 negres peó · b4 negres cavall · f4 blanques alfil · b3 blanques peó · d3 blanques peó · h3 blanques peó · b2 blanques peó · c2 blanques peó · f2 blanques peó · g2 blanques peó · a1 blanques torre · d1 blanques dama · e1 blanques torre · g1 blanques rei | a8 negres torre · d8 negres dama · f8 negres torre · g8 negres rei · b7 negres alfil · g7 negres peó · a6 negres peó · e6 blanques cavall · h6 negres peó · b5 negres peó · c5 negres peó · f5 negres peó · b4 negres cavall · f4 blanques alfil · b3 blanques peó · d3 blanques peó · h3 blanques peó · b2 blanques peó · c2 blanques peó · f2 blanques peó · g2 blanques peó · a1 blanques torre · d1 blanques dama · e1 blanques torre · g1 blanques rei | a8 negres torre · d8 negres dama · f8 negres torre · g8 negres rei · b7 negres alfil · g7 negres peó · a6 negres peó · e6 blanques cavall · h6 negres peó · b5 negres peó · c5 negres peó · f5 negres peó · b4 negres cavall · f4 blanques alfil · b3 blanques peó · d3 blanques peó · h3 blanques peó · b2 blanques peó · c2 blanques peó · f2 blanques peó · g2 blanques peó · a1 blanques torre · d1 blanques dama · e1 blanques torre · g1 blanques rei | 3 |
| 2 | a8 negres torre · d8 negres dama · f8 negres torre · g8 negres rei · b7 negres alfil · g7 negres peó · a6 negres peó · e6 blanques cavall · h6 negres peó · b5 negres peó · c5 negres peó · f5 negres peó · b4 negres cavall · f4 blanques alfil · b3 blanques peó · d3 blanques peó · h3 blanques peó · b2 blanques peó · c2 blanques peó · f2 blanques peó · g2 blanques peó · a1 blanques torre · d1 blanques dama · e1 blanques torre · g1 blanques rei | a8 negres torre · d8 negres dama · f8 negres torre · g8 negres rei · b7 negres alfil · g7 negres peó · a6 negres peó · e6 blanques cavall · h6 negres peó · b5 negres peó · c5 negres peó · f5 negres peó · b4 negres cavall · f4 blanques alfil · b3 blanques peó · d3 blanques peó · h3 blanques peó · b2 blanques peó · c2 blanques peó · f2 blanques peó · g2 blanques peó · a1 blanques torre · d1 blanques dama · e1 blanques torre · g1 blanques rei | a8 negres torre · d8 negres dama · f8 negres torre · g8 negres rei · b7 negres alfil · g7 negres peó · a6 negres peó · e6 blanques cavall · h6 negres peó · b5 negres peó · c5 negres peó · f5 negres peó · b4 negres cavall · f4 blanques alfil · b3 blanques peó · d3 blanques peó · h3 blanques peó · b2 blanques peó · c2 blanques peó · f2 blanques peó · g2 blanques peó · a1 blanques torre · d1 blanques dama · e1 blanques torre · g1 blanques rei | a8 negres torre · d8 negres dama · f8 negres torre · g8 negres rei · b7 negres alfil · g7 negres peó · a6 negres peó · e6 blanques cavall · h6 negres peó · b5 negres peó · c5 negres peó · f5 negres peó · b4 negres cavall · f4 blanques alfil · b3 blanques peó · d3 blanques peó · h3 blanques peó · b2 blanques peó · c2 blanques peó · f2 blanques peó · g2 blanques peó · a1 blanques torre · d1 blanques dama · e1 blanques torre · g1 blanques rei | a8 negres torre · d8 negres dama · f8 negres torre · g8 negres rei · b7 negres alfil · g7 negres peó · a6 negres peó · e6 blanques cavall · h6 negres peó · b5 negres peó · c5 negres peó · f5 negres peó · b4 negres cavall · f4 blanques alfil · b3 blanques peó · d3 blanques peó · h3 blanques peó · b2 blanques peó · c2 blanques peó · f2 blanques peó · g2 blanques peó · a1 blanques torre · d1 blanques dama · e1 blanques torre · g1 blanques rei | a8 negres torre · d8 negres dama · f8 negres torre · g8 negres rei · b7 negres alfil · g7 negres peó · a6 negres peó · e6 blanques cavall · h6 negres peó · b5 negres peó · c5 negres peó · f5 negres peó · b4 negres cavall · f4 blanques alfil · b3 blanques peó · d3 blanques peó · h3 blanques peó · b2 blanques peó · c2 blanques peó · f2 blanques peó · g2 blanques peó · a1 blanques torre · d1 blanques dama · e1 blanques torre · g1 blanques rei | a8 negres torre · d8 negres dama · f8 negres torre · g8 negres rei · b7 negres alfil · g7 negres peó · a6 negres peó · e6 blanques cavall · h6 negres peó · b5 negres peó · c5 negres peó · f5 negres peó · b4 negres cavall · f4 blanques alfil · b3 blanques peó · d3 blanques peó · h3 blanques peó · b2 blanques peó · c2 blanques peó · f2 blanques peó · g2 blanques peó · a1 blanques torre · d1 blanques dama · e1 blanques torre · g1 blanques rei | a8 negres torre · d8 negres dama · f8 negres torre · g8 negres rei · b7 negres alfil · g7 negres peó · a6 negres peó · e6 blanques cavall · h6 negres peó · b5 negres peó · c5 negres peó · f5 negres peó · b4 negres cavall · f4 blanques alfil · b3 blanques peó · d3 blanques peó · h3 blanques peó · b2 blanques peó · c2 blanques peó · f2 blanques peó · g2 blanques peó · a1 blanques torre · d1 blanques dama · e1 blanques torre · g1 blanques rei | 2 |
| 1 | a8 negres torre · d8 negres dama · f8 negres torre · g8 negres rei · b7 negres alfil · g7 negres peó · a6 negres peó · e6 blanques cavall · h6 negres peó · b5 negres peó · c5 negres peó · f5 negres peó · b4 negres cavall · f4 blanques alfil · b3 blanques peó · d3 blanques peó · h3 blanques peó · b2 blanques peó · c2 blanques peó · f2 blanques peó · g2 blanques peó · a1 blanques torre · d1 blanques dama · e1 blanques torre · g1 blanques rei | a8 negres torre · d8 negres dama · f8 negres torre · g8 negres rei · b7 negres alfil · g7 negres peó · a6 negres peó · e6 blanques cavall · h6 negres peó · b5 negres peó · c5 negres peó · f5 negres peó · b4 negres cavall · f4 blanques alfil · b3 blanques peó · d3 blanques peó · h3 blanques peó · b2 blanques peó · c2 blanques peó · f2 blanques peó · g2 blanques peó · a1 blanques torre · d1 blanques dama · e1 blanques torre · g1 blanques rei | a8 negres torre · d8 negres dama · f8 negres torre · g8 negres rei · b7 negres alfil · g7 negres peó · a6 negres peó · e6 blanques cavall · h6 negres peó · b5 negres peó · c5 negres peó · f5 negres peó · b4 negres cavall · f4 blanques alfil · b3 blanques peó · d3 blanques peó · h3 blanques peó · b2 blanques peó · c2 blanques peó · f2 blanques peó · g2 blanques peó · a1 blanques torre · d1 blanques dama · e1 blanques torre · g1 blanques rei | a8 negres torre · d8 negres dama · f8 negres torre · g8 negres rei · b7 negres alfil · g7 negres peó · a6 negres peó · e6 blanques cavall · h6 negres peó · b5 negres peó · c5 negres peó · f5 negres peó · b4 negres cavall · f4 blanques alfil · b3 blanques peó · d3 blanques peó · h3 blanques peó · b2 blanques peó · c2 blanques peó · f2 blanques peó · g2 blanques peó · a1 blanques torre · d1 blanques dama · e1 blanques torre · g1 blanques rei | a8 negres torre · d8 negres dama · f8 negres torre · g8 negres rei · b7 negres alfil · g7 negres peó · a6 negres peó · e6 blanques cavall · h6 negres peó · b5 negres peó · c5 negres peó · f5 negres peó · b4 negres cavall · f4 blanques alfil · b3 blanques peó · d3 blanques peó · h3 blanques peó · b2 blanques peó · c2 blanques peó · f2 blanques peó · g2 blanques peó · a1 blanques torre · d1 blanques dama · e1 blanques torre · g1 blanques rei | a8 negres torre · d8 negres dama · f8 negres torre · g8 negres rei · b7 negres alfil · g7 negres peó · a6 negres peó · e6 blanques cavall · h6 negres peó · b5 negres peó · c5 negres peó · f5 negres peó · b4 negres cavall · f4 blanques alfil · b3 blanques peó · d3 blanques peó · h3 blanques peó · b2 blanques peó · c2 blanques peó · f2 blanques peó · g2 blanques peó · a1 blanques torre · d1 blanques dama · e1 blanques torre · g1 blanques rei | a8 negres torre · d8 negres dama · f8 negres torre · g8 negres rei · b7 negres alfil · g7 negres peó · a6 negres peó · e6 blanques cavall · h6 negres peó · b5 negres peó · c5 negres peó · f5 negres peó · b4 negres cavall · f4 blanques alfil · b3 blanques peó · d3 blanques peó · h3 blanques peó · b2 blanques peó · c2 blanques peó · f2 blanques peó · g2 blanques peó · a1 blanques torre · d1 blanques dama · e1 blanques torre · g1 blanques rei | a8 negres torre · d8 negres dama · f8 negres torre · g8 negres rei · b7 negres alfil · g7 negres peó · a6 negres peó · e6 blanques cavall · h6 negres peó · b5 negres peó · c5 negres peó · f5 negres peó · b4 negres cavall · f4 blanques alfil · b3 blanques peó · d3 blanques peó · h3 blanques peó · b2 blanques peó · c2 blanques peó · f2 blanques peó · g2 blanques peó · a1 blanques torre · d1 blanques dama · e1 blanques torre · g1 blanques rei | 1 |
|   | a | b | c | d | e | f | g | h |   |

La sisena partida fou relativament curta. Dins la línia principal de l'obertura Ruy López, Kariakin evità l'Atac Marshall, jugant 8.h3. Carlsen continuà amb la línia 8...Ab7 9. d3 d5, sacrificant un peó per una compensaci´po posiciona. Davant de la preperació de Carlsen en l'orbertura, Kariakin escollí retornar el peó i després de les simplificacions s'acordaren les taules.
Obertura Ruy López tancada (ECO C88) 
1.e4 e5 2.Cf3 Cc6 3.Ab5 a6 4.Aa4 Cf6 5.0-0 Ae7 6.Te1 b5 7.Ab3 0-0 8.h3 Ab7 9.d3 d5 10.exd5 Cxd5 11.Cxe5 Cd4 12.Cc3 Cb4 13.Af4 Cxb3 14.axb3 c5 15.Ce4 f6 16.Cf3 f5 17.Ceg5 Axg5 18.Cxg5 h6 19.Ce6 (vegeu el diagrama) Dd5 20.f3 Tfe8 21.Te5 Dd6 22.c3 Txe6 23.Txe6 Dxe6 24.cxb4 cxb4 25.Tc1 Tc8 26.Txc8+ Dxc8 27.De1 Dd7 28.Rh2 a5 29.De3 Ad5 30.Db6 Axb3 31.Dxa5 Dxd3 32.Dxb4 Ae6 1/2-1/2

#### Partida 7, Kariakin-Carlsen, ½–½
|   | a | b | c | d | e | f | g | h |   |
| 8 | c8 negres torre · d8 negres dama · f8 negres torre · g8 negres rei · b7 negres alfil · e7 negres alfil · f7 negres peó · g7 negres peó · h7 negres peó · a6 negres peó · e6 negres peó · b5 negres peó · b4 negres cavall · e4 blanques cavall · a3 blanques alfil · b3 blanques peó · e3 blanques peó · f3 blanques alfil · a2 blanques peó · f2 blanques peó · g2 blanques peó · h2 blanques peó · a1 blanques torre · d1 blanques dama · f1 blanques torre · g1 blanques rei | c8 negres torre · d8 negres dama · f8 negres torre · g8 negres rei · b7 negres alfil · e7 negres alfil · f7 negres peó · g7 negres peó · h7 negres peó · a6 negres peó · e6 negres peó · b5 negres peó · b4 negres cavall · e4 blanques cavall · a3 blanques alfil · b3 blanques peó · e3 blanques peó · f3 blanques alfil · a2 blanques peó · f2 blanques peó · g2 blanques peó · h2 blanques peó · a1 blanques torre · d1 blanques dama · f1 blanques torre · g1 blanques rei | c8 negres torre · d8 negres dama · f8 negres torre · g8 negres rei · b7 negres alfil · e7 negres alfil · f7 negres peó · g7 negres peó · h7 negres peó · a6 negres peó · e6 negres peó · b5 negres peó · b4 negres cavall · e4 blanques cavall · a3 blanques alfil · b3 blanques peó · e3 blanques peó · f3 blanques alfil · a2 blanques peó · f2 blanques peó · g2 blanques peó · h2 blanques peó · a1 blanques torre · d1 blanques dama · f1 blanques torre · g1 blanques rei | c8 negres torre · d8 negres dama · f8 negres torre · g8 negres rei · b7 negres alfil · e7 negres alfil · f7 negres peó · g7 negres peó · h7 negres peó · a6 negres peó · e6 negres peó · b5 negres peó · b4 negres cavall · e4 blanques cavall · a3 blanques alfil · b3 blanques peó · e3 blanques peó · f3 blanques alfil · a2 blanques peó · f2 blanques peó · g2 blanques peó · h2 blanques peó · a1 blanques torre · d1 blanques dama · f1 blanques torre · g1 blanques rei | c8 negres torre · d8 negres dama · f8 negres torre · g8 negres rei · b7 negres alfil · e7 negres alfil · f7 negres peó · g7 negres peó · h7 negres peó · a6 negres peó · e6 negres peó · b5 negres peó · b4 negres cavall · e4 blanques cavall · a3 blanques alfil · b3 blanques peó · e3 blanques peó · f3 blanques alfil · a2 blanques peó · f2 blanques peó · g2 blanques peó · h2 blanques peó · a1 blanques torre · d1 blanques dama · f1 blanques torre · g1 blanques rei | c8 negres torre · d8 negres dama · f8 negres torre · g8 negres rei · b7 negres alfil · e7 negres alfil · f7 negres peó · g7 negres peó · h7 negres peó · a6 negres peó · e6 negres peó · b5 negres peó · b4 negres cavall · e4 blanques cavall · a3 blanques alfil · b3 blanques peó · e3 blanques peó · f3 blanques alfil · a2 blanques peó · f2 blanques peó · g2 blanques peó · h2 blanques peó · a1 blanques torre · d1 blanques dama · f1 blanques torre · g1 blanques rei | c8 negres torre · d8 negres dama · f8 negres torre · g8 negres rei · b7 negres alfil · e7 negres alfil · f7 negres peó · g7 negres peó · h7 negres peó · a6 negres peó · e6 negres peó · b5 negres peó · b4 negres cavall · e4 blanques cavall · a3 blanques alfil · b3 blanques peó · e3 blanques peó · f3 blanques alfil · a2 blanques peó · f2 blanques peó · g2 blanques peó · h2 blanques peó · a1 blanques torre · d1 blanques dama · f1 blanques torre · g1 blanques rei | c8 negres torre · d8 negres dama · f8 negres torre · g8 negres rei · b7 negres alfil · e7 negres alfil · f7 negres peó · g7 negres peó · h7 negres peó · a6 negres peó · e6 negres peó · b5 negres peó · b4 negres cavall · e4 blanques cavall · a3 blanques alfil · b3 blanques peó · e3 blanques peó · f3 blanques alfil · a2 blanques peó · f2 blanques peó · g2 blanques peó · h2 blanques peó · a1 blanques torre · d1 blanques dama · f1 blanques torre · g1 blanques rei | 8 |
| 7 | c8 negres torre · d8 negres dama · f8 negres torre · g8 negres rei · b7 negres alfil · e7 negres alfil · f7 negres peó · g7 negres peó · h7 negres peó · a6 negres peó · e6 negres peó · b5 negres peó · b4 negres cavall · e4 blanques cavall · a3 blanques alfil · b3 blanques peó · e3 blanques peó · f3 blanques alfil · a2 blanques peó · f2 blanques peó · g2 blanques peó · h2 blanques peó · a1 blanques torre · d1 blanques dama · f1 blanques torre · g1 blanques rei | c8 negres torre · d8 negres dama · f8 negres torre · g8 negres rei · b7 negres alfil · e7 negres alfil · f7 negres peó · g7 negres peó · h7 negres peó · a6 negres peó · e6 negres peó · b5 negres peó · b4 negres cavall · e4 blanques cavall · a3 blanques alfil · b3 blanques peó · e3 blanques peó · f3 blanques alfil · a2 blanques peó · f2 blanques peó · g2 blanques peó · h2 blanques peó · a1 blanques torre · d1 blanques dama · f1 blanques torre · g1 blanques rei | c8 negres torre · d8 negres dama · f8 negres torre · g8 negres rei · b7 negres alfil · e7 negres alfil · f7 negres peó · g7 negres peó · h7 negres peó · a6 negres peó · e6 negres peó · b5 negres peó · b4 negres cavall · e4 blanques cavall · a3 blanques alfil · b3 blanques peó · e3 blanques peó · f3 blanques alfil · a2 blanques peó · f2 blanques peó · g2 blanques peó · h2 blanques peó · a1 blanques torre · d1 blanques dama · f1 blanques torre · g1 blanques rei | c8 negres torre · d8 negres dama · f8 negres torre · g8 negres rei · b7 negres alfil · e7 negres alfil · f7 negres peó · g7 negres peó · h7 negres peó · a6 negres peó · e6 negres peó · b5 negres peó · b4 negres cavall · e4 blanques cavall · a3 blanques alfil · b3 blanques peó · e3 blanques peó · f3 blanques alfil · a2 blanques peó · f2 blanques peó · g2 blanques peó · h2 blanques peó · a1 blanques torre · d1 blanques dama · f1 blanques torre · g1 blanques rei | c8 negres torre · d8 negres dama · f8 negres torre · g8 negres rei · b7 negres alfil · e7 negres alfil · f7 negres peó · g7 negres peó · h7 negres peó · a6 negres peó · e6 negres peó · b5 negres peó · b4 negres cavall · e4 blanques cavall · a3 blanques alfil · b3 blanques peó · e3 blanques peó · f3 blanques alfil · a2 blanques peó · f2 blanques peó · g2 blanques peó · h2 blanques peó · a1 blanques torre · d1 blanques dama · f1 blanques torre · g1 blanques rei | c8 negres torre · d8 negres dama · f8 negres torre · g8 negres rei · b7 negres alfil · e7 negres alfil · f7 negres peó · g7 negres peó · h7 negres peó · a6 negres peó · e6 negres peó · b5 negres peó · b4 negres cavall · e4 blanques cavall · a3 blanques alfil · b3 blanques peó · e3 blanques peó · f3 blanques alfil · a2 blanques peó · f2 blanques peó · g2 blanques peó · h2 blanques peó · a1 blanques torre · d1 blanques dama · f1 blanques torre · g1 blanques rei | c8 negres torre · d8 negres dama · f8 negres torre · g8 negres rei · b7 negres alfil · e7 negres alfil · f7 negres peó · g7 negres peó · h7 negres peó · a6 negres peó · e6 negres peó · b5 negres peó · b4 negres cavall · e4 blanques cavall · a3 blanques alfil · b3 blanques peó · e3 blanques peó · f3 blanques alfil · a2 blanques peó · f2 blanques peó · g2 blanques peó · h2 blanques peó · a1 blanques torre · d1 blanques dama · f1 blanques torre · g1 blanques rei | c8 negres torre · d8 negres dama · f8 negres torre · g8 negres rei · b7 negres alfil · e7 negres alfil · f7 negres peó · g7 negres peó · h7 negres peó · a6 negres peó · e6 negres peó · b5 negres peó · b4 negres cavall · e4 blanques cavall · a3 blanques alfil · b3 blanques peó · e3 blanques peó · f3 blanques alfil · a2 blanques peó · f2 blanques peó · g2 blanques peó · h2 blanques peó · a1 blanques torre · d1 blanques dama · f1 blanques torre · g1 blanques rei | 7 |
| 6 | c8 negres torre · d8 negres dama · f8 negres torre · g8 negres rei · b7 negres alfil · e7 negres alfil · f7 negres peó · g7 negres peó · h7 negres peó · a6 negres peó · e6 negres peó · b5 negres peó · b4 negres cavall · e4 blanques cavall · a3 blanques alfil · b3 blanques peó · e3 blanques peó · f3 blanques alfil · a2 blanques peó · f2 blanques peó · g2 blanques peó · h2 blanques peó · a1 blanques torre · d1 blanques dama · f1 blanques torre · g1 blanques rei | c8 negres torre · d8 negres dama · f8 negres torre · g8 negres rei · b7 negres alfil · e7 negres alfil · f7 negres peó · g7 negres peó · h7 negres peó · a6 negres peó · e6 negres peó · b5 negres peó · b4 negres cavall · e4 blanques cavall · a3 blanques alfil · b3 blanques peó · e3 blanques peó · f3 blanques alfil · a2 blanques peó · f2 blanques peó · g2 blanques peó · h2 blanques peó · a1 blanques torre · d1 blanques dama · f1 blanques torre · g1 blanques rei | c8 negres torre · d8 negres dama · f8 negres torre · g8 negres rei · b7 negres alfil · e7 negres alfil · f7 negres peó · g7 negres peó · h7 negres peó · a6 negres peó · e6 negres peó · b5 negres peó · b4 negres cavall · e4 blanques cavall · a3 blanques alfil · b3 blanques peó · e3 blanques peó · f3 blanques alfil · a2 blanques peó · f2 blanques peó · g2 blanques peó · h2 blanques peó · a1 blanques torre · d1 blanques dama · f1 blanques torre · g1 blanques rei | c8 negres torre · d8 negres dama · f8 negres torre · g8 negres rei · b7 negres alfil · e7 negres alfil · f7 negres peó · g7 negres peó · h7 negres peó · a6 negres peó · e6 negres peó · b5 negres peó · b4 negres cavall · e4 blanques cavall · a3 blanques alfil · b3 blanques peó · e3 blanques peó · f3 blanques alfil · a2 blanques peó · f2 blanques peó · g2 blanques peó · h2 blanques peó · a1 blanques torre · d1 blanques dama · f1 blanques torre · g1 blanques rei | c8 negres torre · d8 negres dama · f8 negres torre · g8 negres rei · b7 negres alfil · e7 negres alfil · f7 negres peó · g7 negres peó · h7 negres peó · a6 negres peó · e6 negres peó · b5 negres peó · b4 negres cavall · e4 blanques cavall · a3 blanques alfil · b3 blanques peó · e3 blanques peó · f3 blanques alfil · a2 blanques peó · f2 blanques peó · g2 blanques peó · h2 blanques peó · a1 blanques torre · d1 blanques dama · f1 blanques torre · g1 blanques rei | c8 negres torre · d8 negres dama · f8 negres torre · g8 negres rei · b7 negres alfil · e7 negres alfil · f7 negres peó · g7 negres peó · h7 negres peó · a6 negres peó · e6 negres peó · b5 negres peó · b4 negres cavall · e4 blanques cavall · a3 blanques alfil · b3 blanques peó · e3 blanques peó · f3 blanques alfil · a2 blanques peó · f2 blanques peó · g2 blanques peó · h2 blanques peó · a1 blanques torre · d1 blanques dama · f1 blanques torre · g1 blanques rei | c8 negres torre · d8 negres dama · f8 negres torre · g8 negres rei · b7 negres alfil · e7 negres alfil · f7 negres peó · g7 negres peó · h7 negres peó · a6 negres peó · e6 negres peó · b5 negres peó · b4 negres cavall · e4 blanques cavall · a3 blanques alfil · b3 blanques peó · e3 blanques peó · f3 blanques alfil · a2 blanques peó · f2 blanques peó · g2 blanques peó · h2 blanques peó · a1 blanques torre · d1 blanques dama · f1 blanques torre · g1 blanques rei | c8 negres torre · d8 negres dama · f8 negres torre · g8 negres rei · b7 negres alfil · e7 negres alfil · f7 negres peó · g7 negres peó · h7 negres peó · a6 negres peó · e6 negres peó · b5 negres peó · b4 negres cavall · e4 blanques cavall · a3 blanques alfil · b3 blanques peó · e3 blanques peó · f3 blanques alfil · a2 blanques peó · f2 blanques peó · g2 blanques peó · h2 blanques peó · a1 blanques torre · d1 blanques dama · f1 blanques torre · g1 blanques rei | 6 |
| 5 | c8 negres torre · d8 negres dama · f8 negres torre · g8 negres rei · b7 negres alfil · e7 negres alfil · f7 negres peó · g7 negres peó · h7 negres peó · a6 negres peó · e6 negres peó · b5 negres peó · b4 negres cavall · e4 blanques cavall · a3 blanques alfil · b3 blanques peó · e3 blanques peó · f3 blanques alfil · a2 blanques peó · f2 blanques peó · g2 blanques peó · h2 blanques peó · a1 blanques torre · d1 blanques dama · f1 blanques torre · g1 blanques rei | c8 negres torre · d8 negres dama · f8 negres torre · g8 negres rei · b7 negres alfil · e7 negres alfil · f7 negres peó · g7 negres peó · h7 negres peó · a6 negres peó · e6 negres peó · b5 negres peó · b4 negres cavall · e4 blanques cavall · a3 blanques alfil · b3 blanques peó · e3 blanques peó · f3 blanques alfil · a2 blanques peó · f2 blanques peó · g2 blanques peó · h2 blanques peó · a1 blanques torre · d1 blanques dama · f1 blanques torre · g1 blanques rei | c8 negres torre · d8 negres dama · f8 negres torre · g8 negres rei · b7 negres alfil · e7 negres alfil · f7 negres peó · g7 negres peó · h7 negres peó · a6 negres peó · e6 negres peó · b5 negres peó · b4 negres cavall · e4 blanques cavall · a3 blanques alfil · b3 blanques peó · e3 blanques peó · f3 blanques alfil · a2 blanques peó · f2 blanques peó · g2 blanques peó · h2 blanques peó · a1 blanques torre · d1 blanques dama · f1 blanques torre · g1 blanques rei | c8 negres torre · d8 negres dama · f8 negres torre · g8 negres rei · b7 negres alfil · e7 negres alfil · f7 negres peó · g7 negres peó · h7 negres peó · a6 negres peó · e6 negres peó · b5 negres peó · b4 negres cavall · e4 blanques cavall · a3 blanques alfil · b3 blanques peó · e3 blanques peó · f3 blanques alfil · a2 blanques peó · f2 blanques peó · g2 blanques peó · h2 blanques peó · a1 blanques torre · d1 blanques dama · f1 blanques torre · g1 blanques rei | c8 negres torre · d8 negres dama · f8 negres torre · g8 negres rei · b7 negres alfil · e7 negres alfil · f7 negres peó · g7 negres peó · h7 negres peó · a6 negres peó · e6 negres peó · b5 negres peó · b4 negres cavall · e4 blanques cavall · a3 blanques alfil · b3 blanques peó · e3 blanques peó · f3 blanques alfil · a2 blanques peó · f2 blanques peó · g2 blanques peó · h2 blanques peó · a1 blanques torre · d1 blanques dama · f1 blanques torre · g1 blanques rei | c8 negres torre · d8 negres dama · f8 negres torre · g8 negres rei · b7 negres alfil · e7 negres alfil · f7 negres peó · g7 negres peó · h7 negres peó · a6 negres peó · e6 negres peó · b5 negres peó · b4 negres cavall · e4 blanques cavall · a3 blanques alfil · b3 blanques peó · e3 blanques peó · f3 blanques alfil · a2 blanques peó · f2 blanques peó · g2 blanques peó · h2 blanques peó · a1 blanques torre · d1 blanques dama · f1 blanques torre · g1 blanques rei | c8 negres torre · d8 negres dama · f8 negres torre · g8 negres rei · b7 negres alfil · e7 negres alfil · f7 negres peó · g7 negres peó · h7 negres peó · a6 negres peó · e6 negres peó · b5 negres peó · b4 negres cavall · e4 blanques cavall · a3 blanques alfil · b3 blanques peó · e3 blanques peó · f3 blanques alfil · a2 blanques peó · f2 blanques peó · g2 blanques peó · h2 blanques peó · a1 blanques torre · d1 blanques dama · f1 blanques torre · g1 blanques rei | c8 negres torre · d8 negres dama · f8 negres torre · g8 negres rei · b7 negres alfil · e7 negres alfil · f7 negres peó · g7 negres peó · h7 negres peó · a6 negres peó · e6 negres peó · b5 negres peó · b4 negres cavall · e4 blanques cavall · a3 blanques alfil · b3 blanques peó · e3 blanques peó · f3 blanques alfil · a2 blanques peó · f2 blanques peó · g2 blanques peó · h2 blanques peó · a1 blanques torre · d1 blanques dama · f1 blanques torre · g1 blanques rei | 5 |
| 4 | c8 negres torre · d8 negres dama · f8 negres torre · g8 negres rei · b7 negres alfil · e7 negres alfil · f7 negres peó · g7 negres peó · h7 negres peó · a6 negres peó · e6 negres peó · b5 negres peó · b4 negres cavall · e4 blanques cavall · a3 blanques alfil · b3 blanques peó · e3 blanques peó · f3 blanques alfil · a2 blanques peó · f2 blanques peó · g2 blanques peó · h2 blanques peó · a1 blanques torre · d1 blanques dama · f1 blanques torre · g1 blanques rei | c8 negres torre · d8 negres dama · f8 negres torre · g8 negres rei · b7 negres alfil · e7 negres alfil · f7 negres peó · g7 negres peó · h7 negres peó · a6 negres peó · e6 negres peó · b5 negres peó · b4 negres cavall · e4 blanques cavall · a3 blanques alfil · b3 blanques peó · e3 blanques peó · f3 blanques alfil · a2 blanques peó · f2 blanques peó · g2 blanques peó · h2 blanques peó · a1 blanques torre · d1 blanques dama · f1 blanques torre · g1 blanques rei | c8 negres torre · d8 negres dama · f8 negres torre · g8 negres rei · b7 negres alfil · e7 negres alfil · f7 negres peó · g7 negres peó · h7 negres peó · a6 negres peó · e6 negres peó · b5 negres peó · b4 negres cavall · e4 blanques cavall · a3 blanques alfil · b3 blanques peó · e3 blanques peó · f3 blanques alfil · a2 blanques peó · f2 blanques peó · g2 blanques peó · h2 blanques peó · a1 blanques torre · d1 blanques dama · f1 blanques torre · g1 blanques rei | c8 negres torre · d8 negres dama · f8 negres torre · g8 negres rei · b7 negres alfil · e7 negres alfil · f7 negres peó · g7 negres peó · h7 negres peó · a6 negres peó · e6 negres peó · b5 negres peó · b4 negres cavall · e4 blanques cavall · a3 blanques alfil · b3 blanques peó · e3 blanques peó · f3 blanques alfil · a2 blanques peó · f2 blanques peó · g2 blanques peó · h2 blanques peó · a1 blanques torre · d1 blanques dama · f1 blanques torre · g1 blanques rei | c8 negres torre · d8 negres dama · f8 negres torre · g8 negres rei · b7 negres alfil · e7 negres alfil · f7 negres peó · g7 negres peó · h7 negres peó · a6 negres peó · e6 negres peó · b5 negres peó · b4 negres cavall · e4 blanques cavall · a3 blanques alfil · b3 blanques peó · e3 blanques peó · f3 blanques alfil · a2 blanques peó · f2 blanques peó · g2 blanques peó · h2 blanques peó · a1 blanques torre · d1 blanques dama · f1 blanques torre · g1 blanques rei | c8 negres torre · d8 negres dama · f8 negres torre · g8 negres rei · b7 negres alfil · e7 negres alfil · f7 negres peó · g7 negres peó · h7 negres peó · a6 negres peó · e6 negres peó · b5 negres peó · b4 negres cavall · e4 blanques cavall · a3 blanques alfil · b3 blanques peó · e3 blanques peó · f3 blanques alfil · a2 blanques peó · f2 blanques peó · g2 blanques peó · h2 blanques peó · a1 blanques torre · d1 blanques dama · f1 blanques torre · g1 blanques rei | c8 negres torre · d8 negres dama · f8 negres torre · g8 negres rei · b7 negres alfil · e7 negres alfil · f7 negres peó · g7 negres peó · h7 negres peó · a6 negres peó · e6 negres peó · b5 negres peó · b4 negres cavall · e4 blanques cavall · a3 blanques alfil · b3 blanques peó · e3 blanques peó · f3 blanques alfil · a2 blanques peó · f2 blanques peó · g2 blanques peó · h2 blanques peó · a1 blanques torre · d1 blanques dama · f1 blanques torre · g1 blanques rei | c8 negres torre · d8 negres dama · f8 negres torre · g8 negres rei · b7 negres alfil · e7 negres alfil · f7 negres peó · g7 negres peó · h7 negres peó · a6 negres peó · e6 negres peó · b5 negres peó · b4 negres cavall · e4 blanques cavall · a3 blanques alfil · b3 blanques peó · e3 blanques peó · f3 blanques alfil · a2 blanques peó · f2 blanques peó · g2 blanques peó · h2 blanques peó · a1 blanques torre · d1 blanques dama · f1 blanques torre · g1 blanques rei | 4 |
| 3 | c8 negres torre · d8 negres dama · f8 negres torre · g8 negres rei · b7 negres alfil · e7 negres alfil · f7 negres peó · g7 negres peó · h7 negres peó · a6 negres peó · e6 negres peó · b5 negres peó · b4 negres cavall · e4 blanques cavall · a3 blanques alfil · b3 blanques peó · e3 blanques peó · f3 blanques alfil · a2 blanques peó · f2 blanques peó · g2 blanques peó · h2 blanques peó · a1 blanques torre · d1 blanques dama · f1 blanques torre · g1 blanques rei | c8 negres torre · d8 negres dama · f8 negres torre · g8 negres rei · b7 negres alfil · e7 negres alfil · f7 negres peó · g7 negres peó · h7 negres peó · a6 negres peó · e6 negres peó · b5 negres peó · b4 negres cavall · e4 blanques cavall · a3 blanques alfil · b3 blanques peó · e3 blanques peó · f3 blanques alfil · a2 blanques peó · f2 blanques peó · g2 blanques peó · h2 blanques peó · a1 blanques torre · d1 blanques dama · f1 blanques torre · g1 blanques rei | c8 negres torre · d8 negres dama · f8 negres torre · g8 negres rei · b7 negres alfil · e7 negres alfil · f7 negres peó · g7 negres peó · h7 negres peó · a6 negres peó · e6 negres peó · b5 negres peó · b4 negres cavall · e4 blanques cavall · a3 blanques alfil · b3 blanques peó · e3 blanques peó · f3 blanques alfil · a2 blanques peó · f2 blanques peó · g2 blanques peó · h2 blanques peó · a1 blanques torre · d1 blanques dama · f1 blanques torre · g1 blanques rei | c8 negres torre · d8 negres dama · f8 negres torre · g8 negres rei · b7 negres alfil · e7 negres alfil · f7 negres peó · g7 negres peó · h7 negres peó · a6 negres peó · e6 negres peó · b5 negres peó · b4 negres cavall · e4 blanques cavall · a3 blanques alfil · b3 blanques peó · e3 blanques peó · f3 blanques alfil · a2 blanques peó · f2 blanques peó · g2 blanques peó · h2 blanques peó · a1 blanques torre · d1 blanques dama · f1 blanques torre · g1 blanques rei | c8 negres torre · d8 negres dama · f8 negres torre · g8 negres rei · b7 negres alfil · e7 negres alfil · f7 negres peó · g7 negres peó · h7 negres peó · a6 negres peó · e6 negres peó · b5 negres peó · b4 negres cavall · e4 blanques cavall · a3 blanques alfil · b3 blanques peó · e3 blanques peó · f3 blanques alfil · a2 blanques peó · f2 blanques peó · g2 blanques peó · h2 blanques peó · a1 blanques torre · d1 blanques dama · f1 blanques torre · g1 blanques rei | c8 negres torre · d8 negres dama · f8 negres torre · g8 negres rei · b7 negres alfil · e7 negres alfil · f7 negres peó · g7 negres peó · h7 negres peó · a6 negres peó · e6 negres peó · b5 negres peó · b4 negres cavall · e4 blanques cavall · a3 blanques alfil · b3 blanques peó · e3 blanques peó · f3 blanques alfil · a2 blanques peó · f2 blanques peó · g2 blanques peó · h2 blanques peó · a1 blanques torre · d1 blanques dama · f1 blanques torre · g1 blanques rei | c8 negres torre · d8 negres dama · f8 negres torre · g8 negres rei · b7 negres alfil · e7 negres alfil · f7 negres peó · g7 negres peó · h7 negres peó · a6 negres peó · e6 negres peó · b5 negres peó · b4 negres cavall · e4 blanques cavall · a3 blanques alfil · b3 blanques peó · e3 blanques peó · f3 blanques alfil · a2 blanques peó · f2 blanques peó · g2 blanques peó · h2 blanques peó · a1 blanques torre · d1 blanques dama · f1 blanques torre · g1 blanques rei | c8 negres torre · d8 negres dama · f8 negres torre · g8 negres rei · b7 negres alfil · e7 negres alfil · f7 negres peó · g7 negres peó · h7 negres peó · a6 negres peó · e6 negres peó · b5 negres peó · b4 negres cavall · e4 blanques cavall · a3 blanques alfil · b3 blanques peó · e3 blanques peó · f3 blanques alfil · a2 blanques peó · f2 blanques peó · g2 blanques peó · h2 blanques peó · a1 blanques torre · d1 blanques dama · f1 blanques torre · g1 blanques rei | 3 |
| 2 | c8 negres torre · d8 negres dama · f8 negres torre · g8 negres rei · b7 negres alfil · e7 negres alfil · f7 negres peó · g7 negres peó · h7 negres peó · a6 negres peó · e6 negres peó · b5 negres peó · b4 negres cavall · e4 blanques cavall · a3 blanques alfil · b3 blanques peó · e3 blanques peó · f3 blanques alfil · a2 blanques peó · f2 blanques peó · g2 blanques peó · h2 blanques peó · a1 blanques torre · d1 blanques dama · f1 blanques torre · g1 blanques rei | c8 negres torre · d8 negres dama · f8 negres torre · g8 negres rei · b7 negres alfil · e7 negres alfil · f7 negres peó · g7 negres peó · h7 negres peó · a6 negres peó · e6 negres peó · b5 negres peó · b4 negres cavall · e4 blanques cavall · a3 blanques alfil · b3 blanques peó · e3 blanques peó · f3 blanques alfil · a2 blanques peó · f2 blanques peó · g2 blanques peó · h2 blanques peó · a1 blanques torre · d1 blanques dama · f1 blanques torre · g1 blanques rei | c8 negres torre · d8 negres dama · f8 negres torre · g8 negres rei · b7 negres alfil · e7 negres alfil · f7 negres peó · g7 negres peó · h7 negres peó · a6 negres peó · e6 negres peó · b5 negres peó · b4 negres cavall · e4 blanques cavall · a3 blanques alfil · b3 blanques peó · e3 blanques peó · f3 blanques alfil · a2 blanques peó · f2 blanques peó · g2 blanques peó · h2 blanques peó · a1 blanques torre · d1 blanques dama · f1 blanques torre · g1 blanques rei | c8 negres torre · d8 negres dama · f8 negres torre · g8 negres rei · b7 negres alfil · e7 negres alfil · f7 negres peó · g7 negres peó · h7 negres peó · a6 negres peó · e6 negres peó · b5 negres peó · b4 negres cavall · e4 blanques cavall · a3 blanques alfil · b3 blanques peó · e3 blanques peó · f3 blanques alfil · a2 blanques peó · f2 blanques peó · g2 blanques peó · h2 blanques peó · a1 blanques torre · d1 blanques dama · f1 blanques torre · g1 blanques rei | c8 negres torre · d8 negres dama · f8 negres torre · g8 negres rei · b7 negres alfil · e7 negres alfil · f7 negres peó · g7 negres peó · h7 negres peó · a6 negres peó · e6 negres peó · b5 negres peó · b4 negres cavall · e4 blanques cavall · a3 blanques alfil · b3 blanques peó · e3 blanques peó · f3 blanques alfil · a2 blanques peó · f2 blanques peó · g2 blanques peó · h2 blanques peó · a1 blanques torre · d1 blanques dama · f1 blanques torre · g1 blanques rei | c8 negres torre · d8 negres dama · f8 negres torre · g8 negres rei · b7 negres alfil · e7 negres alfil · f7 negres peó · g7 negres peó · h7 negres peó · a6 negres peó · e6 negres peó · b5 negres peó · b4 negres cavall · e4 blanques cavall · a3 blanques alfil · b3 blanques peó · e3 blanques peó · f3 blanques alfil · a2 blanques peó · f2 blanques peó · g2 blanques peó · h2 blanques peó · a1 blanques torre · d1 blanques dama · f1 blanques torre · g1 blanques rei | c8 negres torre · d8 negres dama · f8 negres torre · g8 negres rei · b7 negres alfil · e7 negres alfil · f7 negres peó · g7 negres peó · h7 negres peó · a6 negres peó · e6 negres peó · b5 negres peó · b4 negres cavall · e4 blanques cavall · a3 blanques alfil · b3 blanques peó · e3 blanques peó · f3 blanques alfil · a2 blanques peó · f2 blanques peó · g2 blanques peó · h2 blanques peó · a1 blanques torre · d1 blanques dama · f1 blanques torre · g1 blanques rei | c8 negres torre · d8 negres dama · f8 negres torre · g8 negres rei · b7 negres alfil · e7 negres alfil · f7 negres peó · g7 negres peó · h7 negres peó · a6 negres peó · e6 negres peó · b5 negres peó · b4 negres cavall · e4 blanques cavall · a3 blanques alfil · b3 blanques peó · e3 blanques peó · f3 blanques alfil · a2 blanques peó · f2 blanques peó · g2 blanques peó · h2 blanques peó · a1 blanques torre · d1 blanques dama · f1 blanques torre · g1 blanques rei | 2 |
| 1 | c8 negres torre · d8 negres dama · f8 negres torre · g8 negres rei · b7 negres alfil · e7 negres alfil · f7 negres peó · g7 negres peó · h7 negres peó · a6 negres peó · e6 negres peó · b5 negres peó · b4 negres cavall · e4 blanques cavall · a3 blanques alfil · b3 blanques peó · e3 blanques peó · f3 blanques alfil · a2 blanques peó · f2 blanques peó · g2 blanques peó · h2 blanques peó · a1 blanques torre · d1 blanques dama · f1 blanques torre · g1 blanques rei | c8 negres torre · d8 negres dama · f8 negres torre · g8 negres rei · b7 negres alfil · e7 negres alfil · f7 negres peó · g7 negres peó · h7 negres peó · a6 negres peó · e6 negres peó · b5 negres peó · b4 negres cavall · e4 blanques cavall · a3 blanques alfil · b3 blanques peó · e3 blanques peó · f3 blanques alfil · a2 blanques peó · f2 blanques peó · g2 blanques peó · h2 blanques peó · a1 blanques torre · d1 blanques dama · f1 blanques torre · g1 blanques rei | c8 negres torre · d8 negres dama · f8 negres torre · g8 negres rei · b7 negres alfil · e7 negres alfil · f7 negres peó · g7 negres peó · h7 negres peó · a6 negres peó · e6 negres peó · b5 negres peó · b4 negres cavall · e4 blanques cavall · a3 blanques alfil · b3 blanques peó · e3 blanques peó · f3 blanques alfil · a2 blanques peó · f2 blanques peó · g2 blanques peó · h2 blanques peó · a1 blanques torre · d1 blanques dama · f1 blanques torre · g1 blanques rei | c8 negres torre · d8 negres dama · f8 negres torre · g8 negres rei · b7 negres alfil · e7 negres alfil · f7 negres peó · g7 negres peó · h7 negres peó · a6 negres peó · e6 negres peó · b5 negres peó · b4 negres cavall · e4 blanques cavall · a3 blanques alfil · b3 blanques peó · e3 blanques peó · f3 blanques alfil · a2 blanques peó · f2 blanques peó · g2 blanques peó · h2 blanques peó · a1 blanques torre · d1 blanques dama · f1 blanques torre · g1 blanques rei | c8 negres torre · d8 negres dama · f8 negres torre · g8 negres rei · b7 negres alfil · e7 negres alfil · f7 negres peó · g7 negres peó · h7 negres peó · a6 negres peó · e6 negres peó · b5 negres peó · b4 negres cavall · e4 blanques cavall · a3 blanques alfil · b3 blanques peó · e3 blanques peó · f3 blanques alfil · a2 blanques peó · f2 blanques peó · g2 blanques peó · h2 blanques peó · a1 blanques torre · d1 blanques dama · f1 blanques torre · g1 blanques rei | c8 negres torre · d8 negres dama · f8 negres torre · g8 negres rei · b7 negres alfil · e7 negres alfil · f7 negres peó · g7 negres peó · h7 negres peó · a6 negres peó · e6 negres peó · b5 negres peó · b4 negres cavall · e4 blanques cavall · a3 blanques alfil · b3 blanques peó · e3 blanques peó · f3 blanques alfil · a2 blanques peó · f2 blanques peó · g2 blanques peó · h2 blanques peó · a1 blanques torre · d1 blanques dama · f1 blanques torre · g1 blanques rei | c8 negres torre · d8 negres dama · f8 negres torre · g8 negres rei · b7 negres alfil · e7 negres alfil · f7 negres peó · g7 negres peó · h7 negres peó · a6 negres peó · e6 negres peó · b5 negres peó · b4 negres cavall · e4 blanques cavall · a3 blanques alfil · b3 blanques peó · e3 blanques peó · f3 blanques alfil · a2 blanques peó · f2 blanques peó · g2 blanques peó · h2 blanques peó · a1 blanques torre · d1 blanques dama · f1 blanques torre · g1 blanques rei | c8 negres torre · d8 negres dama · f8 negres torre · g8 negres rei · b7 negres alfil · e7 negres alfil · f7 negres peó · g7 negres peó · h7 negres peó · a6 negres peó · e6 negres peó · b5 negres peó · b4 negres cavall · e4 blanques cavall · a3 blanques alfil · b3 blanques peó · e3 blanques peó · f3 blanques alfil · a2 blanques peó · f2 blanques peó · g2 blanques peó · h2 blanques peó · a1 blanques torre · d1 blanques dama · f1 blanques torre · g1 blanques rei | 1 |
|   | a | b | c | d | e | f | g | h |   |

Després de tres intents fallits d'obtenir un avantatge amb 1.e4, Kariakin va jugar 1.d4 per primera vegada en el matx. Carlsen va respondre amb la defensa eslava, que es va adaptar a una variant dòcil del gambit de dama acceptat. Kariakin va fer una lleugera imprecisió amb 11.Cd2, però Carlsen aparentment va subestimar la seva posició amb 16 ... Tc8 i no va poder treure profit. Més tard amb diversos intercanvis forçats, la partida va entrar en un final d'alfils oposats color, on les blanques tenien un peó d'avantatge, però sense poder fer cap avenç.
Defensa eslava (ECO D10) 
1. d4 d5 2. c4 c6 3. Cc3 Cf6 4. e3 a6 5. Ad3 dxc4 6. Axc4 e6 7. Cf3 c5 8. O-O b5 9. Ae2 Ab7 10. dxc5 Cc6 11. Cd2 Axc5 12. Cde4 Cxe4 13. Cxe4 Ae7 14. b3 Cb4 15.Af3 O-O 16. Aa3 Tc8 (vegeu el diagrama) 17.Cf6+ Axf6 18. Axb7 Axa1 19. Axb4 Af6 20. Axf8 Dxd1 21. Txd1 Txf8 22. Axa6 b4 23. Tc1 g6 24. Tc2 Ta8 25. Ad3 Td8 26. Ae2 Rf8 27. Rf1 Ta8 28. Ac4 Tc8 29. Re2 Re7 30. f4 h6 31. Rf3 Tc7 32. g4 g5 33. Re4 Tc8 ½-½

#### Partida 8, Carlsen-Kariakin, 0–1
|   | a | b | c | d | e | f | g | h |   |
| 8 | g7 negres rei · e6 blanques dama · h6 negres peó · c5 negres dama · e5 negres cavall · e4 blanques peó · a3 negres peó · g3 blanques peó · h3 blanques peó · g2 blanques alfil · h2 blanques rei | g7 negres rei · e6 blanques dama · h6 negres peó · c5 negres dama · e5 negres cavall · e4 blanques peó · a3 negres peó · g3 blanques peó · h3 blanques peó · g2 blanques alfil · h2 blanques rei | g7 negres rei · e6 blanques dama · h6 negres peó · c5 negres dama · e5 negres cavall · e4 blanques peó · a3 negres peó · g3 blanques peó · h3 blanques peó · g2 blanques alfil · h2 blanques rei | g7 negres rei · e6 blanques dama · h6 negres peó · c5 negres dama · e5 negres cavall · e4 blanques peó · a3 negres peó · g3 blanques peó · h3 blanques peó · g2 blanques alfil · h2 blanques rei | g7 negres rei · e6 blanques dama · h6 negres peó · c5 negres dama · e5 negres cavall · e4 blanques peó · a3 negres peó · g3 blanques peó · h3 blanques peó · g2 blanques alfil · h2 blanques rei | g7 negres rei · e6 blanques dama · h6 negres peó · c5 negres dama · e5 negres cavall · e4 blanques peó · a3 negres peó · g3 blanques peó · h3 blanques peó · g2 blanques alfil · h2 blanques rei | g7 negres rei · e6 blanques dama · h6 negres peó · c5 negres dama · e5 negres cavall · e4 blanques peó · a3 negres peó · g3 blanques peó · h3 blanques peó · g2 blanques alfil · h2 blanques rei | g7 negres rei · e6 blanques dama · h6 negres peó · c5 negres dama · e5 negres cavall · e4 blanques peó · a3 negres peó · g3 blanques peó · h3 blanques peó · g2 blanques alfil · h2 blanques rei | 8 |
| 7 | g7 negres rei · e6 blanques dama · h6 negres peó · c5 negres dama · e5 negres cavall · e4 blanques peó · a3 negres peó · g3 blanques peó · h3 blanques peó · g2 blanques alfil · h2 blanques rei | g7 negres rei · e6 blanques dama · h6 negres peó · c5 negres dama · e5 negres cavall · e4 blanques peó · a3 negres peó · g3 blanques peó · h3 blanques peó · g2 blanques alfil · h2 blanques rei | g7 negres rei · e6 blanques dama · h6 negres peó · c5 negres dama · e5 negres cavall · e4 blanques peó · a3 negres peó · g3 blanques peó · h3 blanques peó · g2 blanques alfil · h2 blanques rei | g7 negres rei · e6 blanques dama · h6 negres peó · c5 negres dama · e5 negres cavall · e4 blanques peó · a3 negres peó · g3 blanques peó · h3 blanques peó · g2 blanques alfil · h2 blanques rei | g7 negres rei · e6 blanques dama · h6 negres peó · c5 negres dama · e5 negres cavall · e4 blanques peó · a3 negres peó · g3 blanques peó · h3 blanques peó · g2 blanques alfil · h2 blanques rei | g7 negres rei · e6 blanques dama · h6 negres peó · c5 negres dama · e5 negres cavall · e4 blanques peó · a3 negres peó · g3 blanques peó · h3 blanques peó · g2 blanques alfil · h2 blanques rei | g7 negres rei · e6 blanques dama · h6 negres peó · c5 negres dama · e5 negres cavall · e4 blanques peó · a3 negres peó · g3 blanques peó · h3 blanques peó · g2 blanques alfil · h2 blanques rei | g7 negres rei · e6 blanques dama · h6 negres peó · c5 negres dama · e5 negres cavall · e4 blanques peó · a3 negres peó · g3 blanques peó · h3 blanques peó · g2 blanques alfil · h2 blanques rei | 7 |
| 6 | g7 negres rei · e6 blanques dama · h6 negres peó · c5 negres dama · e5 negres cavall · e4 blanques peó · a3 negres peó · g3 blanques peó · h3 blanques peó · g2 blanques alfil · h2 blanques rei | g7 negres rei · e6 blanques dama · h6 negres peó · c5 negres dama · e5 negres cavall · e4 blanques peó · a3 negres peó · g3 blanques peó · h3 blanques peó · g2 blanques alfil · h2 blanques rei | g7 negres rei · e6 blanques dama · h6 negres peó · c5 negres dama · e5 negres cavall · e4 blanques peó · a3 negres peó · g3 blanques peó · h3 blanques peó · g2 blanques alfil · h2 blanques rei | g7 negres rei · e6 blanques dama · h6 negres peó · c5 negres dama · e5 negres cavall · e4 blanques peó · a3 negres peó · g3 blanques peó · h3 blanques peó · g2 blanques alfil · h2 blanques rei | g7 negres rei · e6 blanques dama · h6 negres peó · c5 negres dama · e5 negres cavall · e4 blanques peó · a3 negres peó · g3 blanques peó · h3 blanques peó · g2 blanques alfil · h2 blanques rei | g7 negres rei · e6 blanques dama · h6 negres peó · c5 negres dama · e5 negres cavall · e4 blanques peó · a3 negres peó · g3 blanques peó · h3 blanques peó · g2 blanques alfil · h2 blanques rei | g7 negres rei · e6 blanques dama · h6 negres peó · c5 negres dama · e5 negres cavall · e4 blanques peó · a3 negres peó · g3 blanques peó · h3 blanques peó · g2 blanques alfil · h2 blanques rei | g7 negres rei · e6 blanques dama · h6 negres peó · c5 negres dama · e5 negres cavall · e4 blanques peó · a3 negres peó · g3 blanques peó · h3 blanques peó · g2 blanques alfil · h2 blanques rei | 6 |
| 5 | g7 negres rei · e6 blanques dama · h6 negres peó · c5 negres dama · e5 negres cavall · e4 blanques peó · a3 negres peó · g3 blanques peó · h3 blanques peó · g2 blanques alfil · h2 blanques rei | g7 negres rei · e6 blanques dama · h6 negres peó · c5 negres dama · e5 negres cavall · e4 blanques peó · a3 negres peó · g3 blanques peó · h3 blanques peó · g2 blanques alfil · h2 blanques rei | g7 negres rei · e6 blanques dama · h6 negres peó · c5 negres dama · e5 negres cavall · e4 blanques peó · a3 negres peó · g3 blanques peó · h3 blanques peó · g2 blanques alfil · h2 blanques rei | g7 negres rei · e6 blanques dama · h6 negres peó · c5 negres dama · e5 negres cavall · e4 blanques peó · a3 negres peó · g3 blanques peó · h3 blanques peó · g2 blanques alfil · h2 blanques rei | g7 negres rei · e6 blanques dama · h6 negres peó · c5 negres dama · e5 negres cavall · e4 blanques peó · a3 negres peó · g3 blanques peó · h3 blanques peó · g2 blanques alfil · h2 blanques rei | g7 negres rei · e6 blanques dama · h6 negres peó · c5 negres dama · e5 negres cavall · e4 blanques peó · a3 negres peó · g3 blanques peó · h3 blanques peó · g2 blanques alfil · h2 blanques rei | g7 negres rei · e6 blanques dama · h6 negres peó · c5 negres dama · e5 negres cavall · e4 blanques peó · a3 negres peó · g3 blanques peó · h3 blanques peó · g2 blanques alfil · h2 blanques rei | g7 negres rei · e6 blanques dama · h6 negres peó · c5 negres dama · e5 negres cavall · e4 blanques peó · a3 negres peó · g3 blanques peó · h3 blanques peó · g2 blanques alfil · h2 blanques rei | 5 |
| 4 | g7 negres rei · e6 blanques dama · h6 negres peó · c5 negres dama · e5 negres cavall · e4 blanques peó · a3 negres peó · g3 blanques peó · h3 blanques peó · g2 blanques alfil · h2 blanques rei | g7 negres rei · e6 blanques dama · h6 negres peó · c5 negres dama · e5 negres cavall · e4 blanques peó · a3 negres peó · g3 blanques peó · h3 blanques peó · g2 blanques alfil · h2 blanques rei | g7 negres rei · e6 blanques dama · h6 negres peó · c5 negres dama · e5 negres cavall · e4 blanques peó · a3 negres peó · g3 blanques peó · h3 blanques peó · g2 blanques alfil · h2 blanques rei | g7 negres rei · e6 blanques dama · h6 negres peó · c5 negres dama · e5 negres cavall · e4 blanques peó · a3 negres peó · g3 blanques peó · h3 blanques peó · g2 blanques alfil · h2 blanques rei | g7 negres rei · e6 blanques dama · h6 negres peó · c5 negres dama · e5 negres cavall · e4 blanques peó · a3 negres peó · g3 blanques peó · h3 blanques peó · g2 blanques alfil · h2 blanques rei | g7 negres rei · e6 blanques dama · h6 negres peó · c5 negres dama · e5 negres cavall · e4 blanques peó · a3 negres peó · g3 blanques peó · h3 blanques peó · g2 blanques alfil · h2 blanques rei | g7 negres rei · e6 blanques dama · h6 negres peó · c5 negres dama · e5 negres cavall · e4 blanques peó · a3 negres peó · g3 blanques peó · h3 blanques peó · g2 blanques alfil · h2 blanques rei | g7 negres rei · e6 blanques dama · h6 negres peó · c5 negres dama · e5 negres cavall · e4 blanques peó · a3 negres peó · g3 blanques peó · h3 blanques peó · g2 blanques alfil · h2 blanques rei | 4 |
| 3 | g7 negres rei · e6 blanques dama · h6 negres peó · c5 negres dama · e5 negres cavall · e4 blanques peó · a3 negres peó · g3 blanques peó · h3 blanques peó · g2 blanques alfil · h2 blanques rei | g7 negres rei · e6 blanques dama · h6 negres peó · c5 negres dama · e5 negres cavall · e4 blanques peó · a3 negres peó · g3 blanques peó · h3 blanques peó · g2 blanques alfil · h2 blanques rei | g7 negres rei · e6 blanques dama · h6 negres peó · c5 negres dama · e5 negres cavall · e4 blanques peó · a3 negres peó · g3 blanques peó · h3 blanques peó · g2 blanques alfil · h2 blanques rei | g7 negres rei · e6 blanques dama · h6 negres peó · c5 negres dama · e5 negres cavall · e4 blanques peó · a3 negres peó · g3 blanques peó · h3 blanques peó · g2 blanques alfil · h2 blanques rei | g7 negres rei · e6 blanques dama · h6 negres peó · c5 negres dama · e5 negres cavall · e4 blanques peó · a3 negres peó · g3 blanques peó · h3 blanques peó · g2 blanques alfil · h2 blanques rei | g7 negres rei · e6 blanques dama · h6 negres peó · c5 negres dama · e5 negres cavall · e4 blanques peó · a3 negres peó · g3 blanques peó · h3 blanques peó · g2 blanques alfil · h2 blanques rei | g7 negres rei · e6 blanques dama · h6 negres peó · c5 negres dama · e5 negres cavall · e4 blanques peó · a3 negres peó · g3 blanques peó · h3 blanques peó · g2 blanques alfil · h2 blanques rei | g7 negres rei · e6 blanques dama · h6 negres peó · c5 negres dama · e5 negres cavall · e4 blanques peó · a3 negres peó · g3 blanques peó · h3 blanques peó · g2 blanques alfil · h2 blanques rei | 3 |
| 2 | g7 negres rei · e6 blanques dama · h6 negres peó · c5 negres dama · e5 negres cavall · e4 blanques peó · a3 negres peó · g3 blanques peó · h3 blanques peó · g2 blanques alfil · h2 blanques rei | g7 negres rei · e6 blanques dama · h6 negres peó · c5 negres dama · e5 negres cavall · e4 blanques peó · a3 negres peó · g3 blanques peó · h3 blanques peó · g2 blanques alfil · h2 blanques rei | g7 negres rei · e6 blanques dama · h6 negres peó · c5 negres dama · e5 negres cavall · e4 blanques peó · a3 negres peó · g3 blanques peó · h3 blanques peó · g2 blanques alfil · h2 blanques rei | g7 negres rei · e6 blanques dama · h6 negres peó · c5 negres dama · e5 negres cavall · e4 blanques peó · a3 negres peó · g3 blanques peó · h3 blanques peó · g2 blanques alfil · h2 blanques rei | g7 negres rei · e6 blanques dama · h6 negres peó · c5 negres dama · e5 negres cavall · e4 blanques peó · a3 negres peó · g3 blanques peó · h3 blanques peó · g2 blanques alfil · h2 blanques rei | g7 negres rei · e6 blanques dama · h6 negres peó · c5 negres dama · e5 negres cavall · e4 blanques peó · a3 negres peó · g3 blanques peó · h3 blanques peó · g2 blanques alfil · h2 blanques rei | g7 negres rei · e6 blanques dama · h6 negres peó · c5 negres dama · e5 negres cavall · e4 blanques peó · a3 negres peó · g3 blanques peó · h3 blanques peó · g2 blanques alfil · h2 blanques rei | g7 negres rei · e6 blanques dama · h6 negres peó · c5 negres dama · e5 negres cavall · e4 blanques peó · a3 negres peó · g3 blanques peó · h3 blanques peó · g2 blanques alfil · h2 blanques rei | 2 |
| 1 | g7 negres rei · e6 blanques dama · h6 negres peó · c5 negres dama · e5 negres cavall · e4 blanques peó · a3 negres peó · g3 blanques peó · h3 blanques peó · g2 blanques alfil · h2 blanques rei | g7 negres rei · e6 blanques dama · h6 negres peó · c5 negres dama · e5 negres cavall · e4 blanques peó · a3 negres peó · g3 blanques peó · h3 blanques peó · g2 blanques alfil · h2 blanques rei | g7 negres rei · e6 blanques dama · h6 negres peó · c5 negres dama · e5 negres cavall · e4 blanques peó · a3 negres peó · g3 blanques peó · h3 blanques peó · g2 blanques alfil · h2 blanques rei | g7 negres rei · e6 blanques dama · h6 negres peó · c5 negres dama · e5 negres cavall · e4 blanques peó · a3 negres peó · g3 blanques peó · h3 blanques peó · g2 blanques alfil · h2 blanques rei | g7 negres rei · e6 blanques dama · h6 negres peó · c5 negres dama · e5 negres cavall · e4 blanques peó · a3 negres peó · g3 blanques peó · h3 blanques peó · g2 blanques alfil · h2 blanques rei | g7 negres rei · e6 blanques dama · h6 negres peó · c5 negres dama · e5 negres cavall · e4 blanques peó · a3 negres peó · g3 blanques peó · h3 blanques peó · g2 blanques alfil · h2 blanques rei | g7 negres rei · e6 blanques dama · h6 negres peó · c5 negres dama · e5 negres cavall · e4 blanques peó · a3 negres peó · g3 blanques peó · h3 blanques peó · g2 blanques alfil · h2 blanques rei | g7 negres rei · e6 blanques dama · h6 negres peó · c5 negres dama · e5 negres cavall · e4 blanques peó · a3 negres peó · g3 blanques peó · h3 blanques peó · g2 blanques alfil · h2 blanques rei | 1 |
|   | a | b | c | d | e | f | g | h |   |

Carlsen va jugar el Sistema Colle, un obertura innòcua que es veu poques vegades a nivell de Grans Mestres, com és típic del seu estil de joc: només té com a objectiu aconseguir una posició per jugar i no per provar que la seva preparació d'obertures és superior a la de l'oponent. Després va jugar imprudentment per la victòria, convidant obertament a les complicacions. Amb 19... Ac6 en comptes de Dg5, Kariakin es va negar a fer-ho. La posició estava igualada, però Carlsen va continuar jugant a guanyar, amb el temps pretant amb 35. c5?, perdent dos peons sense cap compensació. En les dificultats de temps, Kariakin va retornar l'error amb 37 ... Dd3? (37 ... Da4 guanyava), que permetia Carlsen tornar a guanyar els dos peons. La posició resultant era objectivament igualada però de doble tall a la pràctica, amb peons passats connectats allunyats però amb un rei exposat de Kariakin. Un cop més Carlsen estava obligat a cercar línies de taules a la seva disposició, però va optar per jugar a guanyar. Nogensmenys, va ensopegar amb 51. De6 ?? i va haver d'abandonar una jugada més endavant.
Després de la partida, Carlsen estava visiblement incòmode i va sortir de la roda de premsa abans que comencés. Això podria suposar renunciar a un 5% dels seus diners del premi per als organitzadors Agon, i un 5% addicional a la FIDE.
Peó de dama, variant Rubinstein, Sistema Colle-Zukertort (ECO D05) 
1.d4 Cf6 2.Cf3 d5 3.e3 e6 4.Ad3 c5 5.b3 Ae7 6.O-O O-O 7.Ab2 b6 8.dxc5 Axc5 9.Cbd2 Ab7 10.De2 Cbd7 11.c4 dxc4 12.Cxc4 De7 13.a3 a5 14.Cd4 Tfd8 15.Tfd1 Tac8 16.Tac1 Cf8 17.De1 Cg6 18.Af1 Cg4 19.Cb5 Ac6 20.a4 Ad5 21.Ad4 Axc4 22.Txc4 Axd4 23.Tdxd4 Txc4 24.bxc4 Cf6 25.Dd2 Tb8 26.g3 Ce5 27.Ag2 h6 28.f4 Ced7 29.Ca7 Da3 30.Cc6 Tf8 31.h3 Cc5 32.Rh2 Cxa4 33.Td8 g6 34.Dd4 Rg7 35.c5 Txd8 36.Cxd8 Cxc5 37.Dd6 Dd3 38.Cxe6+ fxe6 39.De7+ Rg8 40.Dxf6 a4 41.e4 Dd7 42.Dxg6+ Dg7 43.De8+ Df8 44.Dc6 Dd8 45.f5 a3 46.fxe6 Rg7 47.e7 Dxe7 48.Dxb6 Cd3 49.Da5 Dc5 50.Da6 Ce5 51.De6 (vegeu el diagrama) h5 52.h4 a2 0-1

#### Partida 9, Kariakin-Carlsen, ½–½
|   | a | b | c | d | e | f | g | h |   |
| 8 | g8 negres rei · c7 negres alfil · d7 negres dama · e7 negres cavall · f7 negres peó · h7 negres peó · g6 negres peó · c4 blanques alfil · d4 blanques peó · h4 blanques torre · d3 blanques dama · f3 blanques peó · d2 blanques alfil · f2 blanques peó · g2 blanques rei · h2 blanques peó · a1 negres torre | g8 negres rei · c7 negres alfil · d7 negres dama · e7 negres cavall · f7 negres peó · h7 negres peó · g6 negres peó · c4 blanques alfil · d4 blanques peó · h4 blanques torre · d3 blanques dama · f3 blanques peó · d2 blanques alfil · f2 blanques peó · g2 blanques rei · h2 blanques peó · a1 negres torre | g8 negres rei · c7 negres alfil · d7 negres dama · e7 negres cavall · f7 negres peó · h7 negres peó · g6 negres peó · c4 blanques alfil · d4 blanques peó · h4 blanques torre · d3 blanques dama · f3 blanques peó · d2 blanques alfil · f2 blanques peó · g2 blanques rei · h2 blanques peó · a1 negres torre | g8 negres rei · c7 negres alfil · d7 negres dama · e7 negres cavall · f7 negres peó · h7 negres peó · g6 negres peó · c4 blanques alfil · d4 blanques peó · h4 blanques torre · d3 blanques dama · f3 blanques peó · d2 blanques alfil · f2 blanques peó · g2 blanques rei · h2 blanques peó · a1 negres torre | g8 negres rei · c7 negres alfil · d7 negres dama · e7 negres cavall · f7 negres peó · h7 negres peó · g6 negres peó · c4 blanques alfil · d4 blanques peó · h4 blanques torre · d3 blanques dama · f3 blanques peó · d2 blanques alfil · f2 blanques peó · g2 blanques rei · h2 blanques peó · a1 negres torre | g8 negres rei · c7 negres alfil · d7 negres dama · e7 negres cavall · f7 negres peó · h7 negres peó · g6 negres peó · c4 blanques alfil · d4 blanques peó · h4 blanques torre · d3 blanques dama · f3 blanques peó · d2 blanques alfil · f2 blanques peó · g2 blanques rei · h2 blanques peó · a1 negres torre | g8 negres rei · c7 negres alfil · d7 negres dama · e7 negres cavall · f7 negres peó · h7 negres peó · g6 negres peó · c4 blanques alfil · d4 blanques peó · h4 blanques torre · d3 blanques dama · f3 blanques peó · d2 blanques alfil · f2 blanques peó · g2 blanques rei · h2 blanques peó · a1 negres torre | g8 negres rei · c7 negres alfil · d7 negres dama · e7 negres cavall · f7 negres peó · h7 negres peó · g6 negres peó · c4 blanques alfil · d4 blanques peó · h4 blanques torre · d3 blanques dama · f3 blanques peó · d2 blanques alfil · f2 blanques peó · g2 blanques rei · h2 blanques peó · a1 negres torre | 8 |
| 7 | g8 negres rei · c7 negres alfil · d7 negres dama · e7 negres cavall · f7 negres peó · h7 negres peó · g6 negres peó · c4 blanques alfil · d4 blanques peó · h4 blanques torre · d3 blanques dama · f3 blanques peó · d2 blanques alfil · f2 blanques peó · g2 blanques rei · h2 blanques peó · a1 negres torre | g8 negres rei · c7 negres alfil · d7 negres dama · e7 negres cavall · f7 negres peó · h7 negres peó · g6 negres peó · c4 blanques alfil · d4 blanques peó · h4 blanques torre · d3 blanques dama · f3 blanques peó · d2 blanques alfil · f2 blanques peó · g2 blanques rei · h2 blanques peó · a1 negres torre | g8 negres rei · c7 negres alfil · d7 negres dama · e7 negres cavall · f7 negres peó · h7 negres peó · g6 negres peó · c4 blanques alfil · d4 blanques peó · h4 blanques torre · d3 blanques dama · f3 blanques peó · d2 blanques alfil · f2 blanques peó · g2 blanques rei · h2 blanques peó · a1 negres torre | g8 negres rei · c7 negres alfil · d7 negres dama · e7 negres cavall · f7 negres peó · h7 negres peó · g6 negres peó · c4 blanques alfil · d4 blanques peó · h4 blanques torre · d3 blanques dama · f3 blanques peó · d2 blanques alfil · f2 blanques peó · g2 blanques rei · h2 blanques peó · a1 negres torre | g8 negres rei · c7 negres alfil · d7 negres dama · e7 negres cavall · f7 negres peó · h7 negres peó · g6 negres peó · c4 blanques alfil · d4 blanques peó · h4 blanques torre · d3 blanques dama · f3 blanques peó · d2 blanques alfil · f2 blanques peó · g2 blanques rei · h2 blanques peó · a1 negres torre | g8 negres rei · c7 negres alfil · d7 negres dama · e7 negres cavall · f7 negres peó · h7 negres peó · g6 negres peó · c4 blanques alfil · d4 blanques peó · h4 blanques torre · d3 blanques dama · f3 blanques peó · d2 blanques alfil · f2 blanques peó · g2 blanques rei · h2 blanques peó · a1 negres torre | g8 negres rei · c7 negres alfil · d7 negres dama · e7 negres cavall · f7 negres peó · h7 negres peó · g6 negres peó · c4 blanques alfil · d4 blanques peó · h4 blanques torre · d3 blanques dama · f3 blanques peó · d2 blanques alfil · f2 blanques peó · g2 blanques rei · h2 blanques peó · a1 negres torre | g8 negres rei · c7 negres alfil · d7 negres dama · e7 negres cavall · f7 negres peó · h7 negres peó · g6 negres peó · c4 blanques alfil · d4 blanques peó · h4 blanques torre · d3 blanques dama · f3 blanques peó · d2 blanques alfil · f2 blanques peó · g2 blanques rei · h2 blanques peó · a1 negres torre | 7 |
| 6 | g8 negres rei · c7 negres alfil · d7 negres dama · e7 negres cavall · f7 negres peó · h7 negres peó · g6 negres peó · c4 blanques alfil · d4 blanques peó · h4 blanques torre · d3 blanques dama · f3 blanques peó · d2 blanques alfil · f2 blanques peó · g2 blanques rei · h2 blanques peó · a1 negres torre | g8 negres rei · c7 negres alfil · d7 negres dama · e7 negres cavall · f7 negres peó · h7 negres peó · g6 negres peó · c4 blanques alfil · d4 blanques peó · h4 blanques torre · d3 blanques dama · f3 blanques peó · d2 blanques alfil · f2 blanques peó · g2 blanques rei · h2 blanques peó · a1 negres torre | g8 negres rei · c7 negres alfil · d7 negres dama · e7 negres cavall · f7 negres peó · h7 negres peó · g6 negres peó · c4 blanques alfil · d4 blanques peó · h4 blanques torre · d3 blanques dama · f3 blanques peó · d2 blanques alfil · f2 blanques peó · g2 blanques rei · h2 blanques peó · a1 negres torre | g8 negres rei · c7 negres alfil · d7 negres dama · e7 negres cavall · f7 negres peó · h7 negres peó · g6 negres peó · c4 blanques alfil · d4 blanques peó · h4 blanques torre · d3 blanques dama · f3 blanques peó · d2 blanques alfil · f2 blanques peó · g2 blanques rei · h2 blanques peó · a1 negres torre | g8 negres rei · c7 negres alfil · d7 negres dama · e7 negres cavall · f7 negres peó · h7 negres peó · g6 negres peó · c4 blanques alfil · d4 blanques peó · h4 blanques torre · d3 blanques dama · f3 blanques peó · d2 blanques alfil · f2 blanques peó · g2 blanques rei · h2 blanques peó · a1 negres torre | g8 negres rei · c7 negres alfil · d7 negres dama · e7 negres cavall · f7 negres peó · h7 negres peó · g6 negres peó · c4 blanques alfil · d4 blanques peó · h4 blanques torre · d3 blanques dama · f3 blanques peó · d2 blanques alfil · f2 blanques peó · g2 blanques rei · h2 blanques peó · a1 negres torre | g8 negres rei · c7 negres alfil · d7 negres dama · e7 negres cavall · f7 negres peó · h7 negres peó · g6 negres peó · c4 blanques alfil · d4 blanques peó · h4 blanques torre · d3 blanques dama · f3 blanques peó · d2 blanques alfil · f2 blanques peó · g2 blanques rei · h2 blanques peó · a1 negres torre | g8 negres rei · c7 negres alfil · d7 negres dama · e7 negres cavall · f7 negres peó · h7 negres peó · g6 negres peó · c4 blanques alfil · d4 blanques peó · h4 blanques torre · d3 blanques dama · f3 blanques peó · d2 blanques alfil · f2 blanques peó · g2 blanques rei · h2 blanques peó · a1 negres torre | 6 |
| 5 | g8 negres rei · c7 negres alfil · d7 negres dama · e7 negres cavall · f7 negres peó · h7 negres peó · g6 negres peó · c4 blanques alfil · d4 blanques peó · h4 blanques torre · d3 blanques dama · f3 blanques peó · d2 blanques alfil · f2 blanques peó · g2 blanques rei · h2 blanques peó · a1 negres torre | g8 negres rei · c7 negres alfil · d7 negres dama · e7 negres cavall · f7 negres peó · h7 negres peó · g6 negres peó · c4 blanques alfil · d4 blanques peó · h4 blanques torre · d3 blanques dama · f3 blanques peó · d2 blanques alfil · f2 blanques peó · g2 blanques rei · h2 blanques peó · a1 negres torre | g8 negres rei · c7 negres alfil · d7 negres dama · e7 negres cavall · f7 negres peó · h7 negres peó · g6 negres peó · c4 blanques alfil · d4 blanques peó · h4 blanques torre · d3 blanques dama · f3 blanques peó · d2 blanques alfil · f2 blanques peó · g2 blanques rei · h2 blanques peó · a1 negres torre | g8 negres rei · c7 negres alfil · d7 negres dama · e7 negres cavall · f7 negres peó · h7 negres peó · g6 negres peó · c4 blanques alfil · d4 blanques peó · h4 blanques torre · d3 blanques dama · f3 blanques peó · d2 blanques alfil · f2 blanques peó · g2 blanques rei · h2 blanques peó · a1 negres torre | g8 negres rei · c7 negres alfil · d7 negres dama · e7 negres cavall · f7 negres peó · h7 negres peó · g6 negres peó · c4 blanques alfil · d4 blanques peó · h4 blanques torre · d3 blanques dama · f3 blanques peó · d2 blanques alfil · f2 blanques peó · g2 blanques rei · h2 blanques peó · a1 negres torre | g8 negres rei · c7 negres alfil · d7 negres dama · e7 negres cavall · f7 negres peó · h7 negres peó · g6 negres peó · c4 blanques alfil · d4 blanques peó · h4 blanques torre · d3 blanques dama · f3 blanques peó · d2 blanques alfil · f2 blanques peó · g2 blanques rei · h2 blanques peó · a1 negres torre | g8 negres rei · c7 negres alfil · d7 negres dama · e7 negres cavall · f7 negres peó · h7 negres peó · g6 negres peó · c4 blanques alfil · d4 blanques peó · h4 blanques torre · d3 blanques dama · f3 blanques peó · d2 blanques alfil · f2 blanques peó · g2 blanques rei · h2 blanques peó · a1 negres torre | g8 negres rei · c7 negres alfil · d7 negres dama · e7 negres cavall · f7 negres peó · h7 negres peó · g6 negres peó · c4 blanques alfil · d4 blanques peó · h4 blanques torre · d3 blanques dama · f3 blanques peó · d2 blanques alfil · f2 blanques peó · g2 blanques rei · h2 blanques peó · a1 negres torre | 5 |
| 4 | g8 negres rei · c7 negres alfil · d7 negres dama · e7 negres cavall · f7 negres peó · h7 negres peó · g6 negres peó · c4 blanques alfil · d4 blanques peó · h4 blanques torre · d3 blanques dama · f3 blanques peó · d2 blanques alfil · f2 blanques peó · g2 blanques rei · h2 blanques peó · a1 negres torre | g8 negres rei · c7 negres alfil · d7 negres dama · e7 negres cavall · f7 negres peó · h7 negres peó · g6 negres peó · c4 blanques alfil · d4 blanques peó · h4 blanques torre · d3 blanques dama · f3 blanques peó · d2 blanques alfil · f2 blanques peó · g2 blanques rei · h2 blanques peó · a1 negres torre | g8 negres rei · c7 negres alfil · d7 negres dama · e7 negres cavall · f7 negres peó · h7 negres peó · g6 negres peó · c4 blanques alfil · d4 blanques peó · h4 blanques torre · d3 blanques dama · f3 blanques peó · d2 blanques alfil · f2 blanques peó · g2 blanques rei · h2 blanques peó · a1 negres torre | g8 negres rei · c7 negres alfil · d7 negres dama · e7 negres cavall · f7 negres peó · h7 negres peó · g6 negres peó · c4 blanques alfil · d4 blanques peó · h4 blanques torre · d3 blanques dama · f3 blanques peó · d2 blanques alfil · f2 blanques peó · g2 blanques rei · h2 blanques peó · a1 negres torre | g8 negres rei · c7 negres alfil · d7 negres dama · e7 negres cavall · f7 negres peó · h7 negres peó · g6 negres peó · c4 blanques alfil · d4 blanques peó · h4 blanques torre · d3 blanques dama · f3 blanques peó · d2 blanques alfil · f2 blanques peó · g2 blanques rei · h2 blanques peó · a1 negres torre | g8 negres rei · c7 negres alfil · d7 negres dama · e7 negres cavall · f7 negres peó · h7 negres peó · g6 negres peó · c4 blanques alfil · d4 blanques peó · h4 blanques torre · d3 blanques dama · f3 blanques peó · d2 blanques alfil · f2 blanques peó · g2 blanques rei · h2 blanques peó · a1 negres torre | g8 negres rei · c7 negres alfil · d7 negres dama · e7 negres cavall · f7 negres peó · h7 negres peó · g6 negres peó · c4 blanques alfil · d4 blanques peó · h4 blanques torre · d3 blanques dama · f3 blanques peó · d2 blanques alfil · f2 blanques peó · g2 blanques rei · h2 blanques peó · a1 negres torre | g8 negres rei · c7 negres alfil · d7 negres dama · e7 negres cavall · f7 negres peó · h7 negres peó · g6 negres peó · c4 blanques alfil · d4 blanques peó · h4 blanques torre · d3 blanques dama · f3 blanques peó · d2 blanques alfil · f2 blanques peó · g2 blanques rei · h2 blanques peó · a1 negres torre | 4 |
| 3 | g8 negres rei · c7 negres alfil · d7 negres dama · e7 negres cavall · f7 negres peó · h7 negres peó · g6 negres peó · c4 blanques alfil · d4 blanques peó · h4 blanques torre · d3 blanques dama · f3 blanques peó · d2 blanques alfil · f2 blanques peó · g2 blanques rei · h2 blanques peó · a1 negres torre | g8 negres rei · c7 negres alfil · d7 negres dama · e7 negres cavall · f7 negres peó · h7 negres peó · g6 negres peó · c4 blanques alfil · d4 blanques peó · h4 blanques torre · d3 blanques dama · f3 blanques peó · d2 blanques alfil · f2 blanques peó · g2 blanques rei · h2 blanques peó · a1 negres torre | g8 negres rei · c7 negres alfil · d7 negres dama · e7 negres cavall · f7 negres peó · h7 negres peó · g6 negres peó · c4 blanques alfil · d4 blanques peó · h4 blanques torre · d3 blanques dama · f3 blanques peó · d2 blanques alfil · f2 blanques peó · g2 blanques rei · h2 blanques peó · a1 negres torre | g8 negres rei · c7 negres alfil · d7 negres dama · e7 negres cavall · f7 negres peó · h7 negres peó · g6 negres peó · c4 blanques alfil · d4 blanques peó · h4 blanques torre · d3 blanques dama · f3 blanques peó · d2 blanques alfil · f2 blanques peó · g2 blanques rei · h2 blanques peó · a1 negres torre | g8 negres rei · c7 negres alfil · d7 negres dama · e7 negres cavall · f7 negres peó · h7 negres peó · g6 negres peó · c4 blanques alfil · d4 blanques peó · h4 blanques torre · d3 blanques dama · f3 blanques peó · d2 blanques alfil · f2 blanques peó · g2 blanques rei · h2 blanques peó · a1 negres torre | g8 negres rei · c7 negres alfil · d7 negres dama · e7 negres cavall · f7 negres peó · h7 negres peó · g6 negres peó · c4 blanques alfil · d4 blanques peó · h4 blanques torre · d3 blanques dama · f3 blanques peó · d2 blanques alfil · f2 blanques peó · g2 blanques rei · h2 blanques peó · a1 negres torre | g8 negres rei · c7 negres alfil · d7 negres dama · e7 negres cavall · f7 negres peó · h7 negres peó · g6 negres peó · c4 blanques alfil · d4 blanques peó · h4 blanques torre · d3 blanques dama · f3 blanques peó · d2 blanques alfil · f2 blanques peó · g2 blanques rei · h2 blanques peó · a1 negres torre | g8 negres rei · c7 negres alfil · d7 negres dama · e7 negres cavall · f7 negres peó · h7 negres peó · g6 negres peó · c4 blanques alfil · d4 blanques peó · h4 blanques torre · d3 blanques dama · f3 blanques peó · d2 blanques alfil · f2 blanques peó · g2 blanques rei · h2 blanques peó · a1 negres torre | 3 |
| 2 | g8 negres rei · c7 negres alfil · d7 negres dama · e7 negres cavall · f7 negres peó · h7 negres peó · g6 negres peó · c4 blanques alfil · d4 blanques peó · h4 blanques torre · d3 blanques dama · f3 blanques peó · d2 blanques alfil · f2 blanques peó · g2 blanques rei · h2 blanques peó · a1 negres torre | g8 negres rei · c7 negres alfil · d7 negres dama · e7 negres cavall · f7 negres peó · h7 negres peó · g6 negres peó · c4 blanques alfil · d4 blanques peó · h4 blanques torre · d3 blanques dama · f3 blanques peó · d2 blanques alfil · f2 blanques peó · g2 blanques rei · h2 blanques peó · a1 negres torre | g8 negres rei · c7 negres alfil · d7 negres dama · e7 negres cavall · f7 negres peó · h7 negres peó · g6 negres peó · c4 blanques alfil · d4 blanques peó · h4 blanques torre · d3 blanques dama · f3 blanques peó · d2 blanques alfil · f2 blanques peó · g2 blanques rei · h2 blanques peó · a1 negres torre | g8 negres rei · c7 negres alfil · d7 negres dama · e7 negres cavall · f7 negres peó · h7 negres peó · g6 negres peó · c4 blanques alfil · d4 blanques peó · h4 blanques torre · d3 blanques dama · f3 blanques peó · d2 blanques alfil · f2 blanques peó · g2 blanques rei · h2 blanques peó · a1 negres torre | g8 negres rei · c7 negres alfil · d7 negres dama · e7 negres cavall · f7 negres peó · h7 negres peó · g6 negres peó · c4 blanques alfil · d4 blanques peó · h4 blanques torre · d3 blanques dama · f3 blanques peó · d2 blanques alfil · f2 blanques peó · g2 blanques rei · h2 blanques peó · a1 negres torre | g8 negres rei · c7 negres alfil · d7 negres dama · e7 negres cavall · f7 negres peó · h7 negres peó · g6 negres peó · c4 blanques alfil · d4 blanques peó · h4 blanques torre · d3 blanques dama · f3 blanques peó · d2 blanques alfil · f2 blanques peó · g2 blanques rei · h2 blanques peó · a1 negres torre | g8 negres rei · c7 negres alfil · d7 negres dama · e7 negres cavall · f7 negres peó · h7 negres peó · g6 negres peó · c4 blanques alfil · d4 blanques peó · h4 blanques torre · d3 blanques dama · f3 blanques peó · d2 blanques alfil · f2 blanques peó · g2 blanques rei · h2 blanques peó · a1 negres torre | g8 negres rei · c7 negres alfil · d7 negres dama · e7 negres cavall · f7 negres peó · h7 negres peó · g6 negres peó · c4 blanques alfil · d4 blanques peó · h4 blanques torre · d3 blanques dama · f3 blanques peó · d2 blanques alfil · f2 blanques peó · g2 blanques rei · h2 blanques peó · a1 negres torre | 2 |
| 1 | g8 negres rei · c7 negres alfil · d7 negres dama · e7 negres cavall · f7 negres peó · h7 negres peó · g6 negres peó · c4 blanques alfil · d4 blanques peó · h4 blanques torre · d3 blanques dama · f3 blanques peó · d2 blanques alfil · f2 blanques peó · g2 blanques rei · h2 blanques peó · a1 negres torre | g8 negres rei · c7 negres alfil · d7 negres dama · e7 negres cavall · f7 negres peó · h7 negres peó · g6 negres peó · c4 blanques alfil · d4 blanques peó · h4 blanques torre · d3 blanques dama · f3 blanques peó · d2 blanques alfil · f2 blanques peó · g2 blanques rei · h2 blanques peó · a1 negres torre | g8 negres rei · c7 negres alfil · d7 negres dama · e7 negres cavall · f7 negres peó · h7 negres peó · g6 negres peó · c4 blanques alfil · d4 blanques peó · h4 blanques torre · d3 blanques dama · f3 blanques peó · d2 blanques alfil · f2 blanques peó · g2 blanques rei · h2 blanques peó · a1 negres torre | g8 negres rei · c7 negres alfil · d7 negres dama · e7 negres cavall · f7 negres peó · h7 negres peó · g6 negres peó · c4 blanques alfil · d4 blanques peó · h4 blanques torre · d3 blanques dama · f3 blanques peó · d2 blanques alfil · f2 blanques peó · g2 blanques rei · h2 blanques peó · a1 negres torre | g8 negres rei · c7 negres alfil · d7 negres dama · e7 negres cavall · f7 negres peó · h7 negres peó · g6 negres peó · c4 blanques alfil · d4 blanques peó · h4 blanques torre · d3 blanques dama · f3 blanques peó · d2 blanques alfil · f2 blanques peó · g2 blanques rei · h2 blanques peó · a1 negres torre | g8 negres rei · c7 negres alfil · d7 negres dama · e7 negres cavall · f7 negres peó · h7 negres peó · g6 negres peó · c4 blanques alfil · d4 blanques peó · h4 blanques torre · d3 blanques dama · f3 blanques peó · d2 blanques alfil · f2 blanques peó · g2 blanques rei · h2 blanques peó · a1 negres torre | g8 negres rei · c7 negres alfil · d7 negres dama · e7 negres cavall · f7 negres peó · h7 negres peó · g6 negres peó · c4 blanques alfil · d4 blanques peó · h4 blanques torre · d3 blanques dama · f3 blanques peó · d2 blanques alfil · f2 blanques peó · g2 blanques rei · h2 blanques peó · a1 negres torre | g8 negres rei · c7 negres alfil · d7 negres dama · e7 negres cavall · f7 negres peó · h7 negres peó · g6 negres peó · c4 blanques alfil · d4 blanques peó · h4 blanques torre · d3 blanques dama · f3 blanques peó · d2 blanques alfil · f2 blanques peó · g2 blanques rei · h2 blanques peó · a1 negres torre | 1 |
|   | a | b | c | d | e | f | g | h |   |

Carlsen no es mogué de la seva preparació d'obertures fins al moviment 22, on destinà menys d'un minut per a la novetat 21...cxb3. El mig-joc de la partida transcorregué amb un peó de més per les blanques donant-li avantatge, però Kariakin declinà assegurar-se aquest punt per intentar guanyar. La partida esdevingué tensa amb Carlsen consumint molt de temps. Jugà 38...Ce7 amb menys de dos minuts del seu rellotge, per contra 25 minuts del rellotge de Kariakin per a fer el sacrifi d'alfil amb 39.Axf7+, quan 39.Db3 era també una forta jugada i fins i tot amb possibilitats de guanyar. Malgrat la situació del control de temps, Carlsen es defensà acuradament. El final de la partida les blanques mantenien el peó de més, però doblat. Kariakin volia continuar jugant sense poder progressar i la partida finalitzà en taules després de 74 moviments.
Obertura Ruy López, variant Arkhànguelsk (ECO C78) 
1. e4 e5 2. Cf3 Cc6 3. Ab5 a6 4. Aa4 Cf6 5. O-O b5 6. Ab3 Ac5 7. a4 Tb8 8. c3 d6 9. d4 Ab6 10. axb5 axb5 11. Ca3 O-O 12. Cxb5 Ag4 13. Ac2 exd4 14. Cbxd4 Cxd4 15. cxd4 Axf3 16. gxf3 Ch5 17. Rh1 Df6 18. Ae3 c5 19. e5 De6 20. exd6 c4 21. b3 cxb3 22. Axb3 Dxd6 23. Ta6 Tfd8 24. Tg1 Dd7 25. Tg4 Cf6 26. Th4 Db5 27. Ta1 g6 28. Tb1 Dd7 29. Dd3 Cd5 30. Tg1 Ac7 31. Ag5 Te8 32. Dc4 Tb5 33. Dc2 Ta8 34. Ac4 Tba5 35. Ad2 Ta4 36. Dd3 Ta1 37. Txa1 Txa1+ 38. Rg2 Ce7 (vegeu el diagrama) 39. Axf7+ Rxf7 40. Dc4+ Rg7 41. d5 Cf5 42. Ac3+ Rf8 43. Axa1 Cxh4+ 44. Dxh4 Dxd5 45. Df6+ Df7 46. Dd4 Re8 47. De4+ De7 48. Dd5 48. Dd5 Ad8 49. Rf1 Df7 50. De4+ De7 51. Ae5 De6 52. Rg2 Ae7 53. Da8+ Rf7 54. Dh8 h5 55. Dg7 Re8 56. Af4 Df7 57. Dh8+ Df8 58. Dd4 Df5 59. Dc4 Rd7 60. Ad2 De6 61. Da4+ Dc6 62. Da7+ Dc7 63. Da2 Dd6 64. Ae3 De6 65. Da7+ Re8 66. Ac5 Ad8 67. h3 Dd5 68. Ae3 Ae7 69. Db8+ Rf7 70. Dh8 De6 71. Af4 Df6 72. Db8 De6 73. Db7 Rg8 74. Db5 Af6 ½-½

#### Partida 10, Carlsen-Kariakin 1-0
|   | a | b | c | d | e | f | g | h |   |
| 8 | a8 negres torre · f8 negres torre · g8 negres rei · b7 negres peó · f7 negres peó · g7 negres peó · c6 negres peó · d6 negres peó · e6 negres alfil · f6 negres dama · g6 negres cavall · h6 negres peó · a5 negres peó · e5 negres peó · a4 blanques peó · e4 blanques peó · b3 blanques alfil · c3 blanques peó · d3 blanques peó · e3 blanques cavall · g3 blanques peó · h3 negres cavall · b2 blanques peó · d2 blanques cavall · e2 blanques dama · f2 blanques peó · h2 blanques peó · a1 blanques torre · f1 blanques torre · h1 blanques rei | a8 negres torre · f8 negres torre · g8 negres rei · b7 negres peó · f7 negres peó · g7 negres peó · c6 negres peó · d6 negres peó · e6 negres alfil · f6 negres dama · g6 negres cavall · h6 negres peó · a5 negres peó · e5 negres peó · a4 blanques peó · e4 blanques peó · b3 blanques alfil · c3 blanques peó · d3 blanques peó · e3 blanques cavall · g3 blanques peó · h3 negres cavall · b2 blanques peó · d2 blanques cavall · e2 blanques dama · f2 blanques peó · h2 blanques peó · a1 blanques torre · f1 blanques torre · h1 blanques rei | a8 negres torre · f8 negres torre · g8 negres rei · b7 negres peó · f7 negres peó · g7 negres peó · c6 negres peó · d6 negres peó · e6 negres alfil · f6 negres dama · g6 negres cavall · h6 negres peó · a5 negres peó · e5 negres peó · a4 blanques peó · e4 blanques peó · b3 blanques alfil · c3 blanques peó · d3 blanques peó · e3 blanques cavall · g3 blanques peó · h3 negres cavall · b2 blanques peó · d2 blanques cavall · e2 blanques dama · f2 blanques peó · h2 blanques peó · a1 blanques torre · f1 blanques torre · h1 blanques rei | a8 negres torre · f8 negres torre · g8 negres rei · b7 negres peó · f7 negres peó · g7 negres peó · c6 negres peó · d6 negres peó · e6 negres alfil · f6 negres dama · g6 negres cavall · h6 negres peó · a5 negres peó · e5 negres peó · a4 blanques peó · e4 blanques peó · b3 blanques alfil · c3 blanques peó · d3 blanques peó · e3 blanques cavall · g3 blanques peó · h3 negres cavall · b2 blanques peó · d2 blanques cavall · e2 blanques dama · f2 blanques peó · h2 blanques peó · a1 blanques torre · f1 blanques torre · h1 blanques rei | a8 negres torre · f8 negres torre · g8 negres rei · b7 negres peó · f7 negres peó · g7 negres peó · c6 negres peó · d6 negres peó · e6 negres alfil · f6 negres dama · g6 negres cavall · h6 negres peó · a5 negres peó · e5 negres peó · a4 blanques peó · e4 blanques peó · b3 blanques alfil · c3 blanques peó · d3 blanques peó · e3 blanques cavall · g3 blanques peó · h3 negres cavall · b2 blanques peó · d2 blanques cavall · e2 blanques dama · f2 blanques peó · h2 blanques peó · a1 blanques torre · f1 blanques torre · h1 blanques rei | a8 negres torre · f8 negres torre · g8 negres rei · b7 negres peó · f7 negres peó · g7 negres peó · c6 negres peó · d6 negres peó · e6 negres alfil · f6 negres dama · g6 negres cavall · h6 negres peó · a5 negres peó · e5 negres peó · a4 blanques peó · e4 blanques peó · b3 blanques alfil · c3 blanques peó · d3 blanques peó · e3 blanques cavall · g3 blanques peó · h3 negres cavall · b2 blanques peó · d2 blanques cavall · e2 blanques dama · f2 blanques peó · h2 blanques peó · a1 blanques torre · f1 blanques torre · h1 blanques rei | a8 negres torre · f8 negres torre · g8 negres rei · b7 negres peó · f7 negres peó · g7 negres peó · c6 negres peó · d6 negres peó · e6 negres alfil · f6 negres dama · g6 negres cavall · h6 negres peó · a5 negres peó · e5 negres peó · a4 blanques peó · e4 blanques peó · b3 blanques alfil · c3 blanques peó · d3 blanques peó · e3 blanques cavall · g3 blanques peó · h3 negres cavall · b2 blanques peó · d2 blanques cavall · e2 blanques dama · f2 blanques peó · h2 blanques peó · a1 blanques torre · f1 blanques torre · h1 blanques rei | a8 negres torre · f8 negres torre · g8 negres rei · b7 negres peó · f7 negres peó · g7 negres peó · c6 negres peó · d6 negres peó · e6 negres alfil · f6 negres dama · g6 negres cavall · h6 negres peó · a5 negres peó · e5 negres peó · a4 blanques peó · e4 blanques peó · b3 blanques alfil · c3 blanques peó · d3 blanques peó · e3 blanques cavall · g3 blanques peó · h3 negres cavall · b2 blanques peó · d2 blanques cavall · e2 blanques dama · f2 blanques peó · h2 blanques peó · a1 blanques torre · f1 blanques torre · h1 blanques rei | 8 |
| 7 | a8 negres torre · f8 negres torre · g8 negres rei · b7 negres peó · f7 negres peó · g7 negres peó · c6 negres peó · d6 negres peó · e6 negres alfil · f6 negres dama · g6 negres cavall · h6 negres peó · a5 negres peó · e5 negres peó · a4 blanques peó · e4 blanques peó · b3 blanques alfil · c3 blanques peó · d3 blanques peó · e3 blanques cavall · g3 blanques peó · h3 negres cavall · b2 blanques peó · d2 blanques cavall · e2 blanques dama · f2 blanques peó · h2 blanques peó · a1 blanques torre · f1 blanques torre · h1 blanques rei | a8 negres torre · f8 negres torre · g8 negres rei · b7 negres peó · f7 negres peó · g7 negres peó · c6 negres peó · d6 negres peó · e6 negres alfil · f6 negres dama · g6 negres cavall · h6 negres peó · a5 negres peó · e5 negres peó · a4 blanques peó · e4 blanques peó · b3 blanques alfil · c3 blanques peó · d3 blanques peó · e3 blanques cavall · g3 blanques peó · h3 negres cavall · b2 blanques peó · d2 blanques cavall · e2 blanques dama · f2 blanques peó · h2 blanques peó · a1 blanques torre · f1 blanques torre · h1 blanques rei | a8 negres torre · f8 negres torre · g8 negres rei · b7 negres peó · f7 negres peó · g7 negres peó · c6 negres peó · d6 negres peó · e6 negres alfil · f6 negres dama · g6 negres cavall · h6 negres peó · a5 negres peó · e5 negres peó · a4 blanques peó · e4 blanques peó · b3 blanques alfil · c3 blanques peó · d3 blanques peó · e3 blanques cavall · g3 blanques peó · h3 negres cavall · b2 blanques peó · d2 blanques cavall · e2 blanques dama · f2 blanques peó · h2 blanques peó · a1 blanques torre · f1 blanques torre · h1 blanques rei | a8 negres torre · f8 negres torre · g8 negres rei · b7 negres peó · f7 negres peó · g7 negres peó · c6 negres peó · d6 negres peó · e6 negres alfil · f6 negres dama · g6 negres cavall · h6 negres peó · a5 negres peó · e5 negres peó · a4 blanques peó · e4 blanques peó · b3 blanques alfil · c3 blanques peó · d3 blanques peó · e3 blanques cavall · g3 blanques peó · h3 negres cavall · b2 blanques peó · d2 blanques cavall · e2 blanques dama · f2 blanques peó · h2 blanques peó · a1 blanques torre · f1 blanques torre · h1 blanques rei | a8 negres torre · f8 negres torre · g8 negres rei · b7 negres peó · f7 negres peó · g7 negres peó · c6 negres peó · d6 negres peó · e6 negres alfil · f6 negres dama · g6 negres cavall · h6 negres peó · a5 negres peó · e5 negres peó · a4 blanques peó · e4 blanques peó · b3 blanques alfil · c3 blanques peó · d3 blanques peó · e3 blanques cavall · g3 blanques peó · h3 negres cavall · b2 blanques peó · d2 blanques cavall · e2 blanques dama · f2 blanques peó · h2 blanques peó · a1 blanques torre · f1 blanques torre · h1 blanques rei | a8 negres torre · f8 negres torre · g8 negres rei · b7 negres peó · f7 negres peó · g7 negres peó · c6 negres peó · d6 negres peó · e6 negres alfil · f6 negres dama · g6 negres cavall · h6 negres peó · a5 negres peó · e5 negres peó · a4 blanques peó · e4 blanques peó · b3 blanques alfil · c3 blanques peó · d3 blanques peó · e3 blanques cavall · g3 blanques peó · h3 negres cavall · b2 blanques peó · d2 blanques cavall · e2 blanques dama · f2 blanques peó · h2 blanques peó · a1 blanques torre · f1 blanques torre · h1 blanques rei | a8 negres torre · f8 negres torre · g8 negres rei · b7 negres peó · f7 negres peó · g7 negres peó · c6 negres peó · d6 negres peó · e6 negres alfil · f6 negres dama · g6 negres cavall · h6 negres peó · a5 negres peó · e5 negres peó · a4 blanques peó · e4 blanques peó · b3 blanques alfil · c3 blanques peó · d3 blanques peó · e3 blanques cavall · g3 blanques peó · h3 negres cavall · b2 blanques peó · d2 blanques cavall · e2 blanques dama · f2 blanques peó · h2 blanques peó · a1 blanques torre · f1 blanques torre · h1 blanques rei | a8 negres torre · f8 negres torre · g8 negres rei · b7 negres peó · f7 negres peó · g7 negres peó · c6 negres peó · d6 negres peó · e6 negres alfil · f6 negres dama · g6 negres cavall · h6 negres peó · a5 negres peó · e5 negres peó · a4 blanques peó · e4 blanques peó · b3 blanques alfil · c3 blanques peó · d3 blanques peó · e3 blanques cavall · g3 blanques peó · h3 negres cavall · b2 blanques peó · d2 blanques cavall · e2 blanques dama · f2 blanques peó · h2 blanques peó · a1 blanques torre · f1 blanques torre · h1 blanques rei | 7 |
| 6 | a8 negres torre · f8 negres torre · g8 negres rei · b7 negres peó · f7 negres peó · g7 negres peó · c6 negres peó · d6 negres peó · e6 negres alfil · f6 negres dama · g6 negres cavall · h6 negres peó · a5 negres peó · e5 negres peó · a4 blanques peó · e4 blanques peó · b3 blanques alfil · c3 blanques peó · d3 blanques peó · e3 blanques cavall · g3 blanques peó · h3 negres cavall · b2 blanques peó · d2 blanques cavall · e2 blanques dama · f2 blanques peó · h2 blanques peó · a1 blanques torre · f1 blanques torre · h1 blanques rei | a8 negres torre · f8 negres torre · g8 negres rei · b7 negres peó · f7 negres peó · g7 negres peó · c6 negres peó · d6 negres peó · e6 negres alfil · f6 negres dama · g6 negres cavall · h6 negres peó · a5 negres peó · e5 negres peó · a4 blanques peó · e4 blanques peó · b3 blanques alfil · c3 blanques peó · d3 blanques peó · e3 blanques cavall · g3 blanques peó · h3 negres cavall · b2 blanques peó · d2 blanques cavall · e2 blanques dama · f2 blanques peó · h2 blanques peó · a1 blanques torre · f1 blanques torre · h1 blanques rei | a8 negres torre · f8 negres torre · g8 negres rei · b7 negres peó · f7 negres peó · g7 negres peó · c6 negres peó · d6 negres peó · e6 negres alfil · f6 negres dama · g6 negres cavall · h6 negres peó · a5 negres peó · e5 negres peó · a4 blanques peó · e4 blanques peó · b3 blanques alfil · c3 blanques peó · d3 blanques peó · e3 blanques cavall · g3 blanques peó · h3 negres cavall · b2 blanques peó · d2 blanques cavall · e2 blanques dama · f2 blanques peó · h2 blanques peó · a1 blanques torre · f1 blanques torre · h1 blanques rei | a8 negres torre · f8 negres torre · g8 negres rei · b7 negres peó · f7 negres peó · g7 negres peó · c6 negres peó · d6 negres peó · e6 negres alfil · f6 negres dama · g6 negres cavall · h6 negres peó · a5 negres peó · e5 negres peó · a4 blanques peó · e4 blanques peó · b3 blanques alfil · c3 blanques peó · d3 blanques peó · e3 blanques cavall · g3 blanques peó · h3 negres cavall · b2 blanques peó · d2 blanques cavall · e2 blanques dama · f2 blanques peó · h2 blanques peó · a1 blanques torre · f1 blanques torre · h1 blanques rei | a8 negres torre · f8 negres torre · g8 negres rei · b7 negres peó · f7 negres peó · g7 negres peó · c6 negres peó · d6 negres peó · e6 negres alfil · f6 negres dama · g6 negres cavall · h6 negres peó · a5 negres peó · e5 negres peó · a4 blanques peó · e4 blanques peó · b3 blanques alfil · c3 blanques peó · d3 blanques peó · e3 blanques cavall · g3 blanques peó · h3 negres cavall · b2 blanques peó · d2 blanques cavall · e2 blanques dama · f2 blanques peó · h2 blanques peó · a1 blanques torre · f1 blanques torre · h1 blanques rei | a8 negres torre · f8 negres torre · g8 negres rei · b7 negres peó · f7 negres peó · g7 negres peó · c6 negres peó · d6 negres peó · e6 negres alfil · f6 negres dama · g6 negres cavall · h6 negres peó · a5 negres peó · e5 negres peó · a4 blanques peó · e4 blanques peó · b3 blanques alfil · c3 blanques peó · d3 blanques peó · e3 blanques cavall · g3 blanques peó · h3 negres cavall · b2 blanques peó · d2 blanques cavall · e2 blanques dama · f2 blanques peó · h2 blanques peó · a1 blanques torre · f1 blanques torre · h1 blanques rei | a8 negres torre · f8 negres torre · g8 negres rei · b7 negres peó · f7 negres peó · g7 negres peó · c6 negres peó · d6 negres peó · e6 negres alfil · f6 negres dama · g6 negres cavall · h6 negres peó · a5 negres peó · e5 negres peó · a4 blanques peó · e4 blanques peó · b3 blanques alfil · c3 blanques peó · d3 blanques peó · e3 blanques cavall · g3 blanques peó · h3 negres cavall · b2 blanques peó · d2 blanques cavall · e2 blanques dama · f2 blanques peó · h2 blanques peó · a1 blanques torre · f1 blanques torre · h1 blanques rei | a8 negres torre · f8 negres torre · g8 negres rei · b7 negres peó · f7 negres peó · g7 negres peó · c6 negres peó · d6 negres peó · e6 negres alfil · f6 negres dama · g6 negres cavall · h6 negres peó · a5 negres peó · e5 negres peó · a4 blanques peó · e4 blanques peó · b3 blanques alfil · c3 blanques peó · d3 blanques peó · e3 blanques cavall · g3 blanques peó · h3 negres cavall · b2 blanques peó · d2 blanques cavall · e2 blanques dama · f2 blanques peó · h2 blanques peó · a1 blanques torre · f1 blanques torre · h1 blanques rei | 6 |
| 5 | a8 negres torre · f8 negres torre · g8 negres rei · b7 negres peó · f7 negres peó · g7 negres peó · c6 negres peó · d6 negres peó · e6 negres alfil · f6 negres dama · g6 negres cavall · h6 negres peó · a5 negres peó · e5 negres peó · a4 blanques peó · e4 blanques peó · b3 blanques alfil · c3 blanques peó · d3 blanques peó · e3 blanques cavall · g3 blanques peó · h3 negres cavall · b2 blanques peó · d2 blanques cavall · e2 blanques dama · f2 blanques peó · h2 blanques peó · a1 blanques torre · f1 blanques torre · h1 blanques rei | a8 negres torre · f8 negres torre · g8 negres rei · b7 negres peó · f7 negres peó · g7 negres peó · c6 negres peó · d6 negres peó · e6 negres alfil · f6 negres dama · g6 negres cavall · h6 negres peó · a5 negres peó · e5 negres peó · a4 blanques peó · e4 blanques peó · b3 blanques alfil · c3 blanques peó · d3 blanques peó · e3 blanques cavall · g3 blanques peó · h3 negres cavall · b2 blanques peó · d2 blanques cavall · e2 blanques dama · f2 blanques peó · h2 blanques peó · a1 blanques torre · f1 blanques torre · h1 blanques rei | a8 negres torre · f8 negres torre · g8 negres rei · b7 negres peó · f7 negres peó · g7 negres peó · c6 negres peó · d6 negres peó · e6 negres alfil · f6 negres dama · g6 negres cavall · h6 negres peó · a5 negres peó · e5 negres peó · a4 blanques peó · e4 blanques peó · b3 blanques alfil · c3 blanques peó · d3 blanques peó · e3 blanques cavall · g3 blanques peó · h3 negres cavall · b2 blanques peó · d2 blanques cavall · e2 blanques dama · f2 blanques peó · h2 blanques peó · a1 blanques torre · f1 blanques torre · h1 blanques rei | a8 negres torre · f8 negres torre · g8 negres rei · b7 negres peó · f7 negres peó · g7 negres peó · c6 negres peó · d6 negres peó · e6 negres alfil · f6 negres dama · g6 negres cavall · h6 negres peó · a5 negres peó · e5 negres peó · a4 blanques peó · e4 blanques peó · b3 blanques alfil · c3 blanques peó · d3 blanques peó · e3 blanques cavall · g3 blanques peó · h3 negres cavall · b2 blanques peó · d2 blanques cavall · e2 blanques dama · f2 blanques peó · h2 blanques peó · a1 blanques torre · f1 blanques torre · h1 blanques rei | a8 negres torre · f8 negres torre · g8 negres rei · b7 negres peó · f7 negres peó · g7 negres peó · c6 negres peó · d6 negres peó · e6 negres alfil · f6 negres dama · g6 negres cavall · h6 negres peó · a5 negres peó · e5 negres peó · a4 blanques peó · e4 blanques peó · b3 blanques alfil · c3 blanques peó · d3 blanques peó · e3 blanques cavall · g3 blanques peó · h3 negres cavall · b2 blanques peó · d2 blanques cavall · e2 blanques dama · f2 blanques peó · h2 blanques peó · a1 blanques torre · f1 blanques torre · h1 blanques rei | a8 negres torre · f8 negres torre · g8 negres rei · b7 negres peó · f7 negres peó · g7 negres peó · c6 negres peó · d6 negres peó · e6 negres alfil · f6 negres dama · g6 negres cavall · h6 negres peó · a5 negres peó · e5 negres peó · a4 blanques peó · e4 blanques peó · b3 blanques alfil · c3 blanques peó · d3 blanques peó · e3 blanques cavall · g3 blanques peó · h3 negres cavall · b2 blanques peó · d2 blanques cavall · e2 blanques dama · f2 blanques peó · h2 blanques peó · a1 blanques torre · f1 blanques torre · h1 blanques rei | a8 negres torre · f8 negres torre · g8 negres rei · b7 negres peó · f7 negres peó · g7 negres peó · c6 negres peó · d6 negres peó · e6 negres alfil · f6 negres dama · g6 negres cavall · h6 negres peó · a5 negres peó · e5 negres peó · a4 blanques peó · e4 blanques peó · b3 blanques alfil · c3 blanques peó · d3 blanques peó · e3 blanques cavall · g3 blanques peó · h3 negres cavall · b2 blanques peó · d2 blanques cavall · e2 blanques dama · f2 blanques peó · h2 blanques peó · a1 blanques torre · f1 blanques torre · h1 blanques rei | a8 negres torre · f8 negres torre · g8 negres rei · b7 negres peó · f7 negres peó · g7 negres peó · c6 negres peó · d6 negres peó · e6 negres alfil · f6 negres dama · g6 negres cavall · h6 negres peó · a5 negres peó · e5 negres peó · a4 blanques peó · e4 blanques peó · b3 blanques alfil · c3 blanques peó · d3 blanques peó · e3 blanques cavall · g3 blanques peó · h3 negres cavall · b2 blanques peó · d2 blanques cavall · e2 blanques dama · f2 blanques peó · h2 blanques peó · a1 blanques torre · f1 blanques torre · h1 blanques rei | 5 |
| 4 | a8 negres torre · f8 negres torre · g8 negres rei · b7 negres peó · f7 negres peó · g7 negres peó · c6 negres peó · d6 negres peó · e6 negres alfil · f6 negres dama · g6 negres cavall · h6 negres peó · a5 negres peó · e5 negres peó · a4 blanques peó · e4 blanques peó · b3 blanques alfil · c3 blanques peó · d3 blanques peó · e3 blanques cavall · g3 blanques peó · h3 negres cavall · b2 blanques peó · d2 blanques cavall · e2 blanques dama · f2 blanques peó · h2 blanques peó · a1 blanques torre · f1 blanques torre · h1 blanques rei | a8 negres torre · f8 negres torre · g8 negres rei · b7 negres peó · f7 negres peó · g7 negres peó · c6 negres peó · d6 negres peó · e6 negres alfil · f6 negres dama · g6 negres cavall · h6 negres peó · a5 negres peó · e5 negres peó · a4 blanques peó · e4 blanques peó · b3 blanques alfil · c3 blanques peó · d3 blanques peó · e3 blanques cavall · g3 blanques peó · h3 negres cavall · b2 blanques peó · d2 blanques cavall · e2 blanques dama · f2 blanques peó · h2 blanques peó · a1 blanques torre · f1 blanques torre · h1 blanques rei | a8 negres torre · f8 negres torre · g8 negres rei · b7 negres peó · f7 negres peó · g7 negres peó · c6 negres peó · d6 negres peó · e6 negres alfil · f6 negres dama · g6 negres cavall · h6 negres peó · a5 negres peó · e5 negres peó · a4 blanques peó · e4 blanques peó · b3 blanques alfil · c3 blanques peó · d3 blanques peó · e3 blanques cavall · g3 blanques peó · h3 negres cavall · b2 blanques peó · d2 blanques cavall · e2 blanques dama · f2 blanques peó · h2 blanques peó · a1 blanques torre · f1 blanques torre · h1 blanques rei | a8 negres torre · f8 negres torre · g8 negres rei · b7 negres peó · f7 negres peó · g7 negres peó · c6 negres peó · d6 negres peó · e6 negres alfil · f6 negres dama · g6 negres cavall · h6 negres peó · a5 negres peó · e5 negres peó · a4 blanques peó · e4 blanques peó · b3 blanques alfil · c3 blanques peó · d3 blanques peó · e3 blanques cavall · g3 blanques peó · h3 negres cavall · b2 blanques peó · d2 blanques cavall · e2 blanques dama · f2 blanques peó · h2 blanques peó · a1 blanques torre · f1 blanques torre · h1 blanques rei | a8 negres torre · f8 negres torre · g8 negres rei · b7 negres peó · f7 negres peó · g7 negres peó · c6 negres peó · d6 negres peó · e6 negres alfil · f6 negres dama · g6 negres cavall · h6 negres peó · a5 negres peó · e5 negres peó · a4 blanques peó · e4 blanques peó · b3 blanques alfil · c3 blanques peó · d3 blanques peó · e3 blanques cavall · g3 blanques peó · h3 negres cavall · b2 blanques peó · d2 blanques cavall · e2 blanques dama · f2 blanques peó · h2 blanques peó · a1 blanques torre · f1 blanques torre · h1 blanques rei | a8 negres torre · f8 negres torre · g8 negres rei · b7 negres peó · f7 negres peó · g7 negres peó · c6 negres peó · d6 negres peó · e6 negres alfil · f6 negres dama · g6 negres cavall · h6 negres peó · a5 negres peó · e5 negres peó · a4 blanques peó · e4 blanques peó · b3 blanques alfil · c3 blanques peó · d3 blanques peó · e3 blanques cavall · g3 blanques peó · h3 negres cavall · b2 blanques peó · d2 blanques cavall · e2 blanques dama · f2 blanques peó · h2 blanques peó · a1 blanques torre · f1 blanques torre · h1 blanques rei | a8 negres torre · f8 negres torre · g8 negres rei · b7 negres peó · f7 negres peó · g7 negres peó · c6 negres peó · d6 negres peó · e6 negres alfil · f6 negres dama · g6 negres cavall · h6 negres peó · a5 negres peó · e5 negres peó · a4 blanques peó · e4 blanques peó · b3 blanques alfil · c3 blanques peó · d3 blanques peó · e3 blanques cavall · g3 blanques peó · h3 negres cavall · b2 blanques peó · d2 blanques cavall · e2 blanques dama · f2 blanques peó · h2 blanques peó · a1 blanques torre · f1 blanques torre · h1 blanques rei | a8 negres torre · f8 negres torre · g8 negres rei · b7 negres peó · f7 negres peó · g7 negres peó · c6 negres peó · d6 negres peó · e6 negres alfil · f6 negres dama · g6 negres cavall · h6 negres peó · a5 negres peó · e5 negres peó · a4 blanques peó · e4 blanques peó · b3 blanques alfil · c3 blanques peó · d3 blanques peó · e3 blanques cavall · g3 blanques peó · h3 negres cavall · b2 blanques peó · d2 blanques cavall · e2 blanques dama · f2 blanques peó · h2 blanques peó · a1 blanques torre · f1 blanques torre · h1 blanques rei | 4 |
| 3 | a8 negres torre · f8 negres torre · g8 negres rei · b7 negres peó · f7 negres peó · g7 negres peó · c6 negres peó · d6 negres peó · e6 negres alfil · f6 negres dama · g6 negres cavall · h6 negres peó · a5 negres peó · e5 negres peó · a4 blanques peó · e4 blanques peó · b3 blanques alfil · c3 blanques peó · d3 blanques peó · e3 blanques cavall · g3 blanques peó · h3 negres cavall · b2 blanques peó · d2 blanques cavall · e2 blanques dama · f2 blanques peó · h2 blanques peó · a1 blanques torre · f1 blanques torre · h1 blanques rei | a8 negres torre · f8 negres torre · g8 negres rei · b7 negres peó · f7 negres peó · g7 negres peó · c6 negres peó · d6 negres peó · e6 negres alfil · f6 negres dama · g6 negres cavall · h6 negres peó · a5 negres peó · e5 negres peó · a4 blanques peó · e4 blanques peó · b3 blanques alfil · c3 blanques peó · d3 blanques peó · e3 blanques cavall · g3 blanques peó · h3 negres cavall · b2 blanques peó · d2 blanques cavall · e2 blanques dama · f2 blanques peó · h2 blanques peó · a1 blanques torre · f1 blanques torre · h1 blanques rei | a8 negres torre · f8 negres torre · g8 negres rei · b7 negres peó · f7 negres peó · g7 negres peó · c6 negres peó · d6 negres peó · e6 negres alfil · f6 negres dama · g6 negres cavall · h6 negres peó · a5 negres peó · e5 negres peó · a4 blanques peó · e4 blanques peó · b3 blanques alfil · c3 blanques peó · d3 blanques peó · e3 blanques cavall · g3 blanques peó · h3 negres cavall · b2 blanques peó · d2 blanques cavall · e2 blanques dama · f2 blanques peó · h2 blanques peó · a1 blanques torre · f1 blanques torre · h1 blanques rei | a8 negres torre · f8 negres torre · g8 negres rei · b7 negres peó · f7 negres peó · g7 negres peó · c6 negres peó · d6 negres peó · e6 negres alfil · f6 negres dama · g6 negres cavall · h6 negres peó · a5 negres peó · e5 negres peó · a4 blanques peó · e4 blanques peó · b3 blanques alfil · c3 blanques peó · d3 blanques peó · e3 blanques cavall · g3 blanques peó · h3 negres cavall · b2 blanques peó · d2 blanques cavall · e2 blanques dama · f2 blanques peó · h2 blanques peó · a1 blanques torre · f1 blanques torre · h1 blanques rei | a8 negres torre · f8 negres torre · g8 negres rei · b7 negres peó · f7 negres peó · g7 negres peó · c6 negres peó · d6 negres peó · e6 negres alfil · f6 negres dama · g6 negres cavall · h6 negres peó · a5 negres peó · e5 negres peó · a4 blanques peó · e4 blanques peó · b3 blanques alfil · c3 blanques peó · d3 blanques peó · e3 blanques cavall · g3 blanques peó · h3 negres cavall · b2 blanques peó · d2 blanques cavall · e2 blanques dama · f2 blanques peó · h2 blanques peó · a1 blanques torre · f1 blanques torre · h1 blanques rei | a8 negres torre · f8 negres torre · g8 negres rei · b7 negres peó · f7 negres peó · g7 negres peó · c6 negres peó · d6 negres peó · e6 negres alfil · f6 negres dama · g6 negres cavall · h6 negres peó · a5 negres peó · e5 negres peó · a4 blanques peó · e4 blanques peó · b3 blanques alfil · c3 blanques peó · d3 blanques peó · e3 blanques cavall · g3 blanques peó · h3 negres cavall · b2 blanques peó · d2 blanques cavall · e2 blanques dama · f2 blanques peó · h2 blanques peó · a1 blanques torre · f1 blanques torre · h1 blanques rei | a8 negres torre · f8 negres torre · g8 negres rei · b7 negres peó · f7 negres peó · g7 negres peó · c6 negres peó · d6 negres peó · e6 negres alfil · f6 negres dama · g6 negres cavall · h6 negres peó · a5 negres peó · e5 negres peó · a4 blanques peó · e4 blanques peó · b3 blanques alfil · c3 blanques peó · d3 blanques peó · e3 blanques cavall · g3 blanques peó · h3 negres cavall · b2 blanques peó · d2 blanques cavall · e2 blanques dama · f2 blanques peó · h2 blanques peó · a1 blanques torre · f1 blanques torre · h1 blanques rei | a8 negres torre · f8 negres torre · g8 negres rei · b7 negres peó · f7 negres peó · g7 negres peó · c6 negres peó · d6 negres peó · e6 negres alfil · f6 negres dama · g6 negres cavall · h6 negres peó · a5 negres peó · e5 negres peó · a4 blanques peó · e4 blanques peó · b3 blanques alfil · c3 blanques peó · d3 blanques peó · e3 blanques cavall · g3 blanques peó · h3 negres cavall · b2 blanques peó · d2 blanques cavall · e2 blanques dama · f2 blanques peó · h2 blanques peó · a1 blanques torre · f1 blanques torre · h1 blanques rei | 3 |
| 2 | a8 negres torre · f8 negres torre · g8 negres rei · b7 negres peó · f7 negres peó · g7 negres peó · c6 negres peó · d6 negres peó · e6 negres alfil · f6 negres dama · g6 negres cavall · h6 negres peó · a5 negres peó · e5 negres peó · a4 blanques peó · e4 blanques peó · b3 blanques alfil · c3 blanques peó · d3 blanques peó · e3 blanques cavall · g3 blanques peó · h3 negres cavall · b2 blanques peó · d2 blanques cavall · e2 blanques dama · f2 blanques peó · h2 blanques peó · a1 blanques torre · f1 blanques torre · h1 blanques rei | a8 negres torre · f8 negres torre · g8 negres rei · b7 negres peó · f7 negres peó · g7 negres peó · c6 negres peó · d6 negres peó · e6 negres alfil · f6 negres dama · g6 negres cavall · h6 negres peó · a5 negres peó · e5 negres peó · a4 blanques peó · e4 blanques peó · b3 blanques alfil · c3 blanques peó · d3 blanques peó · e3 blanques cavall · g3 blanques peó · h3 negres cavall · b2 blanques peó · d2 blanques cavall · e2 blanques dama · f2 blanques peó · h2 blanques peó · a1 blanques torre · f1 blanques torre · h1 blanques rei | a8 negres torre · f8 negres torre · g8 negres rei · b7 negres peó · f7 negres peó · g7 negres peó · c6 negres peó · d6 negres peó · e6 negres alfil · f6 negres dama · g6 negres cavall · h6 negres peó · a5 negres peó · e5 negres peó · a4 blanques peó · e4 blanques peó · b3 blanques alfil · c3 blanques peó · d3 blanques peó · e3 blanques cavall · g3 blanques peó · h3 negres cavall · b2 blanques peó · d2 blanques cavall · e2 blanques dama · f2 blanques peó · h2 blanques peó · a1 blanques torre · f1 blanques torre · h1 blanques rei | a8 negres torre · f8 negres torre · g8 negres rei · b7 negres peó · f7 negres peó · g7 negres peó · c6 negres peó · d6 negres peó · e6 negres alfil · f6 negres dama · g6 negres cavall · h6 negres peó · a5 negres peó · e5 negres peó · a4 blanques peó · e4 blanques peó · b3 blanques alfil · c3 blanques peó · d3 blanques peó · e3 blanques cavall · g3 blanques peó · h3 negres cavall · b2 blanques peó · d2 blanques cavall · e2 blanques dama · f2 blanques peó · h2 blanques peó · a1 blanques torre · f1 blanques torre · h1 blanques rei | a8 negres torre · f8 negres torre · g8 negres rei · b7 negres peó · f7 negres peó · g7 negres peó · c6 negres peó · d6 negres peó · e6 negres alfil · f6 negres dama · g6 negres cavall · h6 negres peó · a5 negres peó · e5 negres peó · a4 blanques peó · e4 blanques peó · b3 blanques alfil · c3 blanques peó · d3 blanques peó · e3 blanques cavall · g3 blanques peó · h3 negres cavall · b2 blanques peó · d2 blanques cavall · e2 blanques dama · f2 blanques peó · h2 blanques peó · a1 blanques torre · f1 blanques torre · h1 blanques rei | a8 negres torre · f8 negres torre · g8 negres rei · b7 negres peó · f7 negres peó · g7 negres peó · c6 negres peó · d6 negres peó · e6 negres alfil · f6 negres dama · g6 negres cavall · h6 negres peó · a5 negres peó · e5 negres peó · a4 blanques peó · e4 blanques peó · b3 blanques alfil · c3 blanques peó · d3 blanques peó · e3 blanques cavall · g3 blanques peó · h3 negres cavall · b2 blanques peó · d2 blanques cavall · e2 blanques dama · f2 blanques peó · h2 blanques peó · a1 blanques torre · f1 blanques torre · h1 blanques rei | a8 negres torre · f8 negres torre · g8 negres rei · b7 negres peó · f7 negres peó · g7 negres peó · c6 negres peó · d6 negres peó · e6 negres alfil · f6 negres dama · g6 negres cavall · h6 negres peó · a5 negres peó · e5 negres peó · a4 blanques peó · e4 blanques peó · b3 blanques alfil · c3 blanques peó · d3 blanques peó · e3 blanques cavall · g3 blanques peó · h3 negres cavall · b2 blanques peó · d2 blanques cavall · e2 blanques dama · f2 blanques peó · h2 blanques peó · a1 blanques torre · f1 blanques torre · h1 blanques rei | a8 negres torre · f8 negres torre · g8 negres rei · b7 negres peó · f7 negres peó · g7 negres peó · c6 negres peó · d6 negres peó · e6 negres alfil · f6 negres dama · g6 negres cavall · h6 negres peó · a5 negres peó · e5 negres peó · a4 blanques peó · e4 blanques peó · b3 blanques alfil · c3 blanques peó · d3 blanques peó · e3 blanques cavall · g3 blanques peó · h3 negres cavall · b2 blanques peó · d2 blanques cavall · e2 blanques dama · f2 blanques peó · h2 blanques peó · a1 blanques torre · f1 blanques torre · h1 blanques rei | 2 |
| 1 | a8 negres torre · f8 negres torre · g8 negres rei · b7 negres peó · f7 negres peó · g7 negres peó · c6 negres peó · d6 negres peó · e6 negres alfil · f6 negres dama · g6 negres cavall · h6 negres peó · a5 negres peó · e5 negres peó · a4 blanques peó · e4 blanques peó · b3 blanques alfil · c3 blanques peó · d3 blanques peó · e3 blanques cavall · g3 blanques peó · h3 negres cavall · b2 blanques peó · d2 blanques cavall · e2 blanques dama · f2 blanques peó · h2 blanques peó · a1 blanques torre · f1 blanques torre · h1 blanques rei | a8 negres torre · f8 negres torre · g8 negres rei · b7 negres peó · f7 negres peó · g7 negres peó · c6 negres peó · d6 negres peó · e6 negres alfil · f6 negres dama · g6 negres cavall · h6 negres peó · a5 negres peó · e5 negres peó · a4 blanques peó · e4 blanques peó · b3 blanques alfil · c3 blanques peó · d3 blanques peó · e3 blanques cavall · g3 blanques peó · h3 negres cavall · b2 blanques peó · d2 blanques cavall · e2 blanques dama · f2 blanques peó · h2 blanques peó · a1 blanques torre · f1 blanques torre · h1 blanques rei | a8 negres torre · f8 negres torre · g8 negres rei · b7 negres peó · f7 negres peó · g7 negres peó · c6 negres peó · d6 negres peó · e6 negres alfil · f6 negres dama · g6 negres cavall · h6 negres peó · a5 negres peó · e5 negres peó · a4 blanques peó · e4 blanques peó · b3 blanques alfil · c3 blanques peó · d3 blanques peó · e3 blanques cavall · g3 blanques peó · h3 negres cavall · b2 blanques peó · d2 blanques cavall · e2 blanques dama · f2 blanques peó · h2 blanques peó · a1 blanques torre · f1 blanques torre · h1 blanques rei | a8 negres torre · f8 negres torre · g8 negres rei · b7 negres peó · f7 negres peó · g7 negres peó · c6 negres peó · d6 negres peó · e6 negres alfil · f6 negres dama · g6 negres cavall · h6 negres peó · a5 negres peó · e5 negres peó · a4 blanques peó · e4 blanques peó · b3 blanques alfil · c3 blanques peó · d3 blanques peó · e3 blanques cavall · g3 blanques peó · h3 negres cavall · b2 blanques peó · d2 blanques cavall · e2 blanques dama · f2 blanques peó · h2 blanques peó · a1 blanques torre · f1 blanques torre · h1 blanques rei | a8 negres torre · f8 negres torre · g8 negres rei · b7 negres peó · f7 negres peó · g7 negres peó · c6 negres peó · d6 negres peó · e6 negres alfil · f6 negres dama · g6 negres cavall · h6 negres peó · a5 negres peó · e5 negres peó · a4 blanques peó · e4 blanques peó · b3 blanques alfil · c3 blanques peó · d3 blanques peó · e3 blanques cavall · g3 blanques peó · h3 negres cavall · b2 blanques peó · d2 blanques cavall · e2 blanques dama · f2 blanques peó · h2 blanques peó · a1 blanques torre · f1 blanques torre · h1 blanques rei | a8 negres torre · f8 negres torre · g8 negres rei · b7 negres peó · f7 negres peó · g7 negres peó · c6 negres peó · d6 negres peó · e6 negres alfil · f6 negres dama · g6 negres cavall · h6 negres peó · a5 negres peó · e5 negres peó · a4 blanques peó · e4 blanques peó · b3 blanques alfil · c3 blanques peó · d3 blanques peó · e3 blanques cavall · g3 blanques peó · h3 negres cavall · b2 blanques peó · d2 blanques cavall · e2 blanques dama · f2 blanques peó · h2 blanques peó · a1 blanques torre · f1 blanques torre · h1 blanques rei | a8 negres torre · f8 negres torre · g8 negres rei · b7 negres peó · f7 negres peó · g7 negres peó · c6 negres peó · d6 negres peó · e6 negres alfil · f6 negres dama · g6 negres cavall · h6 negres peó · a5 negres peó · e5 negres peó · a4 blanques peó · e4 blanques peó · b3 blanques alfil · c3 blanques peó · d3 blanques peó · e3 blanques cavall · g3 blanques peó · h3 negres cavall · b2 blanques peó · d2 blanques cavall · e2 blanques dama · f2 blanques peó · h2 blanques peó · a1 blanques torre · f1 blanques torre · h1 blanques rei | a8 negres torre · f8 negres torre · g8 negres rei · b7 negres peó · f7 negres peó · g7 negres peó · c6 negres peó · d6 negres peó · e6 negres alfil · f6 negres dama · g6 negres cavall · h6 negres peó · a5 negres peó · e5 negres peó · a4 blanques peó · e4 blanques peó · b3 blanques alfil · c3 blanques peó · d3 blanques peó · e3 blanques cavall · g3 blanques peó · h3 negres cavall · b2 blanques peó · d2 blanques cavall · e2 blanques dama · f2 blanques peó · h2 blanques peó · a1 blanques torre · f1 blanques torre · h1 blanques rei | 1 |
|   | a | b | c | d | e | f | g | h |   |

Kariakin obtà de nou per l'obertura Ruy López i els dos feren les primeres nou jugades molt ràpidament. Després de 16 jugades, Carlsen més segur de si mateix portava 25 minuts més que Kariakin. A la jugada 20, Kariakin en comptes de 20...d5 podia forçar les taules amb 20...Cxf2+ i més endavant fer repetició de jugades. Els dos jugaren tensos i nerviosos, amb errades pels dos costats. Finalment Carlsen arriba al segon control amb les peces més actives i un peó de més després de 57.b5. Kariakin intentà defensar-se amb tenacitat en el final de torres, però Carlsen va fer les jugades correctes. Kariakin abandonà després de més de sis hores de partida.
Obertura Ruy López, Defensa Berlinesa (ECO C65) 
1.e4 e5 2. Cf3 Cc6 3. Ab5 Cf6 4. d3 Ac5 5. c3 0-0 6. Ag5 h6 7. Ah4 Le7 8. 0-0 d6 9. Cbd2 Ch5 10. Axe7 Dxe7 11. Cc4 Cf4 12. Ce3 Df6 13. g3 Ch3+ 14. Rh1 Ce7 15. Ac4 c6 16. Ab3 Cg6 17. De2 a5 18. a4 Ae6 19. Axe6 fxe6 20. Cd2 (vegeu el diagrama) d5 21. Dh5 Cg5 22. h4 Cf3 23. Cxf3 Dxf3+ 24. Dxf3 Txf3 25. Rg2 Tf7 26. Tfe1 h5 27. Cf1 Rf8 28. Cd2 Re7 29. Te2 Rd6 30. Cf3 Taf8 31. Cg5 Te7 32. Tae1 Tfe8 33. Cf3 Ch8 34. d4 exd4 35. Cxd4 g6 36. Te3 Cf7 37. e5+ Rd7 38. Tf3 Ch6 39. Tf6 Tg7 40. b4 axb4 41. cxb4 Cg8 42. Tf3 Ch6 43. a5 Cf5 44. Cb3 Rc7 45. Cc5 Rb8 46. Tb1 Ra7 47. Td3 Tc7 48. Ta3 Cd4 49. Td1 Cf5 50. Rh3 Ch6 51. f3 Tf7 52. Td4 Cf5 53. Td2 Th7 54. Tb3 Tee7 55. Tdd3 Th8 56. Tb1 Thh7 57. b5 cxb5 58. Txb5 d4 59. Tb6 Tc7 60. Cxe6 Tc3 61. Cf4 Thc7 62. Cd5 Txd3 63. Cxc7 Rb8 64. Cb5 Rc8 65. Txg6 Txf3 66. Rg2 Tb3 67. Cd6+ Cxd6 68. Txd6 Te3 69. e6 Tc7 70. Txd4 Txe6 71. Td5 Th6 72. Rf3 Rb8 73. Rf4 Ra7 74. Rg5 Th8 75. Rf6 1-0

#### Partida 11, Kariakin-Carlsen, ½–½
|   | a | b | c | d | e | f | g | h |   |
| 8 | e8 negres torre · f8 negres torre · g8 negres rei · d7 negres dama · g7 negres peó · h7 negres peó · a6 negres peó · e6 negres peó · f6 negres alfil · b5 negres peó · d5 negres peó · f5 blanques peó · d4 negres peó · e4 blanques peó · g4 blanques dama · a3 blanques peó · c3 blanques peó · d3 blanques peó · h3 blanques peó · c2 blanques peó · d2 blanques alfil · g2 blanques peó · a1 blanques torre · g1 blanques rei | e8 negres torre · f8 negres torre · g8 negres rei · d7 negres dama · g7 negres peó · h7 negres peó · a6 negres peó · e6 negres peó · f6 negres alfil · b5 negres peó · d5 negres peó · f5 blanques peó · d4 negres peó · e4 blanques peó · g4 blanques dama · a3 blanques peó · c3 blanques peó · d3 blanques peó · h3 blanques peó · c2 blanques peó · d2 blanques alfil · g2 blanques peó · a1 blanques torre · g1 blanques rei | e8 negres torre · f8 negres torre · g8 negres rei · d7 negres dama · g7 negres peó · h7 negres peó · a6 negres peó · e6 negres peó · f6 negres alfil · b5 negres peó · d5 negres peó · f5 blanques peó · d4 negres peó · e4 blanques peó · g4 blanques dama · a3 blanques peó · c3 blanques peó · d3 blanques peó · h3 blanques peó · c2 blanques peó · d2 blanques alfil · g2 blanques peó · a1 blanques torre · g1 blanques rei | e8 negres torre · f8 negres torre · g8 negres rei · d7 negres dama · g7 negres peó · h7 negres peó · a6 negres peó · e6 negres peó · f6 negres alfil · b5 negres peó · d5 negres peó · f5 blanques peó · d4 negres peó · e4 blanques peó · g4 blanques dama · a3 blanques peó · c3 blanques peó · d3 blanques peó · h3 blanques peó · c2 blanques peó · d2 blanques alfil · g2 blanques peó · a1 blanques torre · g1 blanques rei | e8 negres torre · f8 negres torre · g8 negres rei · d7 negres dama · g7 negres peó · h7 negres peó · a6 negres peó · e6 negres peó · f6 negres alfil · b5 negres peó · d5 negres peó · f5 blanques peó · d4 negres peó · e4 blanques peó · g4 blanques dama · a3 blanques peó · c3 blanques peó · d3 blanques peó · h3 blanques peó · c2 blanques peó · d2 blanques alfil · g2 blanques peó · a1 blanques torre · g1 blanques rei | e8 negres torre · f8 negres torre · g8 negres rei · d7 negres dama · g7 negres peó · h7 negres peó · a6 negres peó · e6 negres peó · f6 negres alfil · b5 negres peó · d5 negres peó · f5 blanques peó · d4 negres peó · e4 blanques peó · g4 blanques dama · a3 blanques peó · c3 blanques peó · d3 blanques peó · h3 blanques peó · c2 blanques peó · d2 blanques alfil · g2 blanques peó · a1 blanques torre · g1 blanques rei | e8 negres torre · f8 negres torre · g8 negres rei · d7 negres dama · g7 negres peó · h7 negres peó · a6 negres peó · e6 negres peó · f6 negres alfil · b5 negres peó · d5 negres peó · f5 blanques peó · d4 negres peó · e4 blanques peó · g4 blanques dama · a3 blanques peó · c3 blanques peó · d3 blanques peó · h3 blanques peó · c2 blanques peó · d2 blanques alfil · g2 blanques peó · a1 blanques torre · g1 blanques rei | e8 negres torre · f8 negres torre · g8 negres rei · d7 negres dama · g7 negres peó · h7 negres peó · a6 negres peó · e6 negres peó · f6 negres alfil · b5 negres peó · d5 negres peó · f5 blanques peó · d4 negres peó · e4 blanques peó · g4 blanques dama · a3 blanques peó · c3 blanques peó · d3 blanques peó · h3 blanques peó · c2 blanques peó · d2 blanques alfil · g2 blanques peó · a1 blanques torre · g1 blanques rei | 8 |
| 7 | e8 negres torre · f8 negres torre · g8 negres rei · d7 negres dama · g7 negres peó · h7 negres peó · a6 negres peó · e6 negres peó · f6 negres alfil · b5 negres peó · d5 negres peó · f5 blanques peó · d4 negres peó · e4 blanques peó · g4 blanques dama · a3 blanques peó · c3 blanques peó · d3 blanques peó · h3 blanques peó · c2 blanques peó · d2 blanques alfil · g2 blanques peó · a1 blanques torre · g1 blanques rei | e8 negres torre · f8 negres torre · g8 negres rei · d7 negres dama · g7 negres peó · h7 negres peó · a6 negres peó · e6 negres peó · f6 negres alfil · b5 negres peó · d5 negres peó · f5 blanques peó · d4 negres peó · e4 blanques peó · g4 blanques dama · a3 blanques peó · c3 blanques peó · d3 blanques peó · h3 blanques peó · c2 blanques peó · d2 blanques alfil · g2 blanques peó · a1 blanques torre · g1 blanques rei | e8 negres torre · f8 negres torre · g8 negres rei · d7 negres dama · g7 negres peó · h7 negres peó · a6 negres peó · e6 negres peó · f6 negres alfil · b5 negres peó · d5 negres peó · f5 blanques peó · d4 negres peó · e4 blanques peó · g4 blanques dama · a3 blanques peó · c3 blanques peó · d3 blanques peó · h3 blanques peó · c2 blanques peó · d2 blanques alfil · g2 blanques peó · a1 blanques torre · g1 blanques rei | e8 negres torre · f8 negres torre · g8 negres rei · d7 negres dama · g7 negres peó · h7 negres peó · a6 negres peó · e6 negres peó · f6 negres alfil · b5 negres peó · d5 negres peó · f5 blanques peó · d4 negres peó · e4 blanques peó · g4 blanques dama · a3 blanques peó · c3 blanques peó · d3 blanques peó · h3 blanques peó · c2 blanques peó · d2 blanques alfil · g2 blanques peó · a1 blanques torre · g1 blanques rei | e8 negres torre · f8 negres torre · g8 negres rei · d7 negres dama · g7 negres peó · h7 negres peó · a6 negres peó · e6 negres peó · f6 negres alfil · b5 negres peó · d5 negres peó · f5 blanques peó · d4 negres peó · e4 blanques peó · g4 blanques dama · a3 blanques peó · c3 blanques peó · d3 blanques peó · h3 blanques peó · c2 blanques peó · d2 blanques alfil · g2 blanques peó · a1 blanques torre · g1 blanques rei | e8 negres torre · f8 negres torre · g8 negres rei · d7 negres dama · g7 negres peó · h7 negres peó · a6 negres peó · e6 negres peó · f6 negres alfil · b5 negres peó · d5 negres peó · f5 blanques peó · d4 negres peó · e4 blanques peó · g4 blanques dama · a3 blanques peó · c3 blanques peó · d3 blanques peó · h3 blanques peó · c2 blanques peó · d2 blanques alfil · g2 blanques peó · a1 blanques torre · g1 blanques rei | e8 negres torre · f8 negres torre · g8 negres rei · d7 negres dama · g7 negres peó · h7 negres peó · a6 negres peó · e6 negres peó · f6 negres alfil · b5 negres peó · d5 negres peó · f5 blanques peó · d4 negres peó · e4 blanques peó · g4 blanques dama · a3 blanques peó · c3 blanques peó · d3 blanques peó · h3 blanques peó · c2 blanques peó · d2 blanques alfil · g2 blanques peó · a1 blanques torre · g1 blanques rei | e8 negres torre · f8 negres torre · g8 negres rei · d7 negres dama · g7 negres peó · h7 negres peó · a6 negres peó · e6 negres peó · f6 negres alfil · b5 negres peó · d5 negres peó · f5 blanques peó · d4 negres peó · e4 blanques peó · g4 blanques dama · a3 blanques peó · c3 blanques peó · d3 blanques peó · h3 blanques peó · c2 blanques peó · d2 blanques alfil · g2 blanques peó · a1 blanques torre · g1 blanques rei | 7 |
| 6 | e8 negres torre · f8 negres torre · g8 negres rei · d7 negres dama · g7 negres peó · h7 negres peó · a6 negres peó · e6 negres peó · f6 negres alfil · b5 negres peó · d5 negres peó · f5 blanques peó · d4 negres peó · e4 blanques peó · g4 blanques dama · a3 blanques peó · c3 blanques peó · d3 blanques peó · h3 blanques peó · c2 blanques peó · d2 blanques alfil · g2 blanques peó · a1 blanques torre · g1 blanques rei | e8 negres torre · f8 negres torre · g8 negres rei · d7 negres dama · g7 negres peó · h7 negres peó · a6 negres peó · e6 negres peó · f6 negres alfil · b5 negres peó · d5 negres peó · f5 blanques peó · d4 negres peó · e4 blanques peó · g4 blanques dama · a3 blanques peó · c3 blanques peó · d3 blanques peó · h3 blanques peó · c2 blanques peó · d2 blanques alfil · g2 blanques peó · a1 blanques torre · g1 blanques rei | e8 negres torre · f8 negres torre · g8 negres rei · d7 negres dama · g7 negres peó · h7 negres peó · a6 negres peó · e6 negres peó · f6 negres alfil · b5 negres peó · d5 negres peó · f5 blanques peó · d4 negres peó · e4 blanques peó · g4 blanques dama · a3 blanques peó · c3 blanques peó · d3 blanques peó · h3 blanques peó · c2 blanques peó · d2 blanques alfil · g2 blanques peó · a1 blanques torre · g1 blanques rei | e8 negres torre · f8 negres torre · g8 negres rei · d7 negres dama · g7 negres peó · h7 negres peó · a6 negres peó · e6 negres peó · f6 negres alfil · b5 negres peó · d5 negres peó · f5 blanques peó · d4 negres peó · e4 blanques peó · g4 blanques dama · a3 blanques peó · c3 blanques peó · d3 blanques peó · h3 blanques peó · c2 blanques peó · d2 blanques alfil · g2 blanques peó · a1 blanques torre · g1 blanques rei | e8 negres torre · f8 negres torre · g8 negres rei · d7 negres dama · g7 negres peó · h7 negres peó · a6 negres peó · e6 negres peó · f6 negres alfil · b5 negres peó · d5 negres peó · f5 blanques peó · d4 negres peó · e4 blanques peó · g4 blanques dama · a3 blanques peó · c3 blanques peó · d3 blanques peó · h3 blanques peó · c2 blanques peó · d2 blanques alfil · g2 blanques peó · a1 blanques torre · g1 blanques rei | e8 negres torre · f8 negres torre · g8 negres rei · d7 negres dama · g7 negres peó · h7 negres peó · a6 negres peó · e6 negres peó · f6 negres alfil · b5 negres peó · d5 negres peó · f5 blanques peó · d4 negres peó · e4 blanques peó · g4 blanques dama · a3 blanques peó · c3 blanques peó · d3 blanques peó · h3 blanques peó · c2 blanques peó · d2 blanques alfil · g2 blanques peó · a1 blanques torre · g1 blanques rei | e8 negres torre · f8 negres torre · g8 negres rei · d7 negres dama · g7 negres peó · h7 negres peó · a6 negres peó · e6 negres peó · f6 negres alfil · b5 negres peó · d5 negres peó · f5 blanques peó · d4 negres peó · e4 blanques peó · g4 blanques dama · a3 blanques peó · c3 blanques peó · d3 blanques peó · h3 blanques peó · c2 blanques peó · d2 blanques alfil · g2 blanques peó · a1 blanques torre · g1 blanques rei | e8 negres torre · f8 negres torre · g8 negres rei · d7 negres dama · g7 negres peó · h7 negres peó · a6 negres peó · e6 negres peó · f6 negres alfil · b5 negres peó · d5 negres peó · f5 blanques peó · d4 negres peó · e4 blanques peó · g4 blanques dama · a3 blanques peó · c3 blanques peó · d3 blanques peó · h3 blanques peó · c2 blanques peó · d2 blanques alfil · g2 blanques peó · a1 blanques torre · g1 blanques rei | 6 |
| 5 | e8 negres torre · f8 negres torre · g8 negres rei · d7 negres dama · g7 negres peó · h7 negres peó · a6 negres peó · e6 negres peó · f6 negres alfil · b5 negres peó · d5 negres peó · f5 blanques peó · d4 negres peó · e4 blanques peó · g4 blanques dama · a3 blanques peó · c3 blanques peó · d3 blanques peó · h3 blanques peó · c2 blanques peó · d2 blanques alfil · g2 blanques peó · a1 blanques torre · g1 blanques rei | e8 negres torre · f8 negres torre · g8 negres rei · d7 negres dama · g7 negres peó · h7 negres peó · a6 negres peó · e6 negres peó · f6 negres alfil · b5 negres peó · d5 negres peó · f5 blanques peó · d4 negres peó · e4 blanques peó · g4 blanques dama · a3 blanques peó · c3 blanques peó · d3 blanques peó · h3 blanques peó · c2 blanques peó · d2 blanques alfil · g2 blanques peó · a1 blanques torre · g1 blanques rei | e8 negres torre · f8 negres torre · g8 negres rei · d7 negres dama · g7 negres peó · h7 negres peó · a6 negres peó · e6 negres peó · f6 negres alfil · b5 negres peó · d5 negres peó · f5 blanques peó · d4 negres peó · e4 blanques peó · g4 blanques dama · a3 blanques peó · c3 blanques peó · d3 blanques peó · h3 blanques peó · c2 blanques peó · d2 blanques alfil · g2 blanques peó · a1 blanques torre · g1 blanques rei | e8 negres torre · f8 negres torre · g8 negres rei · d7 negres dama · g7 negres peó · h7 negres peó · a6 negres peó · e6 negres peó · f6 negres alfil · b5 negres peó · d5 negres peó · f5 blanques peó · d4 negres peó · e4 blanques peó · g4 blanques dama · a3 blanques peó · c3 blanques peó · d3 blanques peó · h3 blanques peó · c2 blanques peó · d2 blanques alfil · g2 blanques peó · a1 blanques torre · g1 blanques rei | e8 negres torre · f8 negres torre · g8 negres rei · d7 negres dama · g7 negres peó · h7 negres peó · a6 negres peó · e6 negres peó · f6 negres alfil · b5 negres peó · d5 negres peó · f5 blanques peó · d4 negres peó · e4 blanques peó · g4 blanques dama · a3 blanques peó · c3 blanques peó · d3 blanques peó · h3 blanques peó · c2 blanques peó · d2 blanques alfil · g2 blanques peó · a1 blanques torre · g1 blanques rei | e8 negres torre · f8 negres torre · g8 negres rei · d7 negres dama · g7 negres peó · h7 negres peó · a6 negres peó · e6 negres peó · f6 negres alfil · b5 negres peó · d5 negres peó · f5 blanques peó · d4 negres peó · e4 blanques peó · g4 blanques dama · a3 blanques peó · c3 blanques peó · d3 blanques peó · h3 blanques peó · c2 blanques peó · d2 blanques alfil · g2 blanques peó · a1 blanques torre · g1 blanques rei | e8 negres torre · f8 negres torre · g8 negres rei · d7 negres dama · g7 negres peó · h7 negres peó · a6 negres peó · e6 negres peó · f6 negres alfil · b5 negres peó · d5 negres peó · f5 blanques peó · d4 negres peó · e4 blanques peó · g4 blanques dama · a3 blanques peó · c3 blanques peó · d3 blanques peó · h3 blanques peó · c2 blanques peó · d2 blanques alfil · g2 blanques peó · a1 blanques torre · g1 blanques rei | e8 negres torre · f8 negres torre · g8 negres rei · d7 negres dama · g7 negres peó · h7 negres peó · a6 negres peó · e6 negres peó · f6 negres alfil · b5 negres peó · d5 negres peó · f5 blanques peó · d4 negres peó · e4 blanques peó · g4 blanques dama · a3 blanques peó · c3 blanques peó · d3 blanques peó · h3 blanques peó · c2 blanques peó · d2 blanques alfil · g2 blanques peó · a1 blanques torre · g1 blanques rei | 5 |
| 4 | e8 negres torre · f8 negres torre · g8 negres rei · d7 negres dama · g7 negres peó · h7 negres peó · a6 negres peó · e6 negres peó · f6 negres alfil · b5 negres peó · d5 negres peó · f5 blanques peó · d4 negres peó · e4 blanques peó · g4 blanques dama · a3 blanques peó · c3 blanques peó · d3 blanques peó · h3 blanques peó · c2 blanques peó · d2 blanques alfil · g2 blanques peó · a1 blanques torre · g1 blanques rei | e8 negres torre · f8 negres torre · g8 negres rei · d7 negres dama · g7 negres peó · h7 negres peó · a6 negres peó · e6 negres peó · f6 negres alfil · b5 negres peó · d5 negres peó · f5 blanques peó · d4 negres peó · e4 blanques peó · g4 blanques dama · a3 blanques peó · c3 blanques peó · d3 blanques peó · h3 blanques peó · c2 blanques peó · d2 blanques alfil · g2 blanques peó · a1 blanques torre · g1 blanques rei | e8 negres torre · f8 negres torre · g8 negres rei · d7 negres dama · g7 negres peó · h7 negres peó · a6 negres peó · e6 negres peó · f6 negres alfil · b5 negres peó · d5 negres peó · f5 blanques peó · d4 negres peó · e4 blanques peó · g4 blanques dama · a3 blanques peó · c3 blanques peó · d3 blanques peó · h3 blanques peó · c2 blanques peó · d2 blanques alfil · g2 blanques peó · a1 blanques torre · g1 blanques rei | e8 negres torre · f8 negres torre · g8 negres rei · d7 negres dama · g7 negres peó · h7 negres peó · a6 negres peó · e6 negres peó · f6 negres alfil · b5 negres peó · d5 negres peó · f5 blanques peó · d4 negres peó · e4 blanques peó · g4 blanques dama · a3 blanques peó · c3 blanques peó · d3 blanques peó · h3 blanques peó · c2 blanques peó · d2 blanques alfil · g2 blanques peó · a1 blanques torre · g1 blanques rei | e8 negres torre · f8 negres torre · g8 negres rei · d7 negres dama · g7 negres peó · h7 negres peó · a6 negres peó · e6 negres peó · f6 negres alfil · b5 negres peó · d5 negres peó · f5 blanques peó · d4 negres peó · e4 blanques peó · g4 blanques dama · a3 blanques peó · c3 blanques peó · d3 blanques peó · h3 blanques peó · c2 blanques peó · d2 blanques alfil · g2 blanques peó · a1 blanques torre · g1 blanques rei | e8 negres torre · f8 negres torre · g8 negres rei · d7 negres dama · g7 negres peó · h7 negres peó · a6 negres peó · e6 negres peó · f6 negres alfil · b5 negres peó · d5 negres peó · f5 blanques peó · d4 negres peó · e4 blanques peó · g4 blanques dama · a3 blanques peó · c3 blanques peó · d3 blanques peó · h3 blanques peó · c2 blanques peó · d2 blanques alfil · g2 blanques peó · a1 blanques torre · g1 blanques rei | e8 negres torre · f8 negres torre · g8 negres rei · d7 negres dama · g7 negres peó · h7 negres peó · a6 negres peó · e6 negres peó · f6 negres alfil · b5 negres peó · d5 negres peó · f5 blanques peó · d4 negres peó · e4 blanques peó · g4 blanques dama · a3 blanques peó · c3 blanques peó · d3 blanques peó · h3 blanques peó · c2 blanques peó · d2 blanques alfil · g2 blanques peó · a1 blanques torre · g1 blanques rei | e8 negres torre · f8 negres torre · g8 negres rei · d7 negres dama · g7 negres peó · h7 negres peó · a6 negres peó · e6 negres peó · f6 negres alfil · b5 negres peó · d5 negres peó · f5 blanques peó · d4 negres peó · e4 blanques peó · g4 blanques dama · a3 blanques peó · c3 blanques peó · d3 blanques peó · h3 blanques peó · c2 blanques peó · d2 blanques alfil · g2 blanques peó · a1 blanques torre · g1 blanques rei | 4 |
| 3 | e8 negres torre · f8 negres torre · g8 negres rei · d7 negres dama · g7 negres peó · h7 negres peó · a6 negres peó · e6 negres peó · f6 negres alfil · b5 negres peó · d5 negres peó · f5 blanques peó · d4 negres peó · e4 blanques peó · g4 blanques dama · a3 blanques peó · c3 blanques peó · d3 blanques peó · h3 blanques peó · c2 blanques peó · d2 blanques alfil · g2 blanques peó · a1 blanques torre · g1 blanques rei | e8 negres torre · f8 negres torre · g8 negres rei · d7 negres dama · g7 negres peó · h7 negres peó · a6 negres peó · e6 negres peó · f6 negres alfil · b5 negres peó · d5 negres peó · f5 blanques peó · d4 negres peó · e4 blanques peó · g4 blanques dama · a3 blanques peó · c3 blanques peó · d3 blanques peó · h3 blanques peó · c2 blanques peó · d2 blanques alfil · g2 blanques peó · a1 blanques torre · g1 blanques rei | e8 negres torre · f8 negres torre · g8 negres rei · d7 negres dama · g7 negres peó · h7 negres peó · a6 negres peó · e6 negres peó · f6 negres alfil · b5 negres peó · d5 negres peó · f5 blanques peó · d4 negres peó · e4 blanques peó · g4 blanques dama · a3 blanques peó · c3 blanques peó · d3 blanques peó · h3 blanques peó · c2 blanques peó · d2 blanques alfil · g2 blanques peó · a1 blanques torre · g1 blanques rei | e8 negres torre · f8 negres torre · g8 negres rei · d7 negres dama · g7 negres peó · h7 negres peó · a6 negres peó · e6 negres peó · f6 negres alfil · b5 negres peó · d5 negres peó · f5 blanques peó · d4 negres peó · e4 blanques peó · g4 blanques dama · a3 blanques peó · c3 blanques peó · d3 blanques peó · h3 blanques peó · c2 blanques peó · d2 blanques alfil · g2 blanques peó · a1 blanques torre · g1 blanques rei | e8 negres torre · f8 negres torre · g8 negres rei · d7 negres dama · g7 negres peó · h7 negres peó · a6 negres peó · e6 negres peó · f6 negres alfil · b5 negres peó · d5 negres peó · f5 blanques peó · d4 negres peó · e4 blanques peó · g4 blanques dama · a3 blanques peó · c3 blanques peó · d3 blanques peó · h3 blanques peó · c2 blanques peó · d2 blanques alfil · g2 blanques peó · a1 blanques torre · g1 blanques rei | e8 negres torre · f8 negres torre · g8 negres rei · d7 negres dama · g7 negres peó · h7 negres peó · a6 negres peó · e6 negres peó · f6 negres alfil · b5 negres peó · d5 negres peó · f5 blanques peó · d4 negres peó · e4 blanques peó · g4 blanques dama · a3 blanques peó · c3 blanques peó · d3 blanques peó · h3 blanques peó · c2 blanques peó · d2 blanques alfil · g2 blanques peó · a1 blanques torre · g1 blanques rei | e8 negres torre · f8 negres torre · g8 negres rei · d7 negres dama · g7 negres peó · h7 negres peó · a6 negres peó · e6 negres peó · f6 negres alfil · b5 negres peó · d5 negres peó · f5 blanques peó · d4 negres peó · e4 blanques peó · g4 blanques dama · a3 blanques peó · c3 blanques peó · d3 blanques peó · h3 blanques peó · c2 blanques peó · d2 blanques alfil · g2 blanques peó · a1 blanques torre · g1 blanques rei | e8 negres torre · f8 negres torre · g8 negres rei · d7 negres dama · g7 negres peó · h7 negres peó · a6 negres peó · e6 negres peó · f6 negres alfil · b5 negres peó · d5 negres peó · f5 blanques peó · d4 negres peó · e4 blanques peó · g4 blanques dama · a3 blanques peó · c3 blanques peó · d3 blanques peó · h3 blanques peó · c2 blanques peó · d2 blanques alfil · g2 blanques peó · a1 blanques torre · g1 blanques rei | 3 |
| 2 | e8 negres torre · f8 negres torre · g8 negres rei · d7 negres dama · g7 negres peó · h7 negres peó · a6 negres peó · e6 negres peó · f6 negres alfil · b5 negres peó · d5 negres peó · f5 blanques peó · d4 negres peó · e4 blanques peó · g4 blanques dama · a3 blanques peó · c3 blanques peó · d3 blanques peó · h3 blanques peó · c2 blanques peó · d2 blanques alfil · g2 blanques peó · a1 blanques torre · g1 blanques rei | e8 negres torre · f8 negres torre · g8 negres rei · d7 negres dama · g7 negres peó · h7 negres peó · a6 negres peó · e6 negres peó · f6 negres alfil · b5 negres peó · d5 negres peó · f5 blanques peó · d4 negres peó · e4 blanques peó · g4 blanques dama · a3 blanques peó · c3 blanques peó · d3 blanques peó · h3 blanques peó · c2 blanques peó · d2 blanques alfil · g2 blanques peó · a1 blanques torre · g1 blanques rei | e8 negres torre · f8 negres torre · g8 negres rei · d7 negres dama · g7 negres peó · h7 negres peó · a6 negres peó · e6 negres peó · f6 negres alfil · b5 negres peó · d5 negres peó · f5 blanques peó · d4 negres peó · e4 blanques peó · g4 blanques dama · a3 blanques peó · c3 blanques peó · d3 blanques peó · h3 blanques peó · c2 blanques peó · d2 blanques alfil · g2 blanques peó · a1 blanques torre · g1 blanques rei | e8 negres torre · f8 negres torre · g8 negres rei · d7 negres dama · g7 negres peó · h7 negres peó · a6 negres peó · e6 negres peó · f6 negres alfil · b5 negres peó · d5 negres peó · f5 blanques peó · d4 negres peó · e4 blanques peó · g4 blanques dama · a3 blanques peó · c3 blanques peó · d3 blanques peó · h3 blanques peó · c2 blanques peó · d2 blanques alfil · g2 blanques peó · a1 blanques torre · g1 blanques rei | e8 negres torre · f8 negres torre · g8 negres rei · d7 negres dama · g7 negres peó · h7 negres peó · a6 negres peó · e6 negres peó · f6 negres alfil · b5 negres peó · d5 negres peó · f5 blanques peó · d4 negres peó · e4 blanques peó · g4 blanques dama · a3 blanques peó · c3 blanques peó · d3 blanques peó · h3 blanques peó · c2 blanques peó · d2 blanques alfil · g2 blanques peó · a1 blanques torre · g1 blanques rei | e8 negres torre · f8 negres torre · g8 negres rei · d7 negres dama · g7 negres peó · h7 negres peó · a6 negres peó · e6 negres peó · f6 negres alfil · b5 negres peó · d5 negres peó · f5 blanques peó · d4 negres peó · e4 blanques peó · g4 blanques dama · a3 blanques peó · c3 blanques peó · d3 blanques peó · h3 blanques peó · c2 blanques peó · d2 blanques alfil · g2 blanques peó · a1 blanques torre · g1 blanques rei | e8 negres torre · f8 negres torre · g8 negres rei · d7 negres dama · g7 negres peó · h7 negres peó · a6 negres peó · e6 negres peó · f6 negres alfil · b5 negres peó · d5 negres peó · f5 blanques peó · d4 negres peó · e4 blanques peó · g4 blanques dama · a3 blanques peó · c3 blanques peó · d3 blanques peó · h3 blanques peó · c2 blanques peó · d2 blanques alfil · g2 blanques peó · a1 blanques torre · g1 blanques rei | e8 negres torre · f8 negres torre · g8 negres rei · d7 negres dama · g7 negres peó · h7 negres peó · a6 negres peó · e6 negres peó · f6 negres alfil · b5 negres peó · d5 negres peó · f5 blanques peó · d4 negres peó · e4 blanques peó · g4 blanques dama · a3 blanques peó · c3 blanques peó · d3 blanques peó · h3 blanques peó · c2 blanques peó · d2 blanques alfil · g2 blanques peó · a1 blanques torre · g1 blanques rei | 2 |
| 1 | e8 negres torre · f8 negres torre · g8 negres rei · d7 negres dama · g7 negres peó · h7 negres peó · a6 negres peó · e6 negres peó · f6 negres alfil · b5 negres peó · d5 negres peó · f5 blanques peó · d4 negres peó · e4 blanques peó · g4 blanques dama · a3 blanques peó · c3 blanques peó · d3 blanques peó · h3 blanques peó · c2 blanques peó · d2 blanques alfil · g2 blanques peó · a1 blanques torre · g1 blanques rei | e8 negres torre · f8 negres torre · g8 negres rei · d7 negres dama · g7 negres peó · h7 negres peó · a6 negres peó · e6 negres peó · f6 negres alfil · b5 negres peó · d5 negres peó · f5 blanques peó · d4 negres peó · e4 blanques peó · g4 blanques dama · a3 blanques peó · c3 blanques peó · d3 blanques peó · h3 blanques peó · c2 blanques peó · d2 blanques alfil · g2 blanques peó · a1 blanques torre · g1 blanques rei | e8 negres torre · f8 negres torre · g8 negres rei · d7 negres dama · g7 negres peó · h7 negres peó · a6 negres peó · e6 negres peó · f6 negres alfil · b5 negres peó · d5 negres peó · f5 blanques peó · d4 negres peó · e4 blanques peó · g4 blanques dama · a3 blanques peó · c3 blanques peó · d3 blanques peó · h3 blanques peó · c2 blanques peó · d2 blanques alfil · g2 blanques peó · a1 blanques torre · g1 blanques rei | e8 negres torre · f8 negres torre · g8 negres rei · d7 negres dama · g7 negres peó · h7 negres peó · a6 negres peó · e6 negres peó · f6 negres alfil · b5 negres peó · d5 negres peó · f5 blanques peó · d4 negres peó · e4 blanques peó · g4 blanques dama · a3 blanques peó · c3 blanques peó · d3 blanques peó · h3 blanques peó · c2 blanques peó · d2 blanques alfil · g2 blanques peó · a1 blanques torre · g1 blanques rei | e8 negres torre · f8 negres torre · g8 negres rei · d7 negres dama · g7 negres peó · h7 negres peó · a6 negres peó · e6 negres peó · f6 negres alfil · b5 negres peó · d5 negres peó · f5 blanques peó · d4 negres peó · e4 blanques peó · g4 blanques dama · a3 blanques peó · c3 blanques peó · d3 blanques peó · h3 blanques peó · c2 blanques peó · d2 blanques alfil · g2 blanques peó · a1 blanques torre · g1 blanques rei | e8 negres torre · f8 negres torre · g8 negres rei · d7 negres dama · g7 negres peó · h7 negres peó · a6 negres peó · e6 negres peó · f6 negres alfil · b5 negres peó · d5 negres peó · f5 blanques peó · d4 negres peó · e4 blanques peó · g4 blanques dama · a3 blanques peó · c3 blanques peó · d3 blanques peó · h3 blanques peó · c2 blanques peó · d2 blanques alfil · g2 blanques peó · a1 blanques torre · g1 blanques rei | e8 negres torre · f8 negres torre · g8 negres rei · d7 negres dama · g7 negres peó · h7 negres peó · a6 negres peó · e6 negres peó · f6 negres alfil · b5 negres peó · d5 negres peó · f5 blanques peó · d4 negres peó · e4 blanques peó · g4 blanques dama · a3 blanques peó · c3 blanques peó · d3 blanques peó · h3 blanques peó · c2 blanques peó · d2 blanques alfil · g2 blanques peó · a1 blanques torre · g1 blanques rei | e8 negres torre · f8 negres torre · g8 negres rei · d7 negres dama · g7 negres peó · h7 negres peó · a6 negres peó · e6 negres peó · f6 negres alfil · b5 negres peó · d5 negres peó · f5 blanques peó · d4 negres peó · e4 blanques peó · g4 blanques dama · a3 blanques peó · c3 blanques peó · d3 blanques peó · h3 blanques peó · c2 blanques peó · d2 blanques alfil · g2 blanques peó · a1 blanques torre · g1 blanques rei | 1 |
|   | a | b | c | d | e | f | g | h |   |

A falta d'una partida per a finalitzar el matx, Kariakin jugà amb les blanques sense poder executar cap pressió sobre les negres. Carlsen impressionà amb una gran idea amb 19...d5 que li donà la iniciativa però no fou suficient per a guanyar la partida, que acabà en taules després de 34 moviments i poc més de tres hores.
Obertura Ruy López (ECO C84) 
1.e4 e5 2. Cf3 Cc6 3. Ab5 a6 4. Aa4 Cf6 5. 0-0 Ae7 6. d3 b5 7. Ab3 d6 8. a3 O-O 9. Cc3 Ae6 10. Cd5 Cd4 11. Cxd4 exd4 12. Cxf6+ Axf6 13. Axe6 fxe6 14. f4 c5 15. Dg4 Dd7 16. f5 Tae8 17. Ad2 c4 18. h3 c3 19. bxc3 d5 (vegeu el diagrama) 20. Cg5 Cxg5 21. Dxg5 dxe4 22. fxe6 Txf1+ 23. Txf1 Dxe6 24. cxd4 e3 25. Te1 h6 26. Dh5 e2 27. Df3 a5 28. c3 Da2 29. Dc6 Te6 30. Dc8+ Rh7 31. c4 Dd2 32. Dxe6 Dxe1+ 33. Rh2 Df2 34. De4+ ½-½

#### Partida 12, Carlsen-Kariakin, ½–½
|   | a | b | c | d | e | f | g | h |   |
| 8 | b7 negres peó · e7 negres alfil · h7 negres peó · a6 negres peó · c6 negres peó · e6 negres rei · f6 negres peó · g6 negres peó · d5 negres peó · a4 blanques peó · d4 blanques peó · f4 blanques alfil · g4 blanques peó · c3 blanques peó · d3 blanques rei · f3 blanques peó · h3 blanques peó · b2 blanques peó | b7 negres peó · e7 negres alfil · h7 negres peó · a6 negres peó · c6 negres peó · e6 negres rei · f6 negres peó · g6 negres peó · d5 negres peó · a4 blanques peó · d4 blanques peó · f4 blanques alfil · g4 blanques peó · c3 blanques peó · d3 blanques rei · f3 blanques peó · h3 blanques peó · b2 blanques peó | b7 negres peó · e7 negres alfil · h7 negres peó · a6 negres peó · c6 negres peó · e6 negres rei · f6 negres peó · g6 negres peó · d5 negres peó · a4 blanques peó · d4 blanques peó · f4 blanques alfil · g4 blanques peó · c3 blanques peó · d3 blanques rei · f3 blanques peó · h3 blanques peó · b2 blanques peó | b7 negres peó · e7 negres alfil · h7 negres peó · a6 negres peó · c6 negres peó · e6 negres rei · f6 negres peó · g6 negres peó · d5 negres peó · a4 blanques peó · d4 blanques peó · f4 blanques alfil · g4 blanques peó · c3 blanques peó · d3 blanques rei · f3 blanques peó · h3 blanques peó · b2 blanques peó | b7 negres peó · e7 negres alfil · h7 negres peó · a6 negres peó · c6 negres peó · e6 negres rei · f6 negres peó · g6 negres peó · d5 negres peó · a4 blanques peó · d4 blanques peó · f4 blanques alfil · g4 blanques peó · c3 blanques peó · d3 blanques rei · f3 blanques peó · h3 blanques peó · b2 blanques peó | b7 negres peó · e7 negres alfil · h7 negres peó · a6 negres peó · c6 negres peó · e6 negres rei · f6 negres peó · g6 negres peó · d5 negres peó · a4 blanques peó · d4 blanques peó · f4 blanques alfil · g4 blanques peó · c3 blanques peó · d3 blanques rei · f3 blanques peó · h3 blanques peó · b2 blanques peó | b7 negres peó · e7 negres alfil · h7 negres peó · a6 negres peó · c6 negres peó · e6 negres rei · f6 negres peó · g6 negres peó · d5 negres peó · a4 blanques peó · d4 blanques peó · f4 blanques alfil · g4 blanques peó · c3 blanques peó · d3 blanques rei · f3 blanques peó · h3 blanques peó · b2 blanques peó | b7 negres peó · e7 negres alfil · h7 negres peó · a6 negres peó · c6 negres peó · e6 negres rei · f6 negres peó · g6 negres peó · d5 negres peó · a4 blanques peó · d4 blanques peó · f4 blanques alfil · g4 blanques peó · c3 blanques peó · d3 blanques rei · f3 blanques peó · h3 blanques peó · b2 blanques peó | 8 |
| 7 | b7 negres peó · e7 negres alfil · h7 negres peó · a6 negres peó · c6 negres peó · e6 negres rei · f6 negres peó · g6 negres peó · d5 negres peó · a4 blanques peó · d4 blanques peó · f4 blanques alfil · g4 blanques peó · c3 blanques peó · d3 blanques rei · f3 blanques peó · h3 blanques peó · b2 blanques peó | b7 negres peó · e7 negres alfil · h7 negres peó · a6 negres peó · c6 negres peó · e6 negres rei · f6 negres peó · g6 negres peó · d5 negres peó · a4 blanques peó · d4 blanques peó · f4 blanques alfil · g4 blanques peó · c3 blanques peó · d3 blanques rei · f3 blanques peó · h3 blanques peó · b2 blanques peó | b7 negres peó · e7 negres alfil · h7 negres peó · a6 negres peó · c6 negres peó · e6 negres rei · f6 negres peó · g6 negres peó · d5 negres peó · a4 blanques peó · d4 blanques peó · f4 blanques alfil · g4 blanques peó · c3 blanques peó · d3 blanques rei · f3 blanques peó · h3 blanques peó · b2 blanques peó | b7 negres peó · e7 negres alfil · h7 negres peó · a6 negres peó · c6 negres peó · e6 negres rei · f6 negres peó · g6 negres peó · d5 negres peó · a4 blanques peó · d4 blanques peó · f4 blanques alfil · g4 blanques peó · c3 blanques peó · d3 blanques rei · f3 blanques peó · h3 blanques peó · b2 blanques peó | b7 negres peó · e7 negres alfil · h7 negres peó · a6 negres peó · c6 negres peó · e6 negres rei · f6 negres peó · g6 negres peó · d5 negres peó · a4 blanques peó · d4 blanques peó · f4 blanques alfil · g4 blanques peó · c3 blanques peó · d3 blanques rei · f3 blanques peó · h3 blanques peó · b2 blanques peó | b7 negres peó · e7 negres alfil · h7 negres peó · a6 negres peó · c6 negres peó · e6 negres rei · f6 negres peó · g6 negres peó · d5 negres peó · a4 blanques peó · d4 blanques peó · f4 blanques alfil · g4 blanques peó · c3 blanques peó · d3 blanques rei · f3 blanques peó · h3 blanques peó · b2 blanques peó | b7 negres peó · e7 negres alfil · h7 negres peó · a6 negres peó · c6 negres peó · e6 negres rei · f6 negres peó · g6 negres peó · d5 negres peó · a4 blanques peó · d4 blanques peó · f4 blanques alfil · g4 blanques peó · c3 blanques peó · d3 blanques rei · f3 blanques peó · h3 blanques peó · b2 blanques peó | b7 negres peó · e7 negres alfil · h7 negres peó · a6 negres peó · c6 negres peó · e6 negres rei · f6 negres peó · g6 negres peó · d5 negres peó · a4 blanques peó · d4 blanques peó · f4 blanques alfil · g4 blanques peó · c3 blanques peó · d3 blanques rei · f3 blanques peó · h3 blanques peó · b2 blanques peó | 7 |
| 6 | b7 negres peó · e7 negres alfil · h7 negres peó · a6 negres peó · c6 negres peó · e6 negres rei · f6 negres peó · g6 negres peó · d5 negres peó · a4 blanques peó · d4 blanques peó · f4 blanques alfil · g4 blanques peó · c3 blanques peó · d3 blanques rei · f3 blanques peó · h3 blanques peó · b2 blanques peó | b7 negres peó · e7 negres alfil · h7 negres peó · a6 negres peó · c6 negres peó · e6 negres rei · f6 negres peó · g6 negres peó · d5 negres peó · a4 blanques peó · d4 blanques peó · f4 blanques alfil · g4 blanques peó · c3 blanques peó · d3 blanques rei · f3 blanques peó · h3 blanques peó · b2 blanques peó | b7 negres peó · e7 negres alfil · h7 negres peó · a6 negres peó · c6 negres peó · e6 negres rei · f6 negres peó · g6 negres peó · d5 negres peó · a4 blanques peó · d4 blanques peó · f4 blanques alfil · g4 blanques peó · c3 blanques peó · d3 blanques rei · f3 blanques peó · h3 blanques peó · b2 blanques peó | b7 negres peó · e7 negres alfil · h7 negres peó · a6 negres peó · c6 negres peó · e6 negres rei · f6 negres peó · g6 negres peó · d5 negres peó · a4 blanques peó · d4 blanques peó · f4 blanques alfil · g4 blanques peó · c3 blanques peó · d3 blanques rei · f3 blanques peó · h3 blanques peó · b2 blanques peó | b7 negres peó · e7 negres alfil · h7 negres peó · a6 negres peó · c6 negres peó · e6 negres rei · f6 negres peó · g6 negres peó · d5 negres peó · a4 blanques peó · d4 blanques peó · f4 blanques alfil · g4 blanques peó · c3 blanques peó · d3 blanques rei · f3 blanques peó · h3 blanques peó · b2 blanques peó | b7 negres peó · e7 negres alfil · h7 negres peó · a6 negres peó · c6 negres peó · e6 negres rei · f6 negres peó · g6 negres peó · d5 negres peó · a4 blanques peó · d4 blanques peó · f4 blanques alfil · g4 blanques peó · c3 blanques peó · d3 blanques rei · f3 blanques peó · h3 blanques peó · b2 blanques peó | b7 negres peó · e7 negres alfil · h7 negres peó · a6 negres peó · c6 negres peó · e6 negres rei · f6 negres peó · g6 negres peó · d5 negres peó · a4 blanques peó · d4 blanques peó · f4 blanques alfil · g4 blanques peó · c3 blanques peó · d3 blanques rei · f3 blanques peó · h3 blanques peó · b2 blanques peó | b7 negres peó · e7 negres alfil · h7 negres peó · a6 negres peó · c6 negres peó · e6 negres rei · f6 negres peó · g6 negres peó · d5 negres peó · a4 blanques peó · d4 blanques peó · f4 blanques alfil · g4 blanques peó · c3 blanques peó · d3 blanques rei · f3 blanques peó · h3 blanques peó · b2 blanques peó | 6 |
| 5 | b7 negres peó · e7 negres alfil · h7 negres peó · a6 negres peó · c6 negres peó · e6 negres rei · f6 negres peó · g6 negres peó · d5 negres peó · a4 blanques peó · d4 blanques peó · f4 blanques alfil · g4 blanques peó · c3 blanques peó · d3 blanques rei · f3 blanques peó · h3 blanques peó · b2 blanques peó | b7 negres peó · e7 negres alfil · h7 negres peó · a6 negres peó · c6 negres peó · e6 negres rei · f6 negres peó · g6 negres peó · d5 negres peó · a4 blanques peó · d4 blanques peó · f4 blanques alfil · g4 blanques peó · c3 blanques peó · d3 blanques rei · f3 blanques peó · h3 blanques peó · b2 blanques peó | b7 negres peó · e7 negres alfil · h7 negres peó · a6 negres peó · c6 negres peó · e6 negres rei · f6 negres peó · g6 negres peó · d5 negres peó · a4 blanques peó · d4 blanques peó · f4 blanques alfil · g4 blanques peó · c3 blanques peó · d3 blanques rei · f3 blanques peó · h3 blanques peó · b2 blanques peó | b7 negres peó · e7 negres alfil · h7 negres peó · a6 negres peó · c6 negres peó · e6 negres rei · f6 negres peó · g6 negres peó · d5 negres peó · a4 blanques peó · d4 blanques peó · f4 blanques alfil · g4 blanques peó · c3 blanques peó · d3 blanques rei · f3 blanques peó · h3 blanques peó · b2 blanques peó | b7 negres peó · e7 negres alfil · h7 negres peó · a6 negres peó · c6 negres peó · e6 negres rei · f6 negres peó · g6 negres peó · d5 negres peó · a4 blanques peó · d4 blanques peó · f4 blanques alfil · g4 blanques peó · c3 blanques peó · d3 blanques rei · f3 blanques peó · h3 blanques peó · b2 blanques peó | b7 negres peó · e7 negres alfil · h7 negres peó · a6 negres peó · c6 negres peó · e6 negres rei · f6 negres peó · g6 negres peó · d5 negres peó · a4 blanques peó · d4 blanques peó · f4 blanques alfil · g4 blanques peó · c3 blanques peó · d3 blanques rei · f3 blanques peó · h3 blanques peó · b2 blanques peó | b7 negres peó · e7 negres alfil · h7 negres peó · a6 negres peó · c6 negres peó · e6 negres rei · f6 negres peó · g6 negres peó · d5 negres peó · a4 blanques peó · d4 blanques peó · f4 blanques alfil · g4 blanques peó · c3 blanques peó · d3 blanques rei · f3 blanques peó · h3 blanques peó · b2 blanques peó | b7 negres peó · e7 negres alfil · h7 negres peó · a6 negres peó · c6 negres peó · e6 negres rei · f6 negres peó · g6 negres peó · d5 negres peó · a4 blanques peó · d4 blanques peó · f4 blanques alfil · g4 blanques peó · c3 blanques peó · d3 blanques rei · f3 blanques peó · h3 blanques peó · b2 blanques peó | 5 |
| 4 | b7 negres peó · e7 negres alfil · h7 negres peó · a6 negres peó · c6 negres peó · e6 negres rei · f6 negres peó · g6 negres peó · d5 negres peó · a4 blanques peó · d4 blanques peó · f4 blanques alfil · g4 blanques peó · c3 blanques peó · d3 blanques rei · f3 blanques peó · h3 blanques peó · b2 blanques peó | b7 negres peó · e7 negres alfil · h7 negres peó · a6 negres peó · c6 negres peó · e6 negres rei · f6 negres peó · g6 negres peó · d5 negres peó · a4 blanques peó · d4 blanques peó · f4 blanques alfil · g4 blanques peó · c3 blanques peó · d3 blanques rei · f3 blanques peó · h3 blanques peó · b2 blanques peó | b7 negres peó · e7 negres alfil · h7 negres peó · a6 negres peó · c6 negres peó · e6 negres rei · f6 negres peó · g6 negres peó · d5 negres peó · a4 blanques peó · d4 blanques peó · f4 blanques alfil · g4 blanques peó · c3 blanques peó · d3 blanques rei · f3 blanques peó · h3 blanques peó · b2 blanques peó | b7 negres peó · e7 negres alfil · h7 negres peó · a6 negres peó · c6 negres peó · e6 negres rei · f6 negres peó · g6 negres peó · d5 negres peó · a4 blanques peó · d4 blanques peó · f4 blanques alfil · g4 blanques peó · c3 blanques peó · d3 blanques rei · f3 blanques peó · h3 blanques peó · b2 blanques peó | b7 negres peó · e7 negres alfil · h7 negres peó · a6 negres peó · c6 negres peó · e6 negres rei · f6 negres peó · g6 negres peó · d5 negres peó · a4 blanques peó · d4 blanques peó · f4 blanques alfil · g4 blanques peó · c3 blanques peó · d3 blanques rei · f3 blanques peó · h3 blanques peó · b2 blanques peó | b7 negres peó · e7 negres alfil · h7 negres peó · a6 negres peó · c6 negres peó · e6 negres rei · f6 negres peó · g6 negres peó · d5 negres peó · a4 blanques peó · d4 blanques peó · f4 blanques alfil · g4 blanques peó · c3 blanques peó · d3 blanques rei · f3 blanques peó · h3 blanques peó · b2 blanques peó | b7 negres peó · e7 negres alfil · h7 negres peó · a6 negres peó · c6 negres peó · e6 negres rei · f6 negres peó · g6 negres peó · d5 negres peó · a4 blanques peó · d4 blanques peó · f4 blanques alfil · g4 blanques peó · c3 blanques peó · d3 blanques rei · f3 blanques peó · h3 blanques peó · b2 blanques peó | b7 negres peó · e7 negres alfil · h7 negres peó · a6 negres peó · c6 negres peó · e6 negres rei · f6 negres peó · g6 negres peó · d5 negres peó · a4 blanques peó · d4 blanques peó · f4 blanques alfil · g4 blanques peó · c3 blanques peó · d3 blanques rei · f3 blanques peó · h3 blanques peó · b2 blanques peó | 4 |
| 3 | b7 negres peó · e7 negres alfil · h7 negres peó · a6 negres peó · c6 negres peó · e6 negres rei · f6 negres peó · g6 negres peó · d5 negres peó · a4 blanques peó · d4 blanques peó · f4 blanques alfil · g4 blanques peó · c3 blanques peó · d3 blanques rei · f3 blanques peó · h3 blanques peó · b2 blanques peó | b7 negres peó · e7 negres alfil · h7 negres peó · a6 negres peó · c6 negres peó · e6 negres rei · f6 negres peó · g6 negres peó · d5 negres peó · a4 blanques peó · d4 blanques peó · f4 blanques alfil · g4 blanques peó · c3 blanques peó · d3 blanques rei · f3 blanques peó · h3 blanques peó · b2 blanques peó | b7 negres peó · e7 negres alfil · h7 negres peó · a6 negres peó · c6 negres peó · e6 negres rei · f6 negres peó · g6 negres peó · d5 negres peó · a4 blanques peó · d4 blanques peó · f4 blanques alfil · g4 blanques peó · c3 blanques peó · d3 blanques rei · f3 blanques peó · h3 blanques peó · b2 blanques peó | b7 negres peó · e7 negres alfil · h7 negres peó · a6 negres peó · c6 negres peó · e6 negres rei · f6 negres peó · g6 negres peó · d5 negres peó · a4 blanques peó · d4 blanques peó · f4 blanques alfil · g4 blanques peó · c3 blanques peó · d3 blanques rei · f3 blanques peó · h3 blanques peó · b2 blanques peó | b7 negres peó · e7 negres alfil · h7 negres peó · a6 negres peó · c6 negres peó · e6 negres rei · f6 negres peó · g6 negres peó · d5 negres peó · a4 blanques peó · d4 blanques peó · f4 blanques alfil · g4 blanques peó · c3 blanques peó · d3 blanques rei · f3 blanques peó · h3 blanques peó · b2 blanques peó | b7 negres peó · e7 negres alfil · h7 negres peó · a6 negres peó · c6 negres peó · e6 negres rei · f6 negres peó · g6 negres peó · d5 negres peó · a4 blanques peó · d4 blanques peó · f4 blanques alfil · g4 blanques peó · c3 blanques peó · d3 blanques rei · f3 blanques peó · h3 blanques peó · b2 blanques peó | b7 negres peó · e7 negres alfil · h7 negres peó · a6 negres peó · c6 negres peó · e6 negres rei · f6 negres peó · g6 negres peó · d5 negres peó · a4 blanques peó · d4 blanques peó · f4 blanques alfil · g4 blanques peó · c3 blanques peó · d3 blanques rei · f3 blanques peó · h3 blanques peó · b2 blanques peó | b7 negres peó · e7 negres alfil · h7 negres peó · a6 negres peó · c6 negres peó · e6 negres rei · f6 negres peó · g6 negres peó · d5 negres peó · a4 blanques peó · d4 blanques peó · f4 blanques alfil · g4 blanques peó · c3 blanques peó · d3 blanques rei · f3 blanques peó · h3 blanques peó · b2 blanques peó | 3 |
| 2 | b7 negres peó · e7 negres alfil · h7 negres peó · a6 negres peó · c6 negres peó · e6 negres rei · f6 negres peó · g6 negres peó · d5 negres peó · a4 blanques peó · d4 blanques peó · f4 blanques alfil · g4 blanques peó · c3 blanques peó · d3 blanques rei · f3 blanques peó · h3 blanques peó · b2 blanques peó | b7 negres peó · e7 negres alfil · h7 negres peó · a6 negres peó · c6 negres peó · e6 negres rei · f6 negres peó · g6 negres peó · d5 negres peó · a4 blanques peó · d4 blanques peó · f4 blanques alfil · g4 blanques peó · c3 blanques peó · d3 blanques rei · f3 blanques peó · h3 blanques peó · b2 blanques peó | b7 negres peó · e7 negres alfil · h7 negres peó · a6 negres peó · c6 negres peó · e6 negres rei · f6 negres peó · g6 negres peó · d5 negres peó · a4 blanques peó · d4 blanques peó · f4 blanques alfil · g4 blanques peó · c3 blanques peó · d3 blanques rei · f3 blanques peó · h3 blanques peó · b2 blanques peó | b7 negres peó · e7 negres alfil · h7 negres peó · a6 negres peó · c6 negres peó · e6 negres rei · f6 negres peó · g6 negres peó · d5 negres peó · a4 blanques peó · d4 blanques peó · f4 blanques alfil · g4 blanques peó · c3 blanques peó · d3 blanques rei · f3 blanques peó · h3 blanques peó · b2 blanques peó | b7 negres peó · e7 negres alfil · h7 negres peó · a6 negres peó · c6 negres peó · e6 negres rei · f6 negres peó · g6 negres peó · d5 negres peó · a4 blanques peó · d4 blanques peó · f4 blanques alfil · g4 blanques peó · c3 blanques peó · d3 blanques rei · f3 blanques peó · h3 blanques peó · b2 blanques peó | b7 negres peó · e7 negres alfil · h7 negres peó · a6 negres peó · c6 negres peó · e6 negres rei · f6 negres peó · g6 negres peó · d5 negres peó · a4 blanques peó · d4 blanques peó · f4 blanques alfil · g4 blanques peó · c3 blanques peó · d3 blanques rei · f3 blanques peó · h3 blanques peó · b2 blanques peó | b7 negres peó · e7 negres alfil · h7 negres peó · a6 negres peó · c6 negres peó · e6 negres rei · f6 negres peó · g6 negres peó · d5 negres peó · a4 blanques peó · d4 blanques peó · f4 blanques alfil · g4 blanques peó · c3 blanques peó · d3 blanques rei · f3 blanques peó · h3 blanques peó · b2 blanques peó | b7 negres peó · e7 negres alfil · h7 negres peó · a6 negres peó · c6 negres peó · e6 negres rei · f6 negres peó · g6 negres peó · d5 negres peó · a4 blanques peó · d4 blanques peó · f4 blanques alfil · g4 blanques peó · c3 blanques peó · d3 blanques rei · f3 blanques peó · h3 blanques peó · b2 blanques peó | 2 |
| 1 | b7 negres peó · e7 negres alfil · h7 negres peó · a6 negres peó · c6 negres peó · e6 negres rei · f6 negres peó · g6 negres peó · d5 negres peó · a4 blanques peó · d4 blanques peó · f4 blanques alfil · g4 blanques peó · c3 blanques peó · d3 blanques rei · f3 blanques peó · h3 blanques peó · b2 blanques peó | b7 negres peó · e7 negres alfil · h7 negres peó · a6 negres peó · c6 negres peó · e6 negres rei · f6 negres peó · g6 negres peó · d5 negres peó · a4 blanques peó · d4 blanques peó · f4 blanques alfil · g4 blanques peó · c3 blanques peó · d3 blanques rei · f3 blanques peó · h3 blanques peó · b2 blanques peó | b7 negres peó · e7 negres alfil · h7 negres peó · a6 negres peó · c6 negres peó · e6 negres rei · f6 negres peó · g6 negres peó · d5 negres peó · a4 blanques peó · d4 blanques peó · f4 blanques alfil · g4 blanques peó · c3 blanques peó · d3 blanques rei · f3 blanques peó · h3 blanques peó · b2 blanques peó | b7 negres peó · e7 negres alfil · h7 negres peó · a6 negres peó · c6 negres peó · e6 negres rei · f6 negres peó · g6 negres peó · d5 negres peó · a4 blanques peó · d4 blanques peó · f4 blanques alfil · g4 blanques peó · c3 blanques peó · d3 blanques rei · f3 blanques peó · h3 blanques peó · b2 blanques peó | b7 negres peó · e7 negres alfil · h7 negres peó · a6 negres peó · c6 negres peó · e6 negres rei · f6 negres peó · g6 negres peó · d5 negres peó · a4 blanques peó · d4 blanques peó · f4 blanques alfil · g4 blanques peó · c3 blanques peó · d3 blanques rei · f3 blanques peó · h3 blanques peó · b2 blanques peó | b7 negres peó · e7 negres alfil · h7 negres peó · a6 negres peó · c6 negres peó · e6 negres rei · f6 negres peó · g6 negres peó · d5 negres peó · a4 blanques peó · d4 blanques peó · f4 blanques alfil · g4 blanques peó · c3 blanques peó · d3 blanques rei · f3 blanques peó · h3 blanques peó · b2 blanques peó | b7 negres peó · e7 negres alfil · h7 negres peó · a6 negres peó · c6 negres peó · e6 negres rei · f6 negres peó · g6 negres peó · d5 negres peó · a4 blanques peó · d4 blanques peó · f4 blanques alfil · g4 blanques peó · c3 blanques peó · d3 blanques rei · f3 blanques peó · h3 blanques peó · b2 blanques peó | b7 negres peó · e7 negres alfil · h7 negres peó · a6 negres peó · c6 negres peó · e6 negres rei · f6 negres peó · g6 negres peó · d5 negres peó · a4 blanques peó · d4 blanques peó · f4 blanques alfil · g4 blanques peó · c3 blanques peó · d3 blanques rei · f3 blanques peó · h3 blanques peó · b2 blanques peó | 1 |
|   | a | b | c | d | e | f | g | h |   |

La partida acabà en taules ràpidament amb poc més de mitja hora de joc (36 minuts exactes). D'aquesta manera el desempat s'haurà de resoldre a quatre partides a ritme ràpid. Carlsen escollí no lluitar jugant a una de les més solides variants contra la defensa berlinesa. Després del dia de descans, dimecres, quan Carlsen justament celebrerà el 26è aniversari, s'acabarà el desempat amb una sèrie de partides ràpides fins que hi hagi un guanyador.
Obertura Ruy López, Defensa Berlinesa (ECO C67) 
1.e4 e5 2. Cf3 Cc6 3. Ab5 Cf6 4. 0-0 Cxe4 5. Te1 Cd6 6. Cxe5 Ae7 7. Af1 Cxe5 8. Txe5 O-O 9. d4 Af6 10. Te1 Te8 11. Af4 Txe1 12. Dxe1 Ce8 13. c3 d5 14. Ad3 g6 15. Ca3 c6 16. Cc2 Cg7 17. Dd2 Af5 18. Axf5 Cxf5 19. Ce3 Cxe3 20. Dxe3 De7 21. Dxe7 Axe7 22. Te1 Af8 23. Rf1 f6 24. g4 Rf7 25. h3 Te8 26. Txe8 Rxe8 27. Re2 Rd7 28. Rd3 Re6 29. a4 a6 30. f3 Ae7 (vegeu el diagrama) ½-½

### Desempat (escacs actius)
Els jugadors feren quatre partides a ritme d'escacs ràpids (25 minuts més 10 segons per moviment). Karjakin començà la primera partida amb les peces blanques.

#### Partida 1, Kariakin-Carlsen, ½–½
|   | a | b | c | d | e | f | g | h |   |
| 8 | f7 negres rei · g7 negres peó · b6 negres alfil · e6 negres peó · h6 negres peó · d5 negres cavall · e5 blanques alfil · f4 blanques peó · g3 blanques cavall · h3 blanques peó · g2 blanques peó · h2 blanques rei | f7 negres rei · g7 negres peó · b6 negres alfil · e6 negres peó · h6 negres peó · d5 negres cavall · e5 blanques alfil · f4 blanques peó · g3 blanques cavall · h3 blanques peó · g2 blanques peó · h2 blanques rei | f7 negres rei · g7 negres peó · b6 negres alfil · e6 negres peó · h6 negres peó · d5 negres cavall · e5 blanques alfil · f4 blanques peó · g3 blanques cavall · h3 blanques peó · g2 blanques peó · h2 blanques rei | f7 negres rei · g7 negres peó · b6 negres alfil · e6 negres peó · h6 negres peó · d5 negres cavall · e5 blanques alfil · f4 blanques peó · g3 blanques cavall · h3 blanques peó · g2 blanques peó · h2 blanques rei | f7 negres rei · g7 negres peó · b6 negres alfil · e6 negres peó · h6 negres peó · d5 negres cavall · e5 blanques alfil · f4 blanques peó · g3 blanques cavall · h3 blanques peó · g2 blanques peó · h2 blanques rei | f7 negres rei · g7 negres peó · b6 negres alfil · e6 negres peó · h6 negres peó · d5 negres cavall · e5 blanques alfil · f4 blanques peó · g3 blanques cavall · h3 blanques peó · g2 blanques peó · h2 blanques rei | f7 negres rei · g7 negres peó · b6 negres alfil · e6 negres peó · h6 negres peó · d5 negres cavall · e5 blanques alfil · f4 blanques peó · g3 blanques cavall · h3 blanques peó · g2 blanques peó · h2 blanques rei | f7 negres rei · g7 negres peó · b6 negres alfil · e6 negres peó · h6 negres peó · d5 negres cavall · e5 blanques alfil · f4 blanques peó · g3 blanques cavall · h3 blanques peó · g2 blanques peó · h2 blanques rei | 8 |
| 7 | f7 negres rei · g7 negres peó · b6 negres alfil · e6 negres peó · h6 negres peó · d5 negres cavall · e5 blanques alfil · f4 blanques peó · g3 blanques cavall · h3 blanques peó · g2 blanques peó · h2 blanques rei | f7 negres rei · g7 negres peó · b6 negres alfil · e6 negres peó · h6 negres peó · d5 negres cavall · e5 blanques alfil · f4 blanques peó · g3 blanques cavall · h3 blanques peó · g2 blanques peó · h2 blanques rei | f7 negres rei · g7 negres peó · b6 negres alfil · e6 negres peó · h6 negres peó · d5 negres cavall · e5 blanques alfil · f4 blanques peó · g3 blanques cavall · h3 blanques peó · g2 blanques peó · h2 blanques rei | f7 negres rei · g7 negres peó · b6 negres alfil · e6 negres peó · h6 negres peó · d5 negres cavall · e5 blanques alfil · f4 blanques peó · g3 blanques cavall · h3 blanques peó · g2 blanques peó · h2 blanques rei | f7 negres rei · g7 negres peó · b6 negres alfil · e6 negres peó · h6 negres peó · d5 negres cavall · e5 blanques alfil · f4 blanques peó · g3 blanques cavall · h3 blanques peó · g2 blanques peó · h2 blanques rei | f7 negres rei · g7 negres peó · b6 negres alfil · e6 negres peó · h6 negres peó · d5 negres cavall · e5 blanques alfil · f4 blanques peó · g3 blanques cavall · h3 blanques peó · g2 blanques peó · h2 blanques rei | f7 negres rei · g7 negres peó · b6 negres alfil · e6 negres peó · h6 negres peó · d5 negres cavall · e5 blanques alfil · f4 blanques peó · g3 blanques cavall · h3 blanques peó · g2 blanques peó · h2 blanques rei | f7 negres rei · g7 negres peó · b6 negres alfil · e6 negres peó · h6 negres peó · d5 negres cavall · e5 blanques alfil · f4 blanques peó · g3 blanques cavall · h3 blanques peó · g2 blanques peó · h2 blanques rei | 7 |
| 6 | f7 negres rei · g7 negres peó · b6 negres alfil · e6 negres peó · h6 negres peó · d5 negres cavall · e5 blanques alfil · f4 blanques peó · g3 blanques cavall · h3 blanques peó · g2 blanques peó · h2 blanques rei | f7 negres rei · g7 negres peó · b6 negres alfil · e6 negres peó · h6 negres peó · d5 negres cavall · e5 blanques alfil · f4 blanques peó · g3 blanques cavall · h3 blanques peó · g2 blanques peó · h2 blanques rei | f7 negres rei · g7 negres peó · b6 negres alfil · e6 negres peó · h6 negres peó · d5 negres cavall · e5 blanques alfil · f4 blanques peó · g3 blanques cavall · h3 blanques peó · g2 blanques peó · h2 blanques rei | f7 negres rei · g7 negres peó · b6 negres alfil · e6 negres peó · h6 negres peó · d5 negres cavall · e5 blanques alfil · f4 blanques peó · g3 blanques cavall · h3 blanques peó · g2 blanques peó · h2 blanques rei | f7 negres rei · g7 negres peó · b6 negres alfil · e6 negres peó · h6 negres peó · d5 negres cavall · e5 blanques alfil · f4 blanques peó · g3 blanques cavall · h3 blanques peó · g2 blanques peó · h2 blanques rei | f7 negres rei · g7 negres peó · b6 negres alfil · e6 negres peó · h6 negres peó · d5 negres cavall · e5 blanques alfil · f4 blanques peó · g3 blanques cavall · h3 blanques peó · g2 blanques peó · h2 blanques rei | f7 negres rei · g7 negres peó · b6 negres alfil · e6 negres peó · h6 negres peó · d5 negres cavall · e5 blanques alfil · f4 blanques peó · g3 blanques cavall · h3 blanques peó · g2 blanques peó · h2 blanques rei | f7 negres rei · g7 negres peó · b6 negres alfil · e6 negres peó · h6 negres peó · d5 negres cavall · e5 blanques alfil · f4 blanques peó · g3 blanques cavall · h3 blanques peó · g2 blanques peó · h2 blanques rei | 6 |
| 5 | f7 negres rei · g7 negres peó · b6 negres alfil · e6 negres peó · h6 negres peó · d5 negres cavall · e5 blanques alfil · f4 blanques peó · g3 blanques cavall · h3 blanques peó · g2 blanques peó · h2 blanques rei | f7 negres rei · g7 negres peó · b6 negres alfil · e6 negres peó · h6 negres peó · d5 negres cavall · e5 blanques alfil · f4 blanques peó · g3 blanques cavall · h3 blanques peó · g2 blanques peó · h2 blanques rei | f7 negres rei · g7 negres peó · b6 negres alfil · e6 negres peó · h6 negres peó · d5 negres cavall · e5 blanques alfil · f4 blanques peó · g3 blanques cavall · h3 blanques peó · g2 blanques peó · h2 blanques rei | f7 negres rei · g7 negres peó · b6 negres alfil · e6 negres peó · h6 negres peó · d5 negres cavall · e5 blanques alfil · f4 blanques peó · g3 blanques cavall · h3 blanques peó · g2 blanques peó · h2 blanques rei | f7 negres rei · g7 negres peó · b6 negres alfil · e6 negres peó · h6 negres peó · d5 negres cavall · e5 blanques alfil · f4 blanques peó · g3 blanques cavall · h3 blanques peó · g2 blanques peó · h2 blanques rei | f7 negres rei · g7 negres peó · b6 negres alfil · e6 negres peó · h6 negres peó · d5 negres cavall · e5 blanques alfil · f4 blanques peó · g3 blanques cavall · h3 blanques peó · g2 blanques peó · h2 blanques rei | f7 negres rei · g7 negres peó · b6 negres alfil · e6 negres peó · h6 negres peó · d5 negres cavall · e5 blanques alfil · f4 blanques peó · g3 blanques cavall · h3 blanques peó · g2 blanques peó · h2 blanques rei | f7 negres rei · g7 negres peó · b6 negres alfil · e6 negres peó · h6 negres peó · d5 negres cavall · e5 blanques alfil · f4 blanques peó · g3 blanques cavall · h3 blanques peó · g2 blanques peó · h2 blanques rei | 5 |
| 4 | f7 negres rei · g7 negres peó · b6 negres alfil · e6 negres peó · h6 negres peó · d5 negres cavall · e5 blanques alfil · f4 blanques peó · g3 blanques cavall · h3 blanques peó · g2 blanques peó · h2 blanques rei | f7 negres rei · g7 negres peó · b6 negres alfil · e6 negres peó · h6 negres peó · d5 negres cavall · e5 blanques alfil · f4 blanques peó · g3 blanques cavall · h3 blanques peó · g2 blanques peó · h2 blanques rei | f7 negres rei · g7 negres peó · b6 negres alfil · e6 negres peó · h6 negres peó · d5 negres cavall · e5 blanques alfil · f4 blanques peó · g3 blanques cavall · h3 blanques peó · g2 blanques peó · h2 blanques rei | f7 negres rei · g7 negres peó · b6 negres alfil · e6 negres peó · h6 negres peó · d5 negres cavall · e5 blanques alfil · f4 blanques peó · g3 blanques cavall · h3 blanques peó · g2 blanques peó · h2 blanques rei | f7 negres rei · g7 negres peó · b6 negres alfil · e6 negres peó · h6 negres peó · d5 negres cavall · e5 blanques alfil · f4 blanques peó · g3 blanques cavall · h3 blanques peó · g2 blanques peó · h2 blanques rei | f7 negres rei · g7 negres peó · b6 negres alfil · e6 negres peó · h6 negres peó · d5 negres cavall · e5 blanques alfil · f4 blanques peó · g3 blanques cavall · h3 blanques peó · g2 blanques peó · h2 blanques rei | f7 negres rei · g7 negres peó · b6 negres alfil · e6 negres peó · h6 negres peó · d5 negres cavall · e5 blanques alfil · f4 blanques peó · g3 blanques cavall · h3 blanques peó · g2 blanques peó · h2 blanques rei | f7 negres rei · g7 negres peó · b6 negres alfil · e6 negres peó · h6 negres peó · d5 negres cavall · e5 blanques alfil · f4 blanques peó · g3 blanques cavall · h3 blanques peó · g2 blanques peó · h2 blanques rei | 4 |
| 3 | f7 negres rei · g7 negres peó · b6 negres alfil · e6 negres peó · h6 negres peó · d5 negres cavall · e5 blanques alfil · f4 blanques peó · g3 blanques cavall · h3 blanques peó · g2 blanques peó · h2 blanques rei | f7 negres rei · g7 negres peó · b6 negres alfil · e6 negres peó · h6 negres peó · d5 negres cavall · e5 blanques alfil · f4 blanques peó · g3 blanques cavall · h3 blanques peó · g2 blanques peó · h2 blanques rei | f7 negres rei · g7 negres peó · b6 negres alfil · e6 negres peó · h6 negres peó · d5 negres cavall · e5 blanques alfil · f4 blanques peó · g3 blanques cavall · h3 blanques peó · g2 blanques peó · h2 blanques rei | f7 negres rei · g7 negres peó · b6 negres alfil · e6 negres peó · h6 negres peó · d5 negres cavall · e5 blanques alfil · f4 blanques peó · g3 blanques cavall · h3 blanques peó · g2 blanques peó · h2 blanques rei | f7 negres rei · g7 negres peó · b6 negres alfil · e6 negres peó · h6 negres peó · d5 negres cavall · e5 blanques alfil · f4 blanques peó · g3 blanques cavall · h3 blanques peó · g2 blanques peó · h2 blanques rei | f7 negres rei · g7 negres peó · b6 negres alfil · e6 negres peó · h6 negres peó · d5 negres cavall · e5 blanques alfil · f4 blanques peó · g3 blanques cavall · h3 blanques peó · g2 blanques peó · h2 blanques rei | f7 negres rei · g7 negres peó · b6 negres alfil · e6 negres peó · h6 negres peó · d5 negres cavall · e5 blanques alfil · f4 blanques peó · g3 blanques cavall · h3 blanques peó · g2 blanques peó · h2 blanques rei | f7 negres rei · g7 negres peó · b6 negres alfil · e6 negres peó · h6 negres peó · d5 negres cavall · e5 blanques alfil · f4 blanques peó · g3 blanques cavall · h3 blanques peó · g2 blanques peó · h2 blanques rei | 3 |
| 2 | f7 negres rei · g7 negres peó · b6 negres alfil · e6 negres peó · h6 negres peó · d5 negres cavall · e5 blanques alfil · f4 blanques peó · g3 blanques cavall · h3 blanques peó · g2 blanques peó · h2 blanques rei | f7 negres rei · g7 negres peó · b6 negres alfil · e6 negres peó · h6 negres peó · d5 negres cavall · e5 blanques alfil · f4 blanques peó · g3 blanques cavall · h3 blanques peó · g2 blanques peó · h2 blanques rei | f7 negres rei · g7 negres peó · b6 negres alfil · e6 negres peó · h6 negres peó · d5 negres cavall · e5 blanques alfil · f4 blanques peó · g3 blanques cavall · h3 blanques peó · g2 blanques peó · h2 blanques rei | f7 negres rei · g7 negres peó · b6 negres alfil · e6 negres peó · h6 negres peó · d5 negres cavall · e5 blanques alfil · f4 blanques peó · g3 blanques cavall · h3 blanques peó · g2 blanques peó · h2 blanques rei | f7 negres rei · g7 negres peó · b6 negres alfil · e6 negres peó · h6 negres peó · d5 negres cavall · e5 blanques alfil · f4 blanques peó · g3 blanques cavall · h3 blanques peó · g2 blanques peó · h2 blanques rei | f7 negres rei · g7 negres peó · b6 negres alfil · e6 negres peó · h6 negres peó · d5 negres cavall · e5 blanques alfil · f4 blanques peó · g3 blanques cavall · h3 blanques peó · g2 blanques peó · h2 blanques rei | f7 negres rei · g7 negres peó · b6 negres alfil · e6 negres peó · h6 negres peó · d5 negres cavall · e5 blanques alfil · f4 blanques peó · g3 blanques cavall · h3 blanques peó · g2 blanques peó · h2 blanques rei | f7 negres rei · g7 negres peó · b6 negres alfil · e6 negres peó · h6 negres peó · d5 negres cavall · e5 blanques alfil · f4 blanques peó · g3 blanques cavall · h3 blanques peó · g2 blanques peó · h2 blanques rei | 2 |
| 1 | f7 negres rei · g7 negres peó · b6 negres alfil · e6 negres peó · h6 negres peó · d5 negres cavall · e5 blanques alfil · f4 blanques peó · g3 blanques cavall · h3 blanques peó · g2 blanques peó · h2 blanques rei | f7 negres rei · g7 negres peó · b6 negres alfil · e6 negres peó · h6 negres peó · d5 negres cavall · e5 blanques alfil · f4 blanques peó · g3 blanques cavall · h3 blanques peó · g2 blanques peó · h2 blanques rei | f7 negres rei · g7 negres peó · b6 negres alfil · e6 negres peó · h6 negres peó · d5 negres cavall · e5 blanques alfil · f4 blanques peó · g3 blanques cavall · h3 blanques peó · g2 blanques peó · h2 blanques rei | f7 negres rei · g7 negres peó · b6 negres alfil · e6 negres peó · h6 negres peó · d5 negres cavall · e5 blanques alfil · f4 blanques peó · g3 blanques cavall · h3 blanques peó · g2 blanques peó · h2 blanques rei | f7 negres rei · g7 negres peó · b6 negres alfil · e6 negres peó · h6 negres peó · d5 negres cavall · e5 blanques alfil · f4 blanques peó · g3 blanques cavall · h3 blanques peó · g2 blanques peó · h2 blanques rei | f7 negres rei · g7 negres peó · b6 negres alfil · e6 negres peó · h6 negres peó · d5 negres cavall · e5 blanques alfil · f4 blanques peó · g3 blanques cavall · h3 blanques peó · g2 blanques peó · h2 blanques rei | f7 negres rei · g7 negres peó · b6 negres alfil · e6 negres peó · h6 negres peó · d5 negres cavall · e5 blanques alfil · f4 blanques peó · g3 blanques cavall · h3 blanques peó · g2 blanques peó · h2 blanques rei | f7 negres rei · g7 negres peó · b6 negres alfil · e6 negres peó · h6 negres peó · d5 negres cavall · e5 blanques alfil · f4 blanques peó · g3 blanques cavall · h3 blanques peó · g2 blanques peó · h2 blanques rei | 1 |
|   | a | b | c | d | e | f | g | h |   |

Obertura Ruy López (ECO C84) 
1. e4 e5 2. Cf3 Cc6 3. Ab5 a6 4. Aa4 Cf6 5.O-O Ae7 6. d3 b5 7. Ab3 d6 8. a3 O-O 9. Cc3 Cb8 10. Ce2 c5 11. Cg3 Cc6 12. c3 Tb8 13. h3 a5 14. a4 b4 15. Te1 Ae6 16. Ac4 h6 17. Ae3 Dc8 18. De2 Td8 19. Axe6 fxe6 20. d4 bxc3 21. bxc3 cxd4 22. cxd4 exd4 23. Cxd4 Cxd4 24. Axd4 Tb4 25. Tec1 Dd7 26. Ac3 Txa4 27. Axa5 Txa1 28. Txa1 Ta8 29. Ac3 Txa1+ 30. Axa1 Dc6 31. Rh2 Rf7 32. Ab2 Dc5 33. f4 Ad8 34. e5 dxe5 35. Axe5 Ab6 36. Dd1 Dd5 37. Dxd5 Cxd5 (vegeu el diagrama) ½-½

#### Partida 2, Carlsen-Kariakin, ½-½
|   | a                                                                                       | b                                                                                       | c                                                                                       | d                                                                                       | e                                                                                       | f                                                                                       | g                                                                                       | h                                                                                       |   |
| 8 | f8 blanques rei · h8 negres rei · g6 blanques peó · h4 blanques peó · d3 blanques alfil | f8 blanques rei · h8 negres rei · g6 blanques peó · h4 blanques peó · d3 blanques alfil | f8 blanques rei · h8 negres rei · g6 blanques peó · h4 blanques peó · d3 blanques alfil | f8 blanques rei · h8 negres rei · g6 blanques peó · h4 blanques peó · d3 blanques alfil | f8 blanques rei · h8 negres rei · g6 blanques peó · h4 blanques peó · d3 blanques alfil | f8 blanques rei · h8 negres rei · g6 blanques peó · h4 blanques peó · d3 blanques alfil | f8 blanques rei · h8 negres rei · g6 blanques peó · h4 blanques peó · d3 blanques alfil | f8 blanques rei · h8 negres rei · g6 blanques peó · h4 blanques peó · d3 blanques alfil | 8 |
| 7 | f8 blanques rei · h8 negres rei · g6 blanques peó · h4 blanques peó · d3 blanques alfil | f8 blanques rei · h8 negres rei · g6 blanques peó · h4 blanques peó · d3 blanques alfil | f8 blanques rei · h8 negres rei · g6 blanques peó · h4 blanques peó · d3 blanques alfil | f8 blanques rei · h8 negres rei · g6 blanques peó · h4 blanques peó · d3 blanques alfil | f8 blanques rei · h8 negres rei · g6 blanques peó · h4 blanques peó · d3 blanques alfil | f8 blanques rei · h8 negres rei · g6 blanques peó · h4 blanques peó · d3 blanques alfil | f8 blanques rei · h8 negres rei · g6 blanques peó · h4 blanques peó · d3 blanques alfil | f8 blanques rei · h8 negres rei · g6 blanques peó · h4 blanques peó · d3 blanques alfil | 7 |
| 6 | f8 blanques rei · h8 negres rei · g6 blanques peó · h4 blanques peó · d3 blanques alfil | f8 blanques rei · h8 negres rei · g6 blanques peó · h4 blanques peó · d3 blanques alfil | f8 blanques rei · h8 negres rei · g6 blanques peó · h4 blanques peó · d3 blanques alfil | f8 blanques rei · h8 negres rei · g6 blanques peó · h4 blanques peó · d3 blanques alfil | f8 blanques rei · h8 negres rei · g6 blanques peó · h4 blanques peó · d3 blanques alfil | f8 blanques rei · h8 negres rei · g6 blanques peó · h4 blanques peó · d3 blanques alfil | f8 blanques rei · h8 negres rei · g6 blanques peó · h4 blanques peó · d3 blanques alfil | f8 blanques rei · h8 negres rei · g6 blanques peó · h4 blanques peó · d3 blanques alfil | 6 |
| 5 | f8 blanques rei · h8 negres rei · g6 blanques peó · h4 blanques peó · d3 blanques alfil | f8 blanques rei · h8 negres rei · g6 blanques peó · h4 blanques peó · d3 blanques alfil | f8 blanques rei · h8 negres rei · g6 blanques peó · h4 blanques peó · d3 blanques alfil | f8 blanques rei · h8 negres rei · g6 blanques peó · h4 blanques peó · d3 blanques alfil | f8 blanques rei · h8 negres rei · g6 blanques peó · h4 blanques peó · d3 blanques alfil | f8 blanques rei · h8 negres rei · g6 blanques peó · h4 blanques peó · d3 blanques alfil | f8 blanques rei · h8 negres rei · g6 blanques peó · h4 blanques peó · d3 blanques alfil | f8 blanques rei · h8 negres rei · g6 blanques peó · h4 blanques peó · d3 blanques alfil | 5 |
| 4 | f8 blanques rei · h8 negres rei · g6 blanques peó · h4 blanques peó · d3 blanques alfil | f8 blanques rei · h8 negres rei · g6 blanques peó · h4 blanques peó · d3 blanques alfil | f8 blanques rei · h8 negres rei · g6 blanques peó · h4 blanques peó · d3 blanques alfil | f8 blanques rei · h8 negres rei · g6 blanques peó · h4 blanques peó · d3 blanques alfil | f8 blanques rei · h8 negres rei · g6 blanques peó · h4 blanques peó · d3 blanques alfil | f8 blanques rei · h8 negres rei · g6 blanques peó · h4 blanques peó · d3 blanques alfil | f8 blanques rei · h8 negres rei · g6 blanques peó · h4 blanques peó · d3 blanques alfil | f8 blanques rei · h8 negres rei · g6 blanques peó · h4 blanques peó · d3 blanques alfil | 4 |
| 3 | f8 blanques rei · h8 negres rei · g6 blanques peó · h4 blanques peó · d3 blanques alfil | f8 blanques rei · h8 negres rei · g6 blanques peó · h4 blanques peó · d3 blanques alfil | f8 blanques rei · h8 negres rei · g6 blanques peó · h4 blanques peó · d3 blanques alfil | f8 blanques rei · h8 negres rei · g6 blanques peó · h4 blanques peó · d3 blanques alfil | f8 blanques rei · h8 negres rei · g6 blanques peó · h4 blanques peó · d3 blanques alfil | f8 blanques rei · h8 negres rei · g6 blanques peó · h4 blanques peó · d3 blanques alfil | f8 blanques rei · h8 negres rei · g6 blanques peó · h4 blanques peó · d3 blanques alfil | f8 blanques rei · h8 negres rei · g6 blanques peó · h4 blanques peó · d3 blanques alfil | 3 |
| 2 | f8 blanques rei · h8 negres rei · g6 blanques peó · h4 blanques peó · d3 blanques alfil | f8 blanques rei · h8 negres rei · g6 blanques peó · h4 blanques peó · d3 blanques alfil | f8 blanques rei · h8 negres rei · g6 blanques peó · h4 blanques peó · d3 blanques alfil | f8 blanques rei · h8 negres rei · g6 blanques peó · h4 blanques peó · d3 blanques alfil | f8 blanques rei · h8 negres rei · g6 blanques peó · h4 blanques peó · d3 blanques alfil | f8 blanques rei · h8 negres rei · g6 blanques peó · h4 blanques peó · d3 blanques alfil | f8 blanques rei · h8 negres rei · g6 blanques peó · h4 blanques peó · d3 blanques alfil | f8 blanques rei · h8 negres rei · g6 blanques peó · h4 blanques peó · d3 blanques alfil | 2 |
| 1 | f8 blanques rei · h8 negres rei · g6 blanques peó · h4 blanques peó · d3 blanques alfil | f8 blanques rei · h8 negres rei · g6 blanques peó · h4 blanques peó · d3 blanques alfil | f8 blanques rei · h8 negres rei · g6 blanques peó · h4 blanques peó · d3 blanques alfil | f8 blanques rei · h8 negres rei · g6 blanques peó · h4 blanques peó · d3 blanques alfil | f8 blanques rei · h8 negres rei · g6 blanques peó · h4 blanques peó · d3 blanques alfil | f8 blanques rei · h8 negres rei · g6 blanques peó · h4 blanques peó · d3 blanques alfil | f8 blanques rei · h8 negres rei · g6 blanques peó · h4 blanques peó · d3 blanques alfil | f8 blanques rei · h8 negres rei · g6 blanques peó · h4 blanques peó · d3 blanques alfil | 1 |
|   | a                                                                                       | b                                                                                       | c                                                                                       | d                                                                                       | e                                                                                       | f                                                                                       | g                                                                                       | h                                                                                       |   |

Giuoco Pianissimo (ECO C50) 
1.e4 e5 2. Cf3 Cc6 3. Ac4 Ac5 4. O-O Cf6 5. d3 O-O 6. a4 a6 7. c3 d6 8. Te1 Aa7 9. h3 Ce7 10. d4 Cg6 11. Cbd2 c6 12. Af1 a5 13. dxe5 dxe5 14. Dc2 Ae6 15. Cc4 Dc7 16. b4 axb4 17. cxb4 b5 18. Ce3 bxa4 19. Txa4 Axe3 20. Axe3 Txa4 21. Dxa4 Cxe4 22. Tc1 Ad5 23. b5 cxb5 24. Dxe4 Dxc1 25. Dxd5 Dc7 26. Dxb5 Tb8 27. Dd5 Td8 28. Db3 Tb8 29. Da2 h6 30. Dd5 De7 31. De4 Df6 32. g3 Tc8 33. Ad3 Dc6 34. Df5 Te8 35. Ae4 De6 36. Dh5 Ce7 37. Dxe5 Dxe5 38. Cxe5 Cg6 39. Axg6 Txe5 40. Ad3 f6 41. Rg2 Rh8 42. Rf3 Td5 43. Ag6 Ta5 44. Re4 Tb5 45. h4 Te5+ 46. Rd4 Ta5 47. Rc4 Te5 48. Ad4 Ta5 49. Ac5 Rg8 50. Rd5 Tb5 51. Rd6 Ta5 52. Ae3 Te5 53. Af4 Ta5 54. Ad3 Ta7 55. Re6 Tb7 56. Rf5 Td7 57. Ac2 Tb7 58. Rg6 Tb2 59. Af5 Txf2 60. Ae6+ Rh8 61. Ad6 Te2 62. Ag4 Te8 63. Af5 Rg8 64. Ac2 Te3 65. Ab1 Rh8 66. Rf7 Tb3 67. Ae4 Te3 68. Af5 Tc3 69. g4 Tc6 70. Af8 Tc7+ 71. Rg6 Rg8 72. Ab4 Tb7 73. Ad6 Rh8 74. Af8 Rg8 75. Aa3 Rh8 76. Ae6 Tb6 77. Rf7 Tb7+ 78. Ae7 h5 79. gxh5 f5 80. Axf5 Txe7+ 81. Rxe7 Rg8 82. Ad3 Rh8 83. Rf8 g5 84. hxg6 (vegeu el diagrama) ½-½

#### Partida 3, Kariakin-Carlsen, 0–1
|   | a | b | c | d | e | f | g | h |   |
| 8 | h8 negres rei · c7 blanques torre · g7 negres peó · d6 negres peó · h6 negres peó · b5 blanques peó · d5 blanques peó · e4 blanques peó · f4 negres peó · e3 negres cavall · f3 blanques peó · h3 blanques peó · b2 negres dama · g2 blanques peó · h2 blanques rei · a1 negres torre · e1 blanques dama · f1 blanques alfil | h8 negres rei · c7 blanques torre · g7 negres peó · d6 negres peó · h6 negres peó · b5 blanques peó · d5 blanques peó · e4 blanques peó · f4 negres peó · e3 negres cavall · f3 blanques peó · h3 blanques peó · b2 negres dama · g2 blanques peó · h2 blanques rei · a1 negres torre · e1 blanques dama · f1 blanques alfil | h8 negres rei · c7 blanques torre · g7 negres peó · d6 negres peó · h6 negres peó · b5 blanques peó · d5 blanques peó · e4 blanques peó · f4 negres peó · e3 negres cavall · f3 blanques peó · h3 blanques peó · b2 negres dama · g2 blanques peó · h2 blanques rei · a1 negres torre · e1 blanques dama · f1 blanques alfil | h8 negres rei · c7 blanques torre · g7 negres peó · d6 negres peó · h6 negres peó · b5 blanques peó · d5 blanques peó · e4 blanques peó · f4 negres peó · e3 negres cavall · f3 blanques peó · h3 blanques peó · b2 negres dama · g2 blanques peó · h2 blanques rei · a1 negres torre · e1 blanques dama · f1 blanques alfil | h8 negres rei · c7 blanques torre · g7 negres peó · d6 negres peó · h6 negres peó · b5 blanques peó · d5 blanques peó · e4 blanques peó · f4 negres peó · e3 negres cavall · f3 blanques peó · h3 blanques peó · b2 negres dama · g2 blanques peó · h2 blanques rei · a1 negres torre · e1 blanques dama · f1 blanques alfil | h8 negres rei · c7 blanques torre · g7 negres peó · d6 negres peó · h6 negres peó · b5 blanques peó · d5 blanques peó · e4 blanques peó · f4 negres peó · e3 negres cavall · f3 blanques peó · h3 blanques peó · b2 negres dama · g2 blanques peó · h2 blanques rei · a1 negres torre · e1 blanques dama · f1 blanques alfil | h8 negres rei · c7 blanques torre · g7 negres peó · d6 negres peó · h6 negres peó · b5 blanques peó · d5 blanques peó · e4 blanques peó · f4 negres peó · e3 negres cavall · f3 blanques peó · h3 blanques peó · b2 negres dama · g2 blanques peó · h2 blanques rei · a1 negres torre · e1 blanques dama · f1 blanques alfil | h8 negres rei · c7 blanques torre · g7 negres peó · d6 negres peó · h6 negres peó · b5 blanques peó · d5 blanques peó · e4 blanques peó · f4 negres peó · e3 negres cavall · f3 blanques peó · h3 blanques peó · b2 negres dama · g2 blanques peó · h2 blanques rei · a1 negres torre · e1 blanques dama · f1 blanques alfil | 8 |
| 7 | h8 negres rei · c7 blanques torre · g7 negres peó · d6 negres peó · h6 negres peó · b5 blanques peó · d5 blanques peó · e4 blanques peó · f4 negres peó · e3 negres cavall · f3 blanques peó · h3 blanques peó · b2 negres dama · g2 blanques peó · h2 blanques rei · a1 negres torre · e1 blanques dama · f1 blanques alfil | h8 negres rei · c7 blanques torre · g7 negres peó · d6 negres peó · h6 negres peó · b5 blanques peó · d5 blanques peó · e4 blanques peó · f4 negres peó · e3 negres cavall · f3 blanques peó · h3 blanques peó · b2 negres dama · g2 blanques peó · h2 blanques rei · a1 negres torre · e1 blanques dama · f1 blanques alfil | h8 negres rei · c7 blanques torre · g7 negres peó · d6 negres peó · h6 negres peó · b5 blanques peó · d5 blanques peó · e4 blanques peó · f4 negres peó · e3 negres cavall · f3 blanques peó · h3 blanques peó · b2 negres dama · g2 blanques peó · h2 blanques rei · a1 negres torre · e1 blanques dama · f1 blanques alfil | h8 negres rei · c7 blanques torre · g7 negres peó · d6 negres peó · h6 negres peó · b5 blanques peó · d5 blanques peó · e4 blanques peó · f4 negres peó · e3 negres cavall · f3 blanques peó · h3 blanques peó · b2 negres dama · g2 blanques peó · h2 blanques rei · a1 negres torre · e1 blanques dama · f1 blanques alfil | h8 negres rei · c7 blanques torre · g7 negres peó · d6 negres peó · h6 negres peó · b5 blanques peó · d5 blanques peó · e4 blanques peó · f4 negres peó · e3 negres cavall · f3 blanques peó · h3 blanques peó · b2 negres dama · g2 blanques peó · h2 blanques rei · a1 negres torre · e1 blanques dama · f1 blanques alfil | h8 negres rei · c7 blanques torre · g7 negres peó · d6 negres peó · h6 negres peó · b5 blanques peó · d5 blanques peó · e4 blanques peó · f4 negres peó · e3 negres cavall · f3 blanques peó · h3 blanques peó · b2 negres dama · g2 blanques peó · h2 blanques rei · a1 negres torre · e1 blanques dama · f1 blanques alfil | h8 negres rei · c7 blanques torre · g7 negres peó · d6 negres peó · h6 negres peó · b5 blanques peó · d5 blanques peó · e4 blanques peó · f4 negres peó · e3 negres cavall · f3 blanques peó · h3 blanques peó · b2 negres dama · g2 blanques peó · h2 blanques rei · a1 negres torre · e1 blanques dama · f1 blanques alfil | h8 negres rei · c7 blanques torre · g7 negres peó · d6 negres peó · h6 negres peó · b5 blanques peó · d5 blanques peó · e4 blanques peó · f4 negres peó · e3 negres cavall · f3 blanques peó · h3 blanques peó · b2 negres dama · g2 blanques peó · h2 blanques rei · a1 negres torre · e1 blanques dama · f1 blanques alfil | 7 |
| 6 | h8 negres rei · c7 blanques torre · g7 negres peó · d6 negres peó · h6 negres peó · b5 blanques peó · d5 blanques peó · e4 blanques peó · f4 negres peó · e3 negres cavall · f3 blanques peó · h3 blanques peó · b2 negres dama · g2 blanques peó · h2 blanques rei · a1 negres torre · e1 blanques dama · f1 blanques alfil | h8 negres rei · c7 blanques torre · g7 negres peó · d6 negres peó · h6 negres peó · b5 blanques peó · d5 blanques peó · e4 blanques peó · f4 negres peó · e3 negres cavall · f3 blanques peó · h3 blanques peó · b2 negres dama · g2 blanques peó · h2 blanques rei · a1 negres torre · e1 blanques dama · f1 blanques alfil | h8 negres rei · c7 blanques torre · g7 negres peó · d6 negres peó · h6 negres peó · b5 blanques peó · d5 blanques peó · e4 blanques peó · f4 negres peó · e3 negres cavall · f3 blanques peó · h3 blanques peó · b2 negres dama · g2 blanques peó · h2 blanques rei · a1 negres torre · e1 blanques dama · f1 blanques alfil | h8 negres rei · c7 blanques torre · g7 negres peó · d6 negres peó · h6 negres peó · b5 blanques peó · d5 blanques peó · e4 blanques peó · f4 negres peó · e3 negres cavall · f3 blanques peó · h3 blanques peó · b2 negres dama · g2 blanques peó · h2 blanques rei · a1 negres torre · e1 blanques dama · f1 blanques alfil | h8 negres rei · c7 blanques torre · g7 negres peó · d6 negres peó · h6 negres peó · b5 blanques peó · d5 blanques peó · e4 blanques peó · f4 negres peó · e3 negres cavall · f3 blanques peó · h3 blanques peó · b2 negres dama · g2 blanques peó · h2 blanques rei · a1 negres torre · e1 blanques dama · f1 blanques alfil | h8 negres rei · c7 blanques torre · g7 negres peó · d6 negres peó · h6 negres peó · b5 blanques peó · d5 blanques peó · e4 blanques peó · f4 negres peó · e3 negres cavall · f3 blanques peó · h3 blanques peó · b2 negres dama · g2 blanques peó · h2 blanques rei · a1 negres torre · e1 blanques dama · f1 blanques alfil | h8 negres rei · c7 blanques torre · g7 negres peó · d6 negres peó · h6 negres peó · b5 blanques peó · d5 blanques peó · e4 blanques peó · f4 negres peó · e3 negres cavall · f3 blanques peó · h3 blanques peó · b2 negres dama · g2 blanques peó · h2 blanques rei · a1 negres torre · e1 blanques dama · f1 blanques alfil | h8 negres rei · c7 blanques torre · g7 negres peó · d6 negres peó · h6 negres peó · b5 blanques peó · d5 blanques peó · e4 blanques peó · f4 negres peó · e3 negres cavall · f3 blanques peó · h3 blanques peó · b2 negres dama · g2 blanques peó · h2 blanques rei · a1 negres torre · e1 blanques dama · f1 blanques alfil | 6 |
| 5 | h8 negres rei · c7 blanques torre · g7 negres peó · d6 negres peó · h6 negres peó · b5 blanques peó · d5 blanques peó · e4 blanques peó · f4 negres peó · e3 negres cavall · f3 blanques peó · h3 blanques peó · b2 negres dama · g2 blanques peó · h2 blanques rei · a1 negres torre · e1 blanques dama · f1 blanques alfil | h8 negres rei · c7 blanques torre · g7 negres peó · d6 negres peó · h6 negres peó · b5 blanques peó · d5 blanques peó · e4 blanques peó · f4 negres peó · e3 negres cavall · f3 blanques peó · h3 blanques peó · b2 negres dama · g2 blanques peó · h2 blanques rei · a1 negres torre · e1 blanques dama · f1 blanques alfil | h8 negres rei · c7 blanques torre · g7 negres peó · d6 negres peó · h6 negres peó · b5 blanques peó · d5 blanques peó · e4 blanques peó · f4 negres peó · e3 negres cavall · f3 blanques peó · h3 blanques peó · b2 negres dama · g2 blanques peó · h2 blanques rei · a1 negres torre · e1 blanques dama · f1 blanques alfil | h8 negres rei · c7 blanques torre · g7 negres peó · d6 negres peó · h6 negres peó · b5 blanques peó · d5 blanques peó · e4 blanques peó · f4 negres peó · e3 negres cavall · f3 blanques peó · h3 blanques peó · b2 negres dama · g2 blanques peó · h2 blanques rei · a1 negres torre · e1 blanques dama · f1 blanques alfil | h8 negres rei · c7 blanques torre · g7 negres peó · d6 negres peó · h6 negres peó · b5 blanques peó · d5 blanques peó · e4 blanques peó · f4 negres peó · e3 negres cavall · f3 blanques peó · h3 blanques peó · b2 negres dama · g2 blanques peó · h2 blanques rei · a1 negres torre · e1 blanques dama · f1 blanques alfil | h8 negres rei · c7 blanques torre · g7 negres peó · d6 negres peó · h6 negres peó · b5 blanques peó · d5 blanques peó · e4 blanques peó · f4 negres peó · e3 negres cavall · f3 blanques peó · h3 blanques peó · b2 negres dama · g2 blanques peó · h2 blanques rei · a1 negres torre · e1 blanques dama · f1 blanques alfil | h8 negres rei · c7 blanques torre · g7 negres peó · d6 negres peó · h6 negres peó · b5 blanques peó · d5 blanques peó · e4 blanques peó · f4 negres peó · e3 negres cavall · f3 blanques peó · h3 blanques peó · b2 negres dama · g2 blanques peó · h2 blanques rei · a1 negres torre · e1 blanques dama · f1 blanques alfil | h8 negres rei · c7 blanques torre · g7 negres peó · d6 negres peó · h6 negres peó · b5 blanques peó · d5 blanques peó · e4 blanques peó · f4 negres peó · e3 negres cavall · f3 blanques peó · h3 blanques peó · b2 negres dama · g2 blanques peó · h2 blanques rei · a1 negres torre · e1 blanques dama · f1 blanques alfil | 5 |
| 4 | h8 negres rei · c7 blanques torre · g7 negres peó · d6 negres peó · h6 negres peó · b5 blanques peó · d5 blanques peó · e4 blanques peó · f4 negres peó · e3 negres cavall · f3 blanques peó · h3 blanques peó · b2 negres dama · g2 blanques peó · h2 blanques rei · a1 negres torre · e1 blanques dama · f1 blanques alfil | h8 negres rei · c7 blanques torre · g7 negres peó · d6 negres peó · h6 negres peó · b5 blanques peó · d5 blanques peó · e4 blanques peó · f4 negres peó · e3 negres cavall · f3 blanques peó · h3 blanques peó · b2 negres dama · g2 blanques peó · h2 blanques rei · a1 negres torre · e1 blanques dama · f1 blanques alfil | h8 negres rei · c7 blanques torre · g7 negres peó · d6 negres peó · h6 negres peó · b5 blanques peó · d5 blanques peó · e4 blanques peó · f4 negres peó · e3 negres cavall · f3 blanques peó · h3 blanques peó · b2 negres dama · g2 blanques peó · h2 blanques rei · a1 negres torre · e1 blanques dama · f1 blanques alfil | h8 negres rei · c7 blanques torre · g7 negres peó · d6 negres peó · h6 negres peó · b5 blanques peó · d5 blanques peó · e4 blanques peó · f4 negres peó · e3 negres cavall · f3 blanques peó · h3 blanques peó · b2 negres dama · g2 blanques peó · h2 blanques rei · a1 negres torre · e1 blanques dama · f1 blanques alfil | h8 negres rei · c7 blanques torre · g7 negres peó · d6 negres peó · h6 negres peó · b5 blanques peó · d5 blanques peó · e4 blanques peó · f4 negres peó · e3 negres cavall · f3 blanques peó · h3 blanques peó · b2 negres dama · g2 blanques peó · h2 blanques rei · a1 negres torre · e1 blanques dama · f1 blanques alfil | h8 negres rei · c7 blanques torre · g7 negres peó · d6 negres peó · h6 negres peó · b5 blanques peó · d5 blanques peó · e4 blanques peó · f4 negres peó · e3 negres cavall · f3 blanques peó · h3 blanques peó · b2 negres dama · g2 blanques peó · h2 blanques rei · a1 negres torre · e1 blanques dama · f1 blanques alfil | h8 negres rei · c7 blanques torre · g7 negres peó · d6 negres peó · h6 negres peó · b5 blanques peó · d5 blanques peó · e4 blanques peó · f4 negres peó · e3 negres cavall · f3 blanques peó · h3 blanques peó · b2 negres dama · g2 blanques peó · h2 blanques rei · a1 negres torre · e1 blanques dama · f1 blanques alfil | h8 negres rei · c7 blanques torre · g7 negres peó · d6 negres peó · h6 negres peó · b5 blanques peó · d5 blanques peó · e4 blanques peó · f4 negres peó · e3 negres cavall · f3 blanques peó · h3 blanques peó · b2 negres dama · g2 blanques peó · h2 blanques rei · a1 negres torre · e1 blanques dama · f1 blanques alfil | 4 |
| 3 | h8 negres rei · c7 blanques torre · g7 negres peó · d6 negres peó · h6 negres peó · b5 blanques peó · d5 blanques peó · e4 blanques peó · f4 negres peó · e3 negres cavall · f3 blanques peó · h3 blanques peó · b2 negres dama · g2 blanques peó · h2 blanques rei · a1 negres torre · e1 blanques dama · f1 blanques alfil | h8 negres rei · c7 blanques torre · g7 negres peó · d6 negres peó · h6 negres peó · b5 blanques peó · d5 blanques peó · e4 blanques peó · f4 negres peó · e3 negres cavall · f3 blanques peó · h3 blanques peó · b2 negres dama · g2 blanques peó · h2 blanques rei · a1 negres torre · e1 blanques dama · f1 blanques alfil | h8 negres rei · c7 blanques torre · g7 negres peó · d6 negres peó · h6 negres peó · b5 blanques peó · d5 blanques peó · e4 blanques peó · f4 negres peó · e3 negres cavall · f3 blanques peó · h3 blanques peó · b2 negres dama · g2 blanques peó · h2 blanques rei · a1 negres torre · e1 blanques dama · f1 blanques alfil | h8 negres rei · c7 blanques torre · g7 negres peó · d6 negres peó · h6 negres peó · b5 blanques peó · d5 blanques peó · e4 blanques peó · f4 negres peó · e3 negres cavall · f3 blanques peó · h3 blanques peó · b2 negres dama · g2 blanques peó · h2 blanques rei · a1 negres torre · e1 blanques dama · f1 blanques alfil | h8 negres rei · c7 blanques torre · g7 negres peó · d6 negres peó · h6 negres peó · b5 blanques peó · d5 blanques peó · e4 blanques peó · f4 negres peó · e3 negres cavall · f3 blanques peó · h3 blanques peó · b2 negres dama · g2 blanques peó · h2 blanques rei · a1 negres torre · e1 blanques dama · f1 blanques alfil | h8 negres rei · c7 blanques torre · g7 negres peó · d6 negres peó · h6 negres peó · b5 blanques peó · d5 blanques peó · e4 blanques peó · f4 negres peó · e3 negres cavall · f3 blanques peó · h3 blanques peó · b2 negres dama · g2 blanques peó · h2 blanques rei · a1 negres torre · e1 blanques dama · f1 blanques alfil | h8 negres rei · c7 blanques torre · g7 negres peó · d6 negres peó · h6 negres peó · b5 blanques peó · d5 blanques peó · e4 blanques peó · f4 negres peó · e3 negres cavall · f3 blanques peó · h3 blanques peó · b2 negres dama · g2 blanques peó · h2 blanques rei · a1 negres torre · e1 blanques dama · f1 blanques alfil | h8 negres rei · c7 blanques torre · g7 negres peó · d6 negres peó · h6 negres peó · b5 blanques peó · d5 blanques peó · e4 blanques peó · f4 negres peó · e3 negres cavall · f3 blanques peó · h3 blanques peó · b2 negres dama · g2 blanques peó · h2 blanques rei · a1 negres torre · e1 blanques dama · f1 blanques alfil | 3 |
| 2 | h8 negres rei · c7 blanques torre · g7 negres peó · d6 negres peó · h6 negres peó · b5 blanques peó · d5 blanques peó · e4 blanques peó · f4 negres peó · e3 negres cavall · f3 blanques peó · h3 blanques peó · b2 negres dama · g2 blanques peó · h2 blanques rei · a1 negres torre · e1 blanques dama · f1 blanques alfil | h8 negres rei · c7 blanques torre · g7 negres peó · d6 negres peó · h6 negres peó · b5 blanques peó · d5 blanques peó · e4 blanques peó · f4 negres peó · e3 negres cavall · f3 blanques peó · h3 blanques peó · b2 negres dama · g2 blanques peó · h2 blanques rei · a1 negres torre · e1 blanques dama · f1 blanques alfil | h8 negres rei · c7 blanques torre · g7 negres peó · d6 negres peó · h6 negres peó · b5 blanques peó · d5 blanques peó · e4 blanques peó · f4 negres peó · e3 negres cavall · f3 blanques peó · h3 blanques peó · b2 negres dama · g2 blanques peó · h2 blanques rei · a1 negres torre · e1 blanques dama · f1 blanques alfil | h8 negres rei · c7 blanques torre · g7 negres peó · d6 negres peó · h6 negres peó · b5 blanques peó · d5 blanques peó · e4 blanques peó · f4 negres peó · e3 negres cavall · f3 blanques peó · h3 blanques peó · b2 negres dama · g2 blanques peó · h2 blanques rei · a1 negres torre · e1 blanques dama · f1 blanques alfil | h8 negres rei · c7 blanques torre · g7 negres peó · d6 negres peó · h6 negres peó · b5 blanques peó · d5 blanques peó · e4 blanques peó · f4 negres peó · e3 negres cavall · f3 blanques peó · h3 blanques peó · b2 negres dama · g2 blanques peó · h2 blanques rei · a1 negres torre · e1 blanques dama · f1 blanques alfil | h8 negres rei · c7 blanques torre · g7 negres peó · d6 negres peó · h6 negres peó · b5 blanques peó · d5 blanques peó · e4 blanques peó · f4 negres peó · e3 negres cavall · f3 blanques peó · h3 blanques peó · b2 negres dama · g2 blanques peó · h2 blanques rei · a1 negres torre · e1 blanques dama · f1 blanques alfil | h8 negres rei · c7 blanques torre · g7 negres peó · d6 negres peó · h6 negres peó · b5 blanques peó · d5 blanques peó · e4 blanques peó · f4 negres peó · e3 negres cavall · f3 blanques peó · h3 blanques peó · b2 negres dama · g2 blanques peó · h2 blanques rei · a1 negres torre · e1 blanques dama · f1 blanques alfil | h8 negres rei · c7 blanques torre · g7 negres peó · d6 negres peó · h6 negres peó · b5 blanques peó · d5 blanques peó · e4 blanques peó · f4 negres peó · e3 negres cavall · f3 blanques peó · h3 blanques peó · b2 negres dama · g2 blanques peó · h2 blanques rei · a1 negres torre · e1 blanques dama · f1 blanques alfil | 2 |
| 1 | h8 negres rei · c7 blanques torre · g7 negres peó · d6 negres peó · h6 negres peó · b5 blanques peó · d5 blanques peó · e4 blanques peó · f4 negres peó · e3 negres cavall · f3 blanques peó · h3 blanques peó · b2 negres dama · g2 blanques peó · h2 blanques rei · a1 negres torre · e1 blanques dama · f1 blanques alfil | h8 negres rei · c7 blanques torre · g7 negres peó · d6 negres peó · h6 negres peó · b5 blanques peó · d5 blanques peó · e4 blanques peó · f4 negres peó · e3 negres cavall · f3 blanques peó · h3 blanques peó · b2 negres dama · g2 blanques peó · h2 blanques rei · a1 negres torre · e1 blanques dama · f1 blanques alfil | h8 negres rei · c7 blanques torre · g7 negres peó · d6 negres peó · h6 negres peó · b5 blanques peó · d5 blanques peó · e4 blanques peó · f4 negres peó · e3 negres cavall · f3 blanques peó · h3 blanques peó · b2 negres dama · g2 blanques peó · h2 blanques rei · a1 negres torre · e1 blanques dama · f1 blanques alfil | h8 negres rei · c7 blanques torre · g7 negres peó · d6 negres peó · h6 negres peó · b5 blanques peó · d5 blanques peó · e4 blanques peó · f4 negres peó · e3 negres cavall · f3 blanques peó · h3 blanques peó · b2 negres dama · g2 blanques peó · h2 blanques rei · a1 negres torre · e1 blanques dama · f1 blanques alfil | h8 negres rei · c7 blanques torre · g7 negres peó · d6 negres peó · h6 negres peó · b5 blanques peó · d5 blanques peó · e4 blanques peó · f4 negres peó · e3 negres cavall · f3 blanques peó · h3 blanques peó · b2 negres dama · g2 blanques peó · h2 blanques rei · a1 negres torre · e1 blanques dama · f1 blanques alfil | h8 negres rei · c7 blanques torre · g7 negres peó · d6 negres peó · h6 negres peó · b5 blanques peó · d5 blanques peó · e4 blanques peó · f4 negres peó · e3 negres cavall · f3 blanques peó · h3 blanques peó · b2 negres dama · g2 blanques peó · h2 blanques rei · a1 negres torre · e1 blanques dama · f1 blanques alfil | h8 negres rei · c7 blanques torre · g7 negres peó · d6 negres peó · h6 negres peó · b5 blanques peó · d5 blanques peó · e4 blanques peó · f4 negres peó · e3 negres cavall · f3 blanques peó · h3 blanques peó · b2 negres dama · g2 blanques peó · h2 blanques rei · a1 negres torre · e1 blanques dama · f1 blanques alfil | h8 negres rei · c7 blanques torre · g7 negres peó · d6 negres peó · h6 negres peó · b5 blanques peó · d5 blanques peó · e4 blanques peó · f4 negres peó · e3 negres cavall · f3 blanques peó · h3 blanques peó · b2 negres dama · g2 blanques peó · h2 blanques rei · a1 negres torre · e1 blanques dama · f1 blanques alfil | 1 |
|   | a | b | c | d | e | f | g | h |   |

Obertura Ruy López (ECO C84) 
1.e4 e5 2. Cf3 Cc6 3. Ab5 a6 4. Aa4 Cf6 5. O-O Ae7 6. d3 b5 7. Ab3 d6 8. a3 O-O 9. Cc3 Ca5 10. Aa2 Ae6 11. b4 Cc6 12. Cd5 Cd4 13. Cg5 Axd5 14. exd5 Cd7 15. Ce4 f5 16. Cd2 f4 17. c3 Cf5 18. Ce4 De8 19. Ab3 Dg6 20. f3 Ah4 21. a4 Cf6 22. De2 a5 23. axb5 axb4 24. Ad2 bxc3 25. Axc3 Ce3 26. Tfc1 Txa1 27. Txa1 De8 28. Ac4 Rh8 29. Cxf6 Axf6 30. Ta3 e4 31. dxe4 Axc3 32. Txc3 De5 33. Tc1 Ta8 34. h3 h6 35. Rh2 Dd4 36. De1 Db2 37. Af1 Ta2 38. Txc7 Ta1 0-1

#### Partida 4, Carlsen-Kariakin, 1-0
|   | a | b | c | d | e | f | g | h |   |
| 8 | c8 blanques torre · g8 negres rei · e7 negres alfil · f7 negres peó · g7 negres peó · b6 negres peó · d6 negres peó · f5 blanques torre · h5 blanques peó · e4 blanques peó · f4 blanques dama · f3 blanques peó · a2 negres torre · f2 negres dama · h2 blanques peó · h1 blanques rei | c8 blanques torre · g8 negres rei · e7 negres alfil · f7 negres peó · g7 negres peó · b6 negres peó · d6 negres peó · f5 blanques torre · h5 blanques peó · e4 blanques peó · f4 blanques dama · f3 blanques peó · a2 negres torre · f2 negres dama · h2 blanques peó · h1 blanques rei | c8 blanques torre · g8 negres rei · e7 negres alfil · f7 negres peó · g7 negres peó · b6 negres peó · d6 negres peó · f5 blanques torre · h5 blanques peó · e4 blanques peó · f4 blanques dama · f3 blanques peó · a2 negres torre · f2 negres dama · h2 blanques peó · h1 blanques rei | c8 blanques torre · g8 negres rei · e7 negres alfil · f7 negres peó · g7 negres peó · b6 negres peó · d6 negres peó · f5 blanques torre · h5 blanques peó · e4 blanques peó · f4 blanques dama · f3 blanques peó · a2 negres torre · f2 negres dama · h2 blanques peó · h1 blanques rei | c8 blanques torre · g8 negres rei · e7 negres alfil · f7 negres peó · g7 negres peó · b6 negres peó · d6 negres peó · f5 blanques torre · h5 blanques peó · e4 blanques peó · f4 blanques dama · f3 blanques peó · a2 negres torre · f2 negres dama · h2 blanques peó · h1 blanques rei | c8 blanques torre · g8 negres rei · e7 negres alfil · f7 negres peó · g7 negres peó · b6 negres peó · d6 negres peó · f5 blanques torre · h5 blanques peó · e4 blanques peó · f4 blanques dama · f3 blanques peó · a2 negres torre · f2 negres dama · h2 blanques peó · h1 blanques rei | c8 blanques torre · g8 negres rei · e7 negres alfil · f7 negres peó · g7 negres peó · b6 negres peó · d6 negres peó · f5 blanques torre · h5 blanques peó · e4 blanques peó · f4 blanques dama · f3 blanques peó · a2 negres torre · f2 negres dama · h2 blanques peó · h1 blanques rei | c8 blanques torre · g8 negres rei · e7 negres alfil · f7 negres peó · g7 negres peó · b6 negres peó · d6 negres peó · f5 blanques torre · h5 blanques peó · e4 blanques peó · f4 blanques dama · f3 blanques peó · a2 negres torre · f2 negres dama · h2 blanques peó · h1 blanques rei | 8 |
| 7 | c8 blanques torre · g8 negres rei · e7 negres alfil · f7 negres peó · g7 negres peó · b6 negres peó · d6 negres peó · f5 blanques torre · h5 blanques peó · e4 blanques peó · f4 blanques dama · f3 blanques peó · a2 negres torre · f2 negres dama · h2 blanques peó · h1 blanques rei | c8 blanques torre · g8 negres rei · e7 negres alfil · f7 negres peó · g7 negres peó · b6 negres peó · d6 negres peó · f5 blanques torre · h5 blanques peó · e4 blanques peó · f4 blanques dama · f3 blanques peó · a2 negres torre · f2 negres dama · h2 blanques peó · h1 blanques rei | c8 blanques torre · g8 negres rei · e7 negres alfil · f7 negres peó · g7 negres peó · b6 negres peó · d6 negres peó · f5 blanques torre · h5 blanques peó · e4 blanques peó · f4 blanques dama · f3 blanques peó · a2 negres torre · f2 negres dama · h2 blanques peó · h1 blanques rei | c8 blanques torre · g8 negres rei · e7 negres alfil · f7 negres peó · g7 negres peó · b6 negres peó · d6 negres peó · f5 blanques torre · h5 blanques peó · e4 blanques peó · f4 blanques dama · f3 blanques peó · a2 negres torre · f2 negres dama · h2 blanques peó · h1 blanques rei | c8 blanques torre · g8 negres rei · e7 negres alfil · f7 negres peó · g7 negres peó · b6 negres peó · d6 negres peó · f5 blanques torre · h5 blanques peó · e4 blanques peó · f4 blanques dama · f3 blanques peó · a2 negres torre · f2 negres dama · h2 blanques peó · h1 blanques rei | c8 blanques torre · g8 negres rei · e7 negres alfil · f7 negres peó · g7 negres peó · b6 negres peó · d6 negres peó · f5 blanques torre · h5 blanques peó · e4 blanques peó · f4 blanques dama · f3 blanques peó · a2 negres torre · f2 negres dama · h2 blanques peó · h1 blanques rei | c8 blanques torre · g8 negres rei · e7 negres alfil · f7 negres peó · g7 negres peó · b6 negres peó · d6 negres peó · f5 blanques torre · h5 blanques peó · e4 blanques peó · f4 blanques dama · f3 blanques peó · a2 negres torre · f2 negres dama · h2 blanques peó · h1 blanques rei | c8 blanques torre · g8 negres rei · e7 negres alfil · f7 negres peó · g7 negres peó · b6 negres peó · d6 negres peó · f5 blanques torre · h5 blanques peó · e4 blanques peó · f4 blanques dama · f3 blanques peó · a2 negres torre · f2 negres dama · h2 blanques peó · h1 blanques rei | 7 |
| 6 | c8 blanques torre · g8 negres rei · e7 negres alfil · f7 negres peó · g7 negres peó · b6 negres peó · d6 negres peó · f5 blanques torre · h5 blanques peó · e4 blanques peó · f4 blanques dama · f3 blanques peó · a2 negres torre · f2 negres dama · h2 blanques peó · h1 blanques rei | c8 blanques torre · g8 negres rei · e7 negres alfil · f7 negres peó · g7 negres peó · b6 negres peó · d6 negres peó · f5 blanques torre · h5 blanques peó · e4 blanques peó · f4 blanques dama · f3 blanques peó · a2 negres torre · f2 negres dama · h2 blanques peó · h1 blanques rei | c8 blanques torre · g8 negres rei · e7 negres alfil · f7 negres peó · g7 negres peó · b6 negres peó · d6 negres peó · f5 blanques torre · h5 blanques peó · e4 blanques peó · f4 blanques dama · f3 blanques peó · a2 negres torre · f2 negres dama · h2 blanques peó · h1 blanques rei | c8 blanques torre · g8 negres rei · e7 negres alfil · f7 negres peó · g7 negres peó · b6 negres peó · d6 negres peó · f5 blanques torre · h5 blanques peó · e4 blanques peó · f4 blanques dama · f3 blanques peó · a2 negres torre · f2 negres dama · h2 blanques peó · h1 blanques rei | c8 blanques torre · g8 negres rei · e7 negres alfil · f7 negres peó · g7 negres peó · b6 negres peó · d6 negres peó · f5 blanques torre · h5 blanques peó · e4 blanques peó · f4 blanques dama · f3 blanques peó · a2 negres torre · f2 negres dama · h2 blanques peó · h1 blanques rei | c8 blanques torre · g8 negres rei · e7 negres alfil · f7 negres peó · g7 negres peó · b6 negres peó · d6 negres peó · f5 blanques torre · h5 blanques peó · e4 blanques peó · f4 blanques dama · f3 blanques peó · a2 negres torre · f2 negres dama · h2 blanques peó · h1 blanques rei | c8 blanques torre · g8 negres rei · e7 negres alfil · f7 negres peó · g7 negres peó · b6 negres peó · d6 negres peó · f5 blanques torre · h5 blanques peó · e4 blanques peó · f4 blanques dama · f3 blanques peó · a2 negres torre · f2 negres dama · h2 blanques peó · h1 blanques rei | c8 blanques torre · g8 negres rei · e7 negres alfil · f7 negres peó · g7 negres peó · b6 negres peó · d6 negres peó · f5 blanques torre · h5 blanques peó · e4 blanques peó · f4 blanques dama · f3 blanques peó · a2 negres torre · f2 negres dama · h2 blanques peó · h1 blanques rei | 6 |
| 5 | c8 blanques torre · g8 negres rei · e7 negres alfil · f7 negres peó · g7 negres peó · b6 negres peó · d6 negres peó · f5 blanques torre · h5 blanques peó · e4 blanques peó · f4 blanques dama · f3 blanques peó · a2 negres torre · f2 negres dama · h2 blanques peó · h1 blanques rei | c8 blanques torre · g8 negres rei · e7 negres alfil · f7 negres peó · g7 negres peó · b6 negres peó · d6 negres peó · f5 blanques torre · h5 blanques peó · e4 blanques peó · f4 blanques dama · f3 blanques peó · a2 negres torre · f2 negres dama · h2 blanques peó · h1 blanques rei | c8 blanques torre · g8 negres rei · e7 negres alfil · f7 negres peó · g7 negres peó · b6 negres peó · d6 negres peó · f5 blanques torre · h5 blanques peó · e4 blanques peó · f4 blanques dama · f3 blanques peó · a2 negres torre · f2 negres dama · h2 blanques peó · h1 blanques rei | c8 blanques torre · g8 negres rei · e7 negres alfil · f7 negres peó · g7 negres peó · b6 negres peó · d6 negres peó · f5 blanques torre · h5 blanques peó · e4 blanques peó · f4 blanques dama · f3 blanques peó · a2 negres torre · f2 negres dama · h2 blanques peó · h1 blanques rei | c8 blanques torre · g8 negres rei · e7 negres alfil · f7 negres peó · g7 negres peó · b6 negres peó · d6 negres peó · f5 blanques torre · h5 blanques peó · e4 blanques peó · f4 blanques dama · f3 blanques peó · a2 negres torre · f2 negres dama · h2 blanques peó · h1 blanques rei | c8 blanques torre · g8 negres rei · e7 negres alfil · f7 negres peó · g7 negres peó · b6 negres peó · d6 negres peó · f5 blanques torre · h5 blanques peó · e4 blanques peó · f4 blanques dama · f3 blanques peó · a2 negres torre · f2 negres dama · h2 blanques peó · h1 blanques rei | c8 blanques torre · g8 negres rei · e7 negres alfil · f7 negres peó · g7 negres peó · b6 negres peó · d6 negres peó · f5 blanques torre · h5 blanques peó · e4 blanques peó · f4 blanques dama · f3 blanques peó · a2 negres torre · f2 negres dama · h2 blanques peó · h1 blanques rei | c8 blanques torre · g8 negres rei · e7 negres alfil · f7 negres peó · g7 negres peó · b6 negres peó · d6 negres peó · f5 blanques torre · h5 blanques peó · e4 blanques peó · f4 blanques dama · f3 blanques peó · a2 negres torre · f2 negres dama · h2 blanques peó · h1 blanques rei | 5 |
| 4 | c8 blanques torre · g8 negres rei · e7 negres alfil · f7 negres peó · g7 negres peó · b6 negres peó · d6 negres peó · f5 blanques torre · h5 blanques peó · e4 blanques peó · f4 blanques dama · f3 blanques peó · a2 negres torre · f2 negres dama · h2 blanques peó · h1 blanques rei | c8 blanques torre · g8 negres rei · e7 negres alfil · f7 negres peó · g7 negres peó · b6 negres peó · d6 negres peó · f5 blanques torre · h5 blanques peó · e4 blanques peó · f4 blanques dama · f3 blanques peó · a2 negres torre · f2 negres dama · h2 blanques peó · h1 blanques rei | c8 blanques torre · g8 negres rei · e7 negres alfil · f7 negres peó · g7 negres peó · b6 negres peó · d6 negres peó · f5 blanques torre · h5 blanques peó · e4 blanques peó · f4 blanques dama · f3 blanques peó · a2 negres torre · f2 negres dama · h2 blanques peó · h1 blanques rei | c8 blanques torre · g8 negres rei · e7 negres alfil · f7 negres peó · g7 negres peó · b6 negres peó · d6 negres peó · f5 blanques torre · h5 blanques peó · e4 blanques peó · f4 blanques dama · f3 blanques peó · a2 negres torre · f2 negres dama · h2 blanques peó · h1 blanques rei | c8 blanques torre · g8 negres rei · e7 negres alfil · f7 negres peó · g7 negres peó · b6 negres peó · d6 negres peó · f5 blanques torre · h5 blanques peó · e4 blanques peó · f4 blanques dama · f3 blanques peó · a2 negres torre · f2 negres dama · h2 blanques peó · h1 blanques rei | c8 blanques torre · g8 negres rei · e7 negres alfil · f7 negres peó · g7 negres peó · b6 negres peó · d6 negres peó · f5 blanques torre · h5 blanques peó · e4 blanques peó · f4 blanques dama · f3 blanques peó · a2 negres torre · f2 negres dama · h2 blanques peó · h1 blanques rei | c8 blanques torre · g8 negres rei · e7 negres alfil · f7 negres peó · g7 negres peó · b6 negres peó · d6 negres peó · f5 blanques torre · h5 blanques peó · e4 blanques peó · f4 blanques dama · f3 blanques peó · a2 negres torre · f2 negres dama · h2 blanques peó · h1 blanques rei | c8 blanques torre · g8 negres rei · e7 negres alfil · f7 negres peó · g7 negres peó · b6 negres peó · d6 negres peó · f5 blanques torre · h5 blanques peó · e4 blanques peó · f4 blanques dama · f3 blanques peó · a2 negres torre · f2 negres dama · h2 blanques peó · h1 blanques rei | 4 |
| 3 | c8 blanques torre · g8 negres rei · e7 negres alfil · f7 negres peó · g7 negres peó · b6 negres peó · d6 negres peó · f5 blanques torre · h5 blanques peó · e4 blanques peó · f4 blanques dama · f3 blanques peó · a2 negres torre · f2 negres dama · h2 blanques peó · h1 blanques rei | c8 blanques torre · g8 negres rei · e7 negres alfil · f7 negres peó · g7 negres peó · b6 negres peó · d6 negres peó · f5 blanques torre · h5 blanques peó · e4 blanques peó · f4 blanques dama · f3 blanques peó · a2 negres torre · f2 negres dama · h2 blanques peó · h1 blanques rei | c8 blanques torre · g8 negres rei · e7 negres alfil · f7 negres peó · g7 negres peó · b6 negres peó · d6 negres peó · f5 blanques torre · h5 blanques peó · e4 blanques peó · f4 blanques dama · f3 blanques peó · a2 negres torre · f2 negres dama · h2 blanques peó · h1 blanques rei | c8 blanques torre · g8 negres rei · e7 negres alfil · f7 negres peó · g7 negres peó · b6 negres peó · d6 negres peó · f5 blanques torre · h5 blanques peó · e4 blanques peó · f4 blanques dama · f3 blanques peó · a2 negres torre · f2 negres dama · h2 blanques peó · h1 blanques rei | c8 blanques torre · g8 negres rei · e7 negres alfil · f7 negres peó · g7 negres peó · b6 negres peó · d6 negres peó · f5 blanques torre · h5 blanques peó · e4 blanques peó · f4 blanques dama · f3 blanques peó · a2 negres torre · f2 negres dama · h2 blanques peó · h1 blanques rei | c8 blanques torre · g8 negres rei · e7 negres alfil · f7 negres peó · g7 negres peó · b6 negres peó · d6 negres peó · f5 blanques torre · h5 blanques peó · e4 blanques peó · f4 blanques dama · f3 blanques peó · a2 negres torre · f2 negres dama · h2 blanques peó · h1 blanques rei | c8 blanques torre · g8 negres rei · e7 negres alfil · f7 negres peó · g7 negres peó · b6 negres peó · d6 negres peó · f5 blanques torre · h5 blanques peó · e4 blanques peó · f4 blanques dama · f3 blanques peó · a2 negres torre · f2 negres dama · h2 blanques peó · h1 blanques rei | c8 blanques torre · g8 negres rei · e7 negres alfil · f7 negres peó · g7 negres peó · b6 negres peó · d6 negres peó · f5 blanques torre · h5 blanques peó · e4 blanques peó · f4 blanques dama · f3 blanques peó · a2 negres torre · f2 negres dama · h2 blanques peó · h1 blanques rei | 3 |
| 2 | c8 blanques torre · g8 negres rei · e7 negres alfil · f7 negres peó · g7 negres peó · b6 negres peó · d6 negres peó · f5 blanques torre · h5 blanques peó · e4 blanques peó · f4 blanques dama · f3 blanques peó · a2 negres torre · f2 negres dama · h2 blanques peó · h1 blanques rei | c8 blanques torre · g8 negres rei · e7 negres alfil · f7 negres peó · g7 negres peó · b6 negres peó · d6 negres peó · f5 blanques torre · h5 blanques peó · e4 blanques peó · f4 blanques dama · f3 blanques peó · a2 negres torre · f2 negres dama · h2 blanques peó · h1 blanques rei | c8 blanques torre · g8 negres rei · e7 negres alfil · f7 negres peó · g7 negres peó · b6 negres peó · d6 negres peó · f5 blanques torre · h5 blanques peó · e4 blanques peó · f4 blanques dama · f3 blanques peó · a2 negres torre · f2 negres dama · h2 blanques peó · h1 blanques rei | c8 blanques torre · g8 negres rei · e7 negres alfil · f7 negres peó · g7 negres peó · b6 negres peó · d6 negres peó · f5 blanques torre · h5 blanques peó · e4 blanques peó · f4 blanques dama · f3 blanques peó · a2 negres torre · f2 negres dama · h2 blanques peó · h1 blanques rei | c8 blanques torre · g8 negres rei · e7 negres alfil · f7 negres peó · g7 negres peó · b6 negres peó · d6 negres peó · f5 blanques torre · h5 blanques peó · e4 blanques peó · f4 blanques dama · f3 blanques peó · a2 negres torre · f2 negres dama · h2 blanques peó · h1 blanques rei | c8 blanques torre · g8 negres rei · e7 negres alfil · f7 negres peó · g7 negres peó · b6 negres peó · d6 negres peó · f5 blanques torre · h5 blanques peó · e4 blanques peó · f4 blanques dama · f3 blanques peó · a2 negres torre · f2 negres dama · h2 blanques peó · h1 blanques rei | c8 blanques torre · g8 negres rei · e7 negres alfil · f7 negres peó · g7 negres peó · b6 negres peó · d6 negres peó · f5 blanques torre · h5 blanques peó · e4 blanques peó · f4 blanques dama · f3 blanques peó · a2 negres torre · f2 negres dama · h2 blanques peó · h1 blanques rei | c8 blanques torre · g8 negres rei · e7 negres alfil · f7 negres peó · g7 negres peó · b6 negres peó · d6 negres peó · f5 blanques torre · h5 blanques peó · e4 blanques peó · f4 blanques dama · f3 blanques peó · a2 negres torre · f2 negres dama · h2 blanques peó · h1 blanques rei | 2 |
| 1 | c8 blanques torre · g8 negres rei · e7 negres alfil · f7 negres peó · g7 negres peó · b6 negres peó · d6 negres peó · f5 blanques torre · h5 blanques peó · e4 blanques peó · f4 blanques dama · f3 blanques peó · a2 negres torre · f2 negres dama · h2 blanques peó · h1 blanques rei | c8 blanques torre · g8 negres rei · e7 negres alfil · f7 negres peó · g7 negres peó · b6 negres peó · d6 negres peó · f5 blanques torre · h5 blanques peó · e4 blanques peó · f4 blanques dama · f3 blanques peó · a2 negres torre · f2 negres dama · h2 blanques peó · h1 blanques rei | c8 blanques torre · g8 negres rei · e7 negres alfil · f7 negres peó · g7 negres peó · b6 negres peó · d6 negres peó · f5 blanques torre · h5 blanques peó · e4 blanques peó · f4 blanques dama · f3 blanques peó · a2 negres torre · f2 negres dama · h2 blanques peó · h1 blanques rei | c8 blanques torre · g8 negres rei · e7 negres alfil · f7 negres peó · g7 negres peó · b6 negres peó · d6 negres peó · f5 blanques torre · h5 blanques peó · e4 blanques peó · f4 blanques dama · f3 blanques peó · a2 negres torre · f2 negres dama · h2 blanques peó · h1 blanques rei | c8 blanques torre · g8 negres rei · e7 negres alfil · f7 negres peó · g7 negres peó · b6 negres peó · d6 negres peó · f5 blanques torre · h5 blanques peó · e4 blanques peó · f4 blanques dama · f3 blanques peó · a2 negres torre · f2 negres dama · h2 blanques peó · h1 blanques rei | c8 blanques torre · g8 negres rei · e7 negres alfil · f7 negres peó · g7 negres peó · b6 negres peó · d6 negres peó · f5 blanques torre · h5 blanques peó · e4 blanques peó · f4 blanques dama · f3 blanques peó · a2 negres torre · f2 negres dama · h2 blanques peó · h1 blanques rei | c8 blanques torre · g8 negres rei · e7 negres alfil · f7 negres peó · g7 negres peó · b6 negres peó · d6 negres peó · f5 blanques torre · h5 blanques peó · e4 blanques peó · f4 blanques dama · f3 blanques peó · a2 negres torre · f2 negres dama · h2 blanques peó · h1 blanques rei | c8 blanques torre · g8 negres rei · e7 negres alfil · f7 negres peó · g7 negres peó · b6 negres peó · d6 negres peó · f5 blanques torre · h5 blanques peó · e4 blanques peó · f4 blanques dama · f3 blanques peó · a2 negres torre · f2 negres dama · h2 blanques peó · h1 blanques rei | 1 |
|   | a | b | c | d | e | f | g | h |   |

Després de tres partides de desempat amb el resultat a 2-1, Kariakin estava obligat a guanyar la quartapartida decisiva amb negres. Però en una defensa sicilina, Kariakin de seguida es trobà amb una posició passiva. Va tractar desesperadament de crear contra-joc i això va permetre a Carlsen per acorralar a les negres i acabar la partida i el matx amb un sacrifici de dama que immediatament després seguia l'escac i mat.
Defensa siciliana, variant Prins (ECO B54) 
1. e4 c5 2. Cf3 d6 3. d4 cxd4 4. Cxd4 Cf6 5. f3 e5 6. Cb3 Ae7 7. c4 a5 8. Ae3 a4 9. Cc1 O-O 10. Cc3 Da5 11. Dd2 Ca6 12. Ae2 Cc5 13. O-O Ad7 14. Tb1 Tfc8 15. b4 axb3 16. axb3 Dd8 17. Cd3 Ce6 18. Cb4 Ac6 19. Tfd1 h5 20. Af1 h4 21. Df2 Cd7 22. g3 Ta3 23. Ah3 Tca8 24. Cc2 T3a6 25. Cb4 Ta5 26. Cc2 b6 27. Td2 Dc7 28. Tbd1 Af8 29. gxh4 Cf4 30. Axf4 exf4 31. Axd7 Dxd7 32. Cb4 Ta3 33. Cxc6 Dxc6 34. Cb5 Txb3 35. Cd4 Dxc4 36. Cxb3 Dxb3 37. De2 Ae7 38. Rg2 De6 39. h5 Ta3 40. Td3 Ta2 41. T3d2 Ta3 42. Td3 Ta7 43. Td5 Tc7 44. Dd2 Df6 45. Tf5 Dh4 46. Tc1 Ta7 47. Dxf4 Ta2+ 48. Rh1 Df2 49. Tc8+ (vegeu el diagrama) Rh7 50. Dh6+ 1-0